# Néolithique
Le Néolithique est une période préhistorique marquée par de profondes mutations techniques et sociales, liées à l’adoption par les groupes humains d’un mode de subsistance fondé sur l’agriculture et l’élevage, en lieu et place de celui fondé sur la chasse et la cueillette. C'est une phase de changements fondamentaux, qui a peu d'équivalents dans l'histoire humaine, et qui a souvent été désignée comme une « révolution néolithique ».
En effet, ce changement économique s'accompagne d'autres évolutions majeures, qui sont pour la plupart ses conséquences. Il va généralement de pair avec l'adoption d'un mode de vie sédentaire, par lequel les groupes humains se fixent en un même lieu, le plus souvent dans un village, et cessent d'être mobiles. Les principales innovations techniques de cette période sont la généralisation de l'outillage en pierre polie, la poterie, le tissage, ainsi que le développement de l'architecture domestique et collective, parfois monumentale. C'est plus largement un nouveau mode de vie qui se met en place avec l'économie agricole, qui change profondément les habitudes des êtres humains. Il implique de nouvelles habitudes alimentaires, de nouveaux travaux physiques, avec diverses conséquences négatives sur le niveau de santé. Les sociétés agricoles connaissent une forte croissance démographique, qui entraîne d'importants mouvements migratoires par lesquels le nouveau mode de vie conquiert de nouveaux territoires. L'adoption de l'agriculture implique aussi la mise en place de nouvelles formes d'organisation sociale et économique, sur le long terme moins égalitaires que par le passé, et s'accompagne d'évolutions dans les mentalités et la religion. L'apparition et la diffusion de l'économie agricole entraînent aussi des grands changements environnementaux, car les humains modifient bien plus profondément les paysages que par le passé, pour aménager leurs zones d'habitat et de culture, et diffusent des espèces végétales et animales en dehors de leurs milieux naturels.
La néolithisation, le fait de changer pour devenir une société néolithique, s'est produite de manière très différente selon les régions. Il n'y a pas une seule manière d'adopter l'économie agricole et ses conséquences ne sont pas partout les mêmes, quoi que le processus présente de nombreuses similitudes là où il se produit, même dans des foyers indépendants les uns des autres. Certaines régions ont inventé l'agriculture après une longue phase d'expérimentation de manipulation des plantes et des animaux, parfois en ayant déjà expérimenté la sédentarisation, alors que d'autres l'ont adoptée de l'extérieur, en général après l'arrivée de « colons » pratiquant l'agriculture et l'élevage, qui apportent les différents éléments du mode de vie néolithique et supplantent avec le temps les chasseurs-cueilleurs. L'agriculture débute au Proche-Orient au IXe millénaire av. J.-C. ou un peu avant dans le Croissant fertile. De là elle atteint les autres parties de l'Asie du sud-ouest, le sous-continent indien, l'Asie centrale, mais aussi l'Europe du sud-est au VIIe millénaire av. J.-C., le reste du continent étant colonisé par des vagues de migrants dans les millénaires qui suivent. Elle gagne aussi l'Afrique du nord-est et se diffuse vers le sud par la vallée du Nil. L'agriculture émerge aussi en Chine dans deux foyers, dans le fleuve Jaune et le cours inférieur du Yangzi, au moins à partir du IXe millénaire av. J.-C., où elle entraîne rapidement des changements sociaux similaires à ceux expérimentés au Proche-Orient. Elle entraîne elle aussi des migrations importantes dans plusieurs directions, qui apportent le mode de vie en Asie du sud-est, en Corée et au Japon, aussi vers l'Océanie. La néolithisation du sous-continent indien semble combiner apports extérieurs et innovations locales, dans plusieurs foyers. D'autres foyers d'invention de l'agriculture sont identifiés en Nouvelle-Guinée (à partir de 7000 av. J.-C.), en Afrique de l'ouest (après 3000 av. J.-C.). La culture des plantes apparaît aussi en plusieurs endroits des Amériques, en premier lieu la Mésoamérique vers 8000 av. J.-C., à la même période dans le nord-ouest de l'Amérique du sud (côtes et montagnes) et en Amazonie, et dans l'est de l'Amérique du nord v. 6000 av. J.-C. Ce continent se caractérise néanmoins par le caractère lent des changements, puisqu'il faut plusieurs millénaires pour qu'apparaissent des économies agricoles à proprement parler.
Le Néolithique, dans son acception traditionnelle, prend fin avec l'apparition de l'âge des métaux, donc la diffusion de la métallurgie du cuivre (période dite Chalcolithique). Néanmoins à l'heure actuelle la métallurgie est vue comme une autre des grandes innovations du Néolithique, et ses conséquences sociales et économiques ne sont pas forcément assez significatives pour considérer qu'il y a un changement de période. Il est de toute manière difficile d'établir une coupure nette, et cela dépend également des régions. Il peut être considéré que le Néolithique prend assurément fin avec l'émergence de sociétés plus inégalitaires et « complexes » conduisant à l'émergence des premiers États et des premières villes (la « révolution urbaine »), aussi la mise en place d'économies agricoles plus intensives et hiérarchisées, changements qui coïncident à peu près en Eurasie avec l'apparition puis la diffusion de la métallurgie du bronze.

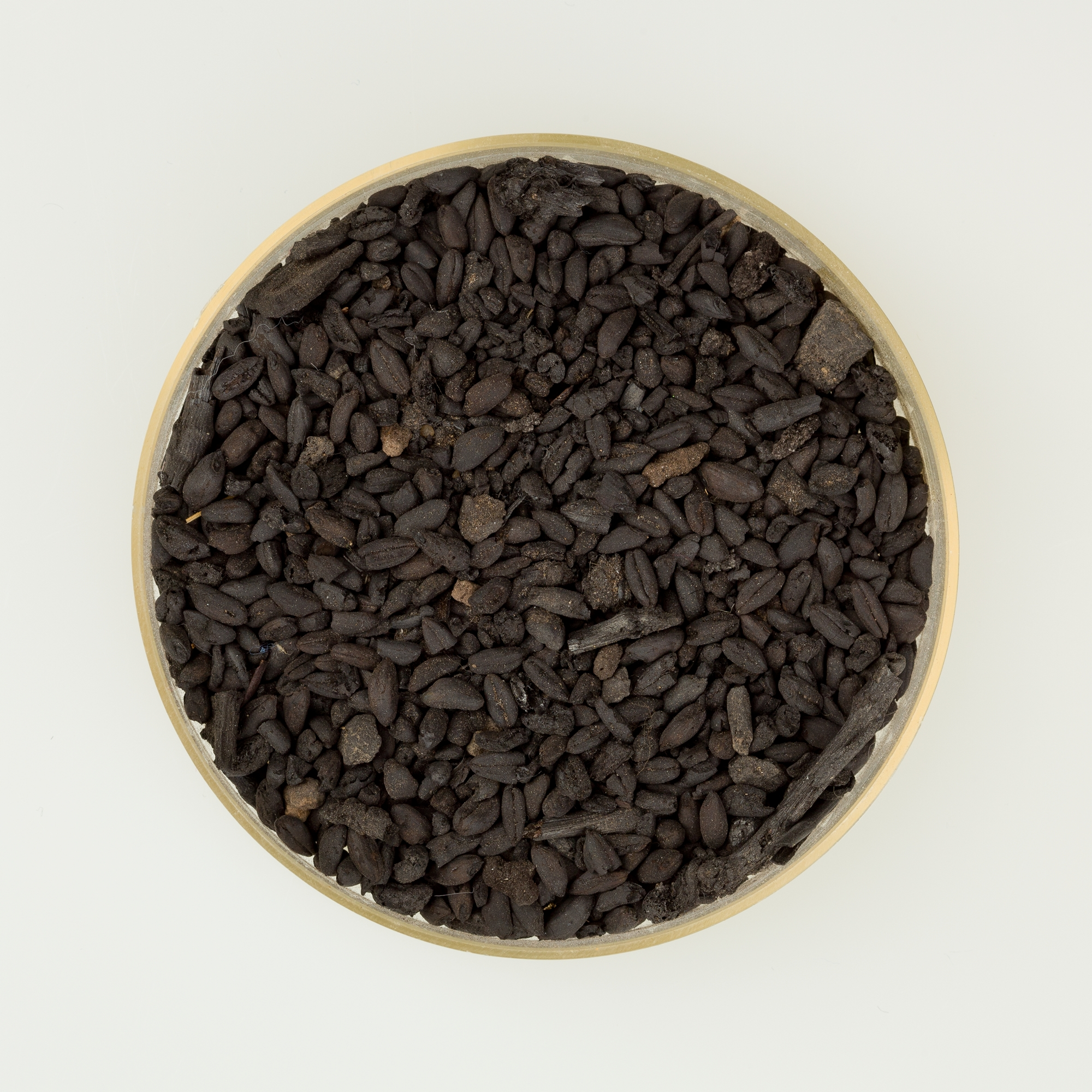
Grains carbonisés provenant de Mérimdé (Basse Égypte), v. 4500-4000 av. J.-C. Metropolitan Museum of Art.

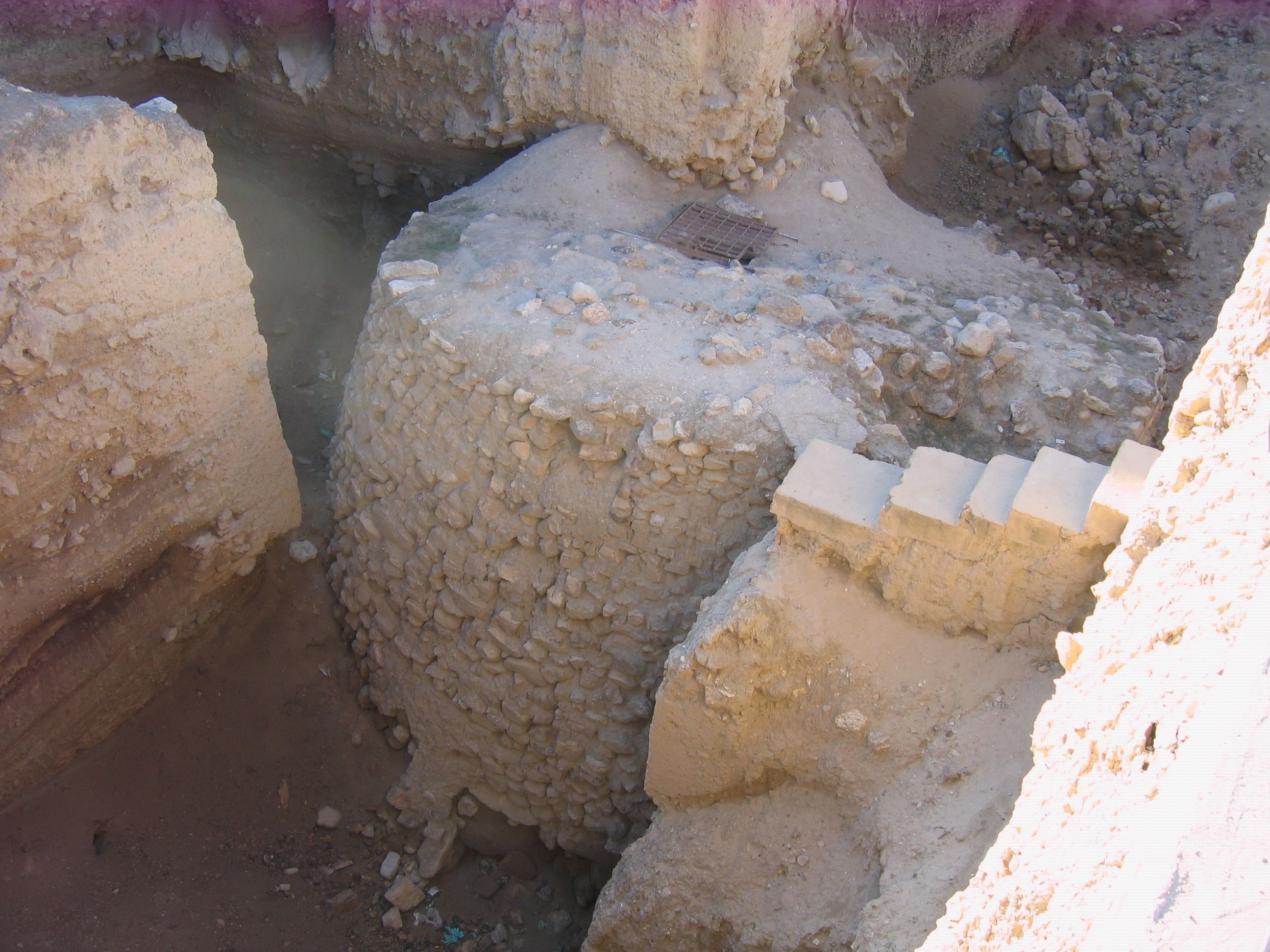
Vestiges de la tour de Jéricho (Tell es-Sultan, Palestine), v. 8000 av. J.-C.

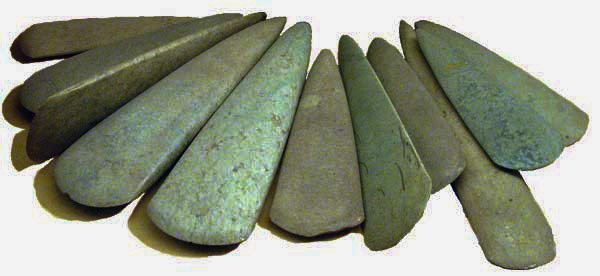
Haches polies découvertes dans le dépôt de Bernon (Arzon, Morbihan).
Ces pièces de grande dimension (15 à 28 cm) datent du Certaines sont en fibrolite locale, d'autres sont en roches vertes alpines et ont probablement été obtenues par échange.

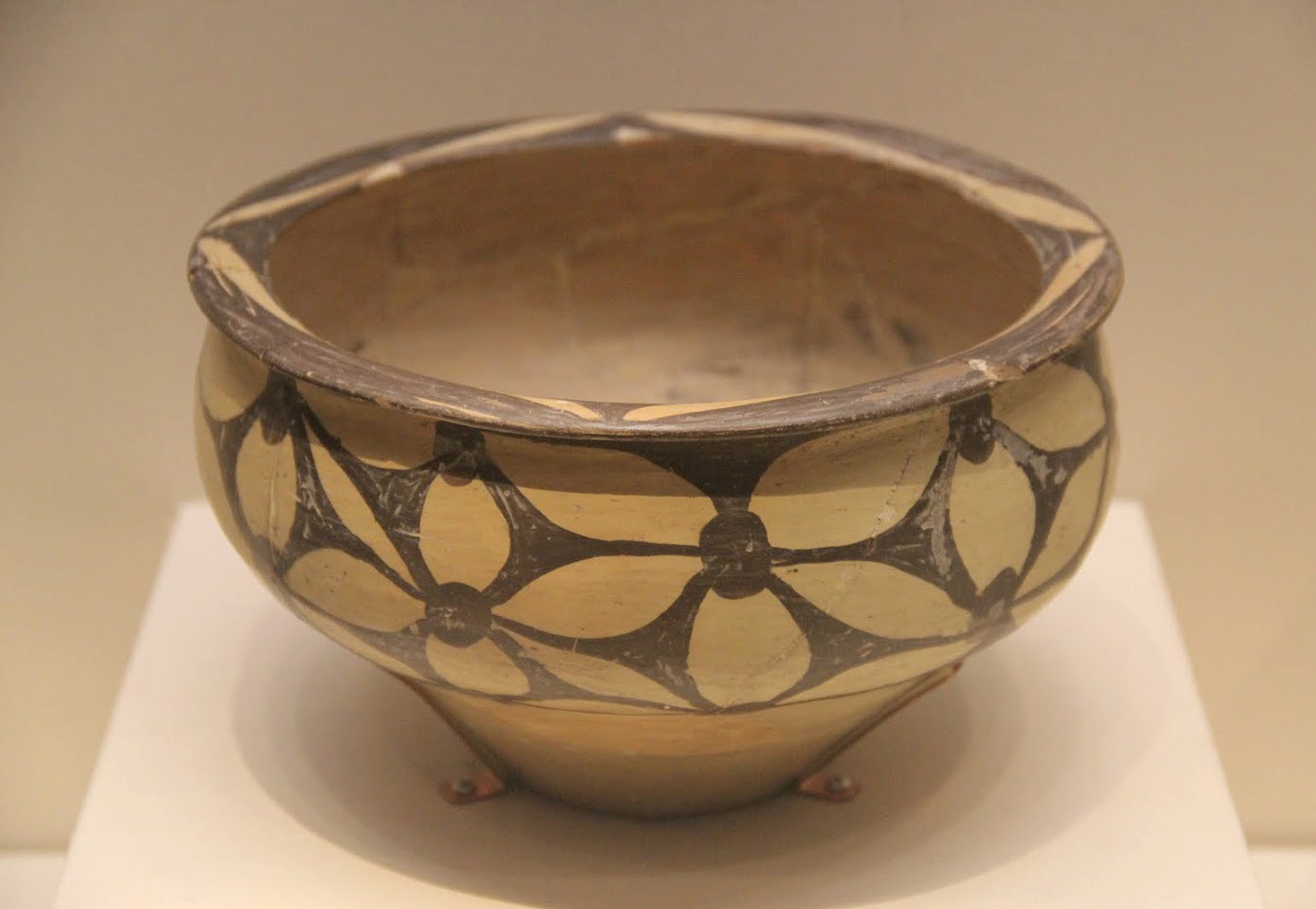
Bassin en terre cuite peinte décor de triangles courbes, produisant un effet de feuilles et fleurs, H 12 cm, D 20 cm. Chine, culture de Yangshao, v. 4000-3500 av. J.-C. Musée national de Chine.

## Définitions et interprétations

### Le concept de «Néolithique»
L'adjectif « néolithique » (du grec νέος / néos, « nouveau », et λίθος / líthos, « pierre ») désigne littéralement l'« âge de la pierre nouvelle ». Ce terme est proposé en 1865 par le préhistorien John Lubbock, qui subdivise l'âge de la pierre en un « âge de la pierre ancienne », taillée, ou « Paléolithique » et un « âge de la pierre nouvelle », polie, ou « Néolithique »,.
Si la définition initiale est fondée sur une innovation technique, elle cède progressivement la place à une définition socio-économique, qui repose sur l'apparition de l'agriculture et de l'élevage grâce à la domestication de certaines plantes et de certains animaux par des groupes humains. Cela marque le passage d'une économie de « prédation » ou de « collecte » de chasseurs-cueilleurs, à une économie de « production » d'agriculteurs-éleveurs. Au Néolithique, les groupes humains n’exploitent plus exclusivement les ressources naturellement disponibles mais commencent à en produire une partie, après avoir domestiqué des plantes et des animaux. La chasse et la cueillette continuent certes souvent à fournir une part substantielle des ressources alimentaires, mais l’agriculture et l’élevage jouent un rôle de plus en plus important, jusqu'à devenir prépondérants. Par ses nombreuses conséquences, c'est un tournant de première importance dans l'histoire humaine. L'agriculture s'accompagne dans la plupart des cas d'un habitat sédentaire. Son adoption entraîne donc l'abandon progressif de la mobilité des groupes de chasseurs-cueilleurs paléolithiques, ce qui constitue un autre changement majeur. Plus largement, le Néolithique est un nouveau « mode de vie », qui suppose une subsistance et une économie à dominante agricole (avec des plantes et des animaux domestiques), un habitat sédentaire dans des villages et hameaux, des innovations techniques dont la fabrication de céramiques et d'outils en pierre polie, une plus grande spécialisation artisanale, etc. Ces éléments caractéristiques des sociétés néolithiques du Proche-Orient et d'Europe ont pu être regroupés en un « paquet » (package) qui se diffuse et propage le nouveau mode de vie, même s'il ne se retrouve pas partout au complet,,. L'apparition de l'agriculture est donc le point commun de toutes les sociétés néolithiques et de toutes les définitions du Néolithique. Mais, suivant les définitions prises par les spécialistes, le périmètre peut être élargi jusqu'à intégrer divers autres éléments techniques et matériels, ainsi que des aspects sociaux, culturels et symboliques (une « domestication » des gens ?).
En fin de compte, le terme « Néolithique » a perdu son sens technique, pour désigner la mise en place, indépendamment dans plusieurs régions du monde, des premières sociétés et économies agricoles,. Les spécialistes actuels parlent souvent de « néolithisation », « l’ensemble des processus qui aboutissent à des modes de vie et de subsistance au sein desquels l’agriculture, l’élevage, la sédentarité jouent un rôle majeur », donc le processus qui conduit au mode de vie néolithique,.

### Une révolution?

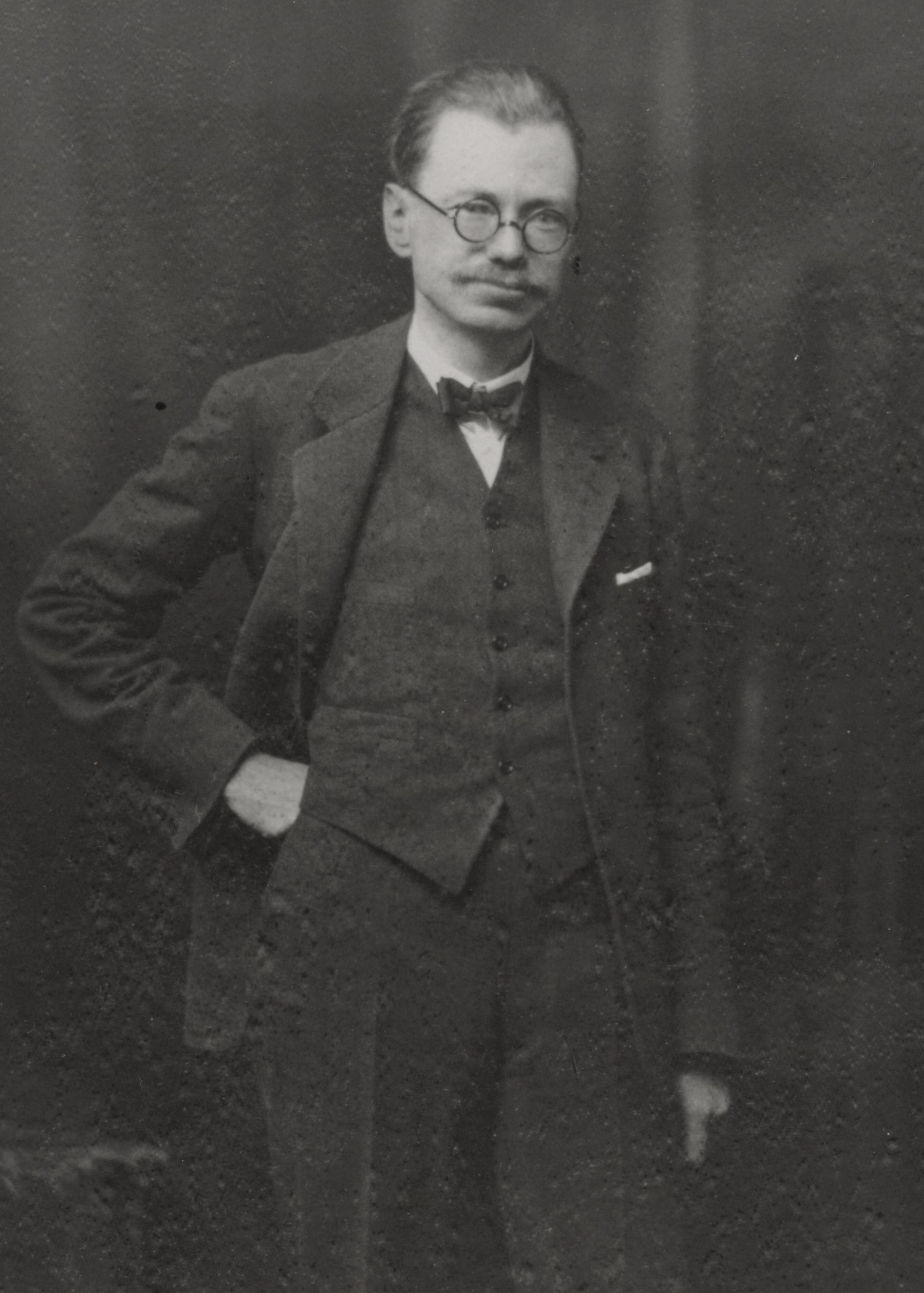
Vere Gordon Childe, qui a développé le concept de « révolution néolithique », photographie des années 1930.

Le passage d'une conception technique à une conception socio-économique du Néolithique doit beaucoup aux travaux de l’archéologue australien Vere Gordon Childe. Celui-ci promeut et popularise en 1925 l'expression de « révolution néolithique » et propose, principalement à partir de l'exemple du Proche-Orient, une synthèse cohérente, qui a une influence capitale sur l'interprétation du Néolithique,. Ce concept est élaboré à partir de celui de révolution industrielle, et ancré dans une vision progressiste de l'histoire humaine : il est marqué par l'émergence de sociétés villageoises productrices de nourriture, succède à la révolution de la domestication du feu et précède la « révolution urbaine » ; il pose donc les conditions pour l'émergence de la « civilisation ». Childe caractérise ce phénomène par plusieurs traits majeurs : culture des plantes et élevage des animaux, qui entraînent une croissance démographique, engendrent des surplus, permettent la sédentarité ; il considère certes ces sociétés comme largement auto-suffisantes, mais admet qu'elles échangent entre elles des biens de luxe ; elles sont en mesure d'entreprendre des travaux collectifs et coopératifs, notamment pour l'agriculture et la sécurité de leurs ressources, en mettant en place des organisations politiques claniques, consolidées par des aspects magiques et religieux ; du point de vue matériel, le Néolithique est selon lui caractérisé par les objets en pierre polie, la céramique, et des instruments de tissage. Ce modèle a été amendé, mais il reste en partie valable lorsqu'il s'agit de déterminer le « package » néolithique évoqué plus haut.
Depuis, l'aspect « révolutionnaire » du Néolithique a été discuté,,. L'hypothèse d'un changement rapide a été remise en question par les progrès des connaissances sur ces périodes, encore très limités au moment où Childe écrit. Les préhistoriens ont fait le constat d'une évolution plus progressive, sur plusieurs millénaires. Ce n'est pas une invention soudaine, mais un processus long et cumulatif, non linéaire, rencontrant parfois des ralentissements voire des échecs, les cultures néolithiques connaissant des crises et des effondrements. Il est aussi non uniforme car il présente des profils très variés selon les régions. Ce n'est pas non plus un phénomène inéluctable, car des sociétés de chasseurs-cueilleurs ont choisi d'autres voies et une partie s'en est tenue à l'écart volontairement. La vision de ces changements comme un ensemble de progrès positifs menant les humains vers « la » civilisation qu'avait décrit Childe a été relativisée et remise en question. Mais la néolithisation n'en demeure pas moins une rupture fondamentale dans l'histoire humaine, qu'on l'envisage encore les mutations qu'elle apporte comme une « révolution néolithique », par leur importance et en dépit de leur longue durée, ou bien comme une phase de « transition néolithique ».

### La recherche des causes et des conditions
De nombreuses discussions portent sur la question de savoir pourquoi le passage du mode de vie paléolithique au mode de vie néolithique s'est accompli, et ce dans plusieurs foyers indépendants et à peu près contemporains. La problématique est en général envisagée de manière à chercher à comprendre pourquoi les humains abandonnent le mode de vie de chasseurs-cueilleurs qui leur a permis de vivre pendant plusieurs centaines de milliers d'années sans avoir besoin d'en changer jusqu'alors,.
Les théories anciennes considèrent que des facteurs externes, principalement un changement du climat et/ou une croissance démographique, auraient contraint certains groupes humains à adopter l'agriculture pour survivre, en développant une méthode plus fiable et régulière d'avoir des aliments. Ces approches ont été contestées par d'autres qui ont plutôt insisté sur des facteurs internes, sociaux, mentaux et religieux, qui auraient poussé les humains à développer l'agriculture. Les opinions actuelles plaident plutôt en faveur d'une combinaison de ces facteurs,. Le processus s'inscrit sur une longue période et implique « le climat, la démographie, des décisions économiques rationnelles, des réponses biologiques des plantes et des animaux aux interventions humaines, des opportunités et des tensions sociales, aussi bien qu'une reformulation de la place de l'humanité dans l'univers à travers le rituel et la religion » (M. Zeder et B. Smith).
La coïncidence de l'émergence des différentes domestications en plusieurs points du globe, sans qu'il y ait de lien direct entre celles-ci, sur une période d'en gros cinq millénaires, qui est brève au regard des 300 000 ans d'Homo sapiens, s'explique sans doute en partie par l'évolution des capacités psychiques des humains. Incontestablement, le changement des conditions environnementales à l'échelle globale consécutives à la fin de la dernière période glaciaire est un facteur déterminant. Si l'on compare les différents foyers, il semble qu'au moins trois éléments principaux doivent être réunis pour que la néolithisation se produise : un environnement favorable et stable (ni trop abondant, ni trop riche en ressources ; avec des espèces domesticables), un certain niveau technique et économique (une connaissance de la croissance des plantes, des animaux, du stockage, etc.) et enfin la volonté de procéder à des actions qui modifient dans la durée le rapport des humains à l'environnement (avec une volonté de dominer la nature ?),,.

### Une mauvaise idée?
Avec le temps s'est imposée l'idée qu'il ne fallait pas considérer que les progrès accomplis durant le Néolithique s'accompagnent uniquement de bienfaits pour les humains qui adoptent le nouveau mode de vie, au contraire. L'anthropologue Marshall Sahlins a ainsi considéré que les chasseurs-cueilleurs avaient des conditions de vie que pourraient leur envier les agriculteurs-éleveurs, notamment un temps de travail plus faible mais suffisant à assurer leur subsistance. Les études sur la santé au Néolithique ont identifié plusieurs domaines dans lesquels les conditions des humains se dégradent, notamment la santé. L'explosion démographique entraînée par la néolithisation aurait notamment eu pour conséquence une course au progrès technique, une augmentation des inégalités sociales, aussi un essor de la violence. Il est possible d'y déceler l'origine de l'« Anthropocène » et de la surexploitation de l'environnement. Faut-il donc voir dans l'invention de l'agriculture un mauvais choix, voire « la pire erreur de l'histoire de l'humanité » (J. Diamond) ? Ces visions catastrophistes et culpabilisantes du Néolithique, qui est interprété à la lumière des problèmes du présent, sont tempérées par les spécialistes de la période, qui refusent de se prononcer sur la pertinence du choix d'inventer l'agriculture (qui est un fait passé et irrévocable). Ils considèrent que le Néolithique ne peut être tenu comme responsable de la situation présente, mais fait partie d'une succession de choix sociaux, économiques et politiques qui y ont conduit. Les changements liés à la néolithisation n'ont donc pas fatalement et inéluctablement conduit au présent,,,.

### La diversité des situations
Les progrès des connaissances sur les différentes sociétés effectuant la transition du mode de vie paléolithique au mode de vie néolithique ont révélé une grande diversité de profils,.
Si le modèle de la néolithisation du Proche-Orient et de l'Europe sert de référence, il ne s'agit que d'une trajectoire parmi d'autres voies possibles vers la néolithisation. Les autres régions du monde qui ont développé l'agriculture n'ont pas emprunté exactement le même chemin et n'ont pas fait les mêmes choix. Certes le Néolithique chinois ressemble à celui du Proche-Orient avec une chronologie différente (la céramique apparaît avant l'agriculture et la sédentarité). Mais les Amériques s'en distinguent en domestiquant un très grand nombre de plantes et très peu d'animaux, en ayant une longue période de pratique de cultures d'appoint par des chasseurs-cueilleurs, sans agriculture à proprement parler ; certaines sociétés néolithisées restent mobiles en pratiquant un nomadisme pastoral et accordant moins d'importance à la culture des plantes (en Afrique, en Asie centrale) ; les pays tropicaux développent des pratiques culturales spécifiques, guidées par leur environnement, reposant sur l'horticulture et la sylviculture ; etc. Le phénomène doit donc être envisagé sous l'angle de la diversité : il y a des néolithisations plutôt qu'une seule néolithisation, et ce concept n'est pas forcément universel. Du reste, la pratique de l'agriculture est dans plusieurs cas dissociée de celle des autres éléments du « package » traditionnel (sédentarité, céramique, pierre polie), voire se limite à une sélection de certaines plantes et animaux domestiqués permettant une forme réduite de production de nourriture, intégrée dans une économie restant largement fondée sur la collecte. Devant ce constat, pour certaines parties du monde il existe des discussions quant à savoir s'il faut ou non utiliser le terme de Néolithique, car les éléments caractérisant ce phénomène au Proche-Orient et en Europe ne sont pas tous réunis, si ce n'est majoritairement absents, à l'exception de l'apparition d'une forme de production de nourriture. Si le terme est employé pour la Chine, dans les Amériques lui est en général préférée une périodisation locale. En Afrique, une partie des spécialistes rejette l'usage du concept de néolithisation, car ils jugent qu'il reviendrait à imposer à ce continent un modèle évolutif extérieur et non pertinent,,,.
Si on ajoute à cela le fait qu'une partie des sociétés humaines conserve le mode de vie mobile de chasseur-cueilleur (certes de moins en moins au fil du temps), et le pratique sous différentes modalités, l'humanité devient durant les premiers millénaires de l'Holocène bien plus diverse culturellement qu'elle ne l'était par le passé. Les travaux récents ont également conclu sur le fait que la séparation entre les chasseurs-cueilleurs(-pêcheurs) ou collecteurs (foragers en anglais) et les agriculteurs-éleveurs ne sont pas aussi tranchées qu'on ne l'envisage souvent. Ont été identifiées des sociétés pratiquant une agriculture ou une horticulture de complément tout en conservant une subsistance reposant essentiellement sur la collecte, et sans forcément être sédentaires, ou encore des sociétés sédentarisées et novatrices techniquement (céramique, stockage) mais qui ne pratiquent pas l'agriculture (parfois par choix). Cela appelle donc à revoir ce qui est considéré comme néolithique et ce qui ne l'est pas, les limites entre les deux étant floues. Cela donne aussi une grande importance aux questions sur la diffusion et l'adoption du mode de vie néolithique, ou du moins d'éléments de celui-ci, par les chasseurs-cueilleurs qui entrent en contact avec des paysans, ou à l'inverse le refus de celui-ci (des « résistances »). Là encore les situations et les modalités sont très variées,,.
Les progrès des connaissances sur la néolithisation des différentes parties du monde ont donc révélé des contre-exemples au modèle traditionnel, des situations régionales très variées, parfois même dans des lieux voisins, et en fin de compte la grande complexité du phénomène désigné comme la néolithisation. Au point de rendre les généralisations difficiles, si ce n'est impossibles : « Le « Néolithique » est devenu une période tellement longue et tellement de choses se passent à des moments différents, à des rythmes différents et de différentes manières localement, que toute tentative de construire un grand récit semble vouée à l'échec » (I. Hodder).

### Bornes chronologiques
Reflet de cette variété, les limites chronologiques du Néolithique varient selon les régions (au moins celles où l'emploi de ce terme est couramment admis).
Le début du phénomène de néolithisation coïncide avec le développement de l'agriculture, donc la domestication des plantes et des animaux. Cela est difficile à dater avec précision, d'autant plus que c'est précédé par une longue phase de manipulations conduisant à la domestication, qui peut être incluse dans l'étude du Néolithique. En tout cas ce début survient plus tôt au Proche-Orient. Il succède à des phases de transitions, marquant la fin du Paléolithique, appelées en Eurasie Mésolithique (l'« âge de la pierre médian ») et/ou Épipaléolithique (« après le Paléolithique »),,.
La fin de la période varie également selon les endroits : le début de la métallurgie marque traditionnellement le passage de l'« âge de la pierre » à l'« âge du métal », même si en pratique les changements sociaux ne sont pas toujours manifestes. En Europe et au Moyen-Orient, on parle de période Chalcolithique, un « âge du cuivre et de la pierre », qui peut être considérée en Europe comme une phase finale du Néolithique et étudiée avec, la véritable rupture étant la « révolution urbaine ». Dans le monde indien, le Chalcolithique est souvent intégré dans la même phase que le Néolithique, et cette période peut être prolongée jusqu'au début de l'âge du fer en l'absence d'un âge du bronze clairement défini. En Chine, la fin du Néolithique coïncide avec le début de l'âge du bronze, qui est aussi le moment où s'enclenche le processus de formation des premiers États archaïques.
Périodisations pour les principales régions couramment considérées comme ayant une période néolithique à proprement parler :
- Proche-Orient (régions du « Croissant fertile ») : Néolithique précéramique A v. 9600-8800 av. J.-C. ; Néolithique précéramique B v. 8800-6500 av. J.-C. ; Néolithique céramique v. 6500-6000 av. J.-C. (date de fin imprécise)[47] ; avec au Levant méridional parfois l'ajout d'un Néolithique précéramique C v. 6600-6250 av. J.-C., et un Néolithique céramique plus long jusqu'au début du Ve millénaire av. J.-C.[48] ;
- Europe : décalages selon les régions, avec au plus large un début v. 7000 av. J.-C. au sud-est du continent et une fin après 2000 av. J.-C. au nord[49], ou de façon plus restreinte 6500-2500 av. J.-C., les découpages chronologiques internes étant généralement faits en fonction des cultures à une échelle régionale[50].
- Chine (fleuve Jaune et Yangzi) : Néolithique ancien v. 7000-5000 av. J.-C. ; Néolithique moyen v. 5000-3000 av. J.-C. ; Néolithique récent v. 3000-2000 av. J.-C.[51].

## Sources et méthodes
Comme toute période préhistorique précédant l'invention de l'écriture, les périodes néolithiques sont documentées uniquement par des découvertes archéologiques, qui étudient les restes matériels de l'activité humaine. Ce que l'on découvre sur un site archéologique relève de différentes catégories : des artéfacts, objets portatifs fabriqués par les hommes, comme les outils en pierre, les récipients en céramique, les éléments de parure, etc., des éléments non portatifs comme les fours et les foyers, des structures construites comme les maisons, les enceintes, etc., des écofacts, vestiges animaux, végétaux ou minéraux qui n'ont pas fait l'objet de transformation, comme les restes de plantes cuisinées ou stockées, des pollens, des ossements d'animaux, des charbons, etc. et des restes humains. Le degré de préservation de ces éléments est très variable d'un site à l'autre, notamment en fonction des conditions climatiques, mais pour des périodes préhistoriques ils ont généralement disparu en grande partie, en dehors de contextes exceptionnels comme les villages préservés en milieu humide (villages lacustres alpins, villages lacustres et côtiers de la culture chinoise de Hemudu).

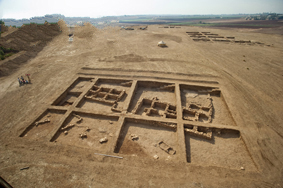
Zone de fouilles du site néolithique de Shir (Syrie), fouillé entre 2006 et 2010.
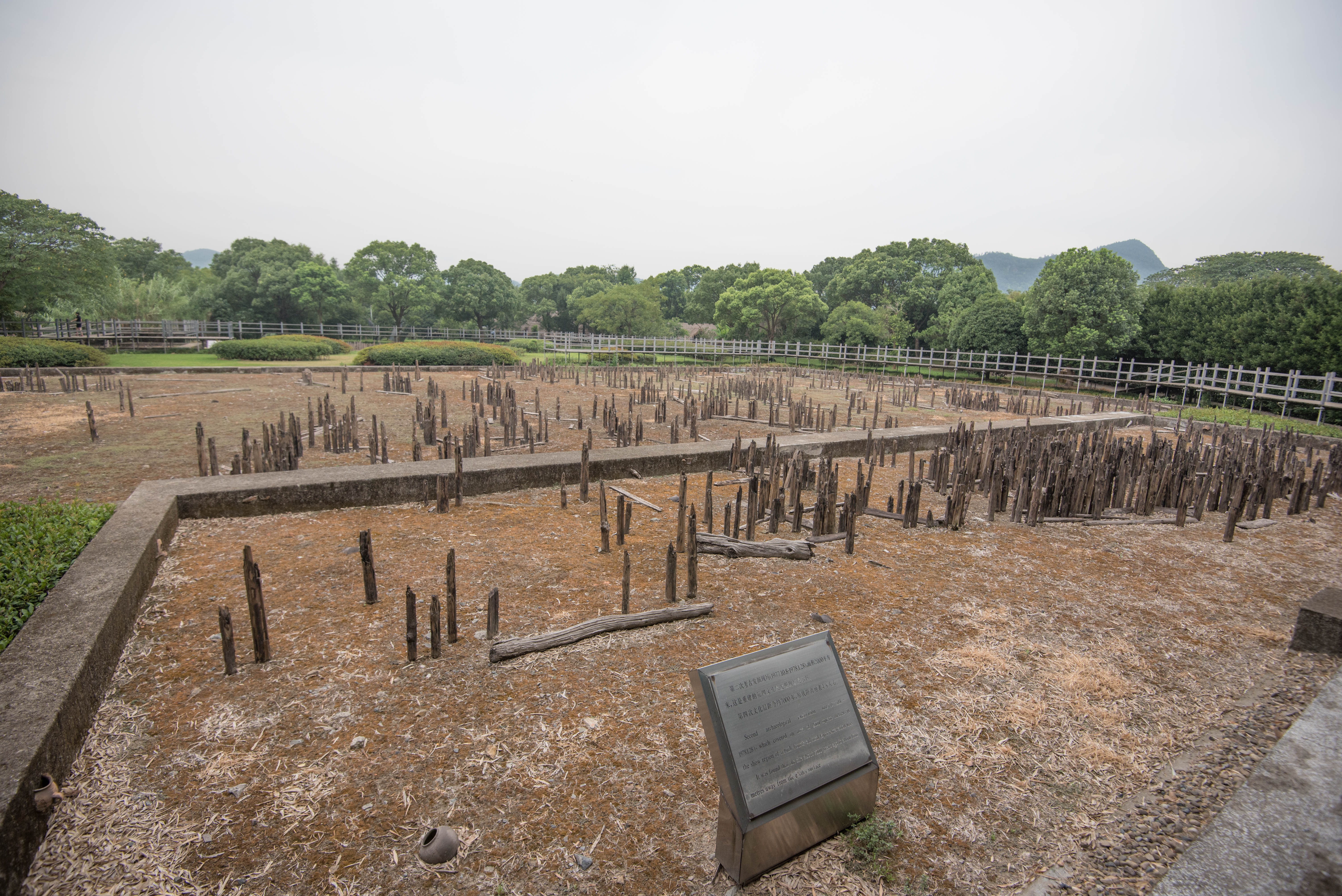
Vestiges du site de Hemudu (Chine, Zhejiang), village sur pilotis en milieu humide.
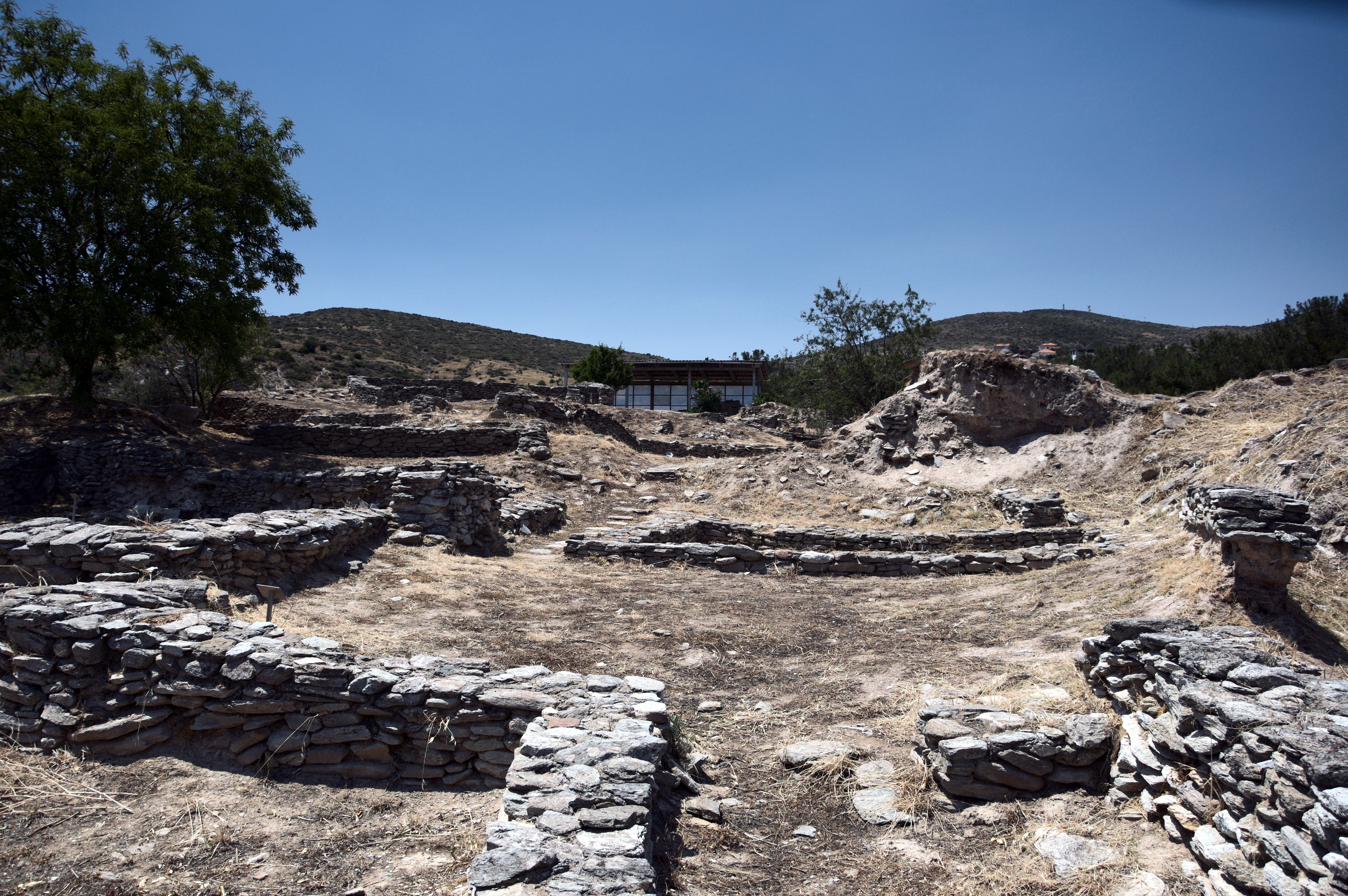
Le site archéologique de Sesklo (Grèce), architecture en pierre.

L'exploitation des découvertes archéologiques s'est enrichie au fil du temps des progrès scientifiques qui ont permis de les affiner. C'est en particulier le cas des méthodes de datation, qui ont progressé grâce à la méthode de datation au carbone 14, malgré le fait qu'elle donne des dates approximatives, et également la dendrochronologie qui permet d'obtenir des datations précises à partir de restes de bois,. L'analyse des restes biologiques humains, animaux, végétaux et minéraux (bioarchéologie) s'est aussi considérablement améliorée et spécialisée, permettant de mieux connaître l'alimentation des humains du Néolithique, leurs conditions sanitaires, la circulation des produits et des personnes, les environnements du passé, etc.,,. La paléogénétique a fait considérablement progresser les connaissances sur l'origine et la diffusion des espèces animales et végétales domestiques, et aussi sur les migrations humaines qui ont concouru à la diffusion de l'agriculture et de l'élevage,,. L'archéologie expérimentale permet de mieux comprendre les techniques du passé, en reconstituant les méthodes de taille de pierre ou des pratiques agricoles.
Pour pallier l'absence de source écrite dans l'interprétation des données retrouvées par l'archéologie, il est courant de procéder par comparaison avec des cultures de chasseurs-cueilleurs ou d'agriculteurs analysées par l'ethnographie, dont les conditions matérielles s'apparentent à celles des sociétés néolithiques. Cette démarche, certes indispensable pour avoir des indices et permettre d'approcher des époques très éloignées du présent et des manières modernes d'agir et de penser, n'est pas gage de vérité, loin de là. La comparaison ne fournit pas une explication assurée, et bien souvent plusieurs exemples sont susceptibles de correspondre à une situation observée par l'archéologie, ce qui laisse plusieurs possibilités d'interprétation,.
La linguistique historique est également mobilisée pour mieux connaître les sociétés néolithiques : la répartition des langues appartenant à une même famille peut fournir des informations sur les migrations humaines qui ont accompagné la diffusion de l'agriculture ; l'analyse des mots, notamment ceux reliés à l'agriculture (espèces, outils), et la datation de leur introduction dans le vocabulaire, permet d'estimer à quel moment une société a adopté une nouvelle pratique.

## Contexte et antécédents

### Changements du climat et de l’environnement
Le Néolithique survient après la fin d'une période glaciaire, durant une période de réchauffement du climat terrestre (interglaciaire) qui marque la fin du Pléistocène et le début de l'Holocène, dont le début est situé vers 10000 av. J.-C., et qui est toujours en cours. Avant cela, le dernier maximum glaciaire, la période la plus froide du dernier âge glaciaire, avait pris place sur la période 21000-15500 av. J.-C., durant laquelle d'immenses étendues de glaciers se sont formées sur le nord de l'Europe et de l'Amérique, causant une aridification du climat, avec une extension des déserts et une forte baisse du niveau des mers (jusqu'à -100 mètres par rapport aux niveaux modernes). Le réchauffement, qui débute vers 18000 av. J.-C., est irrégulier : vers 13000-11000 av. J.-C. la phase (interstade) appelée Bølling-Allerød en Europe est marquée par des températures voisinant celles de l'époque moderne, mais un refroidissement survient ensuite, durant le Dryas récent (v. 11000-10000 av. J.-C.). Puis un réchauffement très rapide survient après 10000 av. J.-C. (autour de 9600 av. J.-C.), marquant le début de l'Holocène.

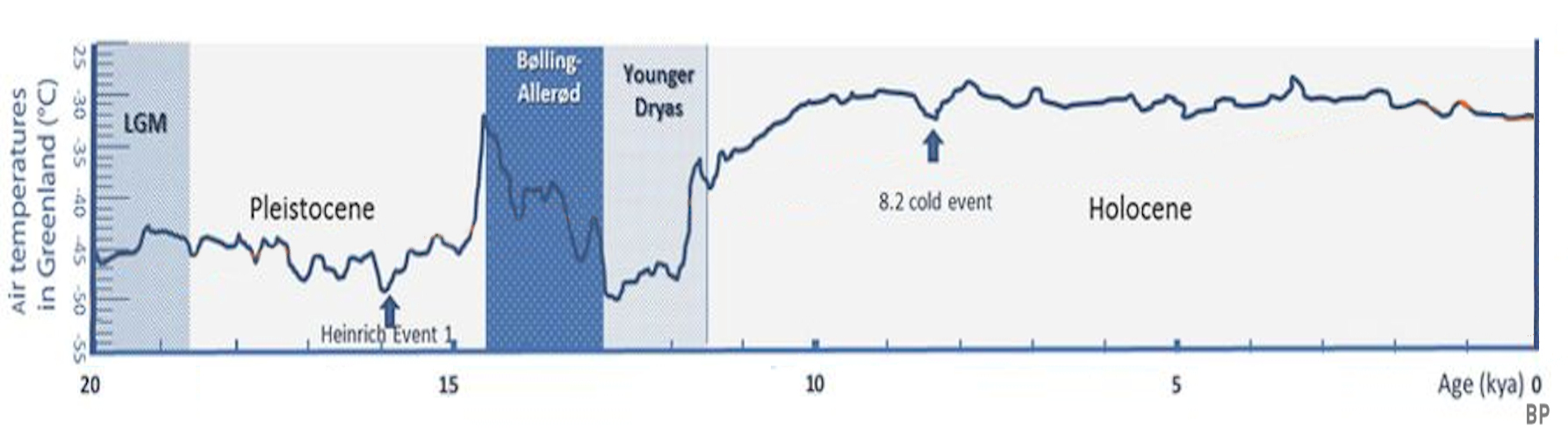
Évolution des températures sur les 20000 dernières années, selon les carottes de glace prélevées au Groenland[65].

Les premiers millénaires de l'Holocène sont donc marqués par des changements environnementaux liés au réchauffement du climat (qui atteint les niveaux actuels vers 9000 av. J.-C.). La fonte des glaces se produit, certes à un rythme lent, ayant pour conséquence une remontée du niveau des mers sur plusieurs millénaires (transgression flandrienne) et donc une diminution des surfaces émergées, le phénomène étant complexifié dans les hautes latitudes par une remontée de la surface terrestre en raison de la fonte des glaciers (isostasie) qui fait que le niveau des mers connaît ensuite une légère régression. Le tracé des côtes est à peu près stabilisé vers 3000 av. J.-C. Cela entraîne d'importants changements géographiques. La remontée du niveau des mers isole du continent et sépare les îles orientales de l'actuelle Asie du Sud-Est insulaire (Sumatra, Java, Bornéo), celles de l'archipel japonais, de Grande Bretagne, etc., renfloue le détroit de Béring, le golfe Persique et la mer Baltique, etc. La hausse des températures et l'humidification du climat bouleverse les milieux végétaux : la forêt boréale (taïga) de pins, de peupliers et de bouleaux est repoussée plus au nord et remplacée par la forêt tempérée de chênes, de hêtres et d'ormes, la zone de convergence intertropicale remonte plus au nord et déplace des zones à saisons abondamment pluvieuses (moussons), ce qui entraîne notamment un climat plus humide au Sahara (Sahara vert). Du point de vue de la faune, cette période est marquée par l'extinction du Quaternaire, qui voit la disparition des grands mammifères, la « mégafaune » caractéristique du Pléistocène récent (mammouth, mastodonte, rhinocéros laineux, cerf géant, tigre à dents de sabre, etc.). Les évolutions de l'environnement sont manifestement une des causes de ces disparitions, mais la chasse humaine est aussi un facteur qui a dû jouer.

### Les sociétés de la fin du Paléolithique
Au niveau des sociétés humaines, les changements sociaux et économiques s'accélèrent durant les périodes de la fin du Paléolithique, correspondant au Paléolithique supérieur ainsi qu'au Mésolithique et à l'Épipaléolithique en Eurasie (v. 35/30000-7000 av. J.-C. au plus large). C'est en bonne partie lié aux évolutions climatiques, mais pas seulement car les évolutions se décèlent dès les derniers millénaires de l'âge glaciaire. Dans plusieurs régions du monde sont identifiées des sociétés de collecteurs mobiles organisés en bandes qui mettent en place diverses méthodes collectives afin d'intensifier et de diversifier leurs moyens de subsistance, qu'il s'agisse de la chasse, de la cueillette ou de la pêche (à large spectre ou plus sélectives), aussi des méthodes de gestion (management) plus intentionnelle de ces ressources, qui peuvent être vues comme des préludes des domestications des plantes et des animaux (même si celles-ci ne doivent pas être considérées comme inéluctables). Cette dernière commence assurément à cette époque par la domestication du chien. L'essor de la consommation de plantes à graines, notamment les céréales et les légumineuses, se repère par le développement du matériel de broyage et celui des dispositifs de stockage permettant de différer leur consommation. Quelques régions du monde développent les premières céramiques, qui facilitent la consommation de ces denrées : Chine vers 18000, Japon vers 14000, Afrique occidentale vers 10000. Le développement de la pierre polie permet de réaliser des lames de hache et de herminette qui facilitent le travail de défrichement. Les lames de silex de plus en plus fines, les microlithes, permettent de réaliser des pointes de flèches qui apportent des changements importants aux stratégies de chasse (plus individuelles ?) et des lames de faucilles permettant de récolter plus aisément des plantes. Apparaissent aussi les pirogues, les nasses et filets de pêche. L'intensification de l'exploitation des milieux s'accompagne d'une réduction de la mobilité, et même de premières formes de sédentarités en certains endroits (au Proche-Orient natoufien vers 12000, peut-être dans le Gravettien d'Europe orientale vers 18000-14000), avec aussi le développement de nécropoles et d'inhumations témoignant d'évolutions mentales,,,,,,.

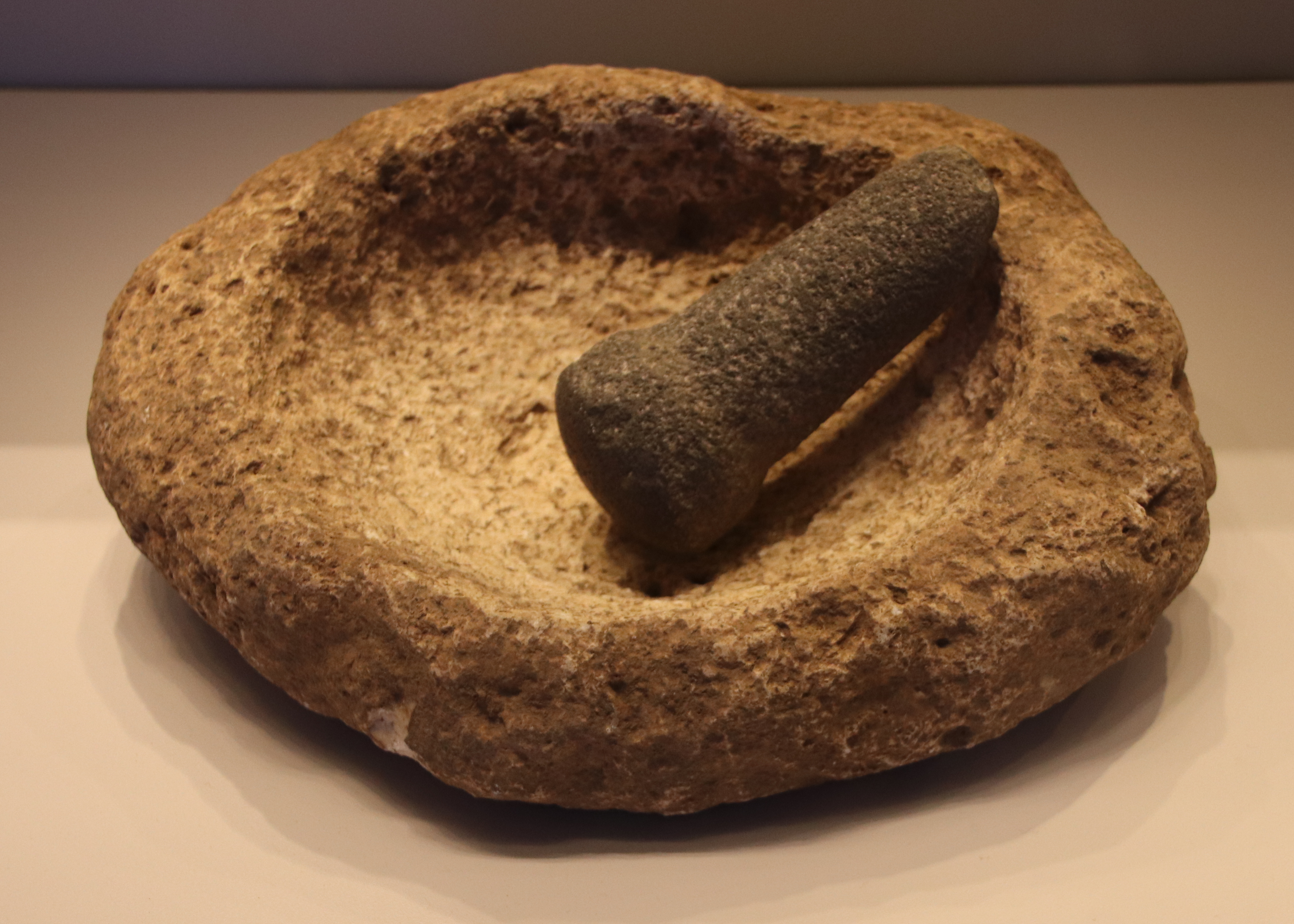
Mortier en basalte et pilon en calcaire provenant de Nahal Oren (Israël), Natoufien ancien (v. 12500-11000 av. J.-C.). Musée d'Israël.
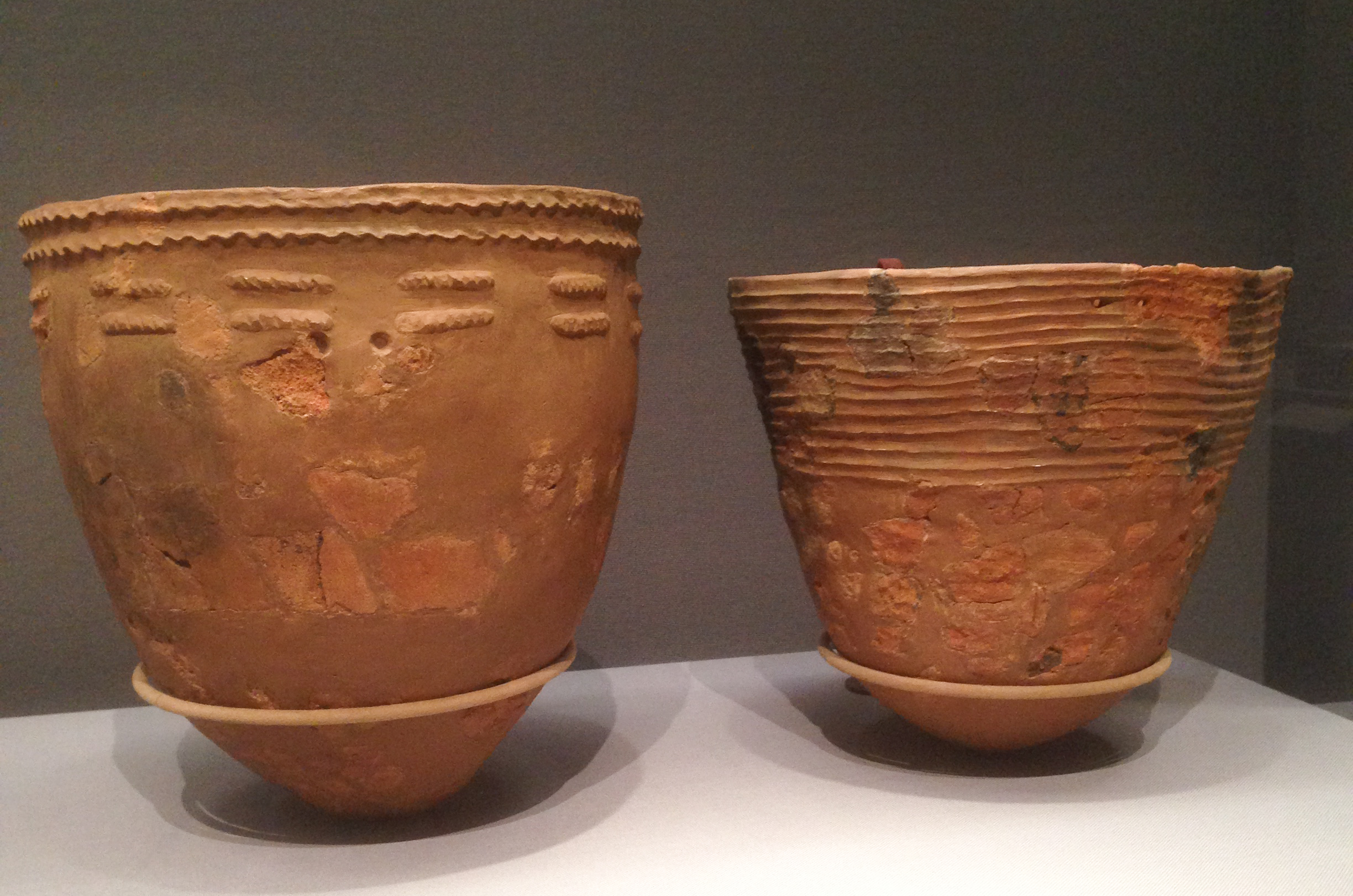
Deux bols profonds en terre cuite de la période Jomon Initial (11000 - 7000 av. J.-C.). Musée National de Tokyo.
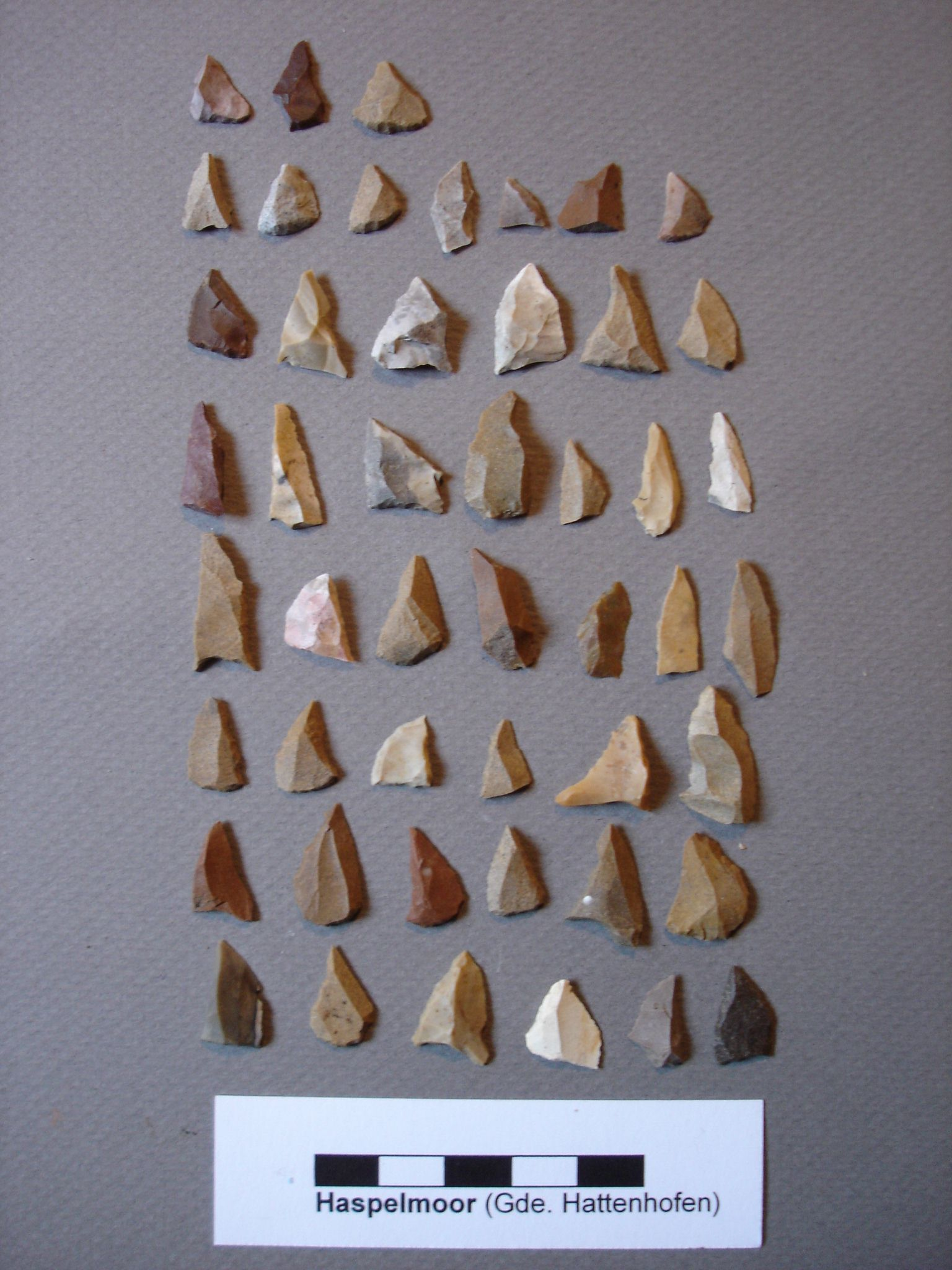
Microlithes du Mésolithique européen, Haspelmoor (Allemagne).

Cela renvoie à la question des racines du Néolithique et des conditions nécessaires pour que le processus s'enclenche. Bien des sociétés ont en effet disposé du bagage technique et culturel nécessaire sans pour autant développer une agriculture. Pour l'Europe et le Proche-Orient de la fin du Paléolithique, le principal frein pourrait avoir été le climat défavorable, ce qui explique les nombreux soubresauts du développement de ces sociétés (des échecs de néolithisation ?), avant que l'amélioration des conditions qui a lieu au Xe millénaire av. J.-C. ne permette les débuts de l'agriculture au Levant. Dans d'autres parties du monde, il faudrait plutôt regarder du côté de l'immatériel, de la pensée et des choix, comme au Japon de Jomon où toutes les conditions matérielles étaient réunies pour aboutir au développement d'une agriculture à proprement parler, sans qu'il ne soit survenu car d'autres méthodes de subsistance ont été élaborées.
Un phénomène majeur de ces millénaires est le premier peuplement de l'Amérique, jusqu'alors vide d'humains. Cela est rendu possible par le fait que le détroit de Béring est à sec au moins sur plusieurs périodes d'environ 32000 à 10000 avant notre ère. La date d'entrée des premiers d'entre eux en Amérique est débattue : on trouve déjà une occupation humaine à Monte Verde au Chili vers 12600 av. J.-C., donc les humains sont déjà arrivés sur le continent à ce moment-là, peut-être dès 20000 av. J.-C. (ou plus tôt). À la fin de l'ère glaciaire, les différents milieux habitables du continent américain sont occupés par des groupes de chasseurs-cueilleurs, encore très limités en nombre, qui ont commencé à se les approprier et à exploiter leurs ressources. Cette phase d'adaptation a posé les bases des premières domestications. Le début de l'Holocène favorise leur essor démographique, visible après 10000 av. J.-C.,.

## Les néolithisations dans le Monde
Le passage du Paléolithique au Néolithique s'effectue dans d'autres régions du monde durant le début de l'Holocène (v. 10000-7000 av. J.-C.) et aussi le milieu de l'Holocène (v. 5000-2000 av. J.-C.) : au moins 11 de ces foyers de domestications « primaires » ou « originaux » ont été identifiés, mais en admettant l'existence de foyers mineurs il pourrait y en avoir une vingtaine.
Puis des foyers secondaires et des fronts de néolithisation émergent, dans un vaste mouvement global d'expansion du mode de vie néolithique, qui gagne la majeure partie de la planète. Cela réduit progressivement l'espace occupé par les chasseurs-cueilleurs, qui sont repoussés partout où ils rentrent en contact avec les sociétés néolithisées. La diffusion de ce dernier se fait suivant plusieurs modalités, le plus souvent enclenchée par des migrations de groupes d'agriculteurs-éleveurs s'implantant sur de nouveaux territoires favorables à l'agriculture (une « colonisation ») et entrant en contact avec des chasseurs-cueilleurs qui dans la plupart des cas finissent par disparaître. Dans certains cas il y a assimilation des seconds par les premiers, entraînant leur absorption ; le phénomène peut se faire dans la violence. Dans d'autres, il y a une acculturation par une coexistence prolongée, qui aboutit à l'adoption du mode de vie néolithique,.
En tout cas les chemins conduisant à la mise en place de sociétés et d'économies néolithiques sont divers et irréguliers. Le processus n'est pas strictement linéaire, car il y a aussi des ralentissements de la progression voire des reculs temporaires du mode de vie néolithique (y compris des « effondrements » de cultures), avec parfois des retours à un mode de vie plus mobile et moins agricole. Sont aussi attestés quelques cas de refus voire de fuite de chasseurs-cueilleurs, qui choisissent de préserver leur mode de vie. Le processus n'est pas non plus uniforme. Le modèle proche-oriental avec son « package » caractéristique reposant sur l'agriculture céréalière, l'élevage d'ongulés, la vie villageoise et la céramique, ensuite diffusé en Europe, ne se retrouve pas tel quel ailleurs, même si de nombreux points communs sont attestés. Les dispersions du mode de vie néolithique présentent des profils variés, qui peuvent se faire par des adoptions limitées à certains éléments, ou dans un ordre chronologique différent. Les approches du phénomène à grande échelle peuvent être contrebalancées par d'autres à une échelle locale, qui révèlent une grande quantité d'ajustements, aboutissant à une « mosaïque » de modes de subsistance dérivant de l'adoption de l'agriculture. Les comparaisons des néolithisations à l'échelle mondiale devraient permettre de mieux identifier ces variations.

### Proche-Orient / Asie du sud-ouest

Localisation des principaux ensembles géographiques du Néolithique du Proche-Orient (v. 10000-5500 av. J.-C.).

Localisation des foyers identifiés pour les domestications des céréales au Proche-Orient : agriculture pré-domestique (italique) et domestications morphologiques (droit).

Le Proche-Orient est entendu dans les études sur le Néolithique comme une région allant de la mer Méditerranée jusqu'au Zagros, de la mer Rouge et du golfe Persique jusqu'aux monts Taurus. On y trouve notamment le « Croissant fertile », qui dans son acception actuelle est un espace biogéographique qui s'étend en gros sur le Levant et les versants et piémonts du Taurus et du Zagros, zone écologique qui comprend les plantes et animaux sauvages à l'origine des premières espèces domestiquées. Les régions voisines d'Asie du sud-ouest participent à des degrés et rythmes divers au processus de néolithisation, souvent sous l'influence des précédentes.

#### La néolithisation du Proche-Orient
Les sociétés de chasseurs-cueilleurs de l'Epipaléolithique (v. 22/21000-9600 av. J.-C.), période qui marque la fin du Paléolithique au Proche-Orient, modifient leur mode de vie de manière importante : l'arc permet une chasse plus diversifiée, tournée vers du petit gibier et les gazelles ; la cueillette est à large spectre mais intègre de plus en plus les céréales et les légumineuses, transformées à l'aide d'outils en pierre polie (meules, pilons, mortiers) et stockées ; la mobilité des groupes se réduit, sans doute en profitant de l'amélioration du climat qui permet de disposer de plus de ressources sur un territoire plus réduit (à Ohalo II dès v. 20000 av. J.-C.). La sédentarité apparaît finalement au Levant méridional durant la période Natoufienne ancienne (v. 13000-11600 av. J.-C.), où elle se réduit néanmoins en raison du refroidissement du climat sur la période suivante, mais connaît un développement plus au nord (Abu Hureyra, Mureybet, Körtik Tepe). C'est aussi au Natoufien que la domestication du chien est attestée dans la région. En revanche on ne sait pas s'il y a déjà des tentatives de culture des plantes,.

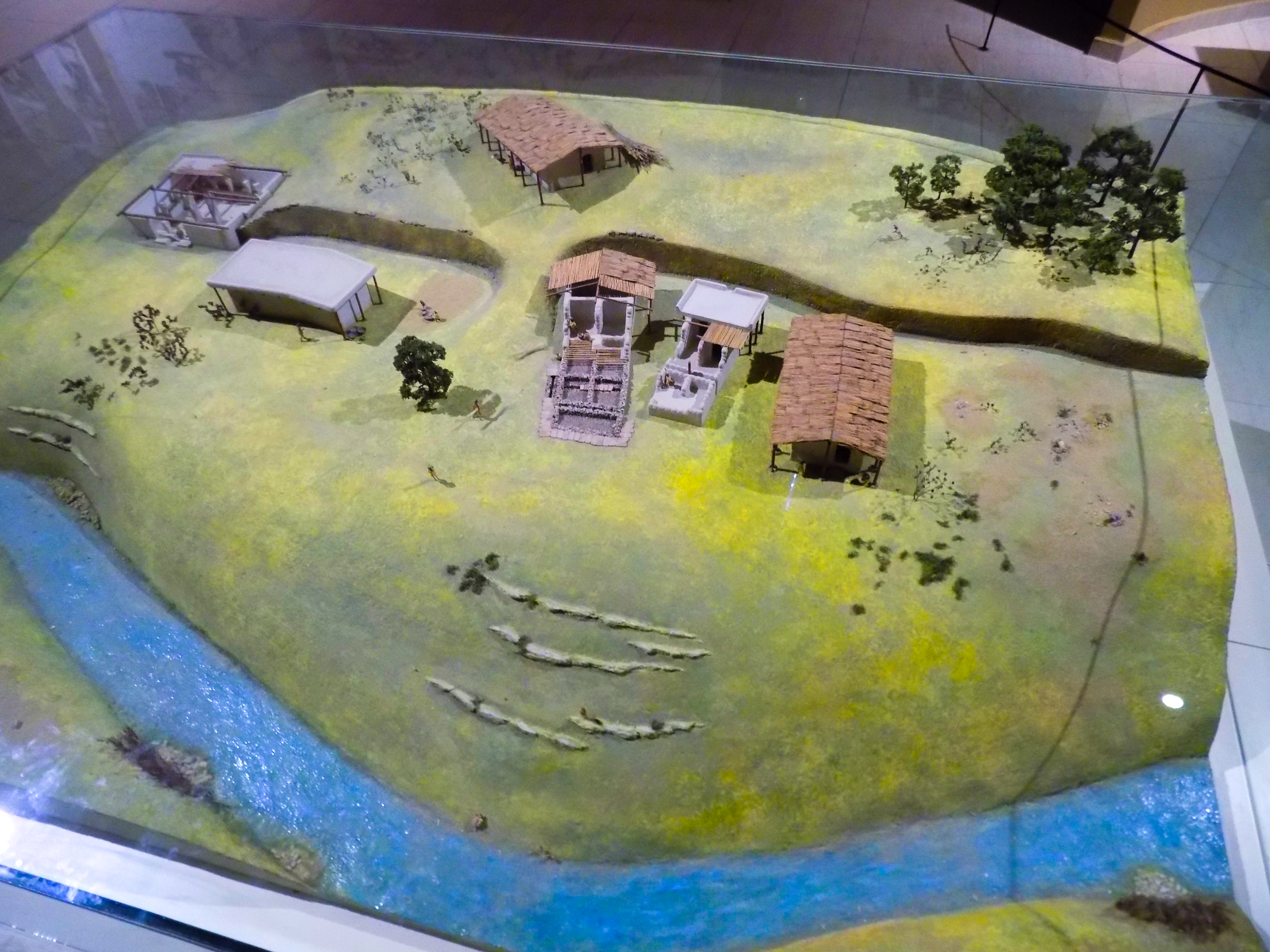
Maquette d'un village du Néolithique précéramique : le site de Nevalı Çori (Anatolie du sud-est). Musée archéologique de Şanlıurfa.

Le début de la néolithisation du Proche-Orient se produit durant la phase Néolithique dite précéramique, parce que la poterie n'y est pas encore connue. La première phase, le Néolithique précéramique A (PPNA, v. 9600-8800) voit un essor des établissements permanents dans le Croissant fertile. Le dynamisme des sociétés semble plus prononcé entre la région du Moyen-Euphrate, où apparaissent d'importants villages comme Jerf el Ahmar, et dans le sud-est anatolien où sont identifiés des sites monumentaux rituels caractérisés par des piliers en "T", dont le mieux connu est Göbekli Tepe,. C'est de cette période qu'est daté le développement de l'agriculture, sous une forme « pré-domestique » puisque les espèces n'ont pas encore évolué : cela concerne l'orge, le blé, l'engrain, les lentilles, les vesces, et d'autres légumineuses. Celui-ci se localise dans plusieurs régions : principalement sur les sites du Moyen-Euphrate et du sud-est anatolien, mais aussi au Levant méridional et bien plus à l'est dans le Zagros.
Le Néolithique précéramique B (PPNB, v. 8800-7000/6500 av. J.-C.) voit la conclusion du processus de domestication : des céréales (orge, blé, engrain) et des légumineuses (lentilles, vesces, fèves, petit-pois, pois-chiche), ainsi que le lin, sont domestiqués, ainsi que des animaux ongulés (mouton, chèvre, bœuf, porc). Vers 8500-8000 les espèces de base de l'économie agricole proche-orientale sont domestiqués et commencent à se diffuser dans toute la région, y compris à Chypre et en Anatolie centrale. Mais la culture des plantes et l'élevage n'occupent qu'une place secondaire dans la subsistance. Les villages reposant principalement sur l'agriculture se diffusent surtout après 6500 : après son invention, l'économie de production met donc environ quatre millénaires pour s'imposer au Proche-Orient. La vie villageoise s'est alors consolidée, appuyée par une croissance démographique : d'importants sites d'habitat se sont constitués en plusieurs régions (notamment les « méga-sites » du Levant méridional comme Aïn Ghazal), avec une architecture structurée, aussi bien pour des usages domestiques que communautaires et rituels. La croissance démographique s'accompagne aussi de migrations qui diffusent le mode de vie néolithique. Des réseaux d'échange ont été tissées sur des distances plus grandes. La céramique apparaît dans les villages du Proche-Orient autour de 7000 av. J.-C. Des pratiques funéraires et rituelles spécifiques se développent (culte des crânes, statues d'Ain Ghazal). Malgré une potentielle période de crise à la fin de la période, le système est suffisamment solide pour reprendre de plus belle par la suite et poursuivre son expansion, mais de manière plus diversifiée culturellement. Les chasseurs-cueilleurs ont alors été cantonnés aux marges arides (Sinaï, désert syro-arabique), où sont attestés des campements saisonniers et des dispositifs de chasse à grande échelle (desert kites),.

#### Le Néolithique céramique au Levant

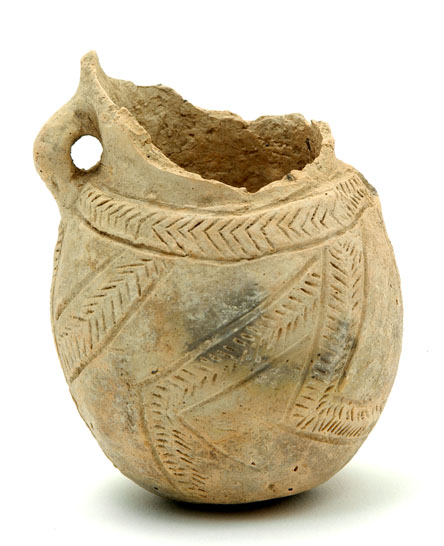
Poterie du Yarmoukien, provenant de Shaar-Hagolan.

L'apparition et la diffusion de la céramique s'accompagne d'une régionalisation culturelle plus prononcée, marquée par des cultures dont le nom dérive d'un site et identifiées par un répertoire céramique particulier. En Mésopotamie du Nord, le « Proto-Hassuna » (v. 7000-6500 av. J.-C.) puis la culture de Hassuna (v. 6500-6000 av. J.-C.). La culture de Halaf (v. 6200-5200 av. J.-C.) qui s'étend de l'Anatolie du sud-est jusqu'au Zagros, voit un essor agricole, le développement des techniques agricoles ainsi que d'instruments d'administration (sceaux) : la complexification sociale accrue fait que cette période peut aussi être considérée comme un Chalcolithique ancien,. Le Levant méridional reste non céramique pendant la période qui va de 7000 à 6400 av. J.-C. qui y est définie comme un Néolithique précéramique C. Ensuite se développent des cultures à céramique, en particulier le Yarmoukien (v. 6400-5800 av. J.-C.), dont le site-type est Sha'ar Hagolan, qui a livré de grandes résidences, et de nombreuses figurines féminines en argile.

#### Anatolie
L'Anatolie centrale connaît un développement important à la même époque, dont la manifestation la plus spectaculaire est le vaste site de Çatal Höyük (v. 7100-6000), où des nombreuses résidences remarquablement conservées ont été fouillées. Elles ont notamment fourni d'importants éléments sur la vie culturelle et religieuse de l'époque. Le Néolithique céramique voit plus généralement le triomphe du mode de vie néolithique en Anatolie, par sa diffusion vers de nouvelles régions, notamment vers l'ouest par lequel il va gagner le continent européen.

#### Chypre

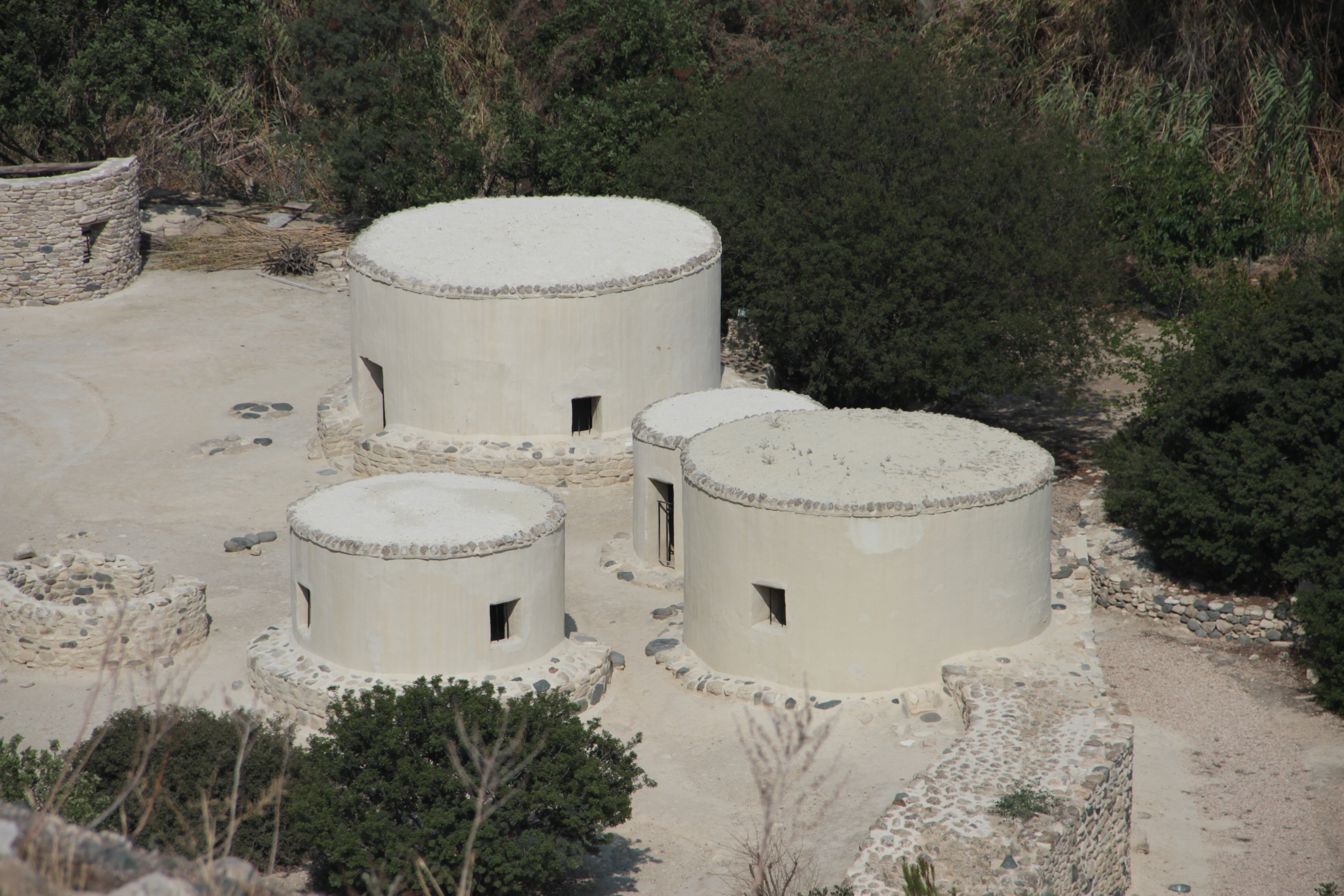
Reconstitutions de maisons rondes de Choirokoitia.

La situation de Chypre est atypique, puisque l'île n'est apparemment pas peuplée avant l'Épipaléolithique final, mais connaît au PPNA des visites régulières par des populations venues du continent, dont une partie s'installe sur l'île et y pratique un mode de vie de chasseurs-cueilleurs. Les trouvailles sur les des sites du PPNB (Shillourokambos surtout, aussi Myloutkhia, Akanthou) indiquent que l'île connaît vers 8500 av. J.-C. une vague de colonisation depuis le Levant nord qui y apporte le « package » néolithique, alors encore non finalisé, avec les plantes et animaux domestiqués « fondateurs », encore morphologiquement sauvages, ainsi que des chats. Plus surprenante est l'introduction du daim, ce qui a laissé penser que certains des autres animaux sont emmenés sur l'île alors qu'ils ne sont pas totalement domestiqués, mais juste contrôlés. L'île n'adopte pas la céramique en même temps que le continent, car elle est absente des sites de la culture de Choirokoitia (VIIe millénaire av. J.-C.), qui voit l'essor des sociétés paysannes. Elle apparaît après 5500, durant la culture de Sothira, qui correspond à un Néolithique tardif.

#### Plateau iranien
Le plateau Iranien comprend un des foyers primaires de néolithisation dans le Zagros occidental (chèvre, peut-être l'orge), mais les sites néolithiques du Zagros qui sont connus disposent plutôt d'un package déjà constitué plutôt qu'en cours de constitution, ce qui y plaide en faveur d'une diffusion, laquelle est à tout le moins évidente pour les régions situées plus à l'est. L'expansion néolithique dans le bassin du lac d'Ourmia ou le Fars est de longue date associée à des migrations depuis l'ouest. En fait l'analyse de ces régions est complexifiée par le fait que peu de choses sont connues des groupes de chasseurs-cueilleurs précédant la néolithisation. Les communautés d'agriculteurs-éleveurs semblent se disperser en occupant les niches écologiques les plus favorables au développement de l'agriculture, comme les cônes alluviaux, parfois très éloignés les uns des autres, et leur mode de vie semble plus qu'ailleurs être encore marqué par les pratiques de collecte.

#### Sud du Caucase
Le sud du Caucase est situé au contact des régions du Taurus et du Zagros, et son épipaléolithique présente des affinités avec celles de ces dernières. Après un hiatus d'un millénaire et demi, c'est au Néolithique tardif, au VIe millénaire av. J.-C., que les traits du mode de vie néolithique apparaissent dans la région, avec le complexe culturel Aratashen-Shulaveri-Shomutepe qui se développe dans la vallée de la Koura et aussi de l'Araxe (Géorgie et Arménie actuelles). Ces sociétés semblent peu sédentarisées, disposent d'animaux domestiques, cultivent les céréales et fabriquent des poteries aux phases récentes. Des originalités locales sont attestées, comme l'importance du froment.

#### Plaine mésopotamienne

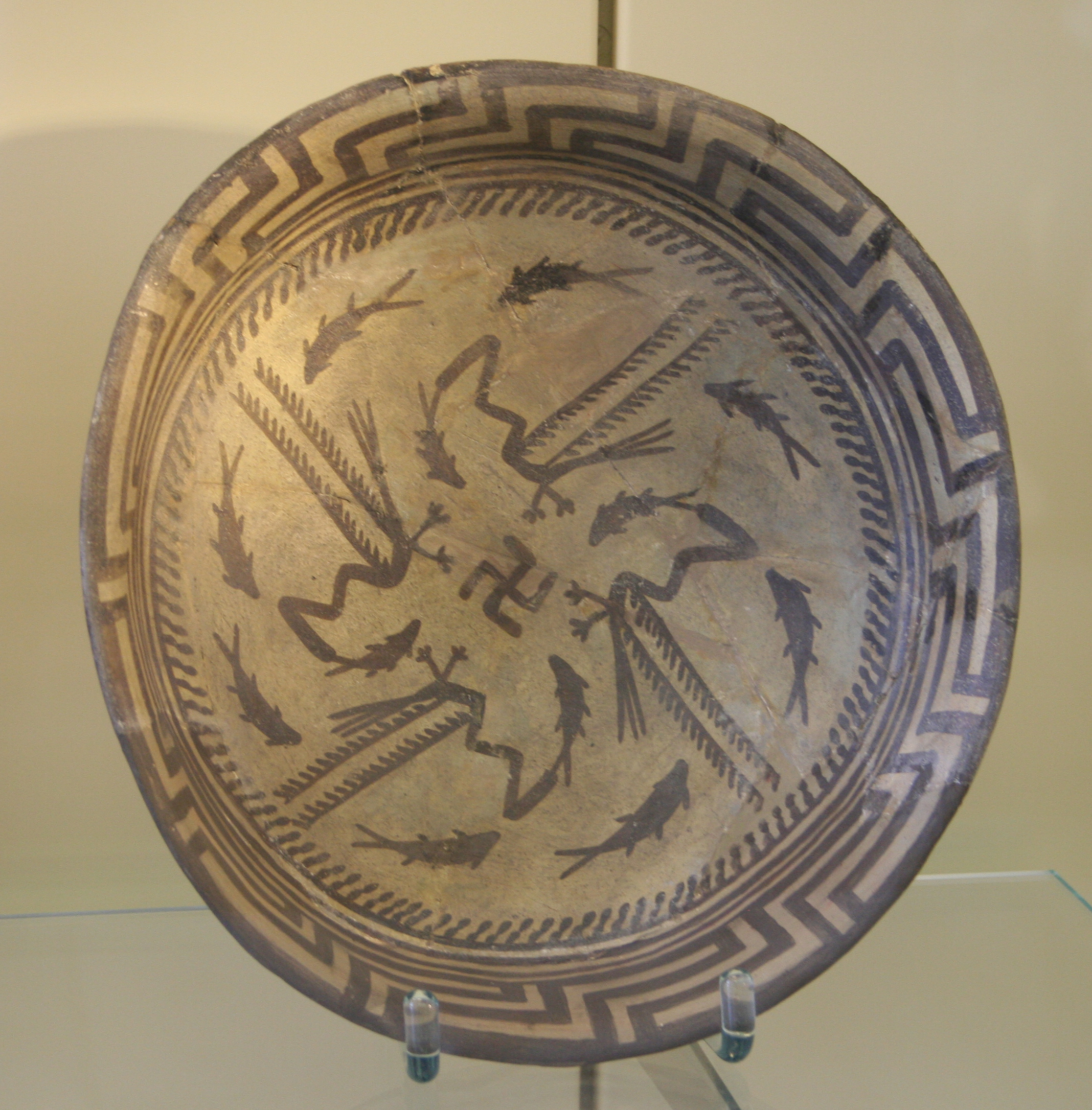
Coupe peinte de la période de Samarra (Irak central) : échassiers pêchant des poissons, autour d'une swastika, v. 6200-5800 av. J.-C. Pergamon Museum.

Dans la plaine alluviale de Mésopotamie, où le Néolithique initial est peu documenté, la période de Samarra qui s'épanouit dans la région centrale (v. 6200-5700 av. J.-C.) est marquée par le début de l'agriculture irriguée et une complexification sociale, accompagnée d'une production de poterie peinte de qualité. Le néolithique du sud mésopotamien échappe largement à la documentation, car la région a été affectée par d'importants changements, notamment liés au fait que le golfe Persique était à sec durant la dernière ère glaciaire et que sa remontée des eaux a poussé le rivage plus haut que de nos jours. Cette région de delta est alors plus humide que par la suite, ce qui donne une place importante à l'exploitation des ressources aquatiques aux côtés de l'agriculture et de l'élevage. Le plus ancien site connu dans le Sud mésopotamien est Tell el-Oueili, qui est habité à partir de la fin du VIIe millénaire av. J.-C., et dispose d'une architecture déjà très élaborée et d'une agriculture irriguée. Cela marque le début de la culture d'Obeid (v. 6200-3900), et du Chalcolithique mésopotamien (v. 6000-3000 selon le découpage chronologique local). Sur ces bases, la Mésopotamie entame un développement qui la conduit à être un des foyers de la « révolution urbaine » au IVe millénaire av. J.-C. (période d'Uruk, Chalcolithique récent),.

#### Péninsule arabique
La néolithisation de la péninsule Arabique semble s'être faite dans la seconde moitié du VIIe millénaire av. J.-C. par des groupes nomades pratiquant l'élevage caprin. Les industries lithiques de type « Qatar B » ont de fortes affinités avec celles du PPNB du Levant, et se retrouvent comme leur nom l'indique au Qatar et dans la partie orientale de la péninsule, mais aussi dans sa partie centrale et au nord, donc au contact du Proche-Orient. Au millénaire suivant, l'élevage s'est généralisé à toutes les parties de la péninsule, mais ici la culture des plantes ne se développe pas avant le début de l'âge du Bronze, à partir de la fin du IVe millénaire av. J.-C., les stratégies de subsistance continuant à reposer beaucoup sur la collecte (notamment la pêche dans les régions côtières). De même la céramique ne se diffuse que tardivement.

### Europe

#### La néolithisation de l'Europe

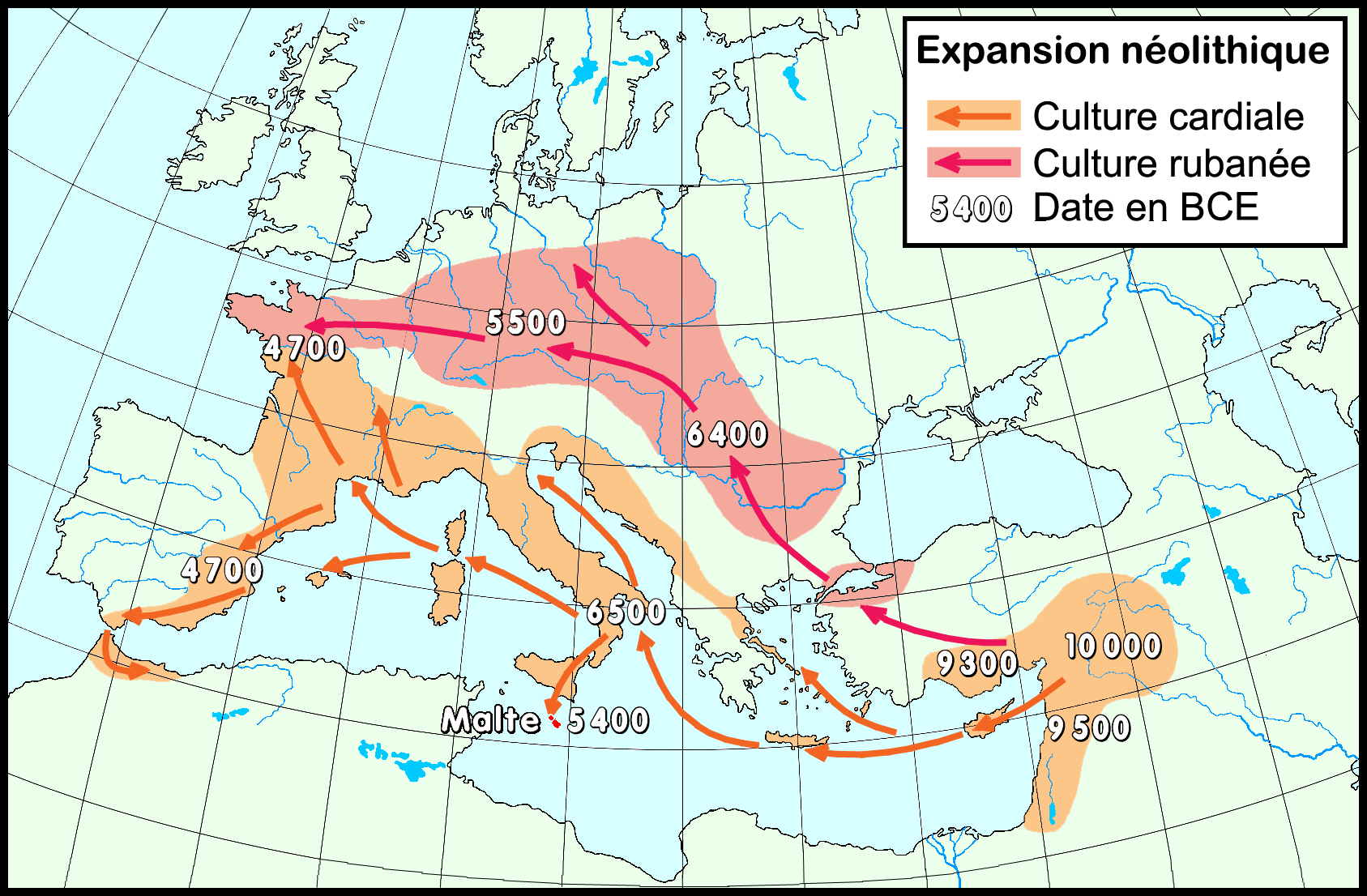
Expansion néolithique de la culture de la céramique cardiale et de la culture rubanée en Europe d'après l'archéologie

Le début de l'Holocène de l'Europe correspond à la période dite Mésolithique, qui contrairement à ce que son nom implique ne doit pas être simplement vue comme une transition entre le Paléolithique et le Néolithique. Profitant d'un climat plus chaud et humide qui libère de grands espaces des glaces et voit la forêt couvrir une grande partie du continent, avec une nouvelle faune, les groupes humains adoptent de nouvelles pratiques de subsistance. C'est notamment le cas dans les espaces littoraux ou lacustres où les ressources aquatiques sont abondamment exploitées, certaines communautés réduisant beaucoup leur mobilité. Cette dynamique est interrompue par l'irruption de « colons » néolithiques depuis le Proche-Orient,.
La néolithisation de l'Europe se produit en effet par l'introduction depuis le Proche-Orient de l'agriculture, de l'élevage et des autres éléments du mode de vie néolithique élaboré dans ce foyer (principalement la sédentarité et la poterie). Les études génétiques ont démontré que cette diffusion se fait par la migration d'agriculteurs-éleveurs depuis l'Anatolie, qui apportent avec eux le mode de vie néolithique. Ce processus de « colonisation » se fait à partir de la seconde moitié du VIIe millénaire av. J.-C. en partant de la Grèce et des Balkans, suivant deux voies principales ayant chacune leurs spécificités, aboutissant à la diffusion du modèle agro-pastoral dans la majeure partie de l'Europe autour de 4000 av. J.-C. :
- Le long des côtes septentrionales de la Méditerranée, un mouvement que de 6100 à 5600 av. J.-C. colonise le monde égéen, l'Adriatique, l’Italie, la France méridionale puis la péninsule Ibérique et le nord du Maghreb. Il est constitué de communautés identifiées par leur céramique imprimée puis cardiale, qui progressent par petits groupes se déplaçant sur par la mer.
- Par l'intérieur du continent, d'abord en s'implantant dans les Balkans autour de 6100 av. J.-C., avant de s'étendre sur 5500-5000 en direction de l'Ukraine, de l'Allemagne, de la Belgique et de la moitié nord de la France. Ce courant est caractérisé par sa céramique « rubanée » (Linearbandkeramik, ou LBK). Par la suite les îles Britanniques et les rives de la mer Noire et de la mer Baltique sont à leur tour colonisées[107],[108].

Ces vagues de colonisation ont pour point commun de progresser de manière « arythmique » (selon l'expression de J. Guilaine), avec des périodes d'arrêt (notamment pour s'adapter aux nouveaux environnements) avant de nouveaux départs. Elles impliquent des phases de repérage, identifiant les endroits les plus propices à une implantation. Les agriculteurs cherchant les lieux les plus favorables au développement de leur agriculture, modifient les milieux en défrichant et en aménageant les paysages, en implantant de nouvelles espèces domestiquées. Les raisons derrière leurs déplacements répétés sont discutées : elles connaissent une croissance démographique rapide qui pourrait avoir poussé une partie du groupe à chercher à gagner de nouvelles terres ; des tensions politiques voire des violences ont pu entraîner des scissions régulières des groupes devenus trop importants en nombre. Se forme ainsi une mosaïque de communautés néolithiques évoluant pendant un temps au contact de chasseur-cueilleurs. Comme ailleurs, la diversité est de mise dans ce mouvement de néolithisation, et l'essor des études locales a fait voler en éclats l'impression de simplicité voire d'uniformité qui pouvait ressortir des modèles plus anciens, au point de rendre les généralisations à l'échelle européenne de moins en moins tenables.
Si ces communautés se reposent principalement sur les plantes et animaux domestiqués au Proche-Orient et adaptés aux conditions environnementales européennes, deux domestications se produisent en Europe néolithique : le pavot somnifère en Europe occidentale méditerranéenne v. 5500-5000 ; l'avoine en Europe centrale au plus tard v. 2000 av. J.-C., après avoir été une plante adventice poussant spontanément avec les premières céréales domestiquées.

#### L'Europe du Sud-Est

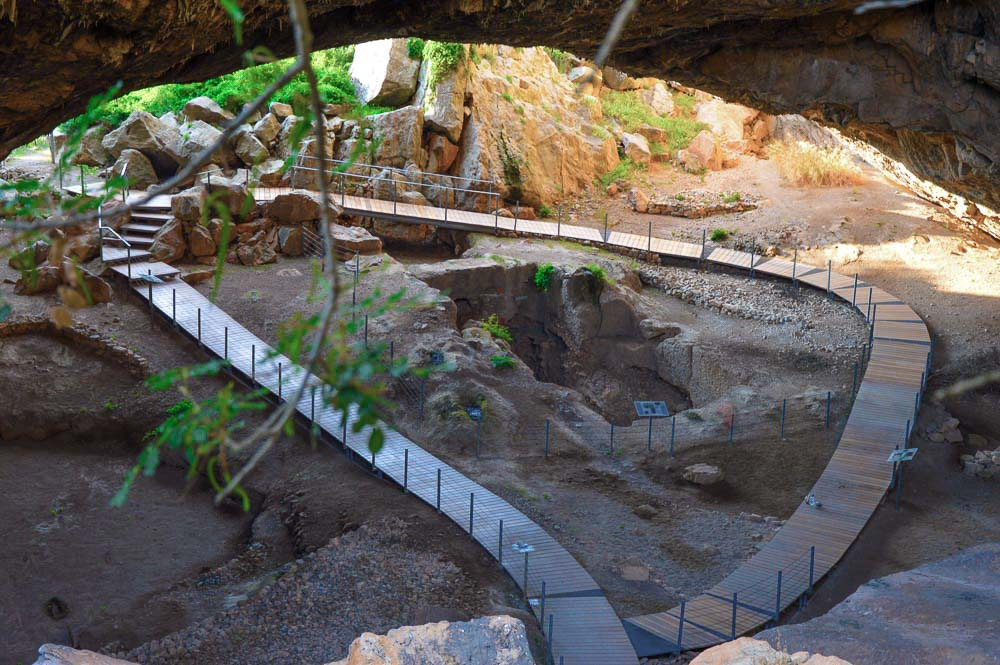
La grotte Franchthi (Argolide), qui a livré d'importants témoignages sur le début du Néolithique en Grèce.

En Grèce, les groupes de chasseurs-cueilleurs-pêcheurs mésolithiques laissent la place aux colons agriculteurs-éleveurs, qui y transportent le mode de vie néolithique à partir de v. 7000-6500 et sont notamment implantés dans la plaine fertile de Thessalie et en Crète, aussi en Argolide (grotte Franchthi). D'importantes bourgades sont constituées par la suite (Sésklo et Dimini en Thessalie, Knossos en Crète), les phases récentes du Néolithique voyant une croissance du peuplement dans les îles égéennes et un développement des échanges. Le Néolithique laisse la place vers 3300/3200 aux cultures de l'âge du Bronze égéen.
Après 6500 av. J.-C., d'autres implantations se font en Thrace et dans les Balkans, où apparaissent des « tells » constitués par plusieurs générations des constructions en terre. Au VIe millénaire av. J.-C., ces communautés connaissent une croissance démographique forte et progressent jusqu'au cours inférieur du Danube, d'où elles peuvent progresser plus loin. Le nord des Balkans est investi par des paysans dès les alentours de 6200, des cultures néolithiques se mettent en place (culture de Starčevo, culture de Vinča), alors que la dynamique culture mésolithique de Lepenski Vir est absorbée dès le milieu du Ve millénaire av. J.-C.. Dans les périodes suivantes, les modalités de peuplement se diversifient, avec l'apparition de fermes dispersées dans une grande partie de cette région, mais aussi l'émergence de grands sites d'habitats, visibles dans la culture de culture de Cucuteni-Trypillia en Roumanie et en Ukraine au IVe millénaire av. J.-C., où apparaissent des agglomérations de plusieurs milliers d'habitants (des villes ?). La complexification des sociétés dans les dernières phases du Néolithique et le début du Chalcolithique se voit aussi au Ve millénaire av. J.-C. dans la nécropole de Varna (Bulgarie), qui a livré des tombes riches en objets en métal et en cuivre, témoignant du développement de la métallurgie et des inégalités sociales. L'exploitation des mines est devenue une source de richesses, en plus de l'exploitation des terres agricoles les plus fertiles.

#### Europe méditerranéenne

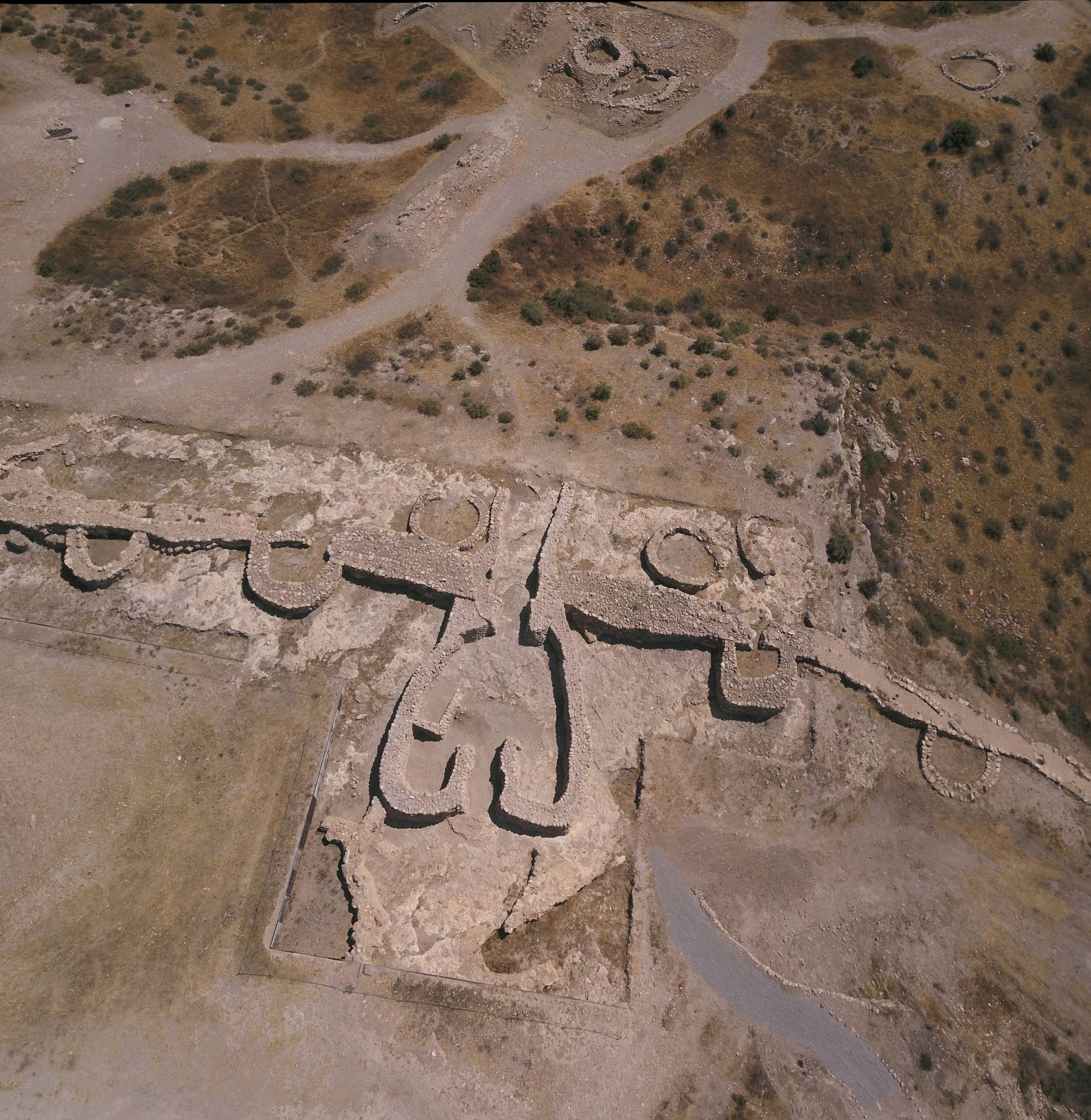
Vestiges du site de Los Millares (Andalousie).

Les régions européennes de la Méditerranée centrale et occidentale sont colonisées par les groupes caractérisés par la céramique imprimée (Impressa) puis cardiale (décorée par des empreintes laissées avec des coquilles de cardium). Ceux-ci se déplacement par petits groupes, sur des embarcations leur permettant de transporter aussi des plantes, des animaux et du matériel. Ils interagissent apparemment souvent avec les communautés de chasseurs-cueilleurs qu'ils rencontrent. Ils occupent aussi des îles, y compris les plus petites comme Malte, Lampedusa et Lipari, jusqu'alors vides d'humains. Le climat méditerranéen étant similaire à celui du Proche-Orient, il n'y a pas besoin de temps d'adaptation pour l'introduction des espèces domestiques, même si l'élevage favorise avec le temps les moutons et les chèvres. Les lieux d'habitats sont mal connus et semblent hétérogènes, implantés dans des enclaves agricoles qui témoignent de l'expansion démographique dans ces régions,. Dans la péninsule ibérique l'essor est rapide après les premières implantations, sur la période 5600-5300, mais autour de 5150 il semble qu'il y ait une baisse démographique, peut-être liée à une surexploitation et à une économie encore instable. La diversification régionale est de mise par la suite : la France se couvre au Néolithique moyen de la culture chasséenne (v. 4300-3300), caractérisée par sa céramique et des sites disposant de grandes enceintes ; l'Italie est divisée en différentes aires culturelles. Les dernières phases du Néolithique et le Chalcolithique sont marqués comme ailleurs par un essor des grands habitats (Los Millares et Valencina de la Concepcion en Andalousie) et l'apparition de la métallurgie du cuivre. Puis au IIIe millénaire av. J.-C. les régions occidentales sont concernées par la culture campaniforme.

#### Europe centrale

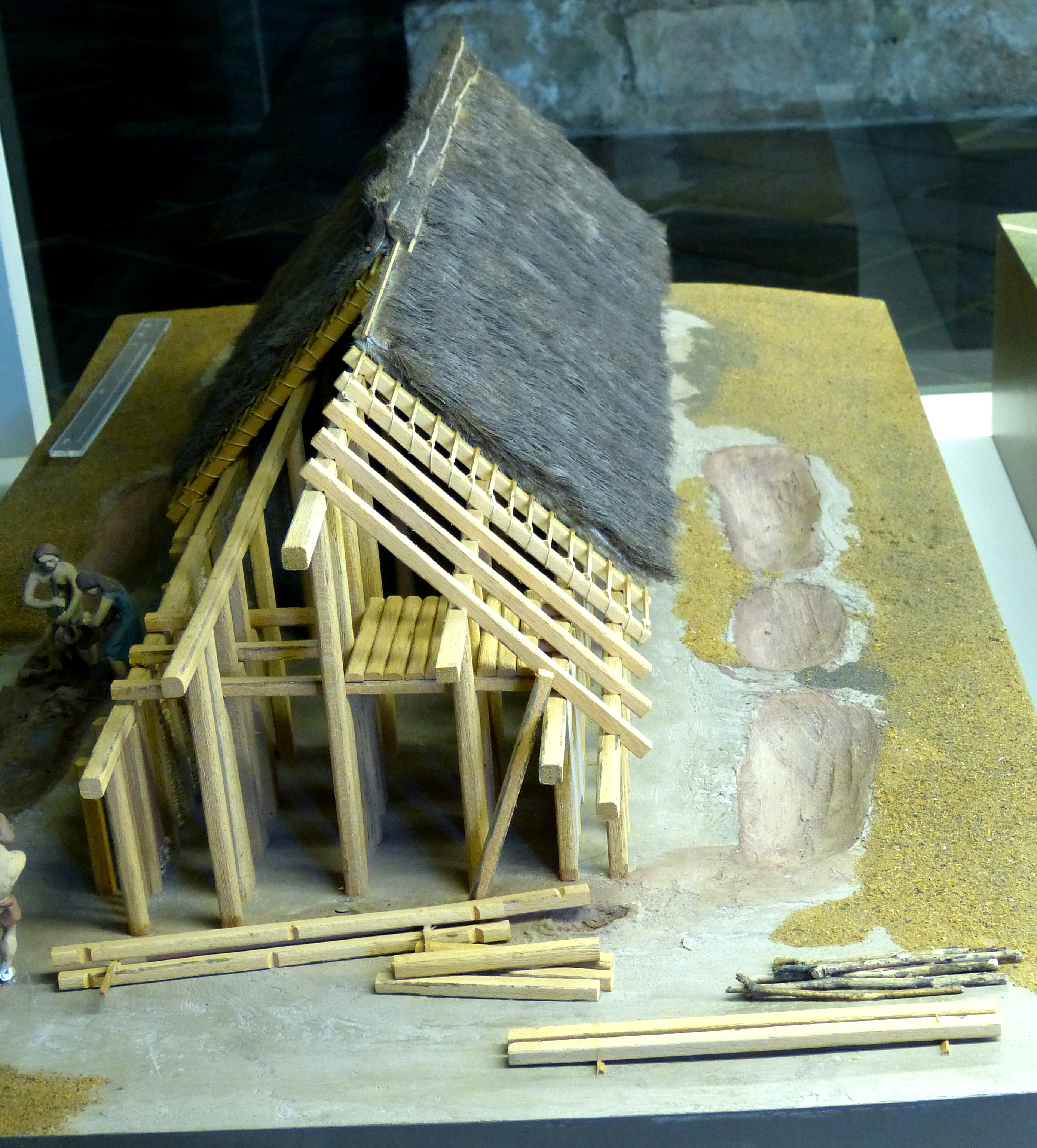
Reconstitution d'une maison de l'ère rubanée du site de Neustadt an der Donau (Allemagne).

L'Europe centrale est peuplée depuis les Balkans, en remontant le Danube (on parle de « courant danubien ») par les colons appartenant à la culture de la céramique rubanée (qui doit son nom à l'aspect de leur décor), qui se développe au milieu du VIe millénaire av. J.-C., notamment en Hongrie occidentale. Elle s'étend à l'ouest jusqu'à la vallée du Rhin et au Bassin parisien, et à l'est jusqu'en Moldavie et en Ukraine. En plus de leur céramique, les sites de cette période sont caractérisés par des villages établis de préférence le long de cours d'eau, constitués de grandes maisons allongées supportées par de gros poteaux, des sépultures individuelles parfois groupées en cimetières, avec des types d'outils en pierre polie spécifiques. L'introduction des espèces domestiquées dans ces régions au climat plus froid nécessite des temps d'accoutumance des plantes, et aussi une orientation plus prononcée vers l'élevage bovin. Avec le temps, les groupes mésolithiques rencontrés sont absorbés. Il y a des traces de violences (fosse commune de Talheim), mais rien n'indique qu'elles soient dirigées spécifiquement contre des chasseurs-cueilleurs,,. Après 5000, la culture de ces régions se diversifie, ce qui ressort notamment dans les répertoires de céramiques. La culture des gobelets à col en entonnoir (Trichterbecherkultur) se développe ainsi en Europe du centre et du nord sur la période 4200-2800, et voit l'apparition de la métallurgie du cuivre. Au IIIe millénaire av. J.-C., une grande partie de la région est touchée par l'expansion de la culture de la céramique cordée, originaire des steppes orientales et couramment vue comme l'introduction des langues indo-européennes en Europe (les « Yamnaya »).

#### Europe du Nord
L'Europe du Nord est néolithisée plus tardivement que les autres parties du continent, au IIIe millénaire av. J.-C. Elle est jusqu'alors occupée par des cultures de chasseurs-cueilleurs-pêcheurs mésolithiques, dont celle d'Ertebølle-Ellerbek dans le sud de la Scandinavie (notamment au Danemark), qui atteint un degré de complexité avancé et réalise des échanges avec des groupes de la culture rubanée située au sud. Après 4000 elle est remplacée par un culture néolithique dérivée de celle des gobelets à col en entonnoir, portée par des colons, ce qui entraîne un essor de l'agriculture, même si la pêche reste une activité importante dans la subsistance. En revanche sur les rives orientales de la Baltique les groupes mésolithiques adoptent des éléments du package néolithique, les céramiques et les outils en pierre polie, mais pas ou très peu l'agriculture. Ces régions sont également concernées au IIIe millénaire av. J.-C. par l'essor de la culture de la céramique cordée.

#### Europe atlantique

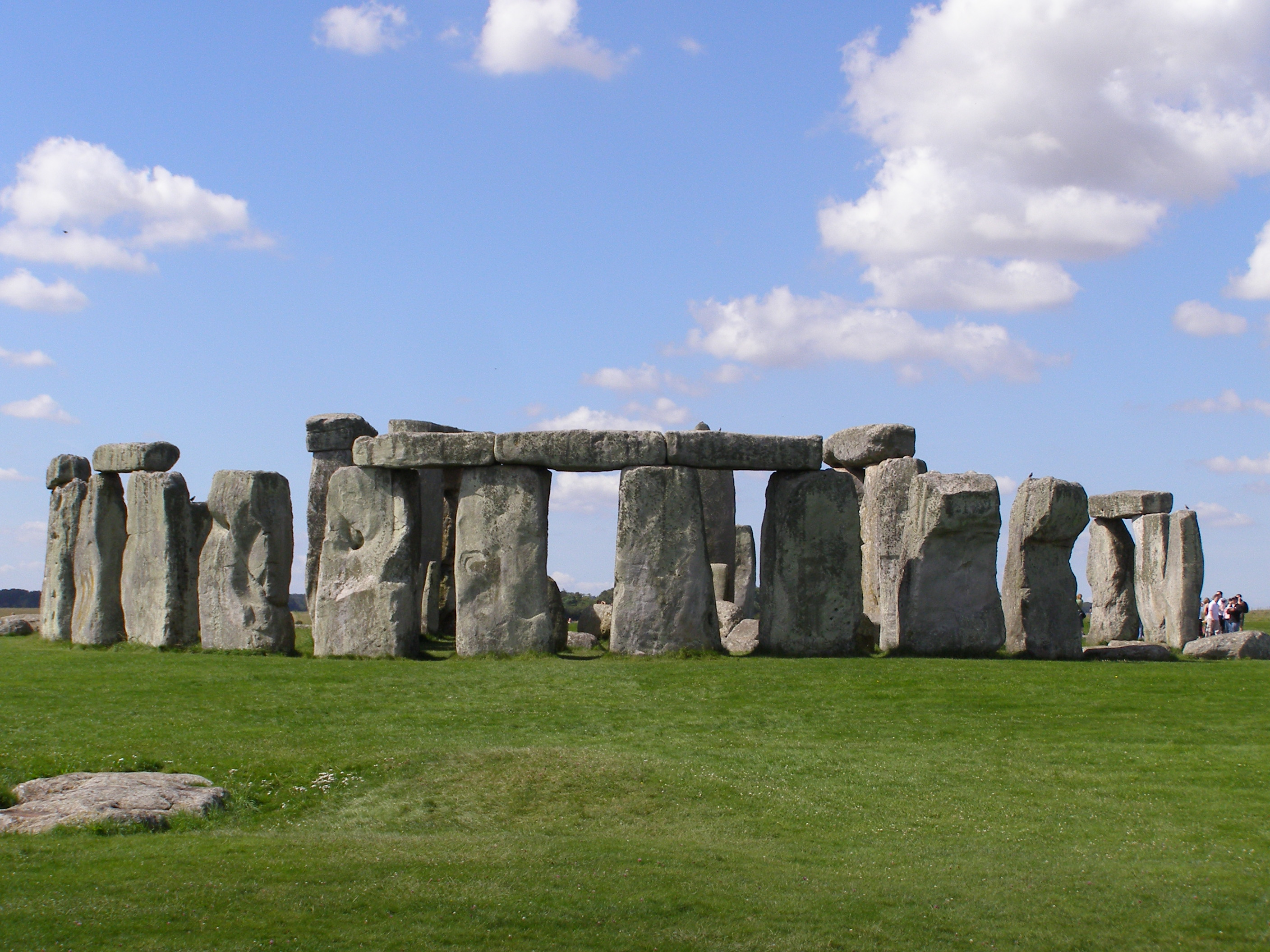
L'enceinte de Stonehenge (Angleterre).

La façade atlantique de l'Europe, de l’Écosse au Portugal, est une autre région où on prospéré des communautés mésolithiques complexes, avant d'être progressivement absorbées par des colons néolithiques. Les rythmes sont différents car les vagues de colonisation impliquées ne sont pas les mêmes : le Portugal commence sa néolithisation après 5600 dans la continuité du courant méditerranéen, qui est aussi celui qui atteint la France atlantique méridionale, tandis que les îles Britanniques sont néolithisées après 4000 dans la continuité du courant danubien, qui est aussi celui qui concerne la façade atlantique nord de la France. Les Orcades sont atteintes autour de 3600. Cela entraîne dans ces régions une baisse de la part des ressources marines dans la subsistance, au profit des ressources terrestres issues de l'agriculture. Le phénomène le plus caractéristique du néolithique atlantique est le mégalithisme, avec des sépultures à dolmens et des sites composés de cromlechs et de menhirs (Stonehenge, Newgrange, Carnac),.

#### Alpes
Entre les traditions d'Europe méridionale et d'Europe centrale, les Alpes ont fourni une documentation de première importance pour l'étude des périodes néolithiques. La région devient un front de néolithisation à la fin du Ve millénaire av. J.-C., étant atteinte par des courants venus du nord et du sud. Les premiers villageois de ces régions construisent sur le bord des lacs des maisons sur pilotis en bois, les « palafittes », dont un certain nombre a été submergé en raison de fluctuations climatiques dans la seconde moitié du IVe millénaire av. J.-C., ce qui a permis leur préservation dans un état remarquable, avec leur contenu. Leur redécouverte à partir du milieu du XIXe siècle étant une étape majeure pour la connaissance de la vie des groupes du néolithique. Les paysans des Alpes pratiquent la culture (notamment le blé) et l'élevage (surtout moutons et chèvres), mais exploitant aussi les ressources sauvages. L'autre découverte majeure concerne cette fois-ci un individu isolé, surnommé Ötzi ou « Iceman », parce que son corps a été retrouvé momifié naturellement sous un glacier en 1991, dans la région des Alpes de l'Ötztal située à la frontière austro-italienne. Mort de blessures vers 3300-3200 av. J.-C., il est resté sur place avec son équipement et son corps a été remarquablement préservé, offrant un aperçu unique de la vie d'un homme du Néolithique.

### Asie centrale et méridionale

#### Asie centrale
L'Asie centrale se trouve à l'arrivée d'un axe de néolithisation qui passe par les régions situées dans le bassin du lac d'Ourmia (Hajji Firuz) puis le sud et le sud-est de la Caspienne (Tepe Sang-e Chakhmaq), régions dont on a pu souligner les similitudes climatiques par rapport au Proche-Orient, facilitant l'adoption de l'économie agro-pastorale. Ici on suppose plutôt une diffusion par migrations.
La première culture néolithique d'Asie centrale, la culture de Jeitun (v. 6200-5000), se trouve dans la région du Kopet-Dag, au Turkménistan actuel. Elle émerge vers la fin du VIIe millénaire av. J.-C. et présente des affinités avec les cultures néolithiques du Proche-Orient : céramique peinte, villages avec des bâtisses aux agencements complexes, culture irriguée du blé et de l'orge, élevage des moutons et chèvres, aussi du bœuf, la chasse jouant encore un rôle notable. Lui succède une phase relavant de l'âge du cuivre puis du bronze, la culture de Namazga.
Plus au nord se développe la culture de Kelteminar (v. 5500-3500 av. J.-C.), de chasseurs-cueilleurs-pêcheurs mésolithiques évoluant dans les espaces arides et semi-arides allant du désert du Kyzylkoum jusqu'à la mer d'Aral. Elle dispose de la poterie, d'habitats sédentaires, et sa subsistance repose essentiellement sur la chasse, la pêche et la cueillette, sans indication de domestication de plantes ou d'animaux. La fin de la période voit l'apparition d'objets en cuivre,. Il faut attendre l'âge du bronze pour que la région voit le développement de l'agriculture irriguée, au IIe millénaire av. J.-C. sous la civilisation de l'Oxus en Bactriane et Margiane.
Plus au nord encore, les groupes de chasseurs des forêts et des steppes du Kazakhstan s'orientent vers la chasse privilégiée du cheval, qui est peut-être domestiqué dès le IVe millénaire av. J.-C. dans les cultures de Botaï et de Tersek (v. 3500-2500). Mais un foyer de domestication plus à l'ouest est aussi proposé. Y sont aussi élevés des bovins dans les phases tardives, peut-être des moutons et des chèvres, et il est possible que le millet soit cultivé (ce qui les situerait alors à la jonction des traditions néolithiques proche-orientale et chinoise), son cycle végétatif rapide le rendant compatible avec un mode de vie semi-sédentaire des porteurs de ces cultures. Ceux-ci font également un usage important de la poterie, des os de chevaux, et commencent à forger du cuivre, ce qui fait que leur culture est plutôt caractérisée comme « énéolithique » même si ces trouvailles sont rares,,.
L'apparition de l'agriculture plus à l'est, dans l'actuel Xinjiang, est mal documentée. Elle se fait avec les espèces domestiquées au Proche-Orient. La grotte de Tongtian dans l'Altaï a montré que la diffusion de celles-ci est plus précoce qu'envisagé par le passé : elle a livré des restes de grains de blé et d'orge datés d'environ 3200 av. J.-C., et de chèvres de v. 2300 av. J.-C.. Dans les régions arides du bassin du Tarim, l'agriculture est attestée sous des formes modestes à partir de 2000 av. J.-C., et surtout après 1500 av. J.-C., période pour laquelle ont été identifiés dans des oasis de la région des communautés agricoles où prévaut la céréaliculture irriguée (blé, orge).

#### Baloutchistan et Indus

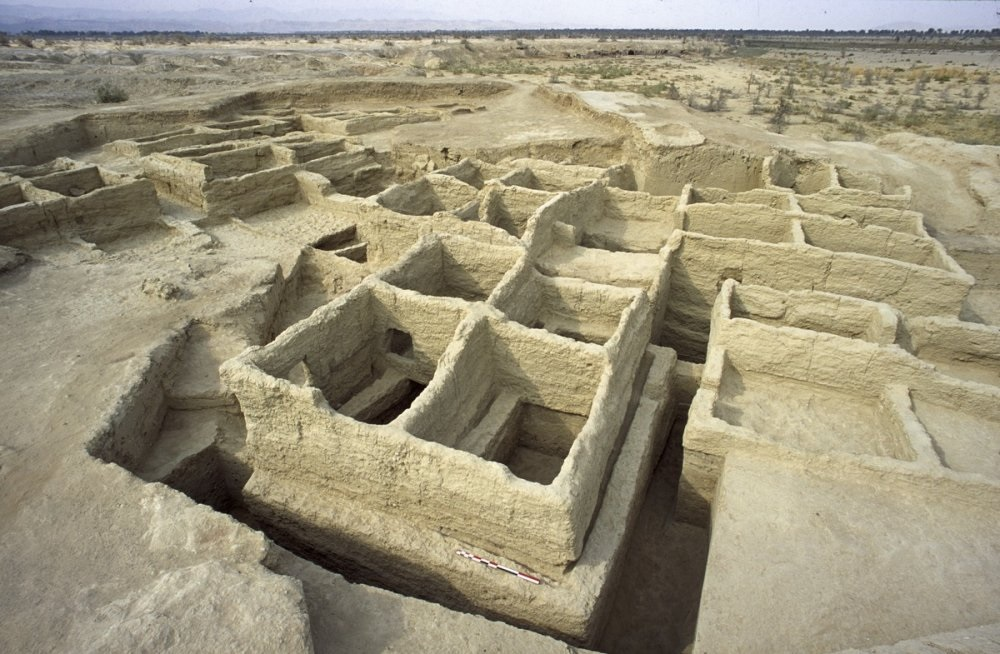
Vestiges du site de Mehrgarh (Baloutchistan pakistanais).

Dans l'actuel Baloutchistan pakistanais, le début de l'agriculture est identifié sur le site de Mehrgarh. Il aurait été peuplé vers 7000 av. J.-C. S'y retrouvent plusieurs des plantes fondatrices du Proche-Orient (blé, orge) et aussi des animaux qui y ont été domestiqués (chèvres, moutons). Il a été proposé qu'il s'agisse d'un foyer de domestication primaire, mais il reste plus plausible que ces espèces soient arrivées en traversant le plateau Iranien. Une révision de la chronologie en 2025 abaisse le début de l'occupation du site entre 5200 et 4900 av. J.-C., ce qui conforte l'hypothèse d'une origine extérieure et donc celle d'un foyer secondaire. Les cultures néolithiques se développent dans plusieurs régions de l'actuel Pakistan (en particulier dans le Cachemire et la vallée de Swat), et se répandent dans la vallée de l'Indus au IVe millénaire av. J.-C. Elles sont rapidement actives dans le processus de domestication, domestiquant le zébu et le coton (attestés à Mehrgahr), le buffle et le sésame (attestés dans l'Indus autour de 2500) voire d'autres plantes. Elles posent les bases des pratiques agricoles qui florissent durant la civilisation de l'Indus (v. 3200-1900), première période urbaine et étatique du sous-continent indien,,.

#### Vallée du Gange
La vallée du Gange développe sa propre tradition néolithique, reposant sur l'exploitation du riz, exploité intensivement sous sa forme sauvage dès au moins 7000 av. J.-C., et qui pourrait avoir été domestiqué localement autour de 6400-6000 av. J.-C. Les connaissances de cette première phase reposant comme pour le Baloutchistan sur un seul site, ici Lahuradewa (Uttar Pradesh), de nombreux points restent en suspens, notamment sur de possibles influences extérieures. Le développement de l'agriculture gangétique est surtout attesté à partir de 2500-2000, avec des espèces domestiques manifestement importées de l'Indus : blé, orge, mouton, chèvre, zébu. Cela permet notamment de faire deux récoltes céréalières par an, l'été (orge et blé) et l'hiver (riz). Des poches de chasseurs-cueilleurs mésolithiques semblent subsister en plusieurs endroits jusqu'au IIe millénaire av. J.-C. quand l'essor de la riziculture entraîne une croissance démographique et une expansion des communautés villageoises. Cette période voit aussi la domestication d'espèces locales telles que le millet brun, le kuluttha et le haricot mungo.

#### Régions orientales
Dans la partie orientale du monde indien, fort mal connue pour ces périodes, la néolithisation pourrait débuter vers 3500 av. J.-C. C'est surtout la région côtière de l'Odisha qui est bien documentée : s'y développent des communautés pratiquant une agriculture dominée par la riziculture, complétée par quelques autres plantes (notamment le pois d'angole qui semble domestiqué localement), l'élevage de bétail (bovins, cochons) et la cueillette de fruits (le citronnier étant peut-être domestiqué dans l'Inde orientale) et de noix. L'intérieur est moins bien documenté. On y trouve un important centre d'extraction de dolérite, dans le district de Sundergarh, où sont produites une grande quantité de lames. Il faut peut-être envisager une saisonnalité des activités, agriculture en été (il n'y a pas de cultures d'hiver identifiées) et taille de la pierre en hiver, ou bien la présence de groupes mobiles à l'intérieur. Plus à l'est, le Bengale est très peu documenté pour le Néolithique. Sa néolithisation semblerait plutôt être originaire d'Asie du Sud-Est.

#### Inde péninsulaire
L'agriculture des pays de savane du sud du sous-continent indien débute aux alentours de 3000-2800 av. J.-C., dans la tradition des collines de cendres (Ashmound Tradition), la moitié des sites connus étant des collines de cendres (le reste dans des espaces ouverts). Elle se singularise dans les premiers temps par un profil pastoral, reposant sur les bœufs, les moutons et les chèvres, complétée par l'exploitation de plantes sauvages. Après 2000 av. J.-C., se développent la culture des plantes domestiquées localement (petit millet et légumineuses) et la sédentarité avec des villages situés sur des points élevés. Ces changements pourraient être liés à une aridification de l'environnement. Après 1500 l'agriculture se diversifie avec l'introduction d'espèces importées depuis l'Odisha (pois d'angole) et surtout d'Afrique (mil à chandelle, sorgho, lablab, etc.), qui ne supplantent pas pour autant les espèces domestiquées localement,.

### Asie de l'est

#### La néolithisation de la Chine

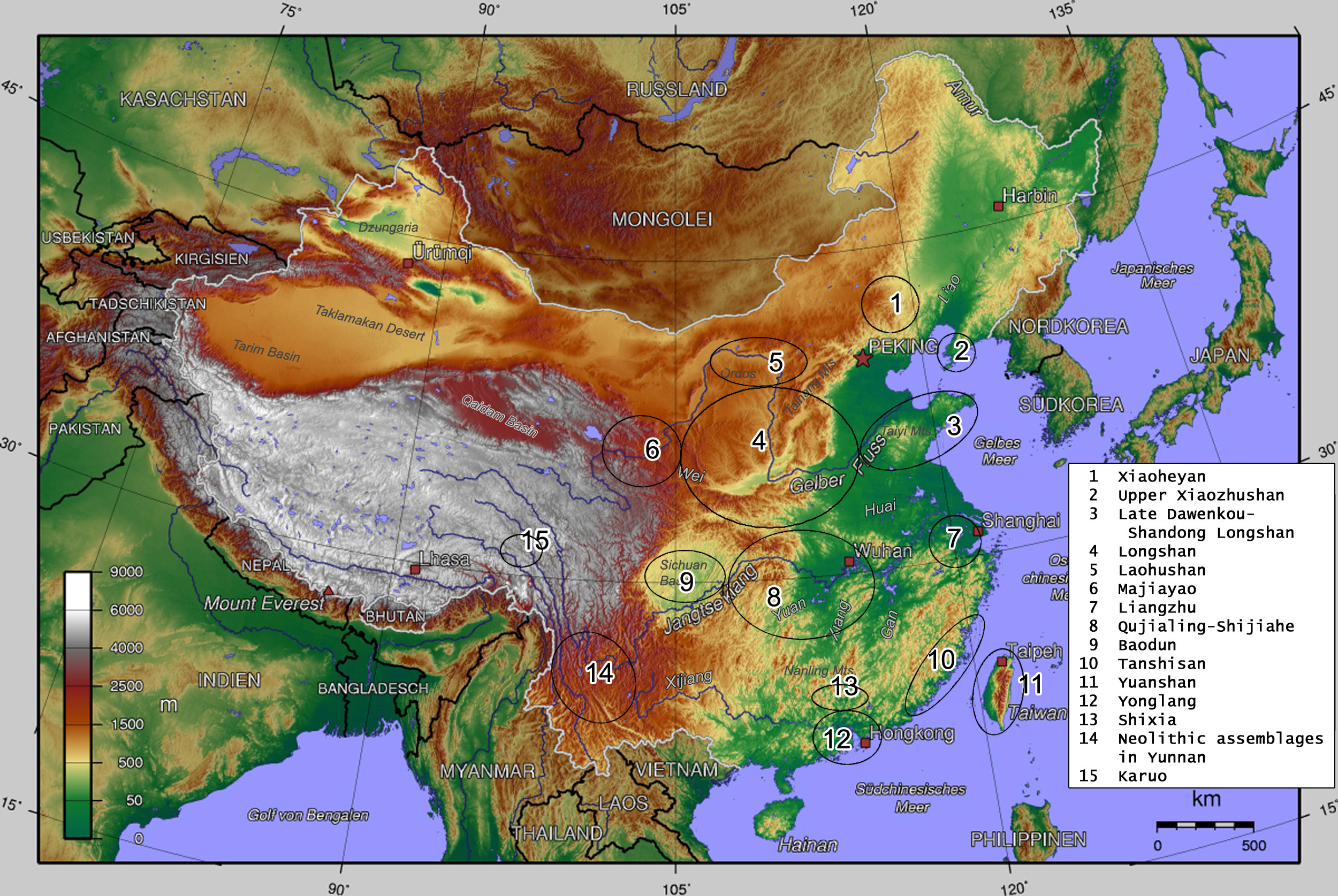
Les cultures du Néolithique récent en Chine.

La Chine s'est affirmée comme un important terrain pour l'étude du processus de néolithisation, offrant un contrepoids au Proche-Orient. On y rencontre de nombreux points communs avec celui-ci, notamment présence de nombreux sites attestant du début de l'agriculture, longue période de cultures pré-domestiques, mais sur d'autres bases agricoles, et avec un développement de la céramique qui précède l'apparition de l'agriculture.
Cette partie du monde connaît en effet plusieurs innovations importantes à la fin du Paléolithique, à partir de v. 20000 av. J.-C. La pierre polie apparaît vers cette période, permettant le développement d'outils de broyage, puis les poteries autour de 18000-16000, ce qui facilite notamment la consommation des aliments végétaux et des coquillages dans un cadre de subsistance à large spectre impliquant notamment de nombreuses variétés de fruits à coques, en plus de céréales sauvages et de plantes herbacées. La phase de transition vers le mode de vie néolithique se produit sur la période 9600-7000 : la collecte de plantes comestibles s'intensifie, la poterie se diffuse, la sédentarité apparaît par endroits. La diversité régionale est de mise durant tout le néolithique chinois. Le millet commence à être domestiqué en Chine du nord, dans la vallée du fleuve Jaune, autour de 8500-7500 av. J.-C. La culture du riz commence peut-être dès 10000-9000 dans les zones humides de la vallée inférieure du Yangzi, qui marque le début d'une longue phase « pré-domestique », conclue au moins au VIIe millénaire av. J.-C. C'est aussi à cette période qu'est attestée la domestication du chien en Chine (v. 8000). Le Néolithique à proprement parler débute sur la période 7000-5000 (Néolithique ancien), durant laquelle le climat est plus chaud et humide. Les domestications sont conclues, avec deux grands ensembles : le millet des oiseaux et le millet commun sont cultivés au nord, le riz dans les zones humides des fleuves Huai et Yangzi. Le porc est domestiqué,, ainsi que l'oie v. 5000 av. J.-C. dans le Bas Yangzi, ce qui en fait la plus ancienne espèce de volaille connue.

#### L'expansion néolithique en Chine
Durant la phase suivante, de 5000 à 3000 (Néolithique moyen), l'agriculture poursuit son essor dans les vallées du fleuve Jaune (culture de Yangshao), où le soja et le chanvre deviennent des compléments importants aux deux millets cultivés, et celle du Yangzi (culture de Hemudu) où la riziculture constitue seule la base de la subsistance, accompagnant un développement démographique important. La néolithisation s'étend notamment au nord-est avec la culture de Hongshan (4500-3000). C'est aussi une période d'accroissement des inégalités, avec l'emploi du jade comme marqueur symbolique des élites, et d'essor des échanges. La dernière phase du Néolithique, qui couvre le IIIe millénaire av. J.-C. (Néolithique récent) voit se poursuivre ces dynamiques d'essor agricole et démographique en même temps qu'émergent des structures politiques et sociales plus complexes et inégalitaires, qui se manifestent par l'apparition de sites centraux fortifiés, dans différentes aires culturelles bien distinctes : culture de Longshan au nord (site de Taosi), culture de Majiayao sur le cours supérieur du fleuve Jaune, culture de Liangzhu à l'embouchure du Yangzi (sites de Majiaoshan), etc.,.
L'agriculture chinoise se complète, en bonne partie grâce à des apports extérieurs. Le buffle est peut-être domestiqué en Chine, ou bien introduit depuis l'extérieur, en tout cas il est présent dans le nord de la région dans la seconde moitié du IIIe millénaire av. J.-C.. Le blé et l'orge sont introduits en Chine du nord, manifestement depuis l'Asie centrale. Ils sont attestés couramment au IIe millénaire av. J.-C., mais de manière plus isolée à des dates plus anciennes (v. 2500-2400). Le mouton et la chèvre sont présents au moins vers 2400 av. J.-C. Ces arrivées en Asie orientale d'espèces domestiquées du Proche-Orient, qui prennent en importance par la suite, est une étape importante de la globalisation agricole et alimentaire néolithique,.
Au tournant du IIe millénaire av. J.-C., c'est sur ces bases que la Chine bascule dans l'âge du bronze (culture de Qijia, culture d'Erlitou) et sur le processus de formation des premiers États archaïques (dynastie Shang).

#### Chine méridionale et Asie du Sud-Est
La Chine méridionale offre un autre exemple de la diversité des voies empruntées par les sociétés de chasseurs-cueilleurs des premiers temps de l'Holocène. Les cultures de collecteurs présents sur place connaissent déjà la poterie, pratiquent une subsistance à large spectre et en plusieurs endroits vivent dans des villages. Les contacts avec les premières sociétés paysannes du Moyen Yangzi se développent sur la période 7000-5000, avec l'apparition dans le Hunan et le Jiangxi actuels de cultures qui semblent dériver des sociétés agricoles voisines, mais en ayant délaissé l'agriculture car l'environnement local n'était pas propice à son développement, ce qui constituerait un cas original de « retour » de paysans à la vie de collecteurs. Ces cultures complexes de chasseurs-cueilleurs s'étendent en direction des régions côtières du sud-est de la Chine, de Taiwan et du nord du Vietnam.
La culture du riz est introduite dans le sud de la Chine par des paysans venus du Moyen Yangzi au IIIe millénaire av. J.-C. et se répand ensuite en direction du sud-est asiatique, et aussi vers l'Insulinde et le Pacifique via Taïwan (voir plus bas). C'est probablement dans ces régions (une alternative étant l'Inde) que se produit la domestication du poulet, autour de 3400 av. J.-C. Il devient aux côtés du porc l'animal le plus commun sur les sites du sud-est asiatique. La domestication du théier se situerait dans le sud-ouest de la Chine vers la première moitié du IIe millénaire av. J.-C., mais en l'état actuel des choses les études génétiques ne permettent pas d'être plus précis.

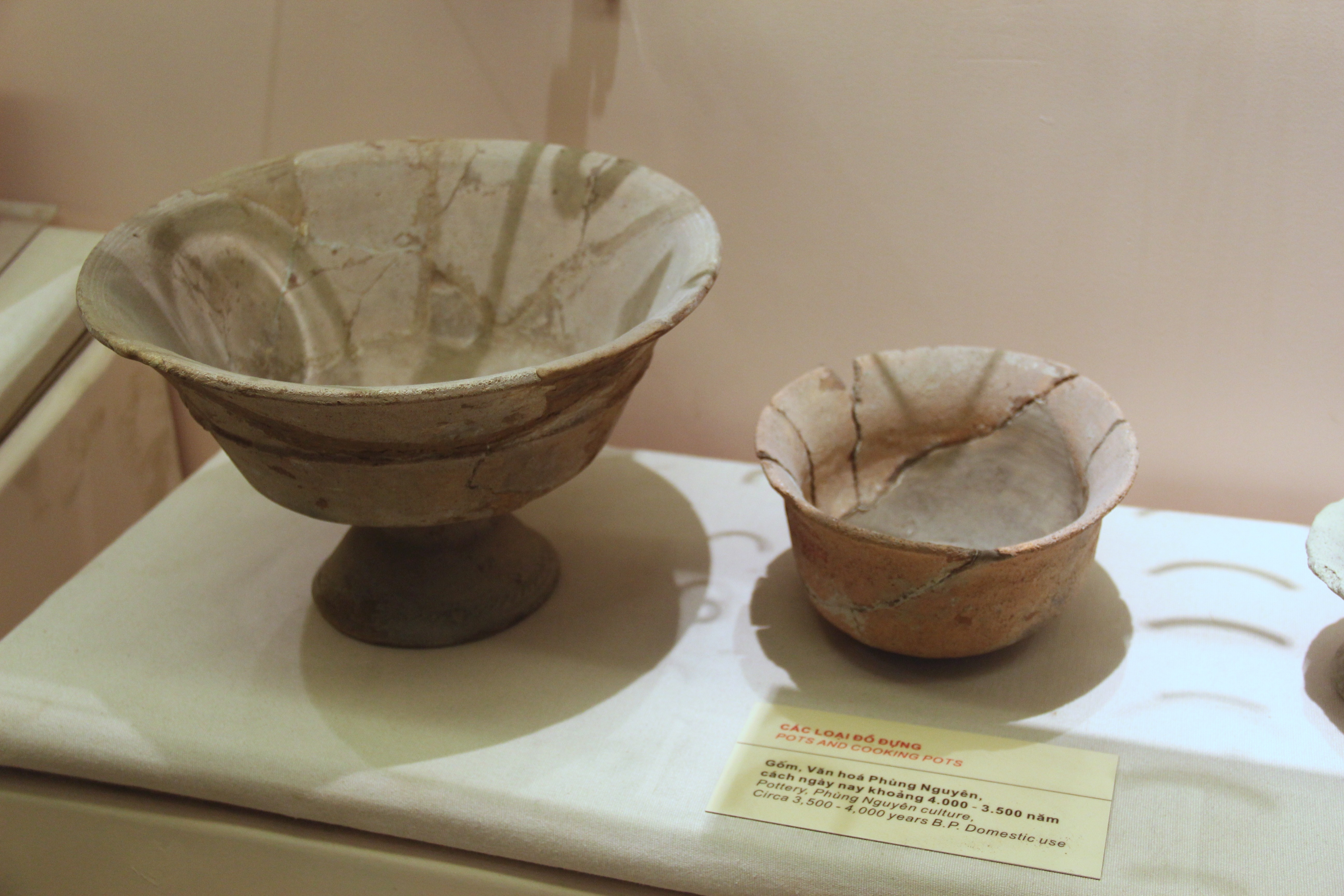
Vases de la culture de Phung Nguyen. Musée national d'Histoire du Vietnam.

Dans le sud-est asiatique continental, cette expansion agricole prend la forme d'un changement important apportant la riziculture, l'élevage, des villages de maisons souvent construites sur pilotis, des poteries richement décorées, le tissage. Les colons agriculteurs rencontrent des cultures de chasseurs-cueilleurs parfois aussi complexes que celles du sud-est chinois, notamment dans les régions côtières où elles exploitent les ressources marines et sont parfois sédentarisées (Khok Phanom Di en Thaïlande), qui sont néanmoins vite supplantées. Au Vietnam cette expansion conduit à l'apparition de la culture de Phung Nguyen (v. 2000-1500), rompant avec les traditions antérieures, d'où elle atteint rapidement le Cambodge (site d'An Son), et le nord-est de la Thaïlande après 1700 (site de Ban Chiang), puis la plaine de Bangkok et le golfe de Thaïlande où la riziculture s'intègre aux pratiques traditionnelles d'exploitation des ressources marines.

#### Corée et Japon
En Corée, la culture de la céramique Jeulmun (à décor peigné ; v. 5500-1400) est créée par des chasseurs-cueilleurs maîtrisant la poterie, souvent implantés sur le côtes où ils exploitent les ressources marines et semblent être sédentarisés par endroits. L'agriculture est introduite depuis la Chine du nord durant la période moyenne de cette culture (v. 3500-2000) avec l'intégration de la culture du millet dans les pratiques de subsistance préexistantes. Le riz est introduit après cette période, peut-être parce qu'il a fallu du temps pour adapter la plante à un climat plus froid. Il s'ensuit une forte croissance du nombre de villages et l'émergence d'une élite sociale, visible notamment à la période de la céramique Mumun (non décorée ; v. 1400-300) qui est considérée comme un âge du Bronze
Le cas du Japon de la longue période Jomon (v. 14000 à v. 1200-400 av. J.-C. selon les régions) est souvent considéré comme l'exception qui confirme la règle dans la néolithisation : cette culture revêt tous les aspects du Néolithique, sauf le principal, l'agriculture (à moins de considérer qu'un « Néolithique non agraire » puisse exister). La première partie de la période (avant 5000 av. J.-C.) voit comme ailleurs une diversification de l'exploitation des ressources par des groupes de chasseurs-pêcheurs-cueilleurs, qui réduisent leur mobilité. Ils développent également très tôt une tradition de poterie. La seconde partie de la période est marquée par la sédentarisation de nombreux groupes, qui construisent de véritables villages mais poursuivent leur économie de collecteurs. Ils en viennent certes à pratiquer (v. 4000 av. J.-C.) quelques cultures de fabacées et d'arbustes, ainsi qu'une manipulation des espaces forestiers pour en optimiser l'usage. Mais ils ne développent pas un système agricole à proprement parler. La céramique prend des formes de plus en plus élaborées, sont aussi réalisées des statuettes en terre cuite caractéristiques, les dogu. Les contacts avec les sociétés néolithisées du continent ne se traduisent pas par une acculturation. Faute d'obstacle technique et environnemental à l'émergence d'un Néolithique « complet » à cette période, il est possible qu'il faille ici considérer que les mentalités des gens de l'époque Jomon ne les ont pas poussé à aller plus loin dans le développement des cultures mais qu'elles ont trouvé une autre voie : « rien n'obligeait a priori ces sociétés à tendre vers ce modèle » (L. Nespoulous). L'adoption de l'agriculture se produit vers le début du Ier millénaire av. J.-C. dans le sud de l'archipel, avec l'importation de la culture du riz depuis le continent, qui s'accompagne sans doute de migrations. Cela marque le début de la période Yayoi, et de l'expansion des sociétés paysannes au Japon. Il ne s'agit pas d'un bouleversement, puisque la culture du riz est d'abord intégrée aux pratiques de subsistance antérieures et à d'autres formes de culture. Mais sur le long terme la riziculture favorise une expansion démographique et l'apparition de grands villages entourée de rizières irriguées au début de notre ère.

### Insulinde et Océanie
La diffusion du mode de vie néolithique en Asie du Sud-Est insulaire est largement imputé à la diffusion depuis Taïwan par des groupes parlant des langues austronésiennes, entre 3000 et 1500 av. J.-C. suivant un modèle similaire à celui de la diffusion du « package » proche-oriental en Europe. Là aussi cela a depuis été nuancé en raison de la diversité des situations, mais est confirmé dans les grandes lignes parce qu'il n'y a pas de présence de sociétés agricoles dans plupart de la région avant cela. L'exception est la Nouvelle Guinée, où apparaît localement une forme d'horticulture originale.

#### Nouvelle Guinée

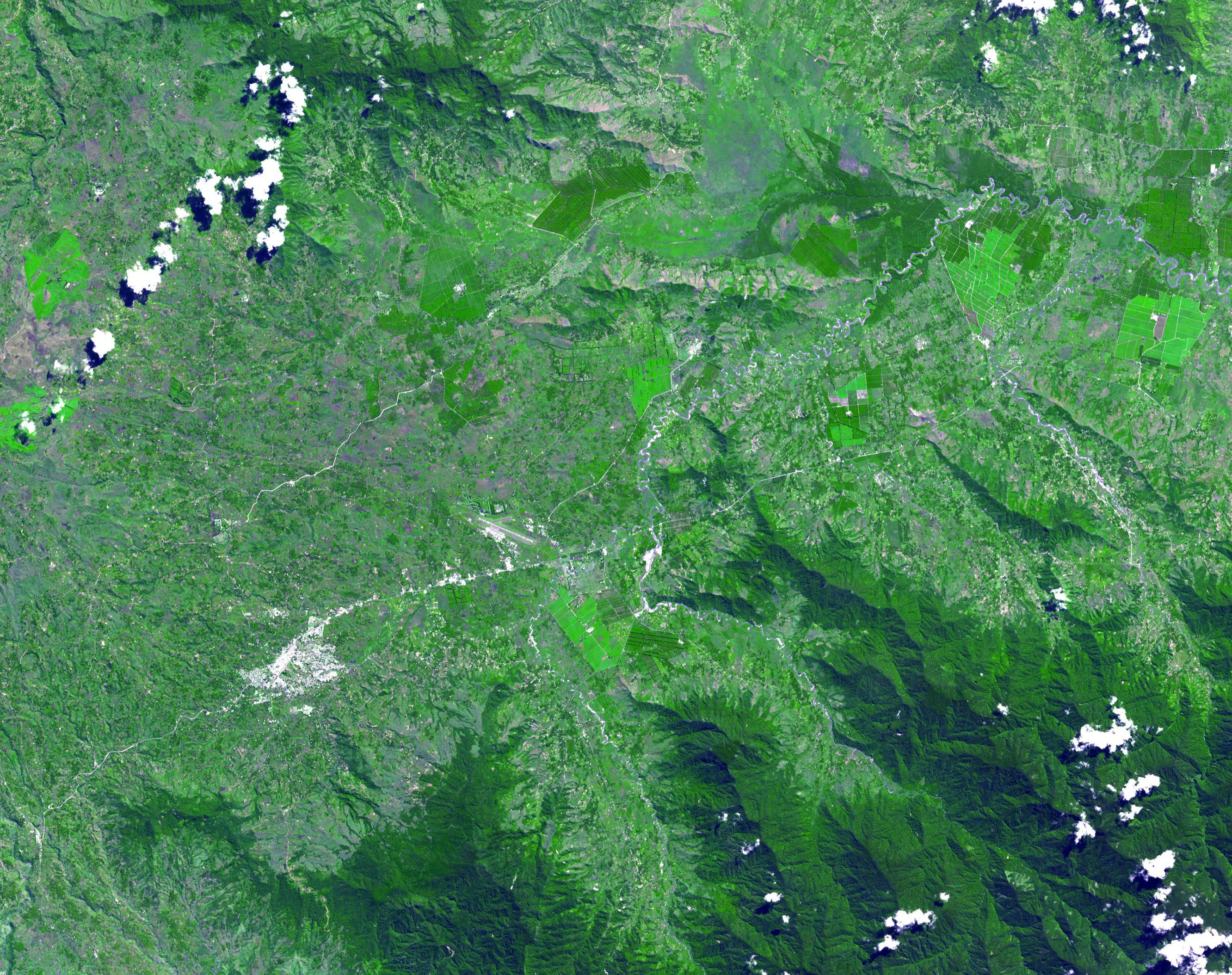
Vue aérienne de la région du site de Kuk.

La Nouvelle Guinée est un foyer primaire de naissance de l'agriculture. Ce développement autochtone se produit dans les hautes terres du centre de l'île, vaste espace aux terres fertiles, où il est principalement documenté par le site marécageux de Kuk, exploité pendant dix millénaires. La gestion de l'espace forestier y débute vers 7000 av. J.-C., orientées vers l'intensification de la pousse des bananes, du taro, de l'igname, de la canne à sucre, d'arbustes de type Castanopsis et Pandanus, etc. Puis des monticules de terre commencent à y être aménagés vers 5000-4400, ce qui marque le début de l'agriculture : y sont au moins domestiqués l'igname, le taro et des bananes, peut-être la canne à sucre. Cela s'accompagne de pratiques de défrichements par le feu et la hache en pierre polie. Après 2500-2000 av. J.-C. un dispositif de fossés de drainage en forme de grille est aménagé. Se constitue donc sur plusieurs millénaires un foyer original reposant sur les tribus papoues, reposant sur des plantes tropicales locales et maintenu à part des évolutions agricoles du reste de l'Insulinde. La poterie et le porc y sont ainsi introduits tardivement. Puis c'est au tour de la patate douce encore plus tard (après 1500 de notre ère), qui apporte de grands changements à l'agriculture et à la société,.

#### Asie du Sud-Est insulaire

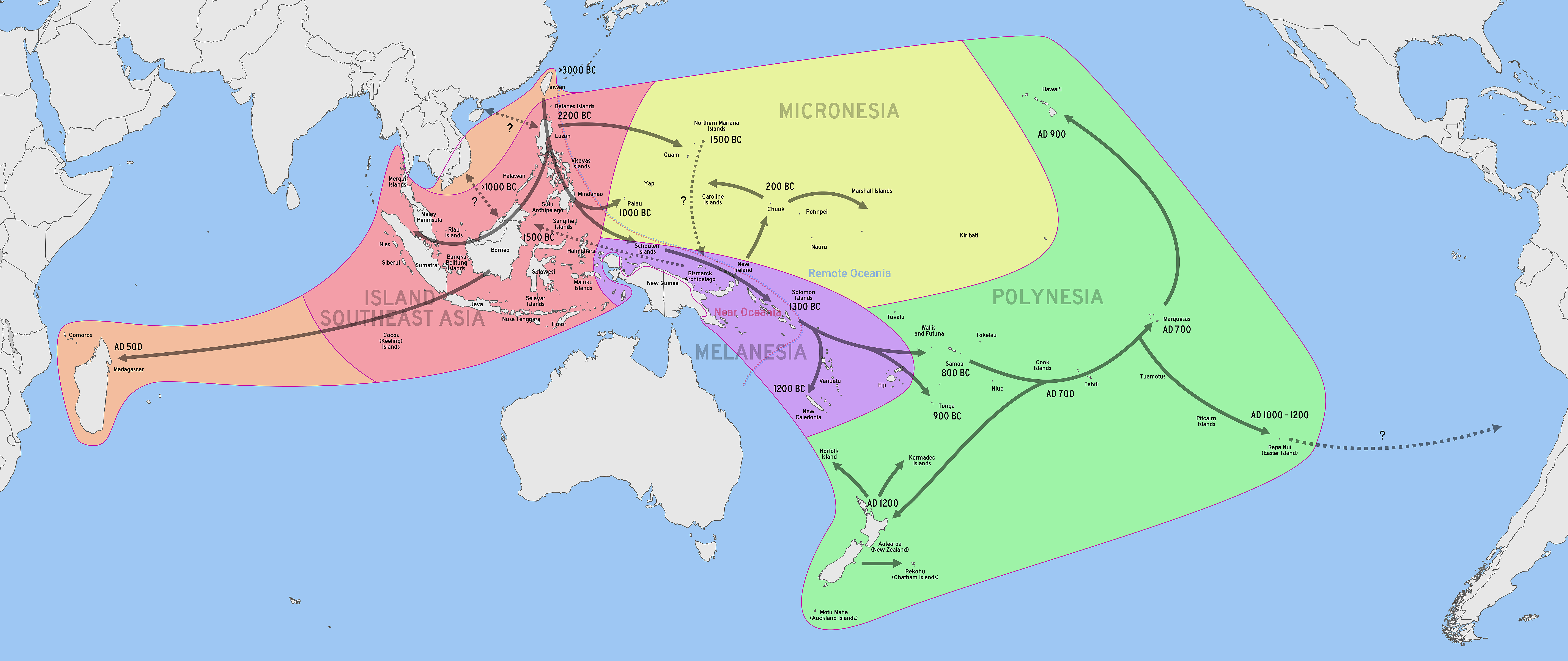
Carte de l'expansion autronésienne selon Peter Bellwood.

L'expansion de l'agriculture dans l'Asie du Sud-Est insulaire est un phénomène d'origine extérieure, introduit depuis la Chine méridionale et l'Asie du Sud-Est, probablement en grande partie par des populations parlant des langues austronésiennes. Selon la reconstitution proposée (notamment par P. Bellwood), celles-ci semblent s'être cristallisées sur l'île de Taïwan (v. 3000-2000 av. J.-C., culture de Dapenkeng, dont les racines se trouvent en Chine du sud), dans des communautés issues du Néolithique est asiatique, pratiquant l'agriculture (millet des oiseaux, riz, canne à sucre, d'autres plantes sans doute, aussi le porc), la poterie et le tissage, disposant d'embarcations (canoës et radeaux) et vivant dans des maisons en bois, notamment avec pilotis. Ils se dispersent par bateau en plusieurs vagues à partir de la fin du IIIe millénaire av. J.-C., en direction des Philippines (où le peuplement néolithique est attesté autour de 2200), puis de l'Indonésie (d'abord par Sulawesi puis Bornéo sur la période 2500-1500 et ensuite à Sumatra et Java v. 1500-1000) et de la péninsule malaise, aussi vers l'est et de là en direction des îles du Pacifique, et aussi à travers les îles de l'océan Indien jusqu'à Madagascar (v. 500 de notre ère). Ils apportent leur propre « package » dans ces régions, qui se complète : poulet, l'arbre à pain, le cocotier, des bananiers, l'igname, etc., développement des bateaux à voile et à balancier, poterie à engobe rouge.
Bien qu'il soit généralement reconnu comme valide, ce schéma a ensuite été nuancé : comme souvent le « package » néolithique ne se retrouve pas partout au complet, parfois il manque même la diffusion de l'agriculture, et il présente des variations régionales parfois importantes. Sans remettre en cause l'influence des migrations austronésiennes, ces changements culturels, y compris le langage, ont pu se faire par diffusion sans remplacement de population, par adoption, car comme ailleurs ces régions sont souvent occupées depuis longtemps par des groupes de chasseurs-cueilleurs ayant développé des traditions culturelles propres depuis plusieurs millénaires (y compris probablement des pratiques d'aménagement forestier). Les domestications observées durant ces phases ne reposent pas forcément sur des épisodes uniques mais pourraient avoir eu lieu en plusieurs endroits pour une même espèce.

#### Îles du Pacifique

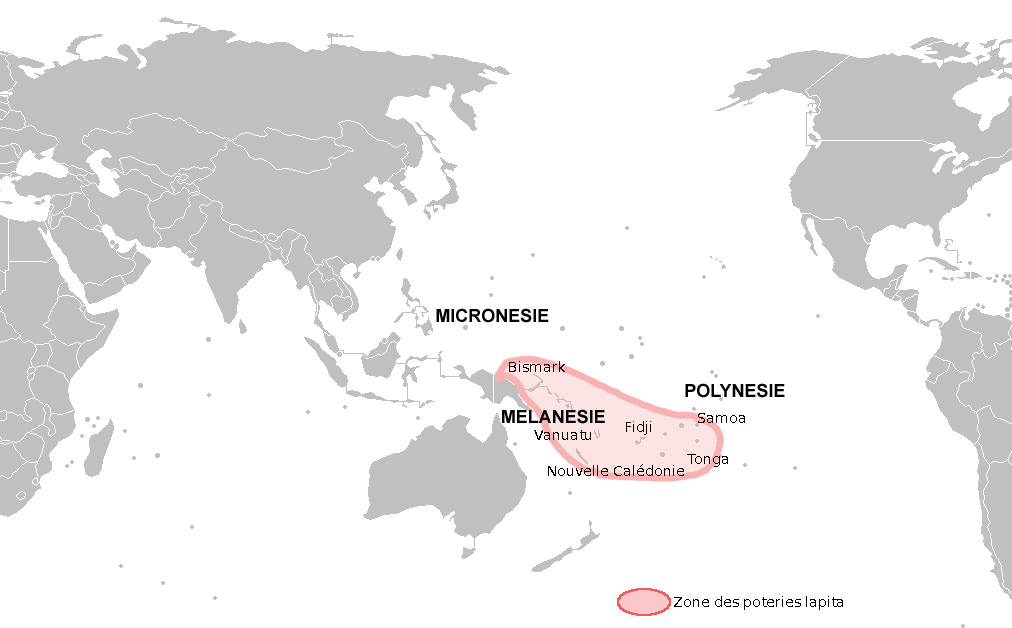
Carte des zones de poteries Lapita

Les îles du Pacifique sont peuplées par des groupes austronésiens, dans la foulée de leur implantation dans l'Insulinde orientale. Ce phénomène correspond en archéologie au développement de la culture de Lapita, qui s'inscrit dans la continuité de celles à la poterie à engobe rouge. Elle émerge dans l'archipel Bismarck, déjà occupé par des chasseurs-cueilleurs, autour de 1300 av. J.-C., puis se répand vers l'est dans le Pacifique, dans les îles de Mélanésie orientale puis de Polynésie occidentale jusqu'alors non peuplées : en l'espace de quatre siècles à peine Fidji est atteint, puis Tonga et Samoa autour de 900. Cette expansion rapide sur plus de 6 500 kilomètres révèle de grandes aptitudes à la navigation. Cette culture, caractérisée par une poterie de grande qualité et des habitats de maisons sur pilotis, pratique une horticulture reposant sur l'igname, le taro et diverses cultures arbustives, combinée avec les ressources de la pêche et aussi de la chasse, l'élevage du porc. S'observent aussi des abandons de techniques au fil de la propagation polynésienne : la culture du riz et du millet, le tissage, et même la poterie dans certaines îles éloignées,.
La colonisation des îles du centre et de l'est de la Polynésie se poursuit après la fin de la culture Lapita, après 500 av. J.-C. Des communautés de navigateurs pratiquant la pêche, la culture de l'igname et du taro (puis celle de la patate douce introduite par des contacts avec l'Amérique du Sud), l'élevage du porc, fabriquant des haches en pierre robustes, mais pas la poterie et le tissage se répandent sur plusieurs siècles jusqu'à Hawaï, l'île de Pâques et la Nouvelle-Zélande

#### Australie
L'Australie de l'Holocène ne connaît pas l'agriculture à proprement parler et reste donc en dehors des études sur le Néolithique. Cela ne veut pas dire que les pratiques de subsistance des sociétés de chasseurs-cueilleurs aborigènes, surtout présentes sur les zones côtières et près de points d'eau, y soient stables et ne se tournent pas vers des formes d'intensification de l'exploitation de leur environnement. Elles pratiquent par endroits des formes de gestion de ressources végétales et animales qui impliquent des brûlis de couverts végétaux, le stockage et aussi la transplantation de plantes, des pièges aquatiques sophistiqués comme la construction de barrages et de canaux pour capturer des anguilles dans l’État de Victoria, etc. La question de savoir si certains de ces groupes sont sédentarisés est controversée, mais il n'y a pas de trace de développement d'une vie villageoise,.

### Afrique
Le continent africain se caractérise par une très grande variété de milieux écologiques, du reste affectés sur la période par des changements climatiques qui ont des impacts très significatifs. L'adoption de l'agriculture se fait sur un temps très long, avec un rythme irrégulier, avec deux grandes périodes au début de l'Holocène puis au milieu de l'Holocène. Bien que le continent reprenne les éléments du néolithique proche-oriental, il le fait de manière très inégale selon les lieux. Les systèmes de culture présents en Afrique sont très variés, ils accordent souvent une grande place au pastoralisme à dominante bovine (qui ressort dans l'art rupestre de plusieurs régions) et l'économie de chasse-pêche-cueillette conserve longtemps une grande importance, l'adoption de l'agriculture se faisant parfois de façon marginale. Par la variété de leurs choix et leur faculté d'adaptation, ces sociétés mettent en exergue le grand nombre de choix possibles entre le monde des chasseurs-cueilleurs et celui des paysans, les interactions complexes entre les mouvements migratoires de paysans et les groupes de collecteurs qu'ils rencontrent, influencent plus ou moins et avec lesquels ils coexistent souvent sur le long terme, donc le fait que le modèle néolithique proche-oriental et européen n'est pas généralisable,.

#### Vallée du Nil et nord-est

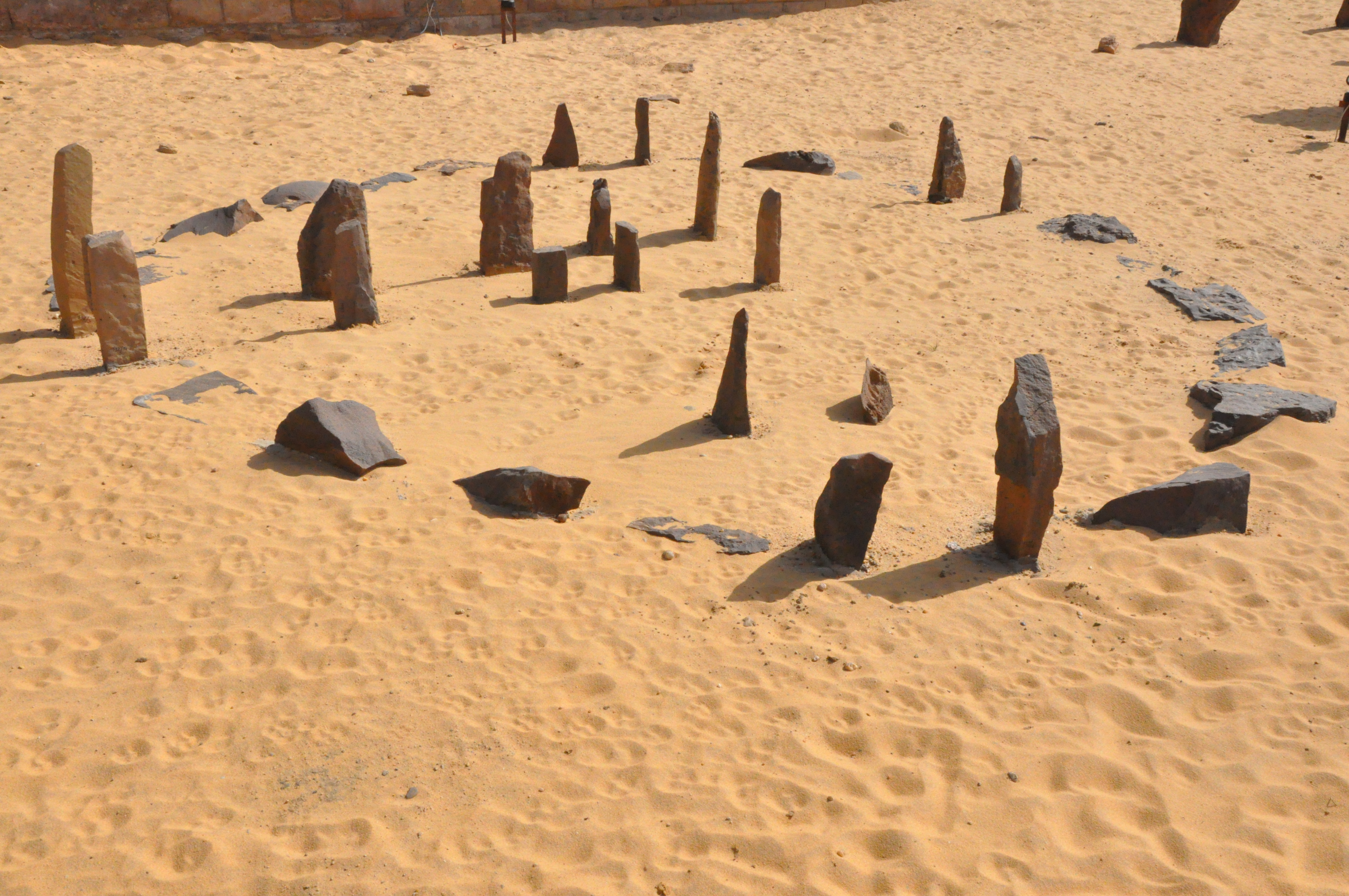
Cercle de pierres orientées de Nabta Playa, reconstitution dans les jardins du musée de la Nubie à Assouan.

Le mode de vie néolithique émerge dans la partie nord-est du continent, en particulier autour de la vallée du Nil et à l'ouest de celle-ci, le climat plus humide permettant une occupation humaine plus vaste que par la suite dans un contexte d'intensification de l'exploitation des ressources, documenté notamment sur le site égyptien de Nabta Playa (v. 9000-6000 av. J.-C.). La question de savoir si cette région est un foyer de domestication des bovins est débattue en l'absence de preuve décisive. Il est en tout cas évident qu'à partir de la fin du VIIe millénaire av. J.-C. les espèces domestiques animales (bœuf, chèvre, mouton) sont introduits depuis le Proche-Orient, et les céréales par la suite. Le mode de vie semble peu bousculé par ces innovations : l'agriculture reste pendant longtemps secondaire dans la subsistance, c'est surtout le pastoralisme semi-nomade à dominante bovine qui se développe. C'est à partir de cette partie de l'Afrique que bon nombre d'innovations néolithiques se diffusent vers le reste du continent, notamment l'élevage bovin amené à devenir un élément-clé de beaucoup des sociétés est-africaines,,.
Au contraire la basse vallée du Nil voit le développement d'un agriculture reposant sur les espèces proche-orientales à partir de 5000 av. J.-C. (Culture de Mérimdé dans le delta), posant les bases du développement de l’Égypte ancienne. Cette dynamique s'affirme durant l'époque prédynastique, entre 4500 et 3000 (périodes de Badari et de Naqada), qui voit l'essor de l'économie agricole caractéristique de cette civilisation, avec aussi l'apparition de la métallurgie, d'un proto-urbanisme et une plus importante stratification sociale. Au sortir de la période s'amorce la formation de l’État pharaonique (période thinite).

#### Maghreb
Au Maghreb, où se développe notamment la culture capsienne de type mésolithique, le mode de vie néolithique est introduit depuis la Méditerranée. Des sociétés agro-pastorales sur le modèle proche-oriental se développent sur les régions littorales du Maroc à partir du milieu du VIe millénaire av. J.-C. (qui présentent des similitudes avec les sociétés néolithisées du sud de l’Espagne), et plus à l'est le capsien se néolithise progressivement (pierre polie, bétail, poterie). Dans l'Atlas et la partie nord du Sahara, une économie pastorale transhumante apparaît.

#### Sahara central

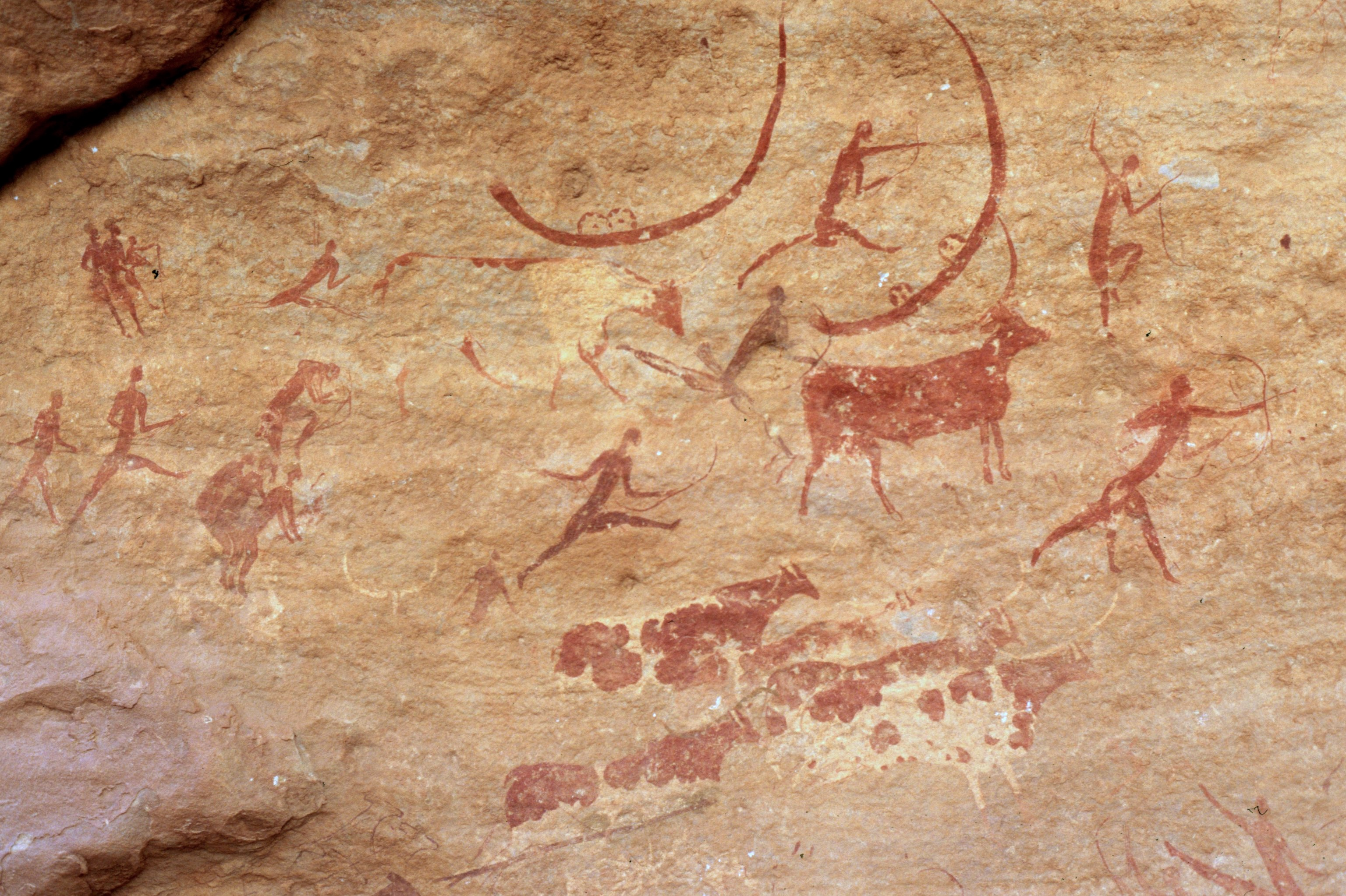
Peintures rupestres de Jabbaren (Algérie), scène pastorale : les bergers armés d'arcs défendent leur cheptel de bovins.

Les plateaux du Sahara central, plus humides sur la période de 10000 à 3200 av. J.-C. (avec des fluctuations) que de nos jours (on parle de « Sahara vert »), connaissent un développement de l'économie de production au VIIe millénaire av. J.-C.. Cela se repère par l'introduction de moutons et chèvres domestiques, mais le développement de la culture des plantes n'est pas prouvé car les plantes exploitées semblent sauvages. L'art rupestre de style « bovidien » est un révélateur de l'importance prise par l'élevage bovin dans ces sociétés, qui développent aussi un mégalithisme funéraire, parfois associé à des sépultures de bœufs.

#### Afrique de l'ouest
L'Afrique de l'ouest subsaharienne est un foyer d'innovation important au début de l'Holocène, avec l'invention locale de la poterie vers 10000 av. J.-C. (identifiée au Mali). Le climat plus humide favorise le développement d'activités plus intensives d'exploitation de l'environnement, jusqu'à une phase d'aridification qui coïncide avec l'apparition des animaux domestiques, au cours du Ve millénaire av. J.-C., dans un contexte de mutations sociales importantes. À partir du IIe millénaire av. J.-C. ces régions deviennent un important centre de domestication de plantes : dans le Sahel le mil à chandelle est la première espèce domestiquée, et elle connaît une diffusion rapide, la pastèque étant aussi cultivée ; le sorgho, le fonio, le pois bambara, le riz africain, la cornille, l'igname sont domestiqués dans les régions méridionales. L'exploitation des animaux et plantes sauvages complète cela, notamment des arbres : baobab, palmier à huile, karité,.

#### Corne de l'Afrique
En Afrique orientale, l'économie des chasseurs-pêcheurs-cueilleurs reste dominante, malgré l'introduction lente du bœuf et de la chèvre depuis le Soudan et sans doute aussi le Yémen, à partir du IIIe millénaire av. J.-C.. Cela a conduit comme ailleurs à l'émergence d'économies partiellement pastorales, mais encore mal documentées, tandis que d'autres groupes semblent s'être volontairement tenus à l'écart des changements (sud-est éthiopien). L’Éthiopie en particulier a développé des traditions agricoles diversifiées, dont les origines sont mal connues, reposant en partie sur des espèces locales domestiquées (teff, noug, ensete, café, khat, voire l'éleusine). Les débuts de l'agriculture dans les hautes terres éthiopiennes, et ceux de ces domestications locales, semblent se faire durant la période pré-aksoumite, 1600-300 av. J.-C., qui voit la mise en place de sociétés « complexes »,.

#### Régions équatoriales
Les régions situées plus au sud présentent deux obstacles à l'expansion humaine et agricole : la présence de la malaria et de la maladie du sommeil (trypanosomiase), cette dernière touchant particulièrement les bovins. Des fluctuations climatiques ont néanmoins entraîné des changements environnementaux permis d'ouvrir des couloirs sains permettant une diffusion de l'économie agricole vers le sud à partir du IIe millénaire av. J.-C. et surtout après la première moitié du Ier millénaire av. J.-C. (et au plus tard au tournant de notre ère). Dans la partie orientale, cette expansion est souvent attribuée aux groupes de langues bantoues, même s'ils ne sont probablement pas les seuls à y avoir participé. Mais la chronologie est discutée. La diffusion de l'agriculture et de l'élevage dans ces régions est un phénomène en bonne partie récent, visible à partir de la seconde moitié du Ier millénaire av. J.-C., à un moment où les sociétés paysannes maîtrisent la métallurgie du fer (ce qui marque la fin de l'âge de la pierre africain),.
Les régions équatoriales de savane et de forêt connaissent le développement d'une économie agroforestière associant culture de céréales et de tubercules (mil, igname, etc.) avec l'exploitation des ressources forestières, notamment le palmier à huile et l'aiélé,.
La région des Grands Lacs et du Rift voit le développement du pastoralisme à partir du milieu du IIIe millénaire av. J.-C., peut-être par la migration de pasteurs de langue couchitique venus du Soudan. La maladie du sommeil ralentit pendant longtemps cette expansion, l'abondance des ressources permettant la subsistance par la collecte. Une forme de complémentarité se développe apparemment entre pasteurs et chasseurs-cueilleurs-pêcheurs.

#### Afrique australe
Dans l'Afrique australe, au sud de l’Équateur, l'agriculture est un développement très récent. Autour du début de notre ère le pastoralisme est introduit depuis l'est par des groupes qui sont peut-être les ancêtres des Khoekhoe. Le mil à chandelle est attesté en Afrique du Sud au IIe siècle av. J.-C., le développement de l'agriculture se produit surtout dans la seconde moitié du Ier millénaire par des communautés paysannes pratiquant la métallurgie du fer. Les chasseurs-cueilleurs autochtones adoptent à leur contact l'élevage et la poterie, mais pas la culture des plantes, tandis que les paysans semblent avoir consommé un nombre significatif d'animaux sauvages, brouillant là encore les distinctions conventionnelles entre chasseurs-cueilleurs, paysans et pasteurs.

#### Madagascar
Madagascar présente la particularité d'être peuplée dans les siècles médians du Ier millénaire de notre ère par des populations austronésiennes venues d'Asie du Sud-Est par bateau (cf. plus haut). C'est par ce biais que des plates telles que les bananes douces, plantains et le taro auraient été introduites en Afrique, où elles prennent une grande importance (mais il semble que la banane ait été introduite antérieurement),.

### Amériques
Les débuts de l'agriculture dans les Amériques — où le terme de Néolithique est rarement employé et ce phénomène est intégré dans les périodes dites « Archaïques » — sont marqués par de nombreux traits particuliers qui font que le processus est très éloigné d'une « révolution ». En effet ils se produisent chez des groupes de chasseurs-cueilleurs qui intègrent lentement des espèces domestiques afin de s'assurer une subsistance plus sûre (une « production de nourriture de faible niveau »), tout en préservant souvent un mode de vie essentiellement mobile et prédateur. Il n'y a donc pas forcément dans les premiers temps de limite claire entre les deux modes de vie. Cela n'empêche pas un autre trait marquant du phénomène : la domestication dans différentes parties du continent d'un très grand nombre d'espèces végétales, qui se comptent par centaines, et l'émergence sur le très long terme de systèmes agricoles très diversifiés et sophistiqués, atteignant un fort degré de contrôle de leur environnement,.

#### Mésoamérique

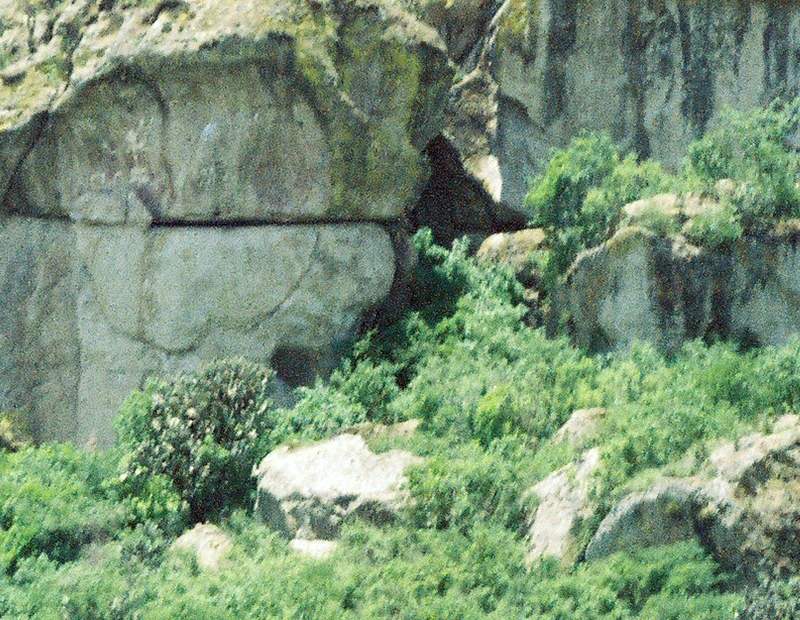
Entrée de la grotte de Guilá Naquitz dans la vallée de Oaxaca, un des sites ayant livré les plus anciens témoignages sur la domestication de plantes en Mésoamérique.

L'aire mésoaméricaine correspond à l'Amérique centrale et à la majeure partie du Mexique. C'est le foyer de domestication le plus ancien documenté sur le continent américain. Vers 8000 av. J.-C., des chasseurs-cueilleurs du Mexique central (vallée de Oaxaca) commencent à cultiver des courges, qu'ils intègrent dans leur subsistance reposant principalement sur la collecte de plantes sauvages, et des calebasses (qui sert plutôt à fabriquer des gourdes et d'autres récipients). Par la suite cette région offre les premières traces de la domestication du maïs, à partir du téosinte, qui a néanmoins sans doute débuté dans des zones tropicales sèches du sud-ouest du Mexique (au plus tard v. 6700 av. J.-C.). Il faut plusieurs millénaires pour que cette plante évolue et devienne suffisamment productive pour jouer le rôle d’aliment de base comme le font les céréales dans les autres foyers, ce qui expliquerait pourquoi l’économie agricole et la sédentarité mettent longtemps à se concrétiser, même si elle pourrait avoir été plus précoce qu'envisagé par le passé. La domestication du piment est également ancienne, l'avocat, les agaves et des cactus sont à leur tour exploités, de même que le coton ; celle des haricots sans doute plus tardive (au plus tard v. 1000 av. J.-C.). Le seul animal domestiqué dans la région est le dindon, au plus tard dans la seconde moitié du Ier millénaire av. J.-C. Selon l'interprétation la plus courante, dans les premiers temps les sociétés sont mobiles, la production de nourriture repose sur des plantes dont la culture ne nécessite pas de se sédentariser et sert de complément à leur subsistance qui repose en bonne partie sur la cueillette, la chasse et la pêche. Il s'agit de petits groupes (des « micro-bandes ») se réunissant périodiquement pour former des groupes plus importants (« macro-bandes »). Mais la culture sur abattis-brûlis pourrait être développée dans certaines régions à des dates anciennes,,,.
La réduction de la mobilité se ressent au moins après 4500 quand apparaissent par endroits des habitats plus permanents, peut-être déjà des hameaux occupés toute l'année, qui servent de camp de base à des groupes. La vie villageoise à proprement parler ne se développe qu'après 2000 av. J.-C., quand l'agriculture a pris une place plus importante, avec la mise en place d'une subsistance dépendante de la culture du maïs, qui accompagne un essor démographique important (au début de la période formative). C'est aussi à cette période que se répand l'usage de la poterie, la spécialisation artisanale et que s'accentue la hiérarchisation sociale. La civilisation olmèque se forme dans la foulée de ces changements,,.

#### Amérique du Sud

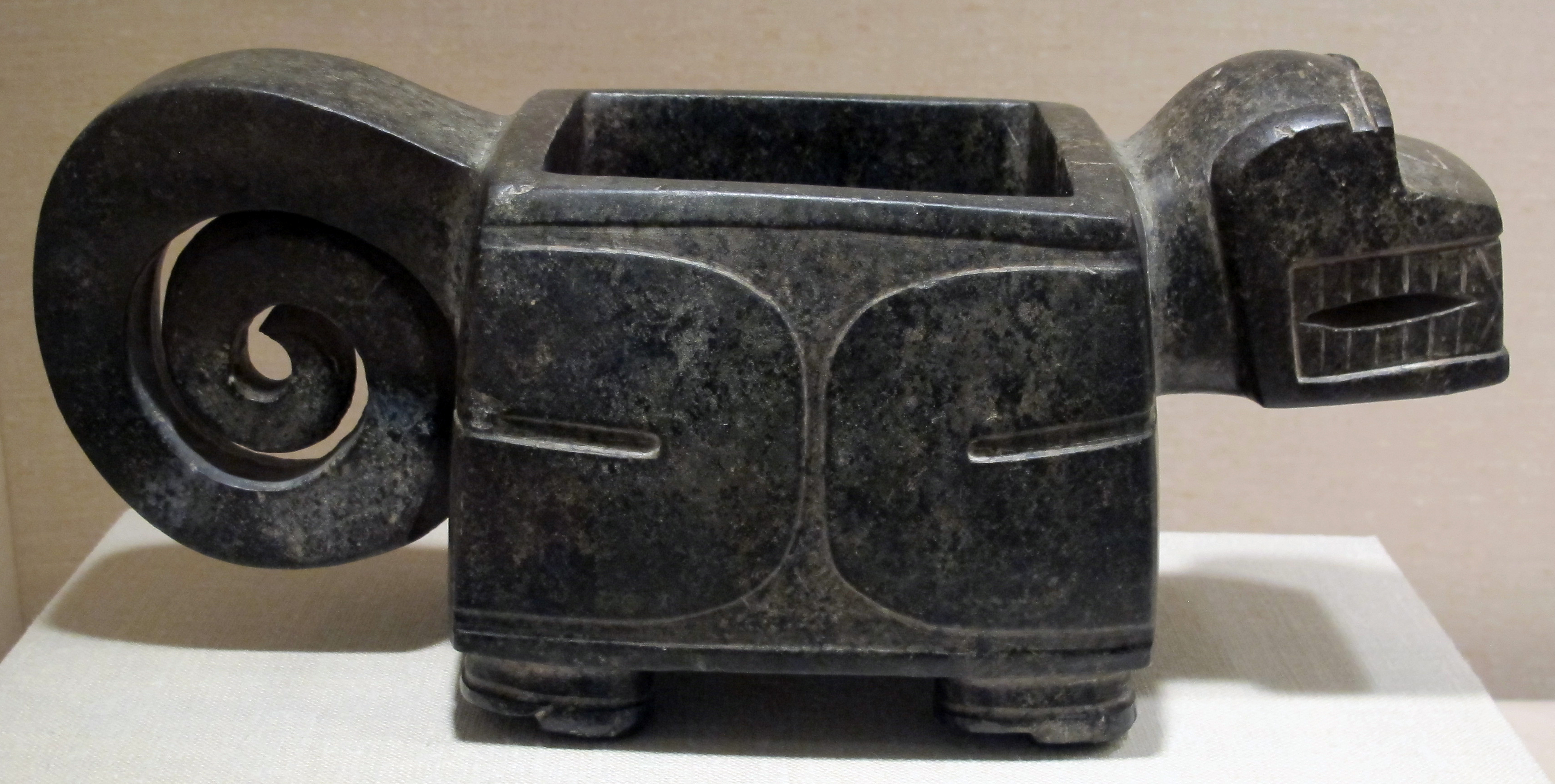
Mortier en diorite en forme de singe. Culture Valdivia, v. 2000-1800 av. J.-C. Metropolitan Museum of Art.

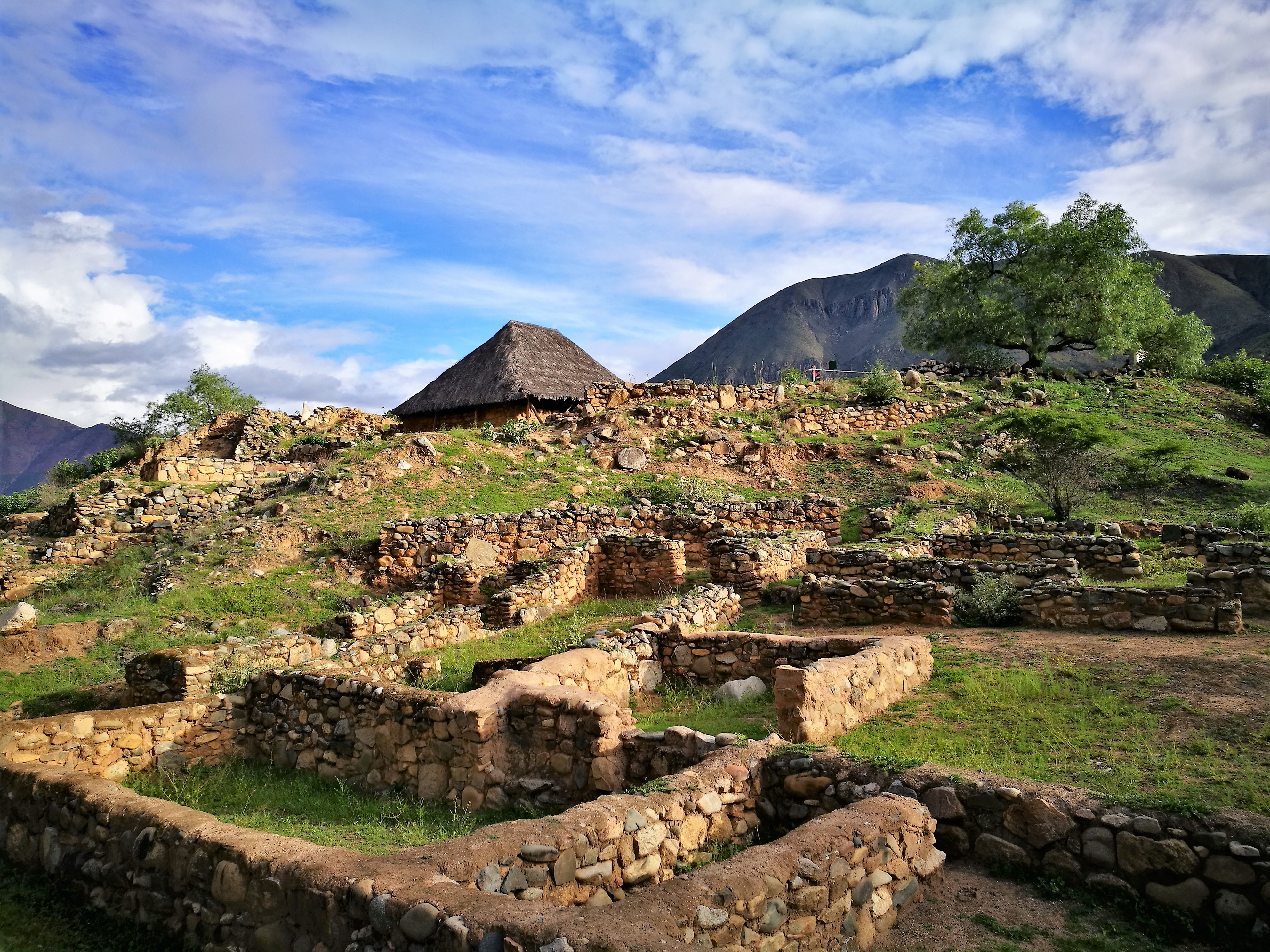
Vestiges du site de Kotosh (Pérou), v. 2000-1500 av. J.-C.

En Amérique du Sud, les premières domestications se font dans plusieurs régions de la partie nord/nord-ouest du continent, qui s'échangent rapidement certaines espèces domestiquées : sur les côtes du Pacifique, dans les vallées de fleuves coulant depuis les Andes, dans les actuels Pérou, Équateur et Colombie ; dans les hautes terres andines des mêmes pays, situées plus à l'est ; dans la haute Amazonie voisine, région de forêt tropicale humide. Là aussi cela se produit dans un contexte de développement de l'aménagement paysager par le feu et de la gestion de plantes sauvages, en intégrant progressivement à la subsistance des plantes cultivées. Les premières attestations de plantes domestiques sont très anciennes : la courge musquée dans le sud-ouest équatorien au plus tard v. 8500 (et jusqu'à un millénaire plus tôt), dans la culture de Las Vegas, des chasseurs-cueilleurs-pêcheurs vivant dans des petits sites saisonniers ; la marante (arrow-root) dans les Andes colombiennes v. 9250-8500 av. J.-C. ; une autre « poche » de domestications ou du moins d'agriculture des débuts apparaît plus au sud v. 6500-6000, dans la vallée de Nanchoc (nord du Pérou), avec la culture de courges, d'arachide, de manioc. Ce dernier est manifestement domestiqué en Amazonie orientale, d'où il se diffuse rapidement. Le cacao semble domestiqué en Amazonie équatorienne. Les zones tropicales adoptent progressivement la culture sur abattis-brûlis (slash-and-burn) et une grande variété d'espèces cultivées. Le Panama adopte également à des époques anciennes la culture de plantes venant des zones basse d'Amérique du Sud (abri d'Aguadulce, v. 6600). Dans les hautes terres andines, des foyers similaires ont existé pour mettre en culture des espèces locales, mais les datations restent imprécises : l'oca du Pérou, le haricot de Lima, le lucuma sont peut-être domestiqués vers 8500 ; le quinoa, la pomme de terre et d'autres plantes andines (peut-être aussi la tomate) semblent en voie de domestication dans la première moitié du VIe millénaire av. J.-C.. Le maïs est introduit dans le nord-ouest de l'Amérique du Sud v. 5800, mais il ne prend pas l'importance qu'il a en Mésoamérique, servant plutôt de complément. Les Andes sont le seul foyer notable de domestication animale des Amériques avec le lama (employé dans les civilisations andines pour le transport) et l'alpaga (qui fournit notamment de la laine), domestiqués vers 4500-4000, vers la même période que le cochon d'Inde (élevé pour sa viande) ; bien plus tard (v. 100 av. J.-C.) s'ajoute le canard musqué. Dans ces régions à l'agriculture précoce, il semble que cette forme de subsistance prenne un importance croissante, conduisant à la réduction de la mobilité et de la sédentarité. Mais ces premiers développements semblent rester localisés. Les cultures des côtes péruviennes et chiliennes restent majoritairement tournées vers la collecte, s'épanouissent grâce aux ressources maritimes, constituent parfois des villages, en adoptant parfois l'horticulture comme complément (Paloma). Se mettent en place des relations de complémentarité entre les différentes zones écologiques (côtes, montagnes, forêt tropicale) qui tirent profit des particularités de chacune d'entre elles,,,. 
Plusieurs régions de l'Amazonie jouent un rôle important dans ce processus, mis en évidence par des recherches récentes, témoignant notamment de l'importance des zones tropicales dans les débuts de l'agriculture. En particulier, le manioc est domestiqué dans la partie sud-est de cet ensemble et ensuite introduit dans les régions occidentales. La noix du Brésil est une autre denrée exploitée, gérée puis domestiquée à des époques anciennes, avant d'être elle aussi diffusée dans les régions voisines. Ce sont en tout des dizaines de plantes et d'arbres qui sont cultivés, ou du moins dont la croissance est gérée par les communautés de la région du bassin de l'Amazone. C'est aussi en Amazonie, dans le cours inférieur de l'Amazone, que sont attestées les plus anciennes poteries américaines, au VIe millénaire av. J.-C., chez des chasseurs-cueilleurs (Teperinha). Cette partie de l'Amazonie est caractérisée par de grands sites sur amas coquilliers créés par l'homme (sambaquis). La mobilité des groupes se réduit progressivement, jusqu'à l'apparition de sites sédentaires. L'environnement est aménagé par des abattis et des brûlis, aussi par la constitution de « terre noire » (terra preta), enrichie par l'homme en charbon de bois et autres matières organiques afin de favoriser la croissance des plantes, qui accompagne l'expansion agricole et villageoise dans la région dans la première moitié du Ier millénaire av. J.-C.,,,.
Des sociétés agricoles plus complexes se développent sur la côte et dans les Andes. Les sites de la culture équatorienne côtière de Valdivia (v. 4000-1400) témoignent d'un essor agricole : en plus des plantes attestées auparavant, ils cultivent aussi le coton, l'achira, le manioc, le haricot-sabre, etc., mélangeant domestications locales et éléments venus de divers autres horizons. Cette phase voit le développement de villages de grande taille (Real Alto) et une hiérarchisation sociale plus prononcée, ainsi que l'apparition de la poterie. Le processus est également affirmé dans les basses terres péruviennes, dans la vallée du Supe qui voit à partir de 3000-2500 le développement de la civilisation de Caral, qui découle sur la formation d'un État archaïque. Dans les zones hautes également les sociétés pratiquant une agriculture irriguée diversifiée sont en voie de complexification, ce qu'illustrent notamment des constructions rituelles (La Galgada, Kotosh),,,.

#### Amérique du Nord

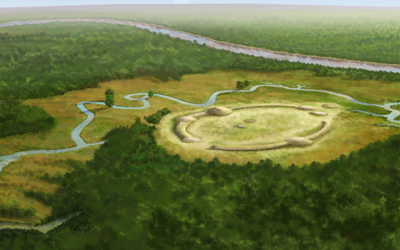
Représentation du site de Watson Brake (Louisiane), v. 3500 av. J.-C.

Les groupes de chasseurs-cueilleurs de la vallée du Mississipi et des terres boisées situées à l'est de celle-ci (Eastern Woodlands) intensifient comme d'autres au début de l'Holocène leurs pratiques de prédation et d'aménagement des espaces forestiers par le feu. Ils développent de nombreux sites pour leur permettre d'exploiter leur environnement, et le chien est domestiqué (site de Koster, Illinois (en)). Après avoir apparemment cultivé la calebasse (attestée en Floride v. 8000 av. J.-C.), ils intègrent à leur subsistance la culture de quelques plantes sans pour autant développer une économie agricole à proprement parler (Eastern agricultural complex) : d'abord des courges (pâtisson) à partir de 6000-5000 av. J.-C., puis à partir de 2500 le tournesol, la sumpweed et le goosefoot (un chénopode), plus tard d'autres comme le knotweed et le maygrass. Cela accompagne après 4000 un développement démographique, l'apparition de la poterie (v. 2500 en Caroline du Sud, après 1500 en Louisiane), des premiers villages et aussi de grands sites de réunion voire de rituels et d'inhumation composés de monticules (des tertres en terre à Watson Brake et Poverty Point en Louisiane ; également des amas coquilliers en Floride), qui marquent le début de la tradition des « Mound Builders ». Mais le mode de vie reste avant tout celui de chasseurs-cueilleurs, certes pratiquant une horticulture d'appoint et ayant développé une architecture monumentale et des réseaux d'échanges à longue distance. Les sociétés proprement agricoles et villageoises se développent quand le maïs est introduit et se répand dans la région au Ier millénaire de notre ère,,. La date de la domestication du tabac reste inconnue et débattue ; il semble qu'il ait été introduit dans la vallée du Mississipi depuis les régions occidentales de l'Amérique du Nord.
Le sud-ouest de l'Amérique du Nord (à cheval sur les États-Unis et le Mexique actuels) est une région aride voire désertique où évoluent au début de l'Holocène des groupes de chasseurs-cueilleurs exploitant la faune et la flore locale. C'est à partir de 2100/1500 av. J.-C. un espace d'expansion de l'agriculture depuis le Mexique central, reposant en bonne partie sur la culture du maïs, qui se pratique en plusieurs endroits avec l'aide de l'irrigation et sur la base d'une organisation villageoise, même si la collecte de plantes sauvages reste longtemps importante. Il est possible que cet essor soit dû à des migrations de paysans de langues uto-aztèques venus du Sonora et du Chihuahua, mais cette question est controversée. Quoiqu'il en soit il faut attendre les premiers siècles de notre ère pour voir un développement démographique et villageois dans ces régions, soutenu par la culture du maïs complétée par celle des haricots et des courges,,.
Le reste de l'Amérique du Nord est occupé par des sociétés de chasseurs-cueilleurs qui n'adoptent pas l'agriculture et l'élevage (si on excepte le chien), mais participent à l'élaboration de stratégies de subsistance plus sophistiquées. Les côtes nord du Pacifique sont ainsi occupées par des groupes de chasseurs-cueilleurs-pêcheurs évoluant en plusieurs endroits vers des sociétés sédentaires et hiérarchisées, s'appuyant notamment sur des ressources maritimes abondantes. Dans les Grandes Plaines du Midwest, la chasse au bison à grande échelle se développe à partir de 10000 av. J.-C. et est généralisée après 5000 av. J.-C..

#### Caraïbes
Dans les îles des Caraïbes, la production de nourriture commence avec les migrations de populations de la culture appelée Ortoiroïde, depuis les rives sud-américaines (notamment la vallée de l'Orénoque), qui constituent par ailleurs les premiers peuplements humains de ces îles. Les premières implantations se font sur l'île de Trinidad vers 6000 av. J.-C. où les premières attestations d'espèces domestiquées sont datées de v. 5800 av. J.-C.. Par la suite les Petites Antilles sont peuplées sur la période 5000-3000. Une autre vague de migrations partie du Yucatan, celle de la culture Casimiroïde, peuple les Grandes Antilles sur la période 4500-4000, le point de rencontre se faisant à Puerto Rico. Les stratégies de subsistance de ces cultures sont diversifiées, la production de nourriture restant de faible niveau malgré la maîtrise de la culture des plantes introduites depuis le continent (maïs, patate douce, zamia, Canna indica, piment, haricots, etc.), en raison du poids de la chasse, de la pêche, et d'une collecte à large spectre. Le mode de vie reste donc flexible, sans doute marqué par la mobilité. La fin de cette première période d'occupation des Caraïbes se produit sur la période 800-200 av. J.-C., avec une plus grande importance de l'horticulture, et aussi un développement de la sédentarité et de l'usage de la poterie. Ce changement est la conséquence de l'expansion de la culture Saladoïde (sans doute des groupes de langues arawaks), depuis la région de l'Orénoque,.

## Les sociétés néolithiques: traits généraux
Le processus de néolithisation et le mode de vie néolithique sont associés à un ensemble de changements économiques, techniques, sociaux et culturels qui sont pour l'essentiel établis à partir des cas du Proche-Orient et de l'Europe, qui sont ceux à partir desquels ils ont été conceptualisés et le plus étudiés. Ils se retrouvent à des degrés divers dans les autres régions du monde, qui présentent chacune des trajectoires propres. Les changements concernent en premier lieu et avant tout la domestication des plantes et des animaux, et la mise en place d'une économie reposant dans bien des cas à la fois sur l'agriculture et sur l'élevage (« agro-pastorale »), mais dans certains cas sur l'un ou sur l'autre. Ce changement est généralement accompagné de la mise en place de sociétés sédentaires, les agriculteurs-éleveurs vivant de manière préférentielle dans des villages, où ils construisent des maisons qui deviennent des lieux de vie et de socialisation. Les principales innovations et techniques associées à la néolithisation sont la pierre polie et la céramique, qui sont en fait souvent des inventions antérieures qui se généralisent et s'améliorent au Néolithique, aussi le tissage et le travail des métaux (ce dernier aux époques tardives). Les conséquences de l'agriculture se ressentent dans les évolutions des pratiques alimentaires, un ensemble de conséquences sanitaires ainsi qu'une expansion démographique considérable. Tout cela entraîne diverses conséquences sociales : les sociétés villageoises sont organisées en fonction des travaux agricoles, de l'élevage, sans doute autour d'unités domestiques simples mais soudées entre elles par des liens communautaires. Avec le temps, ces sociétés deviennent moins égalitaires, avec aussi une spécialisation des tâches croissantes. Les tensions sociales et la violence sont visibles en plusieurs endroits, sans doute plus que par le passé. Des implications se décèlent aussi dans les relations entre hommes et femmes. Les changements mentaux et religieux sont également importants, qu'ils soient une cause ou une conséquence de la néolithisation, ou les deux à la fois. Les rituels et lieux de culte sont très importants dans la vie des premières sociétés agricoles, qui pour plusieurs développent une architecture monumentale à finalité rituelle ou funéraire, ainsi que de nouvelles formes d'art exprimant une pensée et des croyances nouvelles, qui sont néanmoins difficiles à interpréter.

### Les débuts de l'agriculture

Localisation des principaux foyers de domestications, avec dates approximatives de domestications (non exhaustif).

#### Domestications et agriculture

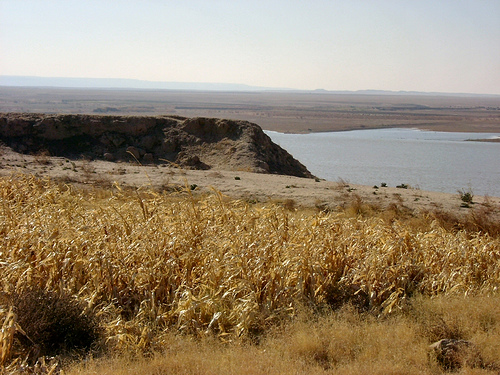
Champ de céréales près de l'Euphrate dans le nord-ouest de l'Irak de nos jours.

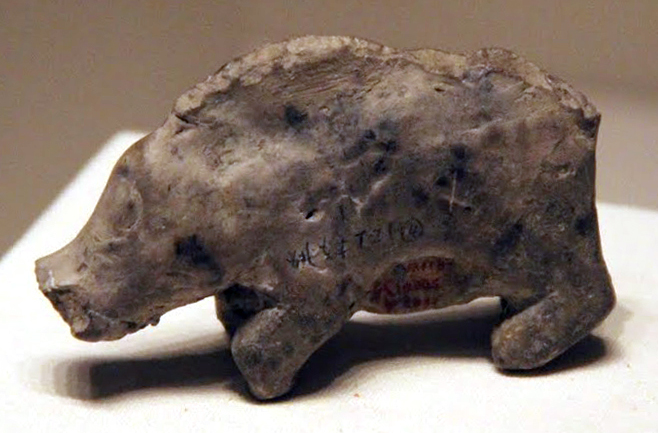
Statuette de terre cuite d'un petit cochon. Culture de Hemudu, Chine. Musée National de Chine.

Le changement fondamental qui définit la néolithisation est l'apparition de l'agriculture, ici entendue au sens large comme « une économie de production établie dans laquelle des paysans dépendent de la culture (des plantes) pour leur subsistance et, dans bien des cas, de l'élevage. » Elle suppose donc la maîtrise par les humains de la reproduction et de la multiplication d'espèces végétales et animales, dont ils exploitent les ressources. Cela est possible par un changement essentiel du Néolithique, la domestication,, qui peut se définir comme le « processus qui amène des plantes ou des animaux d'un statut sauvage au statut domestique, très souvent en lien avec un profond changement socio-économique tel que la transition néolithique » (J.-D. Vigne). Elle se repère par l'apparition de traits génétiques et d'une morphologie domestique qui distingue de l'équivalent sauvage (très variables selon les cas : des grains plus gros, un rachis qui reste attaché à la tige pour les céréales ; la réduction de la taille des animaux domestiqués, des modifications de la forme des cornes, etc.). La domestication ne coïncide pas avec le début de l'agriculture et de l'élevage, puisque les traits domestiques ne se généralisent qu'au bout d'une longue période de manipulations par les humains (qui peut prendre 2000 à 4000 ans pour les céréales telles que le blé, l'orge et le maïs) : on parle alors d'agriculture « pré-domestique »,,.
Du reste la domestication n'apparaît pas à proprement parler au Néolithique, puisque le chien est domestiqué au Paléolithique supérieur. Le processus de reproduction des plantes est quant à lui probablement déjà compris bien avant les premières domestications. L'apparition de l'agriculture est rendue possible par une longue période de gestion (management) des plantes et aussi des animaux par des groupes de chasseurs-cueilleurs dans le but d'en optimiser la productivité et d'en améliorer la disponibilité (« construction de niche », aménagement forestier, chasse sélective, captures et apprivoisements d'animaux, etc.). Au début, la domestication n'est pas un phénomène volontaire, ce n'est pas non plus à proprement parler une « invention », mais plutôt le résultat de l'imitation par les humains de ce qu'ils ont observé dans la nature, et la conséquence de nouvelles manières qu'ont les humains d'interagir avec leur environnement.
Il résulte de tout cela que le développement de l'agriculture est un processus graduel et cumulatif. Étant donné qu'il s'agit d'une extension et d'un développement de pratiques plus anciennes, il est du reste fort possible que le début de l'agriculture n'ait pas été perçu comme un grand changement au départ. La production des espèces domestiques (ou du moins en voie de domestication) est progressivement incorporée aux pratiques de subsistance de chasse et de cueillette et met plusieurs siècles voire plusieurs millénaires avant de devenir prépondérante. Cela explique pourquoi le point de bascule entre les deux modes de vie est très difficile voire impossible à dater. Même au Proche-Orient néolithique qui sert souvent de modèle, la collecte reste pendant longtemps dominante et l'agriculture a le plus souvent une fonction de complément, certes dans des proportions variables selon les lieux. Elle ne se généralise qu'environ trois à quatre millénaires après ses débuts. Dans plusieurs cas, certaines sociétés intègrent la culture d'espèces domestiquées à leur subsistance sans pour autant développer une économie agricole à proprement parler, car elle sert de complément aux ressources de la chasse-pêche-cueillette : on parle souvent de « production de nourriture de faible niveau » (B. Smith), une sorte d'« entre deux » mêlant économies de prédation et de production, suffisant à assurer la pérennité des communautés humaines qui la pratiquent sans qu'elles n'aient besoin d'aller plus loin,. La transformation radicale des sociétés survient quand l'agriculture est pratiquée de manière à occuper la majeure partie du temps de travail des communautés et à fournir la majeure partie de leur nourriture, à la place de la chasse, de la pêche et de la cueillette.

#### Usages des productions agricoles
Les plantes et les animaux sont principalement domestiqués afin de servir à l'alimentation humaine (peut être plutôt au départ pour des rassemblements collectifs « festifs », que pour un usage quotidien). Des plantes sont aussi employées pour nourrir des animaux domestiques, ce qui lie les deux domestications ; dans le cas des céréales originaires du Proche-Orient comme le blé ou l'orge, la paille, non comestible par les humains, est réservée aux animaux. Celle-ci peut aussi servir de liant dans l'argile employé pour construire des murs ou confectionner des poteries, ou encore être employée pour couvrir des toitures ou faire des nattes.
Certaines plantes sont également exploitées pour leurs fibres textiles : lin, coton, chanvre. Dans les Amériques, la calebasse, une des premières espèces domestiquées, a plusieurs usages autres qu'alimentaire : elle peut servir de récipient (gourde, bol, voire louche), jouant pendant longtemps le rôle qu'a la céramique ailleurs, ou de flotteur pour filets de pêche.
La question de savoir si les animaux sont exploités dès le début pour leurs « produits secondaires » (autre chose que la viande : force de travail, lait, laine, poils) est débattue : il est généralement considéré que c'est un phénomène qui intervient à la fin du Néolithique et s'affirme surtout durant la « révolution urbaine » (donc au Chalcolithique et à l'âge du bronze), mais il pourrait avoir été en place dès les premiers temps ou du moins dès des temps néolithiques.
Il faut également prendre en considération le fait que des plantes ont pu être domestiquées pour leurs effets psychoactifs, avec un usage rituel ou festif : céréales servant à produire des boissons alcoolisées, tabac, pavot, cannabis, voire cacao, café, kola.

#### Pratiques agricoles
Les systèmes agricoles mis en place sont très divers (agro-pastoralisme, agro-foresterie, nomadisme pastoral, horticulture tropicale, etc.). On a notamment pu opposer l'agriculture tropicale, reposant sur des fruits, des légumes et des tubercules, à celle reposant sur les céréales, la première ayant l'avantage de proposer une alimentation plus équilibrée et à demander moins de travail que ce soit pour la récolte ou la transformation des denrées. L'agriculture néolithique est dans de nombreux cas de type intensif : les humains font pousser divers types de plantes sur des petites parcelles très aménagées, qui s'apparentent plus à des jardins qu'à des champs,,,.

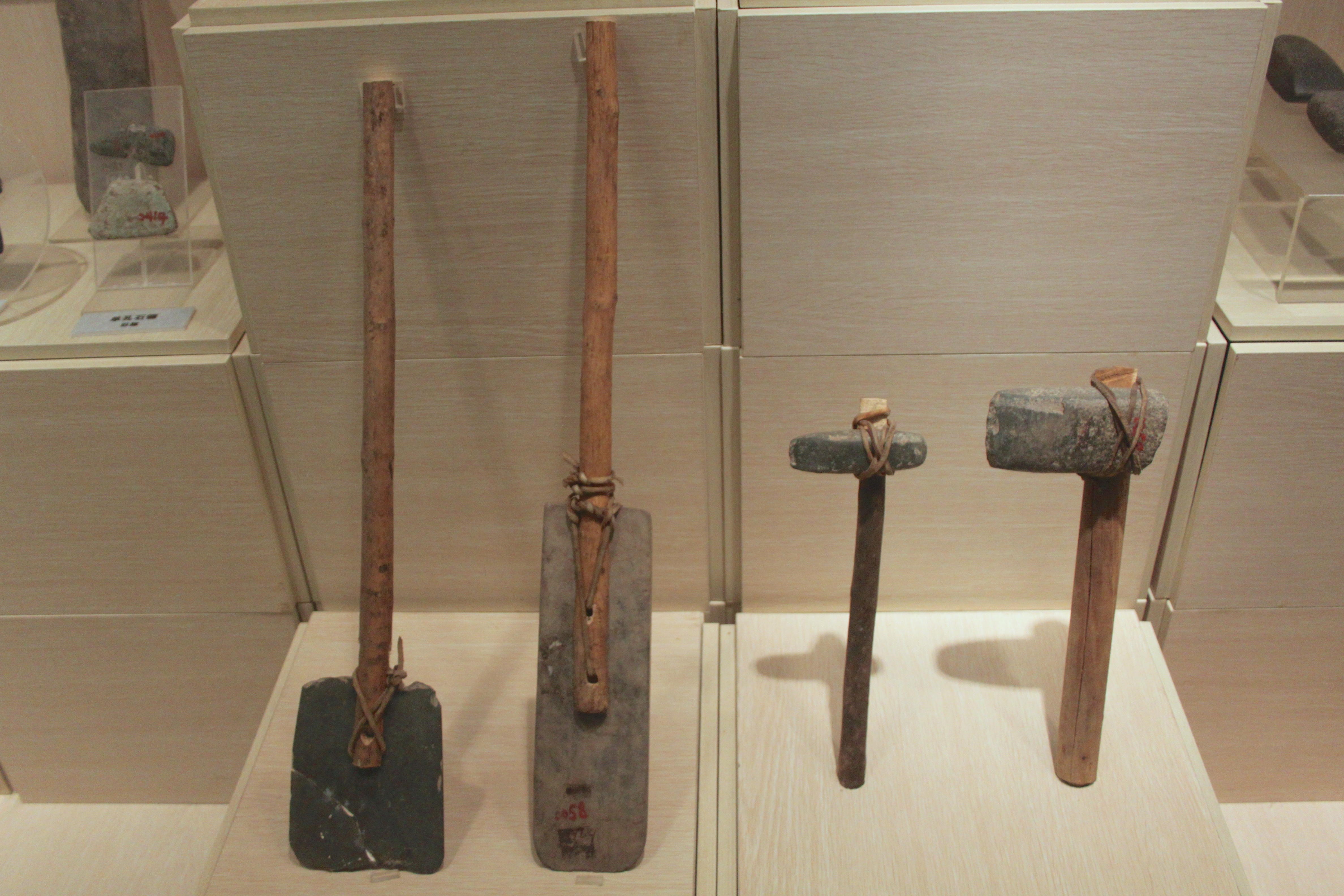
Bêches et haches du Néolithique chinois (culture de Yangshao). Musée de la ville de Xinzheng.

Les zones de cultures sont souvent aménagées dans des espaces défrichés l'abattage à la hache ou par le feu (agriculture sur brûlis), comme des clairières dégagées au milieu d'une forêt. Le défrichement et le travail de la terre se font à l'aide d'outils, essentiellement en bois et en pierre (parfois en matières animales comme le bois de cerf en Europe, et en cuivre dans certains Néolithiques tardifs) : bâtons à fouir, pics aratoires, houes, bêches, herminettes et haches à lames en pierre polie, faucilles. Il est généralement considéré que l'emploi de la force animale pour les travaux agricoles au Néolithique est quasi-inexistante ; mais il est possible qu'au Proche-Orient et en Europe néolithiques on trouve des araires et des planches à dépiquer tractées par des animaux,,.
Le rôle de l'élevage des animaux varie beaucoup selon les régions, il joue un rôle important dans les systèmes mixtes d'Eurasie (« agropastoraux »), mais est quasi-inexistant dans dans la plupart des agricultures américaines précolombiennes (à l'exception des Andes). Il est au premier plan dans les systèmes pastoraux, qui s'épanouissent notamment dans les espaces peu favorables à la culture des plantes comme les steppes, la taïga, certains déserts et hautes terres.
Dans les premières phases néolithiques au Proche-Orient et en Europe, les arbres fruitiers font l'objet d'une gestion simple à proximité des villages. L'arboriculture à proprement parler, plus complexe à maîtriser que la culture des céréales et des légumes, s'y développe dans un second temps (Ve et IVe millénaire av. J.-C. au Proche-Orient), participant au développement de formes d'agriculture plus intensives en capital,.

#### Modifications des paysages
La mise en place de l'agriculture et plus généralement du mode de vie néolithique fait que les humains sont amenés à de plus en plus modifier leur environnement, à façonner les paysages, donc à accentuer l'anthropisation, la marque des humains sur l'environnement. Cette dernière n'est certes pas une nouveauté de l'époque, puisque les humains modifient leur environnement au moins depuis la domestication du feu. Mais au Néolithique une nouvelle étape est franchie dans cette évolution avec l'apparition et l'expansion de l'agriculture et de l'élevage. La mise en place de l'économie agro-pastorale a entraîné un mouvement ininterrompu de modification de l'environnement, qui connaît dès les débuts une expansion vers de nouvelles régions, aussi la manipulation de plantes et animaux aboutissant à leur modification génétique (sélection artificielle), puis à leur dispersion en dehors de leur milieu naturel. Cette expansion s'accompagne d'importants défrichements d'espaces de forêts et d'autres formes de végétation, accentuant la modification des écosystèmes. Ces changements impactent en retour les humains, qui doivent s'adapter aux évolutions qu'ils ont entraînées sur les objets de la domestication, devant notamment ajuster leurs pratiques culturales afin de nourrir les animaux, ou mettre en place des pratiques de gestion de l'eau (qui conduisent à l'apparition de l'irrigation). Le phénomène est donc marqué par des boucles de rétroaction, les conséquences ayant en retour des effets amplificateurs sur ce qui les a causées,,.

#### Autres formes de subsistance
D'autres formes de subsistance apparaissant à ces époques brouillent les limites entre l'opposition conventionnelle entre chasseurs-cueilleurs et paysans, révélant le fait que d'autres voies sont possibles en combinant collecte, gestion et domestication. En tout état de cause, les « collecteurs » ne se contentent pas de ce que la nature leur procure mais travaillent aussi pour qu'elle ait plus à leur offrir, en ayant une connaissance intime de leur environnement.
Cela ne débouche pas forcément et mécaniquement sur une agriculture, dont l'apparition n'est pas prédéterminée : comme évoqué plus haut, diverses sociétés en plusieurs régions du monde (notamment en Amérique) ont pratiqué la culture de certaines plantes sans pour autant en faire leur mode de subsistance principal car la collecte y occupe encore une grande place (une « production de nourriture de faible niveau »), se situant alors dans une sorte d'« entre-deux » entre « prédateurs » et « producteurs »,, ; dans le Japon de Jomon, des pratiques d'aménagement de paysages aboutissent à des formes de reproduction de plantes qui ne sont pas entièrement naturelles car guidées par l'homme, sans pour autant aboutir à des systèmes agricoles à proprement parler ; en Australie des chasseurs-cueilleurs aménageaient des espaces de prairie et de forêts par le feu ou des coupes afin d'y faciliter la prolifération de certaines plantes.
Les capacités des sociétés de chasseurs-pêcheurs-collecteurs des premiers millénaires de l'Holocène à intensifier leur subsistance sans adopter l'agriculture ou l'élevage se voit également dans l'apparition de pratiques de chasse à grande échelle améliorant la productivité de leur prédation, impliquant dans plusieurs cas des dispositifs de pièges à grande échelle : desert kites du Proche-Orient servant à chasser des gazelles, muraille servant à piéger des rennes repérée sous la Baltique, systèmes de pièges à poissons (une forme rudimentaire d'aquaculture ?) identifiés notamment en Australie et au Belize, chasse au bison dans les Grandes Plaines américaines, etc.

### La sédentarisation et l'architecture

#### La sédentarité et la néolithisation
Les sociétés agricoles sont pour la plupart marquées par la sédentarité : les paysans installent leur habitat à proximité des jardins et des champs qu'ils travaillent et y résident en permanence, pour s'occuper de la croissance des plantes, surveiller leurs champs, et stocker leurs produits. Ils abandonnent donc la vie mobile qui caractérise les groupes humains jusqu'alors, qui sont des chasseurs-cueilleurs qui se déplacent à la recherche de ressources. Le Néolithique est donc l'époque durant laquelle la sédentarité devient le quotidien de la majorité des humains : l'adoption du mode de vie sédentaire est un élément caractéristique du mode de vie néolithique et de la néolithisation, mis en évidence à partir du modèle européen où l'apparition et la diffusion du village est concomitante de celle de l'agriculture et de l'élevage. Ce n'est certes pas systématique,,. 
De fait, l'archéologie a permis d'identifier des sociétés de chasseurs-cueilleurs sédentaires dans plusieurs parties du monde, un des exemples les plus cités étant celui du Jomon récent et final au Japon (v. 5000-400 av. J.-C.), qui voit apparaître d'importants villages et leur pérennisation, sans voir l'émergence d'une économie agricole. L'ethnographie a également décrit de telles sociétés. À partir de ces exemples, il est souvent postulé que la sédentarité est rendue possible par une abondance de ressources facilitant l'implantation permanente dans un même territoire et une forte réduction de la mobilité des bandes de chasseurs-cueilleurs, sans qu'il y ait besoin d'agriculture. C'est effectivement ce qui s'observe en plusieurs endroits du globe durant le réchauffement des débuts de l'Holocène. La sédentarité facilite aussi le stockage des aliments et cela peut avoir incité les groupes humains à s'établir dans un lieu de résidence unique ou du moins principal. D'autres explications reposent sur la technologie et aussi des aspects sociaux et politiques,.
Au Proche-Orient, la sédentarisation précède bien l'apparition de l'agriculture, au Natoufien ancien (v. 12500-11000 av. J.-C.), quand les groupes vivent de la collecte et ne pratiquent apparemment pas encore de cultures. Cependant les premières sociétés agricoles y sont incontestablement sédentaires,. Au Mexique en revanche, la réduction de la mobilité suit les débuts de la production de nourriture, qui voient se mettre en place vers 7500-6000 des sites semi-sédentaires (occupés deux ou trois saisons dans l'année) et au moins par endroits après 4500 des sites sédentaires (occupés toute l'année). Les premiers villages n'apparaissent clairement et ne se généralisent que quand la domestication du maïs est achevée (après 2000 av. J.-C.), et que cette céréale est en mesure d’assurer la base de la subsistance. C’est donc ici le développement de l’agriculture qui semble entraîner la sédentarité,.
Il existe du reste bon nombre de situations intermédiaires entre la mobilité totale et la sédentarité totale. Il y a ainsi des situations « néolithiques » sans sédentarisation complète : des groupes situés dans l'« entre-deux » entre collecteurs et agriculteurs peuvent cultiver des plantes de manière saisonnière tout en restant mobiles ; des paysans abandonnent un terroir après avoir exploité son sol pendant plusieurs années jusqu'à diminuer sa fertilité, pour s'installer sur un autre (agriculture itinérante) ; de nombreux éleveurs spécialisés dans le pastoralisme se déplacent selon les saisons avec leurs troupeaux, sur des distances plus ou moins importantes, alors qu'une partie du groupe pratiquant l'agriculture peut être sédentaire (transhumance, nomadisme pastoral). Mais il n'empêche que, quelle que soit la relation de cause à effet entre les deux et l'ordre dans lequel ils apparaissent, la sédentarité se généralise avec l'adoption de l'agriculture et les deux phénomènes vont dans la plupart des cas de concert,,,.

#### Les maisons néolithiques
Les humains du Néolithique qui se sédentarisent vivent dans des maisons, qui peuvent donc être vues comme un des principaux héritages de cette période. Les plus anciennes dérivent des huttes des campements de chasseurs-cueilleurs, et elles ont généralement une forme circulaire, et souvent un sol semi-enterré, ce qui aide à supporter leur mur et leur toiture. Le développement de l'architecture domestique conduit néanmoins à l'adoption de maisons quadrangulaires ou du moins à murs droits, qui sont une caractéristique des sociétés paysannes, qui admet certes des exceptions (plusieurs sociétés néolithiques construisent des maisons rondes). Cette forme est plus complexe à mettre en œuvre mais pratique et fonctionnelle, car elle facilite la subdivision des maisons en plusieurs pièces, et aussi l'ajout de nouvelles pièces, donc des plans plus élaborés,.
Dès le Néolithique une grande inventivité se développe dans l'architecture domestique. Les techniques de construction sont très variables selon les sociétés néolithiques, qui composent avec leurs traditions et surtout les matériaux à leur disposition : on connaît pour ces époques des murs en briques d'argile, en bois, en torchis avec des poteaux de bois, en pisé, en pierres ; des toits coniques ou en pente faits de chaume (matières végétales, notamment de la paille et du roseau), des toits en terrasse, voire des toits en briques voûtés ; les sols peuvent être en terre battue, ou pavés de pierre, voire plâtrés ; des maisons sur pilotis sont construites en Chine méridionale, en Océanie, ou encore dans les Alpes. Quant aux formes, se rencontrent des maisons courtes et ramassées, comme en Anatolie, et d'autres très allongées, mesurant plusieurs dizaines de mètres de long dans la culture rubanée d'Europe, où elles ont pu servir de résidences à plusieurs familles.

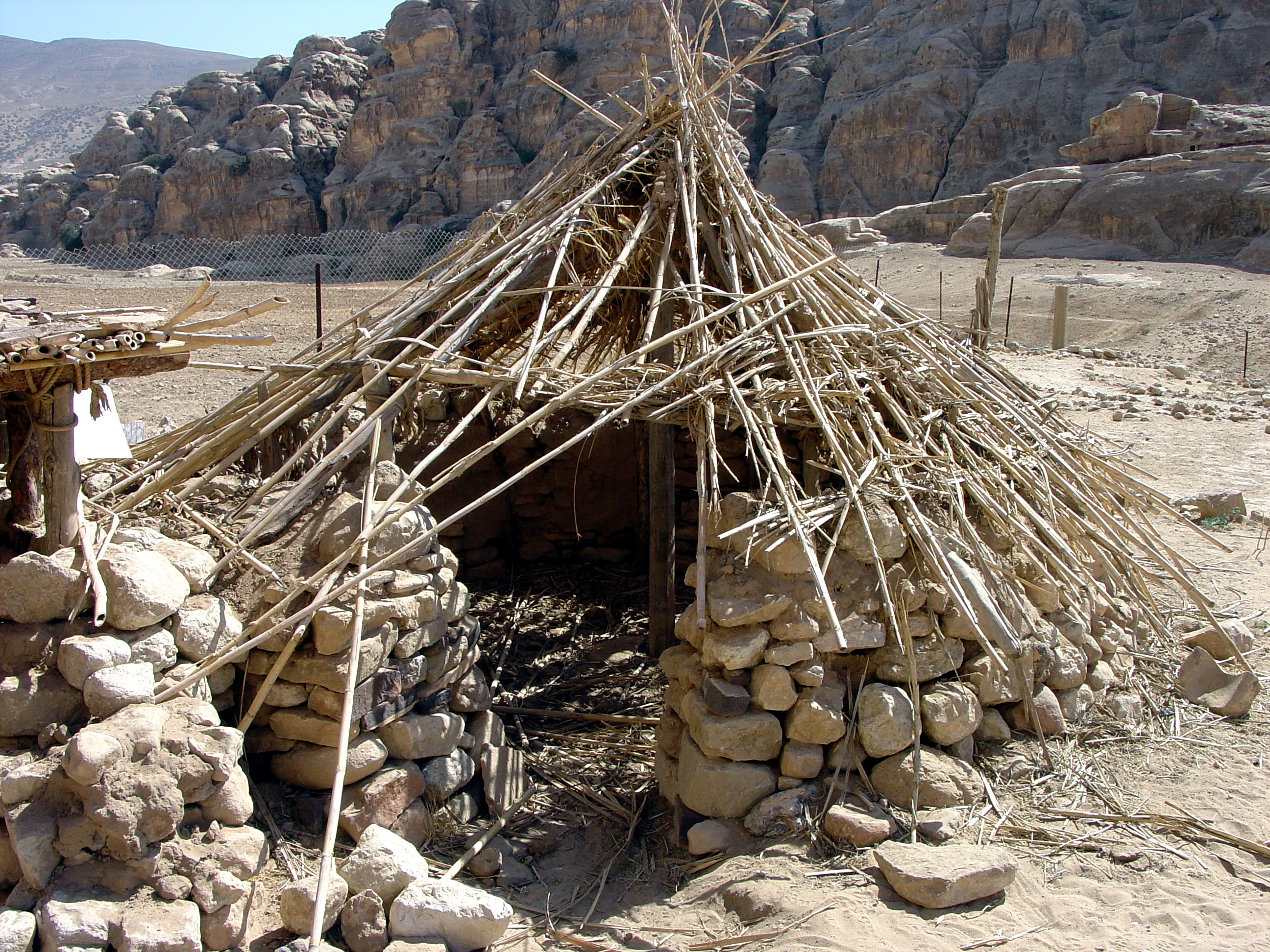
Reconstitution d'une maison ronde semi-enterrée à Beidha en Jordanie.
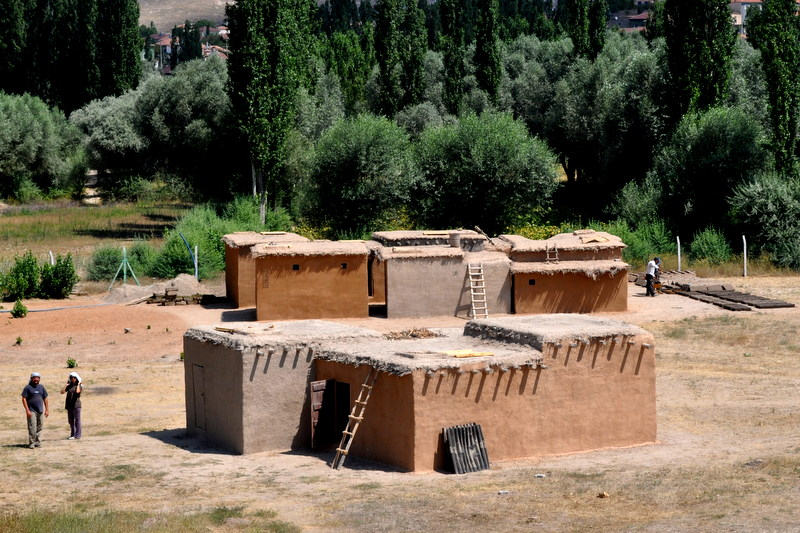
Reconstitution de maisons néolithiques rectangulaires à toit plat à Aşıklı Höyük en Anatolie centrale (Turquie).
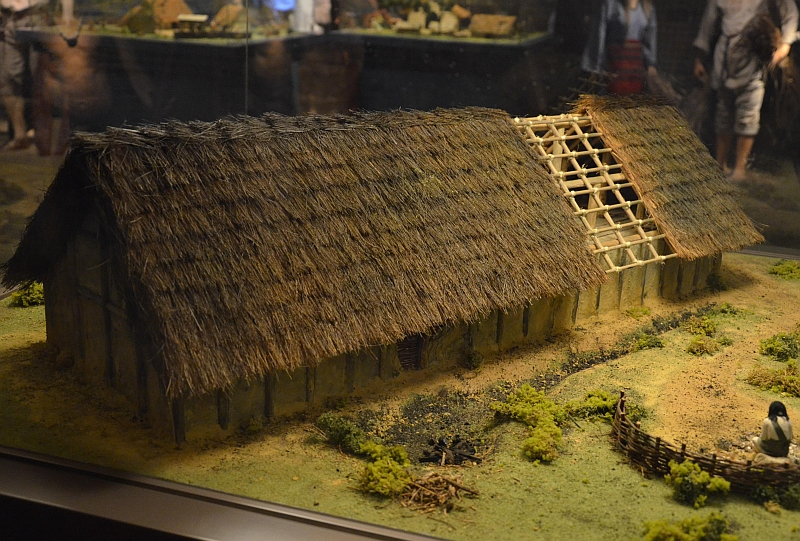
Maquette d'une maison allongée de la culture rubanée : murs de poutres en bois et torchis, toit de chaume en pente. Cracovie (Pologne).
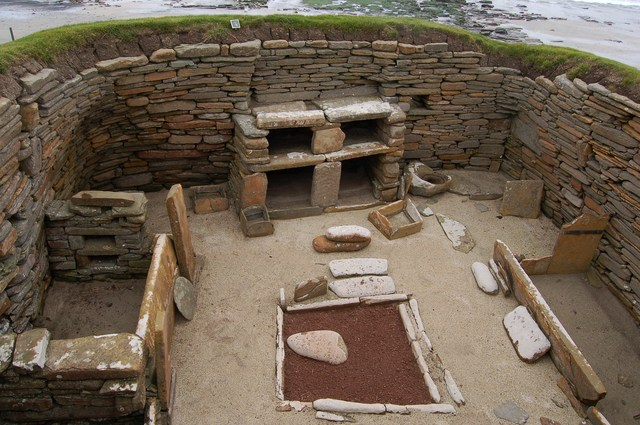
Pièce d'une des maisons néolithiques de Skara Brae (Orcades).
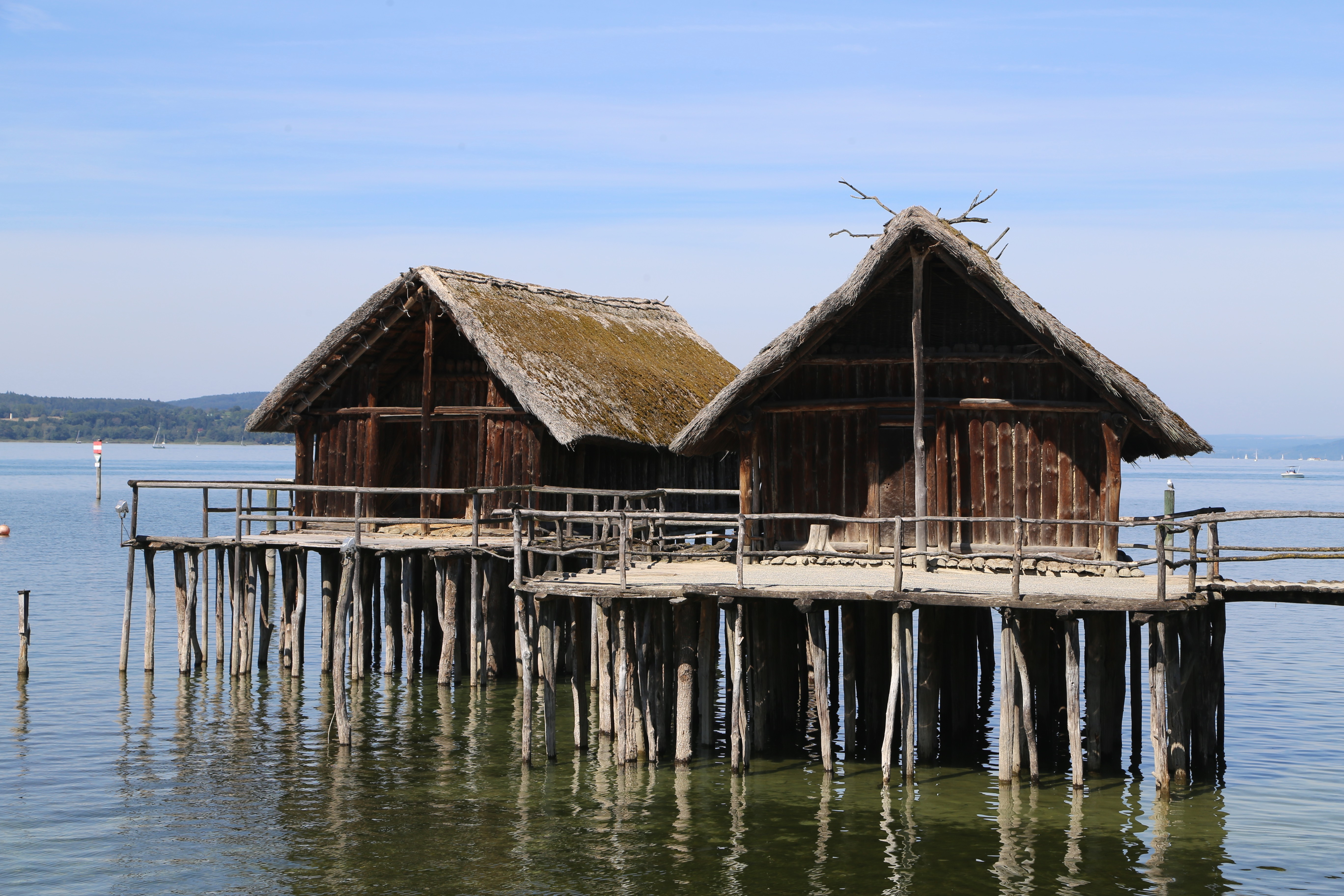
Reconstitutions de maisons néolithiques sur pilotis à toit en pente dans les Alpes. Musée des palafittes d'Unteruhldingen (Allemagne).
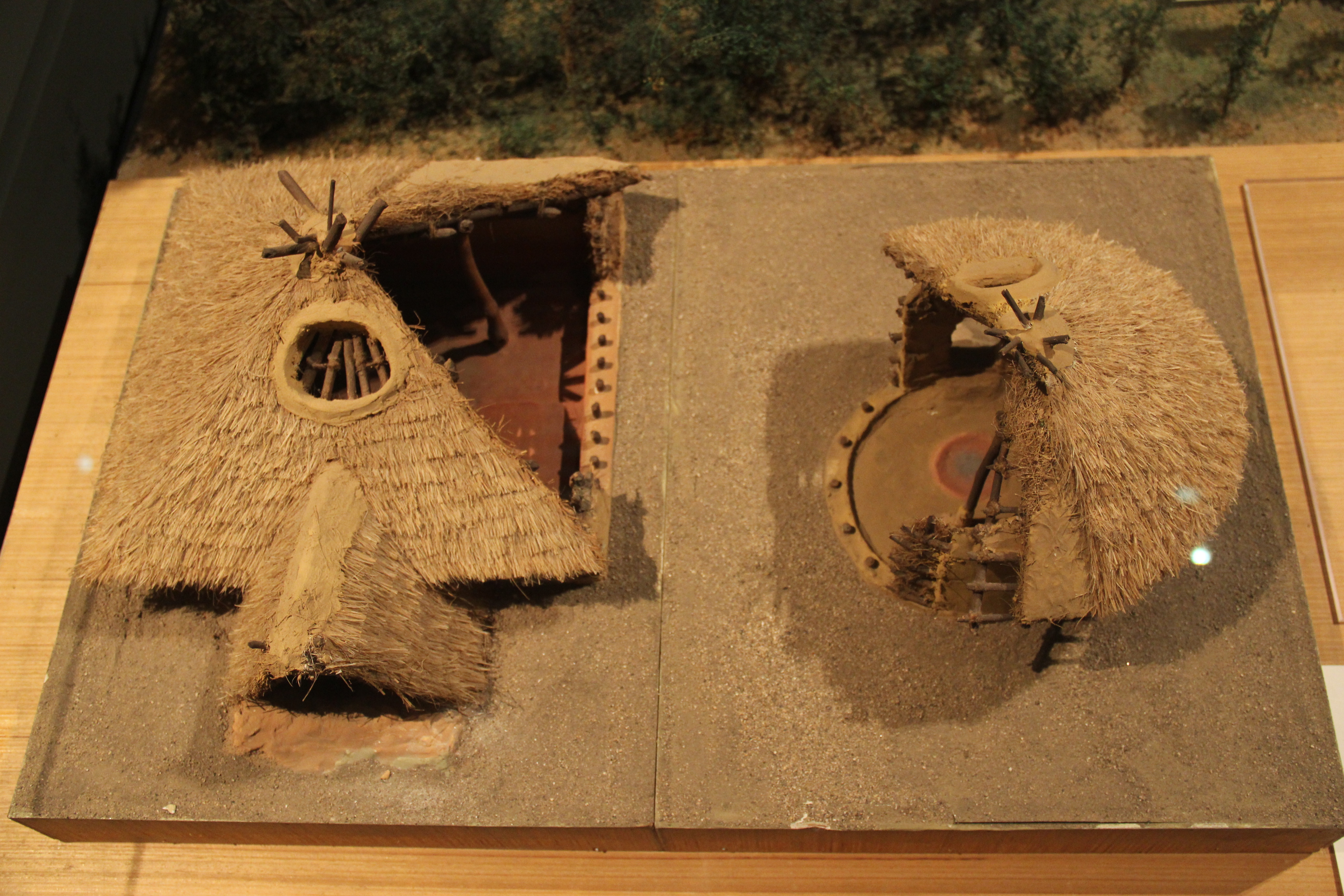
Maquettes de maisons de la culture de Yangshao en Chine, de forme quadrangulaire et ronde.

Avec le temps les maisons sont agencées de manière de plus en plus complexe : ajout de pièces ayant des fonctions spécifiques (étables, chambres, salles de réception, etc.), d'un étage voire de greniers et de sous-sols. Elles sont alors devenues bien plus qu'un simple abri, pour être le reflet des personnes qui les occupent et se les approprient, donc leur « foyer », lieu de vie et de « domestication » des gens, qui peut être occupé sur plusieurs générations et sert de point de repère,.

#### Les villages néolithiques
Bien qu'il existe des maisons isolées au Néolithique (comme des fermes), cette période voit l'apparition du village, regroupement de plusieurs maisons inscrit dans la longue durée, qui forme une communauté stable. Les premiers regroupements concernent au mieux une dizaine de maisons sur un espace ne dépassant pas un hectare, et s'apparentent plus à des hameaux. Par la suite les regroupements sont plus importants et donnent de véritables villages de 200/300 habitants. Avec la croissance de l'espace bâti, une organisation se décèle, avec une disposition spécifique des maisons, de leurs dépendances, l'apparition de sortes de places laissées vides de constructions et consacrées à la vie publique, de terrasses pour supporter les constructions, d'enceintes pour délimiter le village (leur fonction défensive n'est pas toujours évidente, loin de là), avec des palissades et des fossés, et divers types de bâtiments communautaires. La diversité est de mise, puisque le Néolithique propose aussi bien des villages de maisons agglomérées les unes aux autres comme en Anatolie centrale, ou des villages en partie sur pilotis dans les Alpes, et dans les phases récentes du Proche-Orient des blocs de maisons à l'agencement planifié. L'apparition des villages coïncide souvent avec celle de cimetières regroupant plusieurs des défunts de la communauté. Au-delà du village, le territoire alentour est également approprié et aménagé par les communautés, en premier lieu pour leurs cultures et leurs élevages, et également dotés de marqueurs symboliques (stèles, tumulus, sépultures, etc.). Certains villages atteignent une taille importante, devenant des « méga-sites » ou des « proto-villes » qui dépassent la dizaine d'hectares et le millier d'habitants, et exceptionnellement plusieurs milliers (notamment dans la culture de Cututeni-Trypolie d'Europe orientale). Une forme de hiérarchie peut alors apparaître entre les différents sites d'habitat. L'émergence du phénomène urbain est néanmoins daté postérieurement au Néolithique, en particulier dans les cultures eurasiennes du Chalcolithique récent et de l'âge du Bronze ancien (Uruk en Mésopotamie, civilisation de l'Indus, Erlitou en Chine ; aussi Caral au Pérou),.

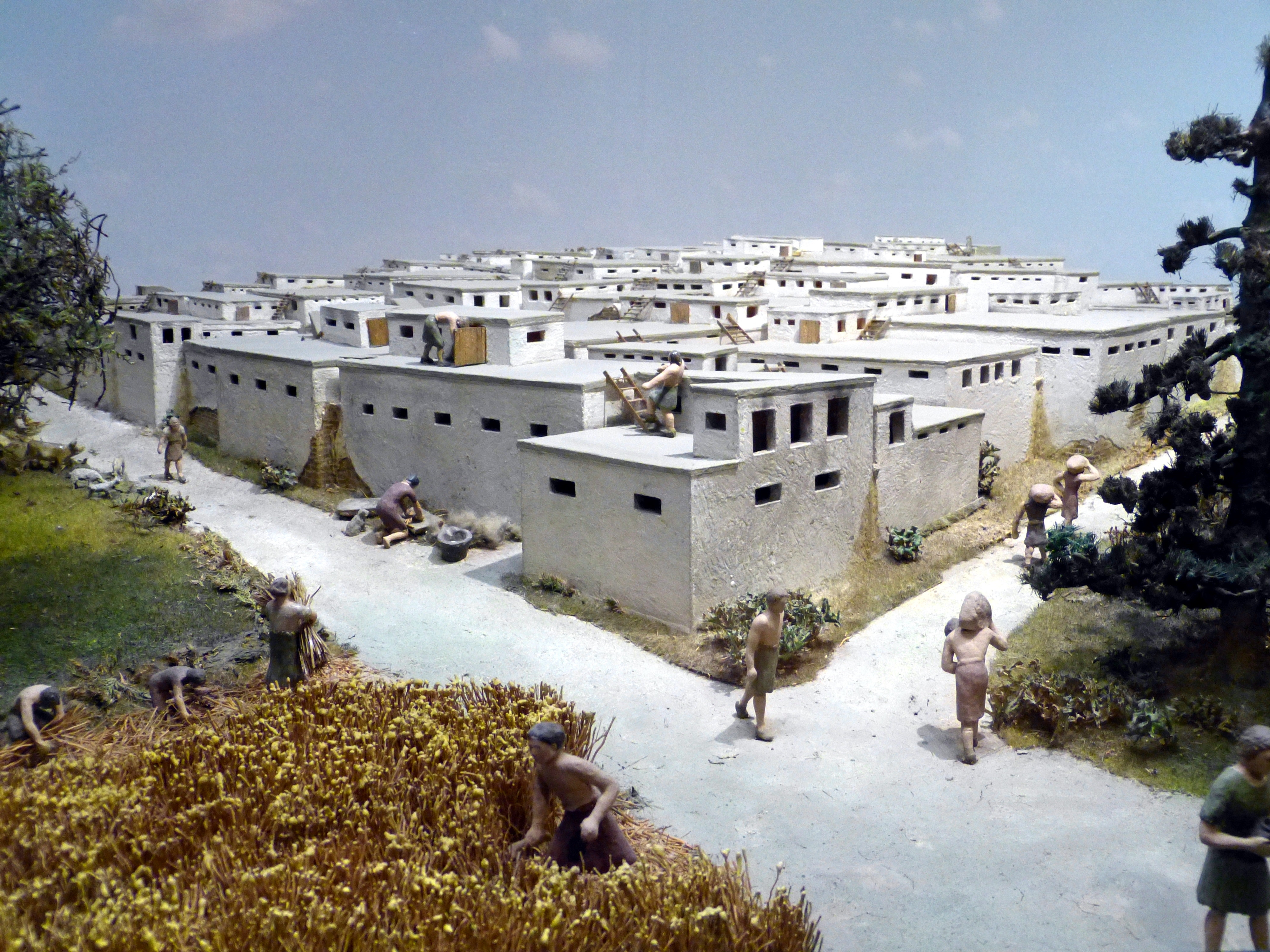
Maquette du site de Çatal Höyük (Anatolie centrale, Turquie). Musée de Préhistoire de Thuringe.
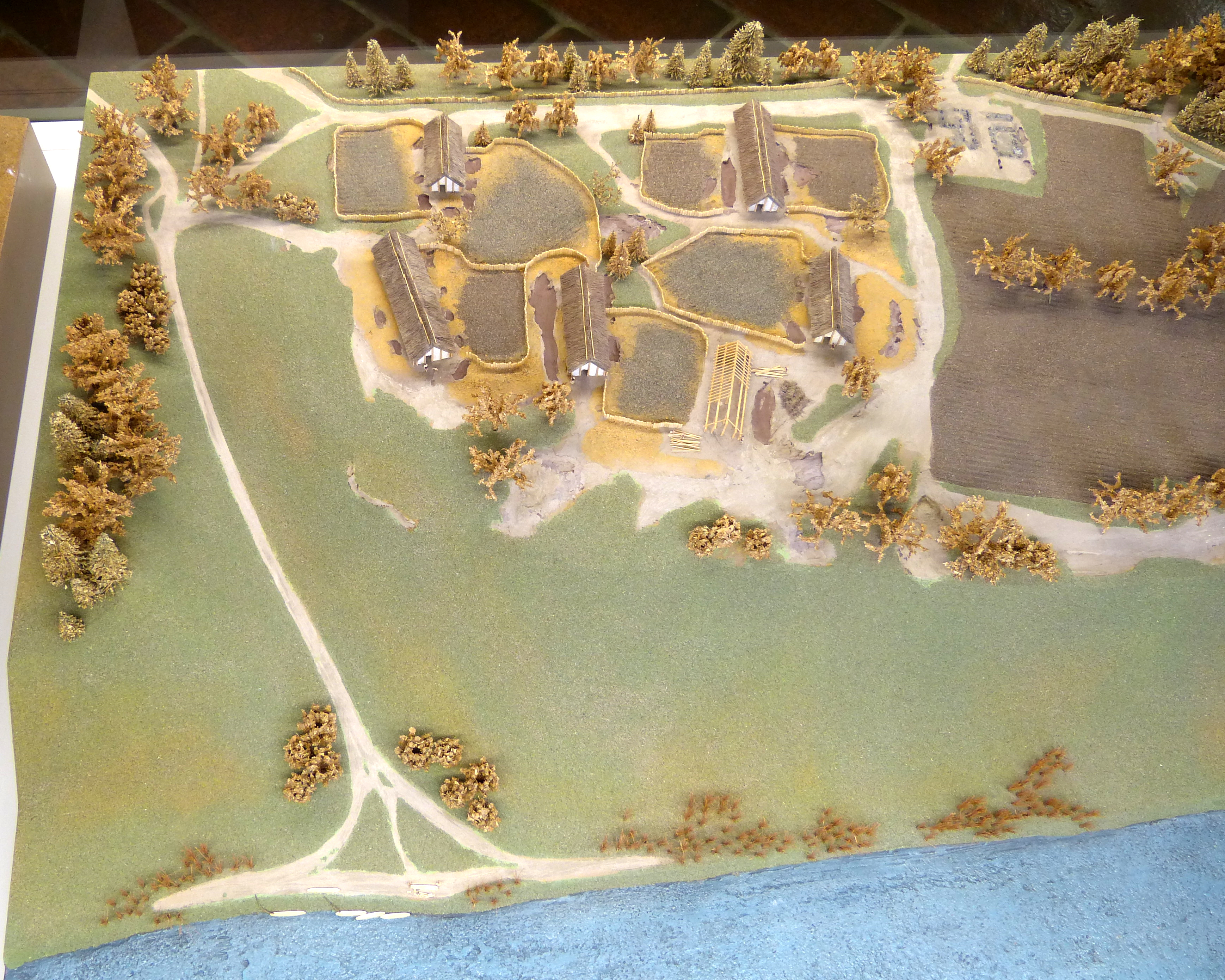
Maquette d'un village de la culture rubanée d'Europe centrale.
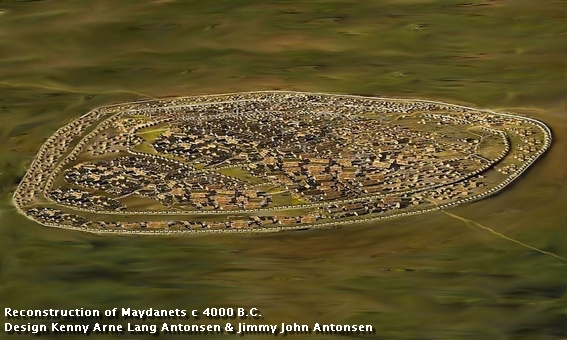
Reconstitution de Maydanets (Ukraine), une « ville » de la culture de Cucuteni-Trypillia.
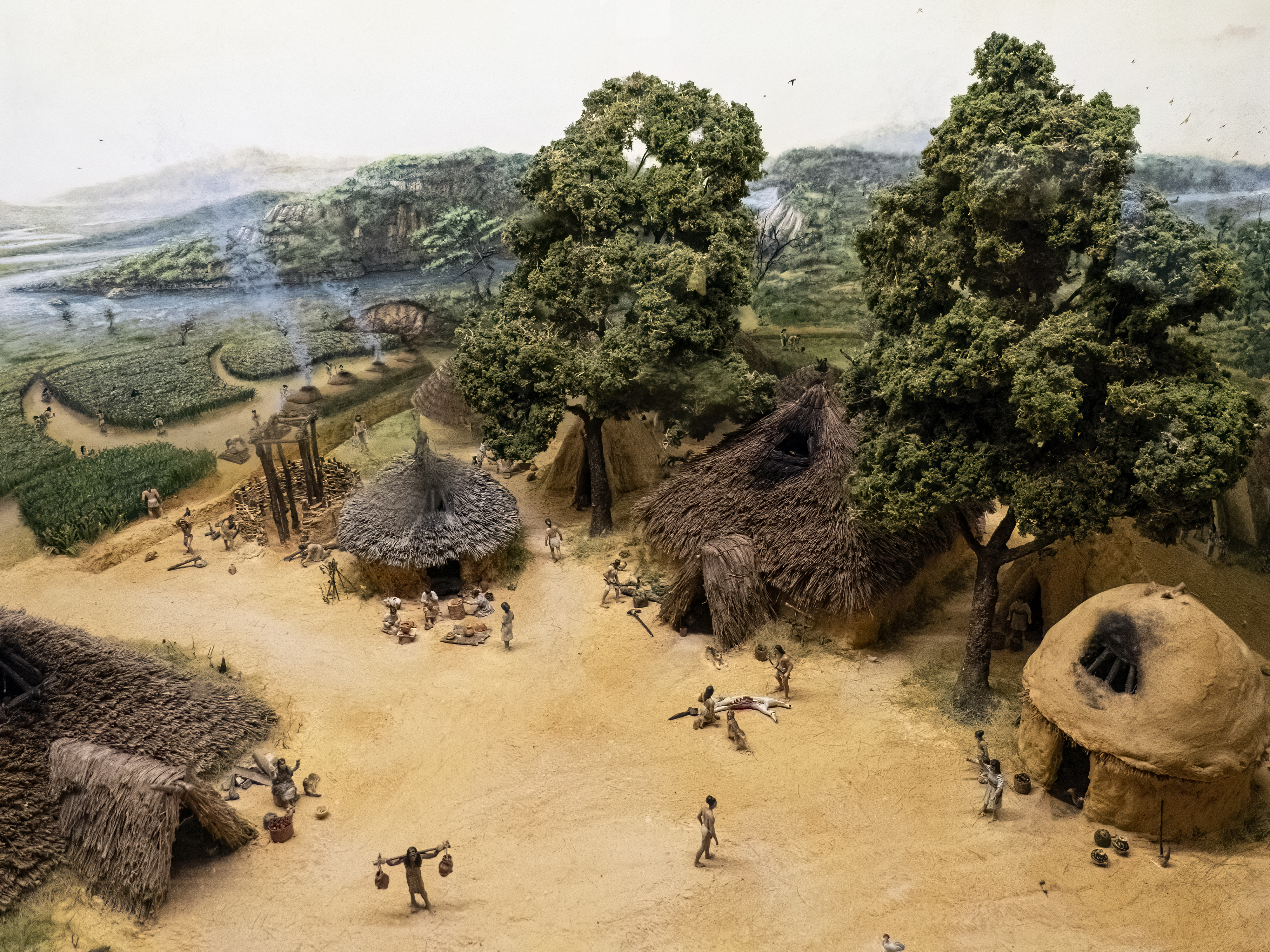
Maquette d'un village du Néolithique moyen de Chine (région du fleuve Jaune).
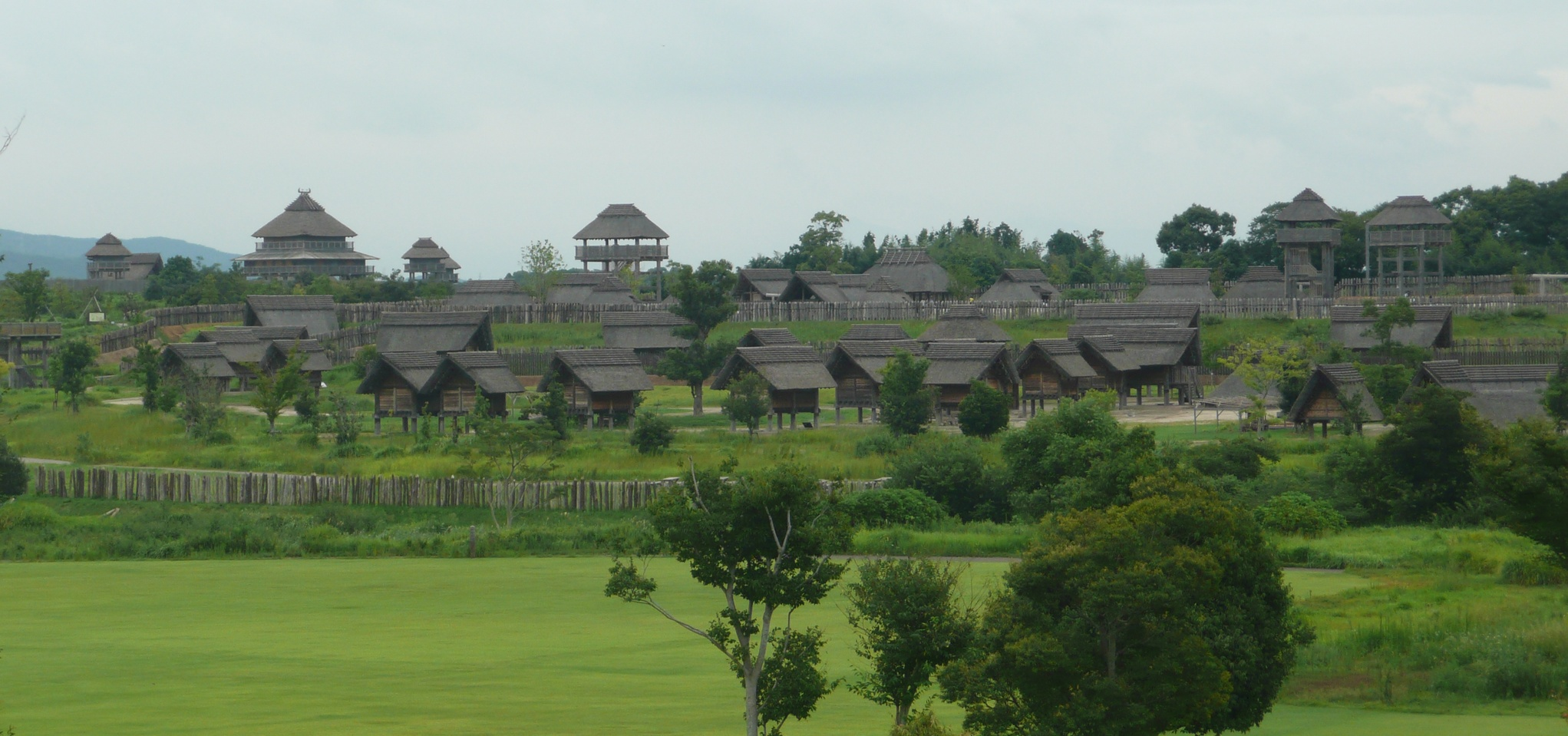
Reconstitution du village Yayoi de Yoshinogari (Japon).

#### Architecture collective et monumentale
En plus des maisons, les établissements néolithiques disposent de constructions « publiques », ou selon le terme choisi des bâtiments « communautaires », « collectifs », voire « spéciaux », qui prennent souvent une taille plus importante qui les distingue, dite « monumentale », témoignant du fait qu'on y accorde plus d'importance qu'aux résidences. Ils reflètent l'émergence de communautés organisées capables de mobiliser des ressources pour un besoin collectif et de coordonner des constructions importantes. Des enceintes de taille importante relèvent aussi de cette catégorie, ainsi que des tours comme celle mise au jour à Jéricho, dont la fonction reste discutée. Mais on leur attribue généralement une fonction rituelle et sacrée, de lieux de regroupement voire de pèlerinages. Un type de monument néolithique prend la forme d'agencements de grandes pierres, des « mégalithes », pour constituer là aussi des espaces à fonction sacrée (enceinte mégalithique, cercle de pierres levées), et également pour marquer des sépultures monumentales. Les cas les plus connus sont ceux du Néolithique Atlantique comme Stonehenge et Carnac, mais il s'en trouve sur plusieurs continents. Il peut aussi s'agir de bâtiments reprenant les éléments architecturaux de base des édifices résidentiels, mais avec un agencement spécifique dénotant une fonction rituelle, intégrant parfois des monolithes ou des stèles, qui sont souvent qualifiés de « temples » (ou de « maisons rituelles ») : les enceintes rondes de Göbekli Tepe et les autres édifices rituels de la période de néolithisation de l'Anatolie du sud-est, les temples mégalithiques de Malte, ou encore le bâtiment public de Kotosh dans les Andes péruviennes,,.

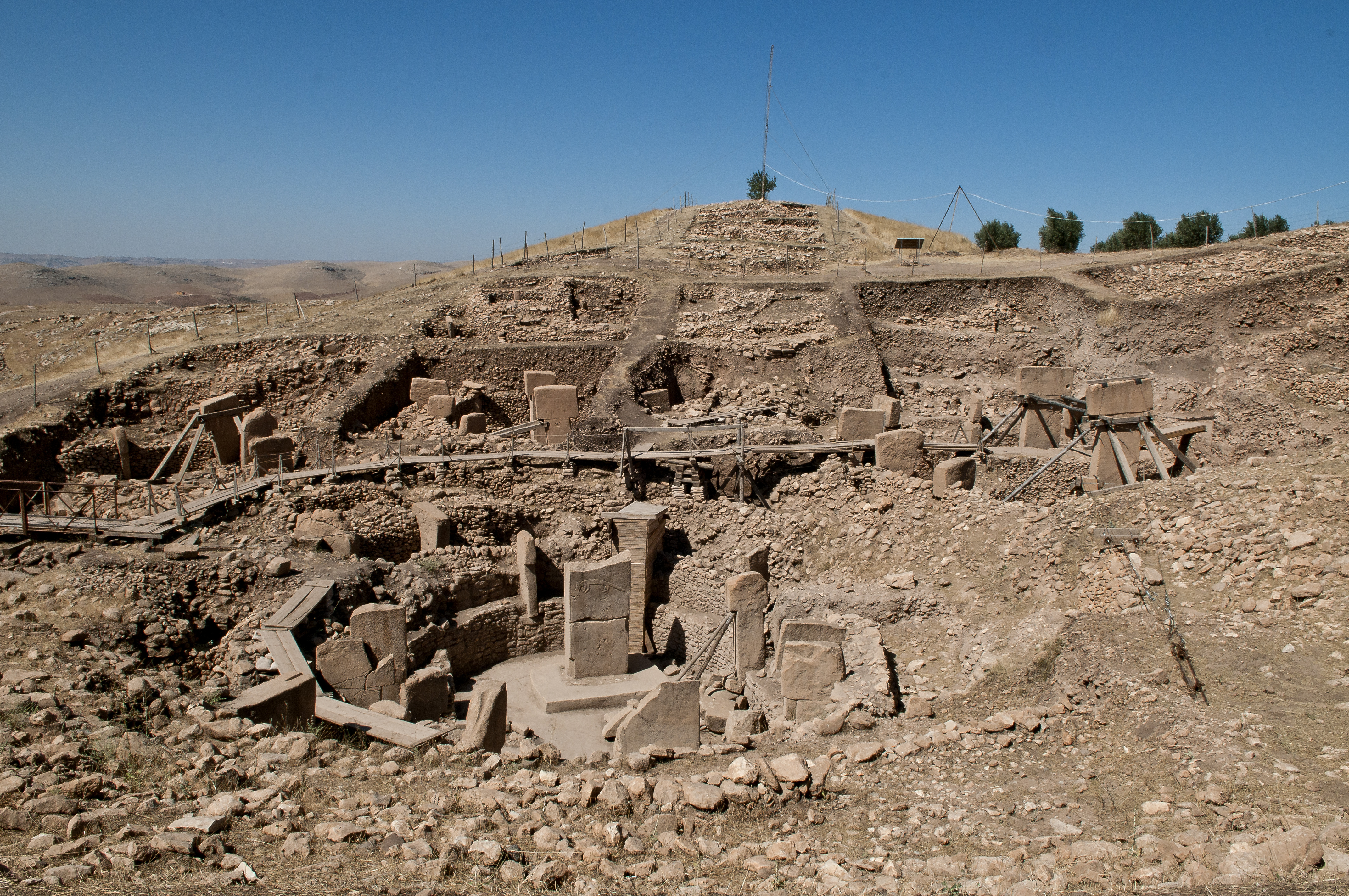
Le site de Göbekli Tepe en Turquie, avec ses enceintes rondes disposant de piliers monolithiques en "T".
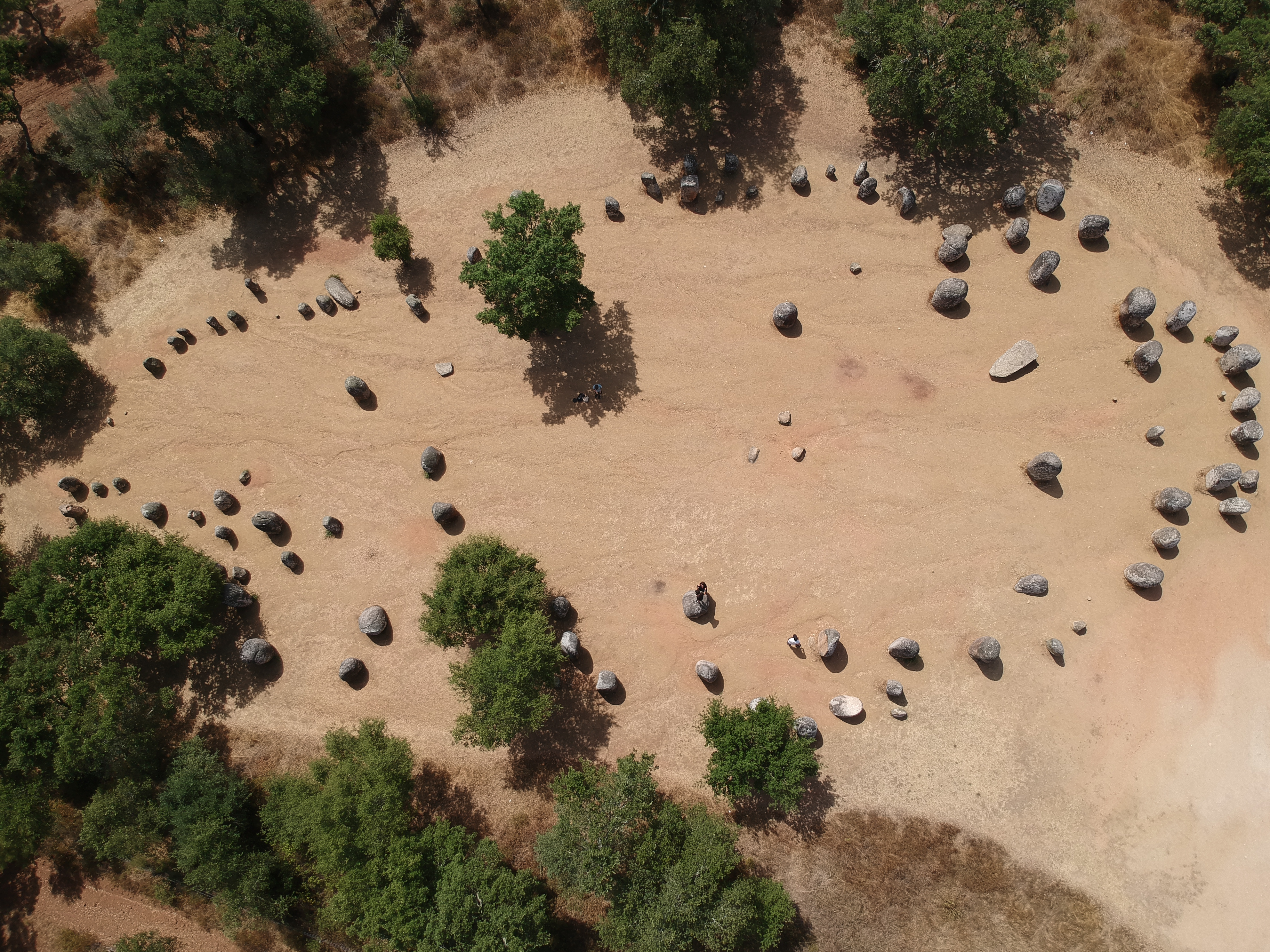
Vue aérienne du Cromlech des Almendres (Portugal).
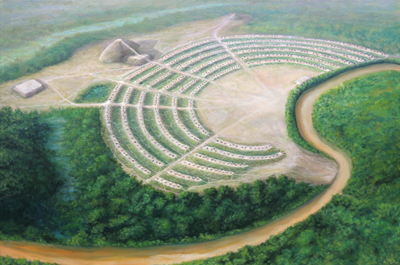
Représentation des tertres de Poverty Point (États-Unis, Louisiane).
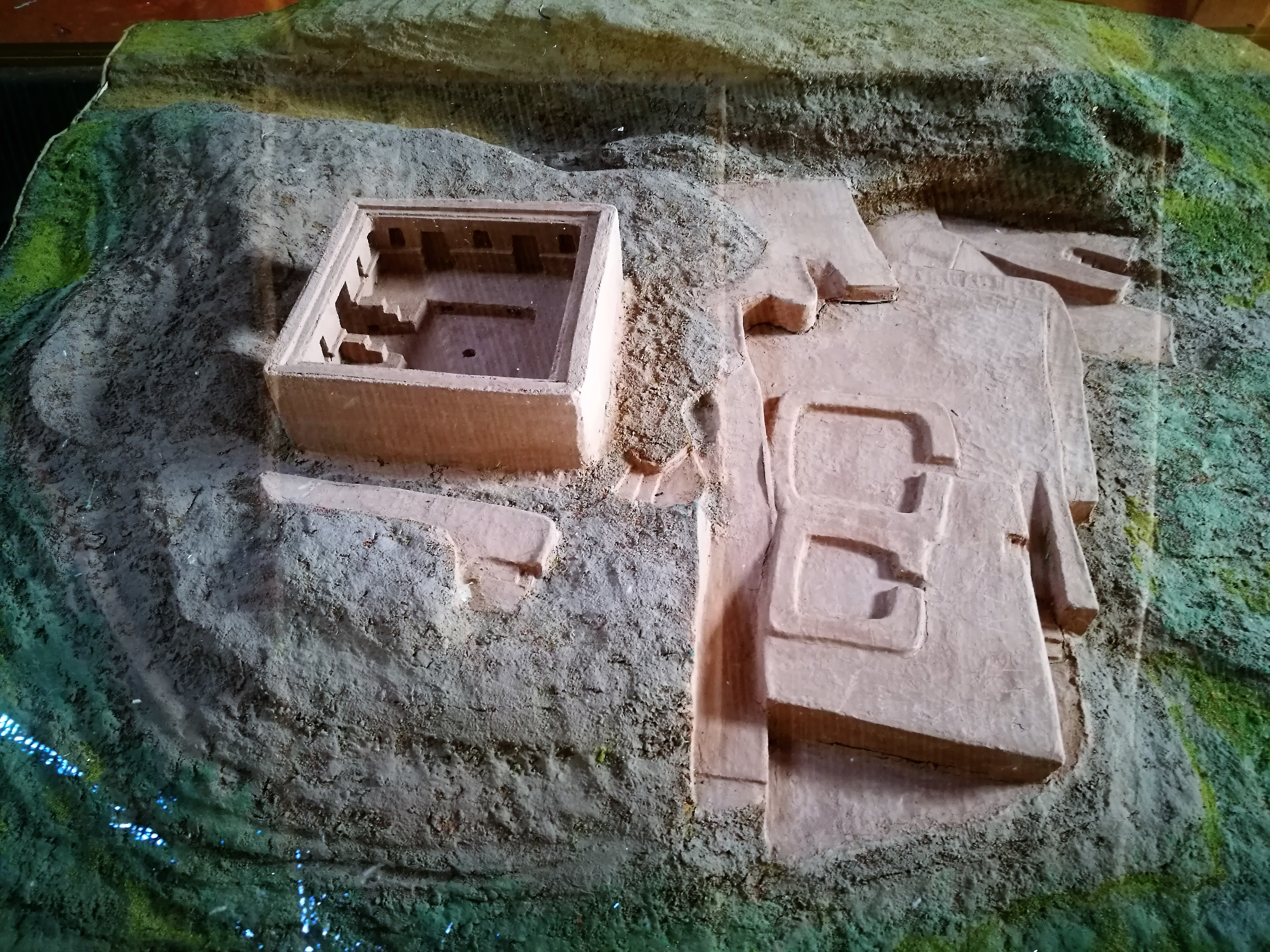
Maquette du temple de Kotosh (Pérou), v. 1800 av. J.-C.

### Innovations techniques
La transition néolithique s'accompagne du développement et/ou de la diffusion de nouvelles techniques, qui accompagnent la mise en place de l'économie agricole et dont certaines vont profondément changer les conditions de vie des humains. Les progrès concernent notamment le travail de la pierre, aussi bien polie que taillée, la meilleure maîtrise du feu pour produire des céramiques et travailler les métaux, également une meilleure maîtrise de l'eau, mise à profit pour les besoins des hommes mais aussi des plantes et des animaux domestiqués, ou encore des progrès dans l'artisanat textile et les moyens de transport.
Ces innovations débouchent sur une culture matérielle propre aux sociétés néolithiques. Celle-ci renvoie certes à des besoins utilitaires et économiques. Mais elle doit aussi être envisagée sous ses aspects sociaux, car elle manifeste aussi les spécificités et différences sociales, notamment quand elle prend un aspect ornemental.
Cela reflète aussi une plus grande spécialisation des sociétés humaines et une organisation plus poussée de la production. Les techniques à maîtriser deviennent tellement diverses et complexes qu'il est impossible pour un même individu de les connaître. Le Néolithique voit donc l'émergence d'artisans spécialisés dans certaines tâches de fabrication, en mesure de réaliser des produits demandant un savoir-faire et une technicité poussés, et aussi de certaines productions de masse, ce qui va s'accentuer au Chalcolithique et surtout à l'âge du Bronze.

#### Pierre taillée et pierre polie
Le Néolithique est certes classiquement désigné comme l'« âge de la pierre polie », mais la pierre taillée reste largement employée (ne serait-ce que parce qu'une pierre doit être taillée et façonnée avant d'être polie) et la technique du polissage de la pierre est attestée dès le Paléolithique supérieur, notamment pour faire des haches (y compris en Australie) et des instruments de broyage,.
Les techniques de transformation et les usages de la pierre se spécialisent, s'améliorent et se diversifient au Néolithique. Les outils sont réalisés à partir de roches dures (silex) ou de roches vertes tenaces, éruptives (basaltes, dolérites, obsidiennes, etc.) ou métamorphiques (amphibolites, éclogites, jadéites, etc.). Les pierres sont sélectionnées en fonction des propriétés de leur matériau, qu'il s'agisse de la résistance, de la dureté, ou de l'aspect des pierres, ce qui explique par exemple le succès du jade aussi bien en Extrême-Orient qu'en Amérique, de l'obsidienne en plusieurs endroits dont l'Anatolie, ou celui du silex de couleur brune extraits au Grand-Pressigny (France) en Europe occidentale. Des carrières et des mines commencent à être exploitées de manière plus extensive, parfois lors d'expéditions réalisant un premier travail avant d'aller transporter des blocs semi-finis vers leur lieu de transformation finale,.
Le travail de la pierre diffuse ou élabore des techniques : chauffage des blocs pour faciliter leur débitage ou leur taille ; débitage par pression, qui permet d’obtenir des lames plus longues et des lamelles très régulières ; retouche par pression pour la finition de certaines lames. Le polissage s’effectue quant à lui par frottement sur un polissoir dormant ou mobile (grès, granite, silex, etc.).

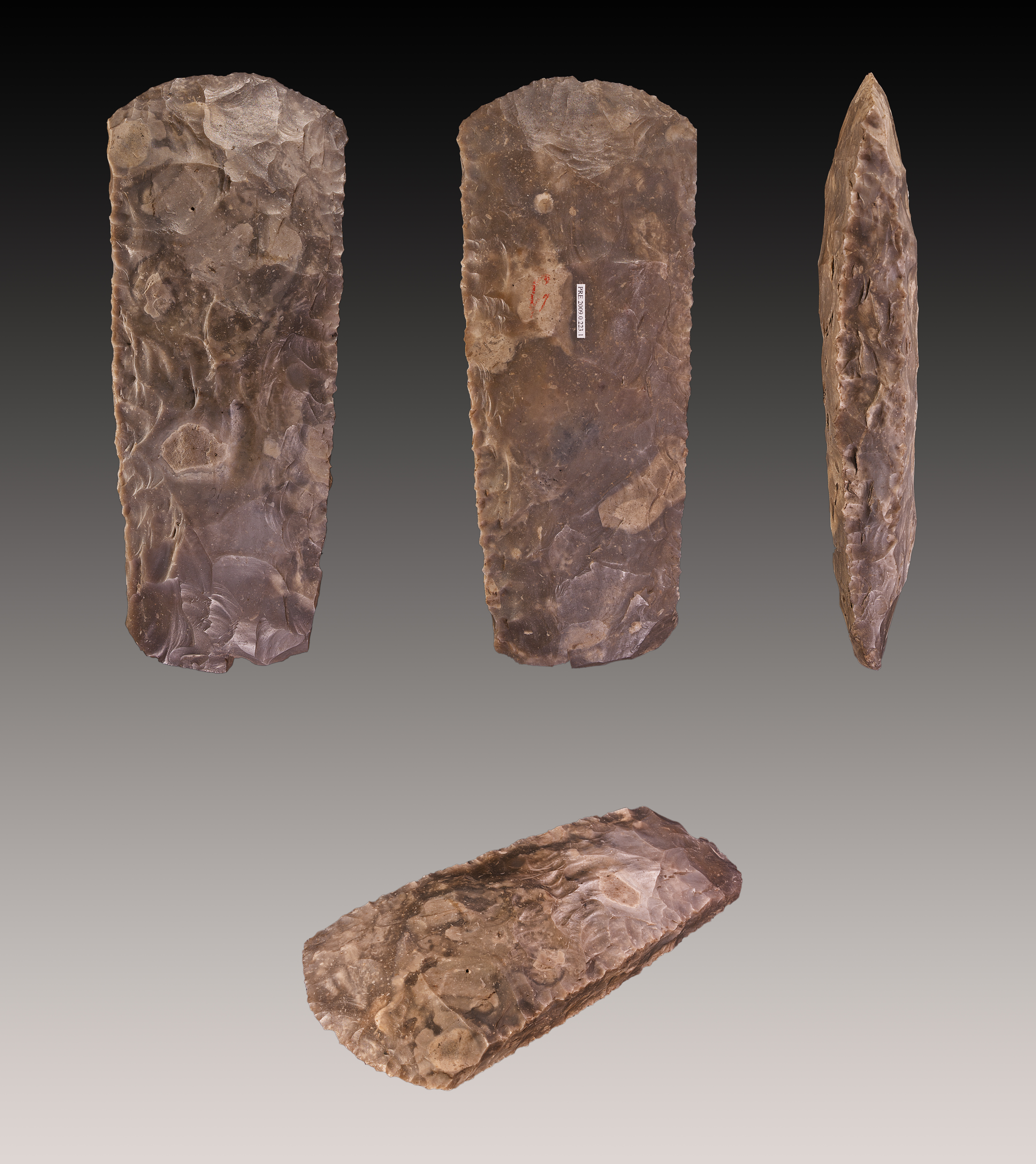
Préforme de hache en pierre avant polissage. Danemark, Muséum de Toulouse.
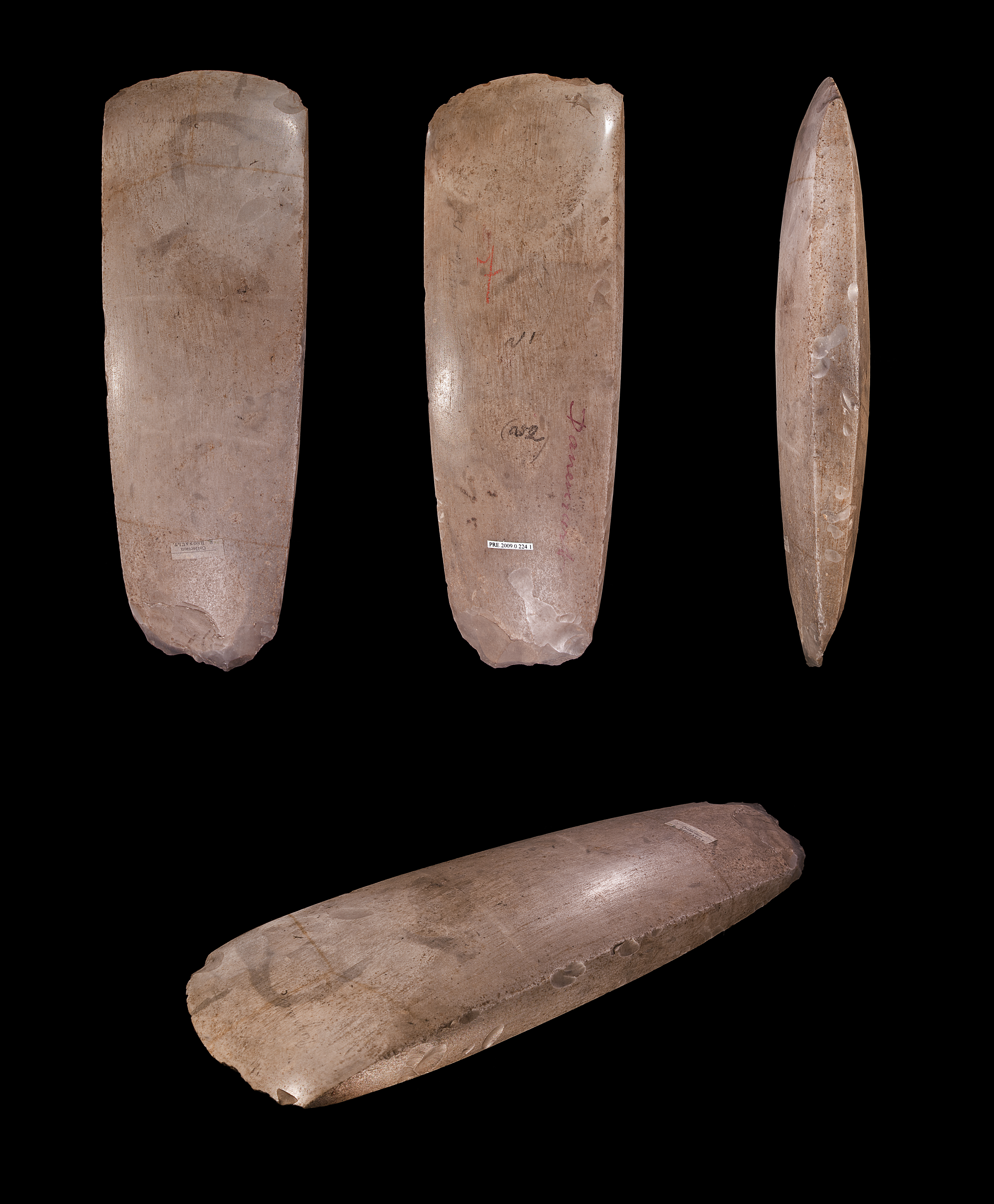
Hache en pierre polie. Danemark, Muséum de Toulouse.
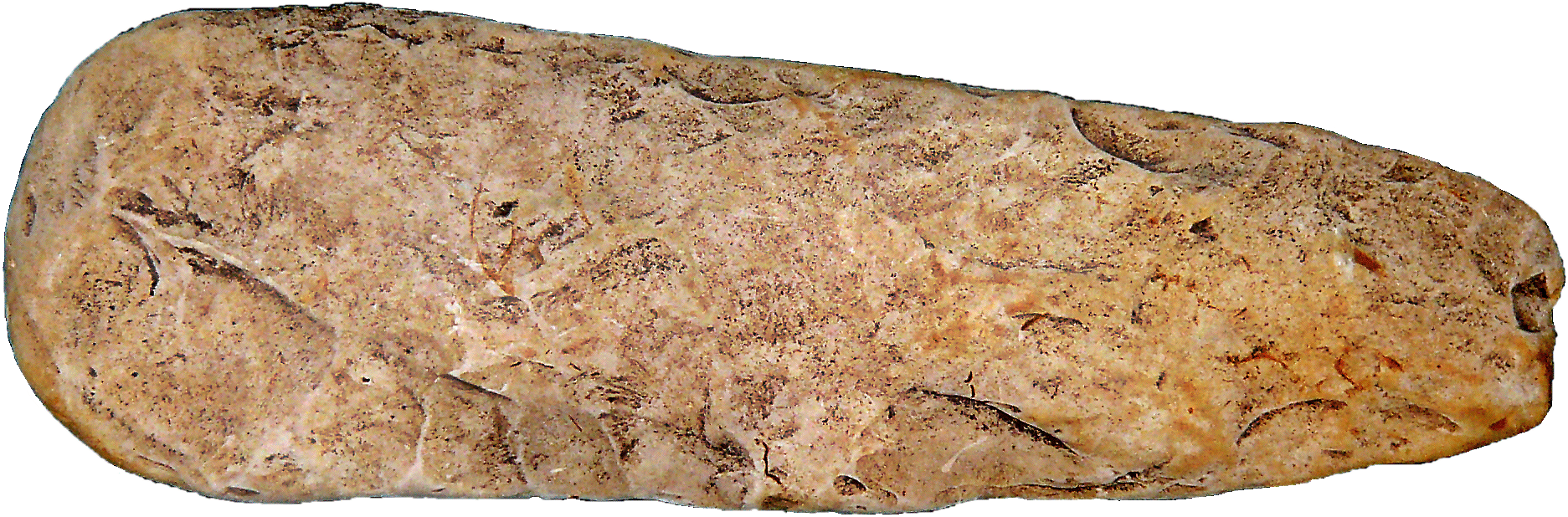
Hache en pierre partiellement polie : la phase de façonnage est encore perceptible. France.

La pierre, polie ou taillée, sert à faire des lames qui sont ensuite intégrées dans des manches en bois (parfois en bois de cerf) pour faire des outils employés dans différents usages. Les lames de pierre taillée servent à armer des couteaux et des faucilles employés pour la récolte. La pierre taillée sert encore pour des pointes de flèches et de lances, des racloirs, des grattoirs, etc.,. La généralisation du polissage au Néolithique accompagne le développement des travaux de défrichage et de labourage liés à l’agriculture et celui des constructions employant du bois liées à la sédentarisation. Cette technique permet en effet d’obtenir des lames de haches et des herminettes aux tranchants réguliers et très résistants, qui pourront trancher les fibres du bois sans s'esquiller, et des houes pour travailler des terres lourdes, mais aussi des lames de faucilles,. Certaines haches sont prisées pour leur valeur esthétique et symbolique (haches en jadéitite des Alpes italiennes), donc un usage rituel ou de prestige. D'autres encore servent d'armes. La pierre polie sert également à fabriquer du mobilier de broyage, les pilons, mortiers, molettes et meules qui permettent de moudre les grains et d'autres matières (pigments d'ocre), ainsi que de la vaisselle en pierre et des éléments de parure,.

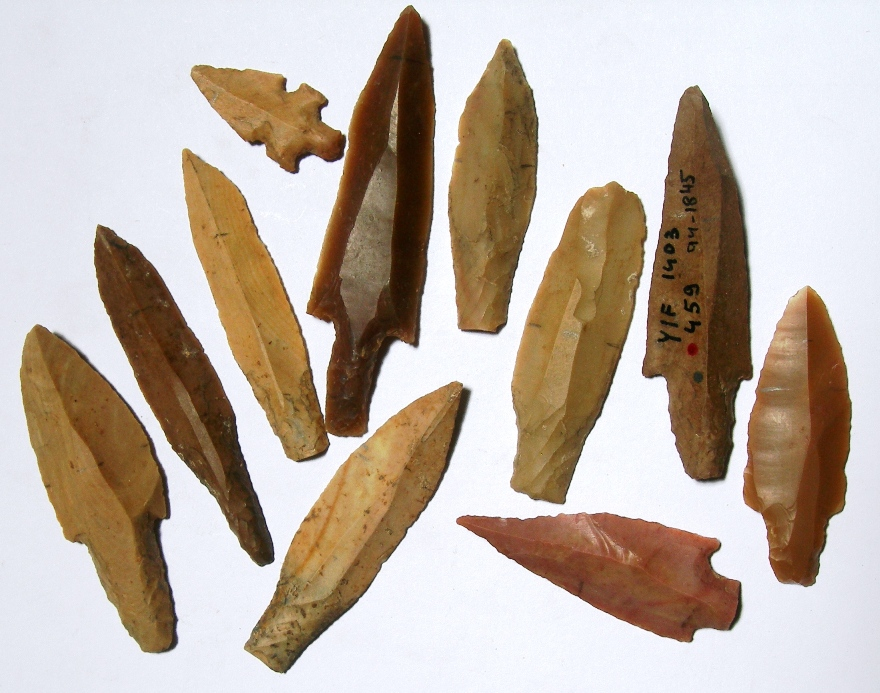
Grandes pointes de flèches provenant d'Yiftahel (Israël), PPNB.
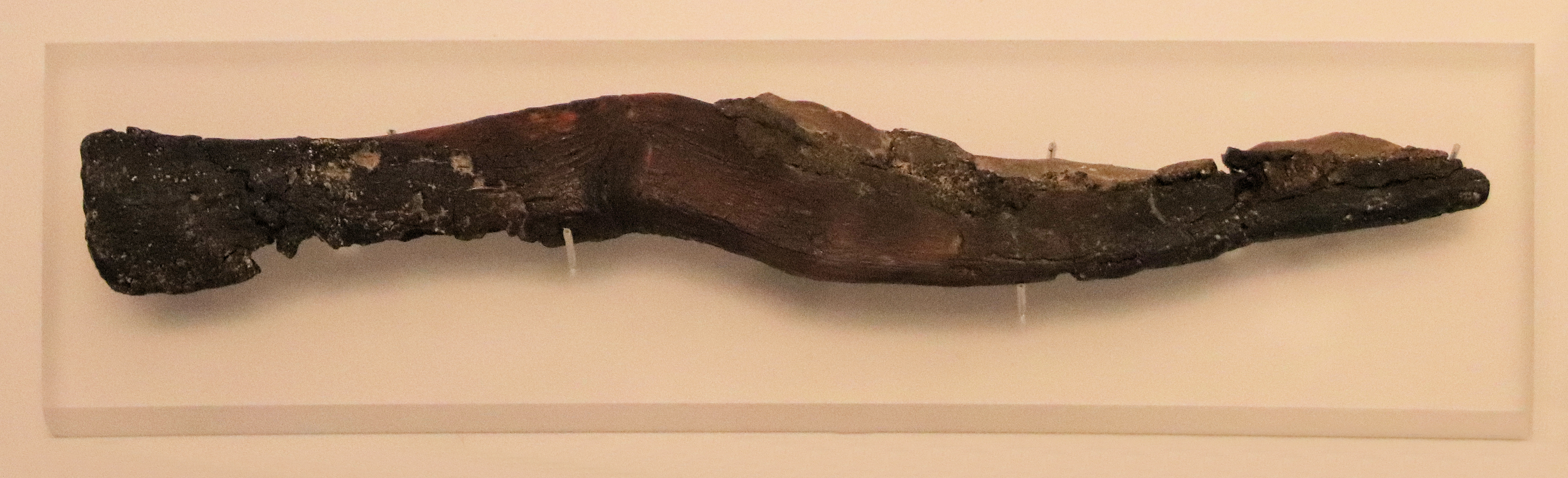
Faucille avec trois lames en silex fixées avec le résine, provenant de Nahal Hemar (he) (Israël), v. 7000 av. J.-C.
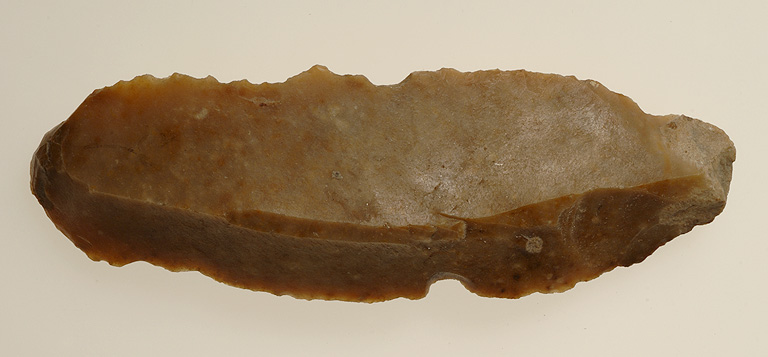
Lame en silex du Grand Pressigny. Musée de Bretagne.

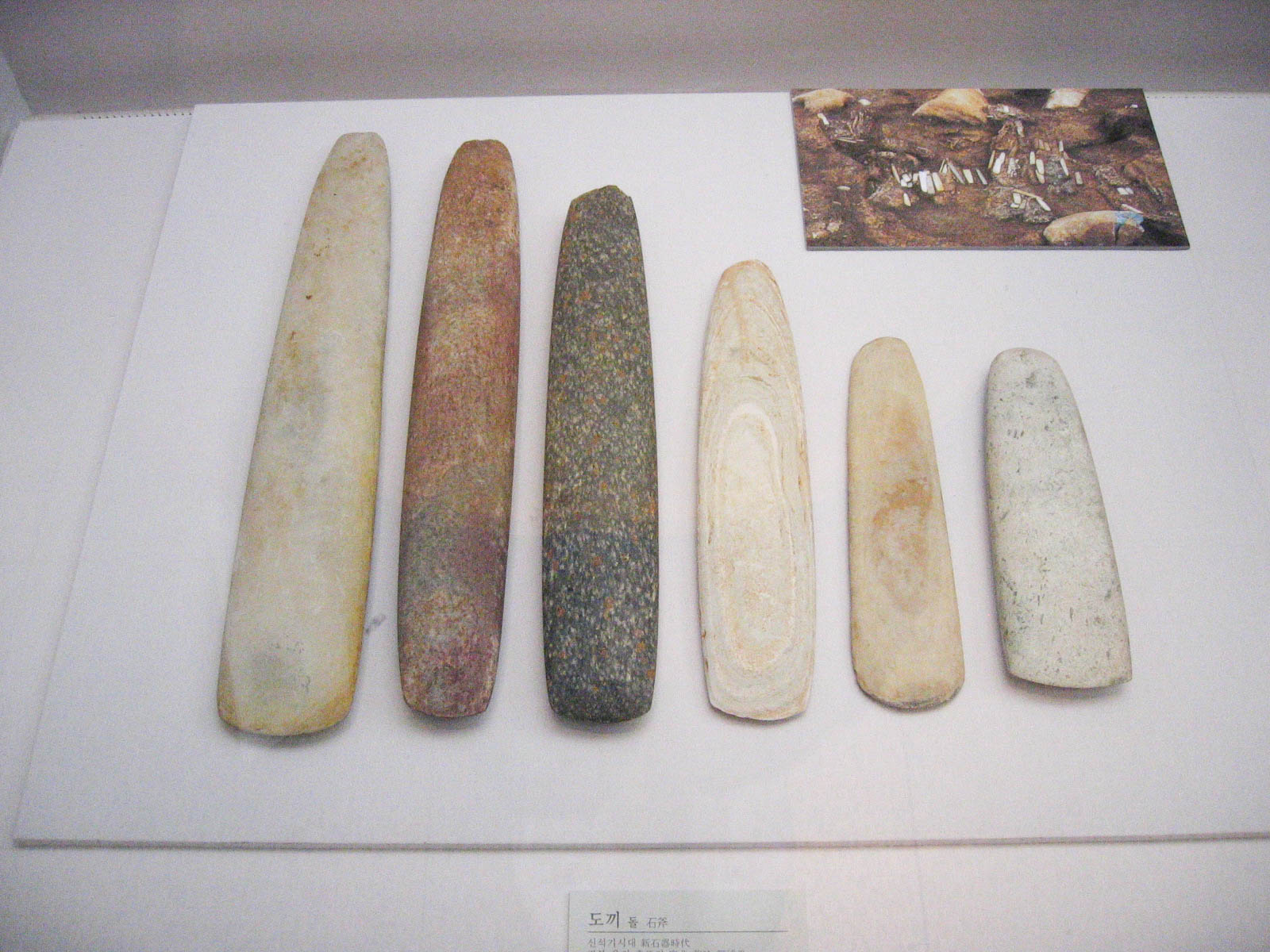
Haches polies néolithiques. Musée National de Corée, Séoul.
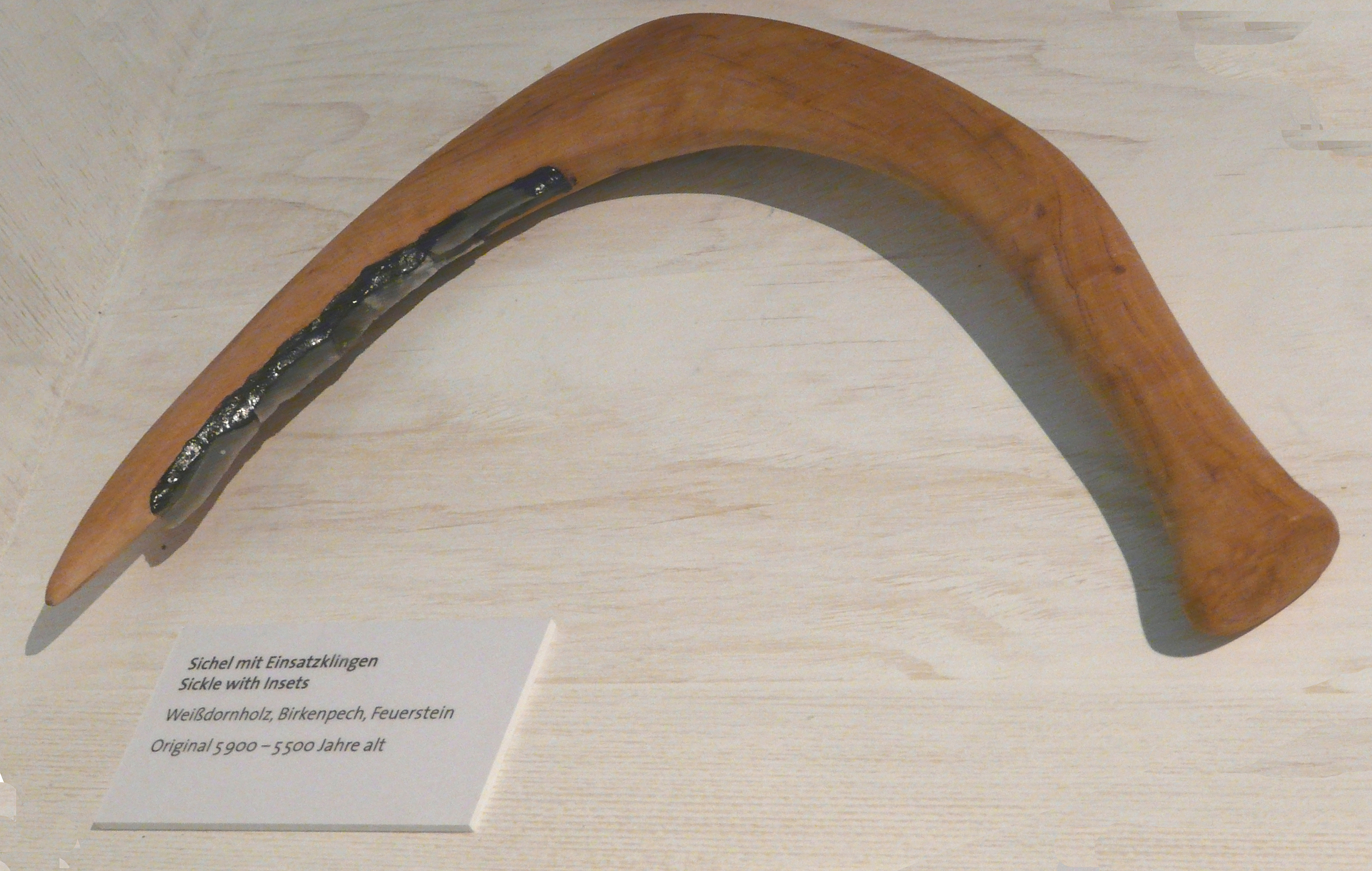
Reconstitution d'une faucille néolithique en bois avec des lames de pierre polie collées. Musée de l'Homme de Néandertal, Mettmann, Allemagne.
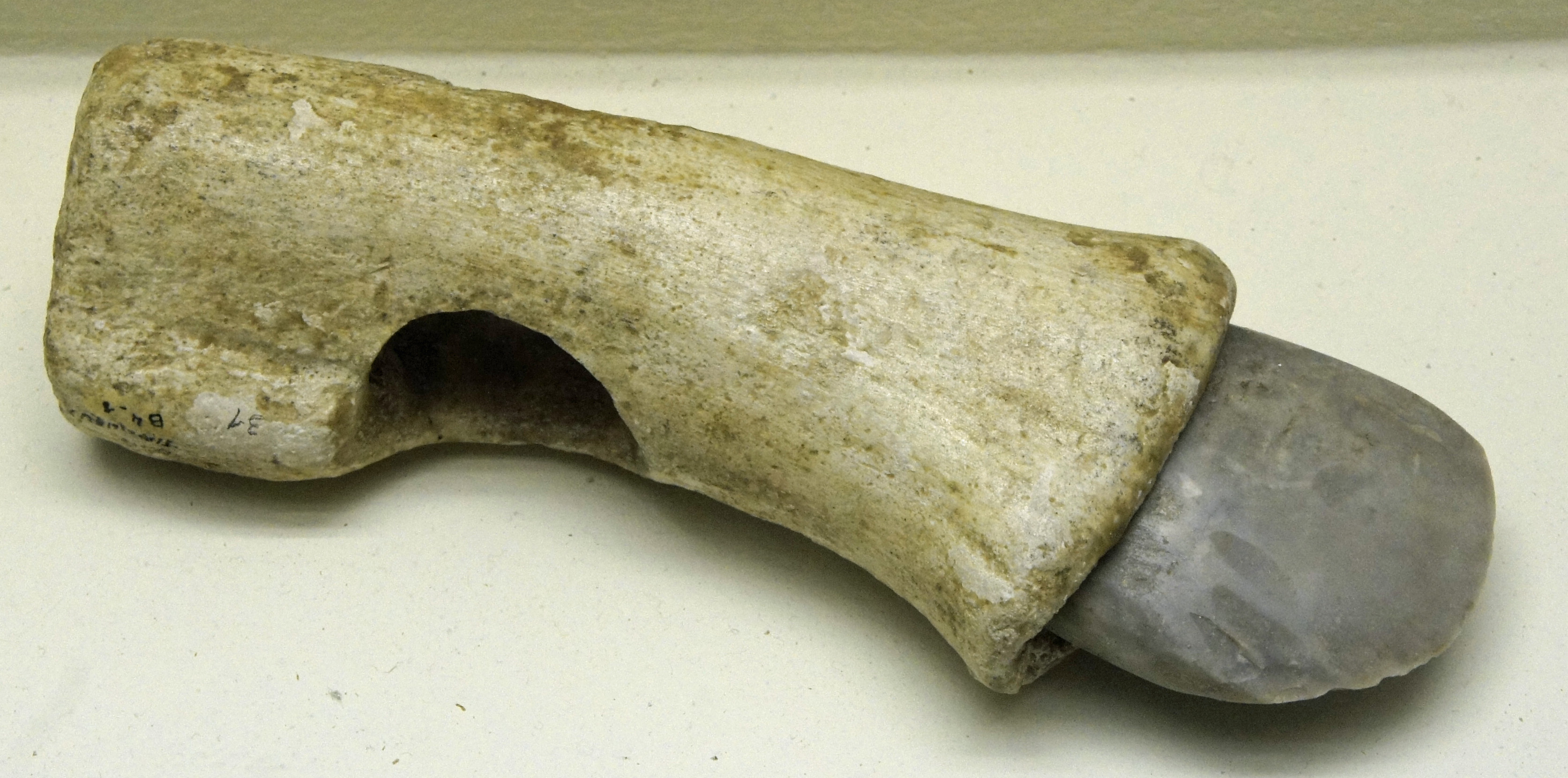
Hache en silex poli dans sa douille en bois de cerf. France, culture Seine-Oise-Marne. Musée Saint-Remi (Reims).
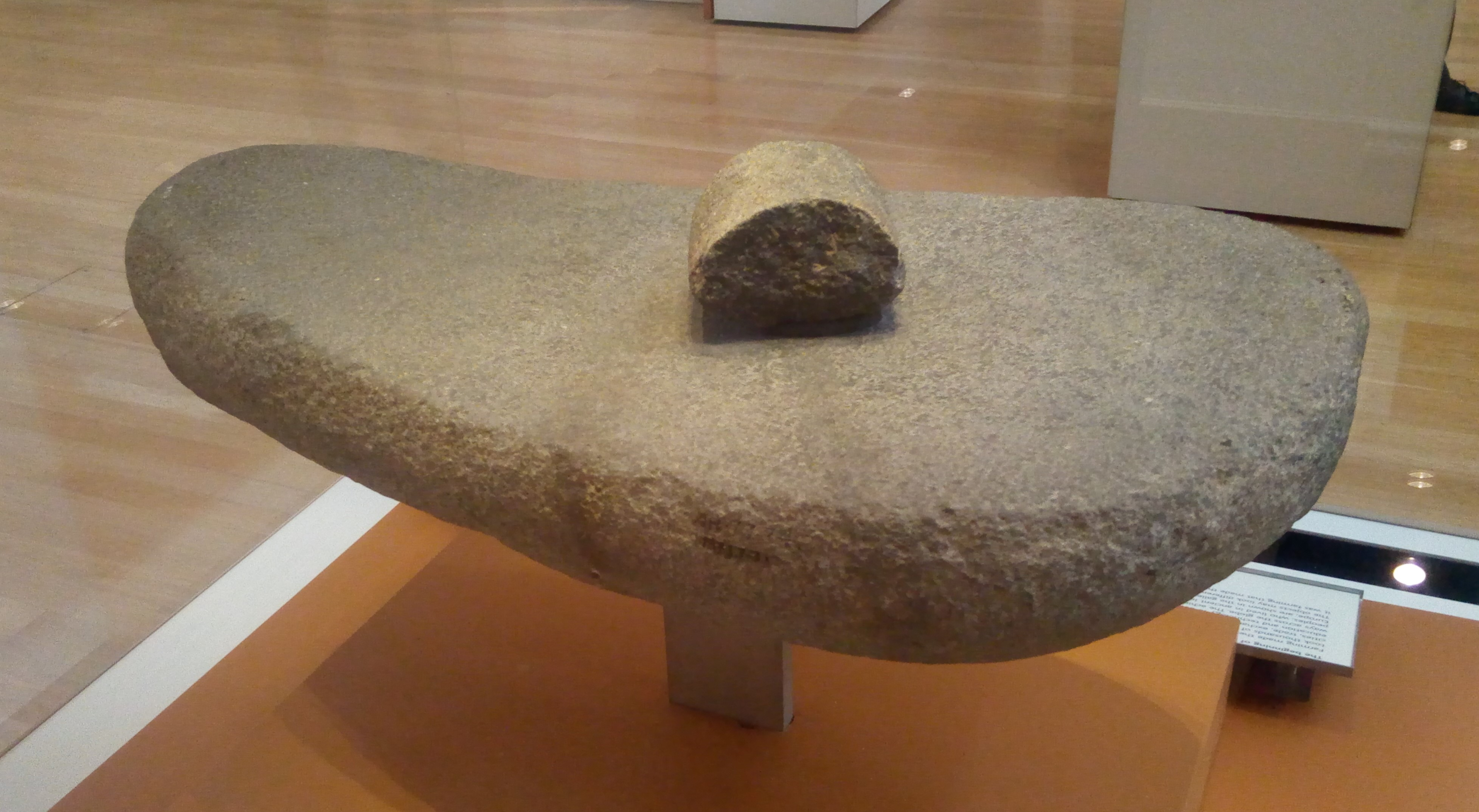
Meule et molette, Abu Hureyra (Syrie, Moyen-Euphrate), v. 9500-9000 av. J.-C. British Museum.
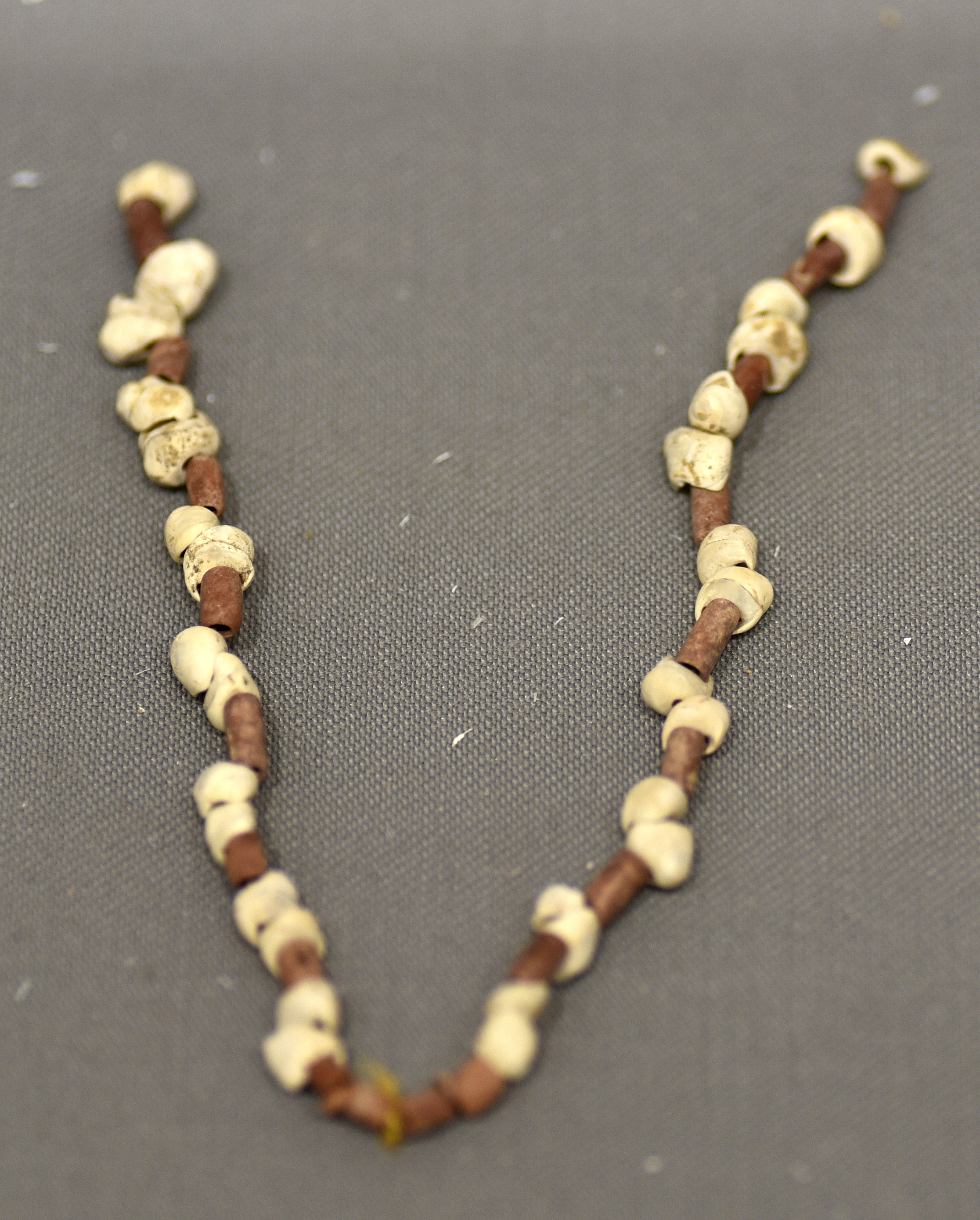
Collier de perles de pierre blanche et de cornaline, Bestansour (Kurdistan irakien), v. 7800-7500 av. J.-C. Musée de Souleimaniye.
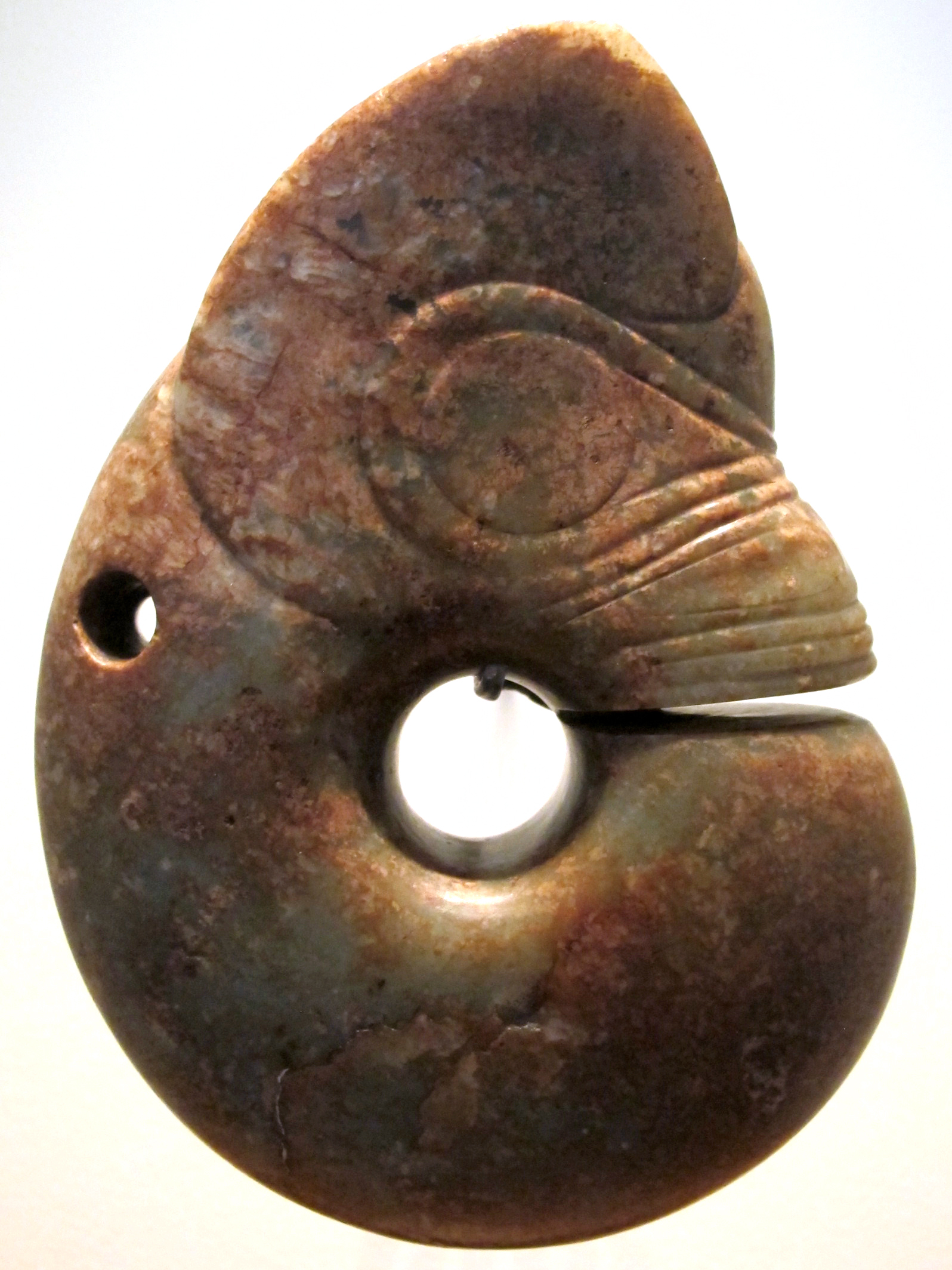
Amulette en jade, en forme de dragon (dragon-cochon) ou de larve d'insecte lovée. Culture de Hongshan, v. 4700-3000 av. J.-C. Musée Guimet.

#### Céramique

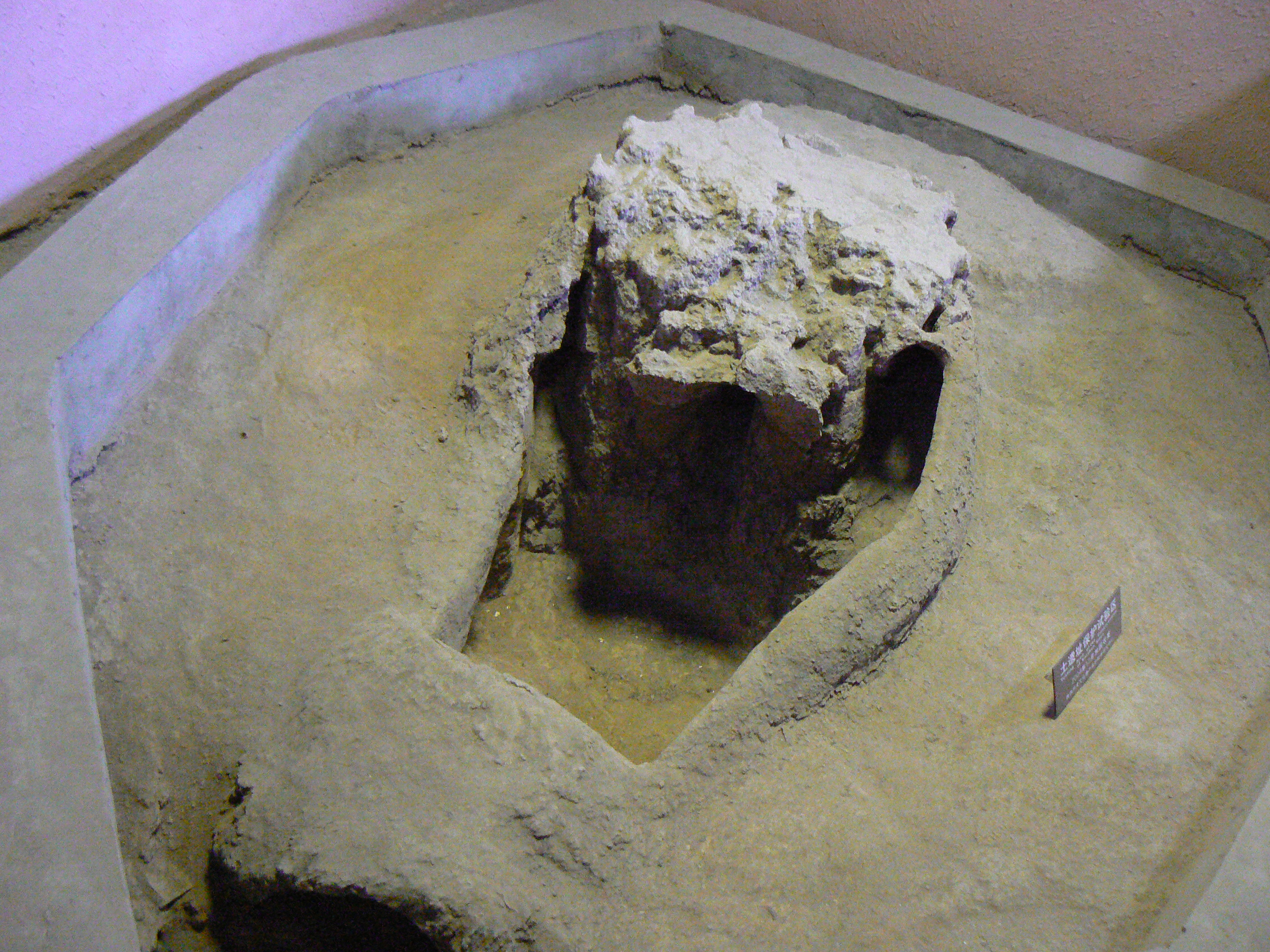
Four à céramique mis au jour sur le site de Banpo (Chine), culture de Yangshao (v. 4500-4000 av. J.-C.).

La poterie constitue avec l'agriculture et la sédentarité un des éléments de la « trinité » caractérisant la révolution néolithique depuis les travaux de Gordon Childe. Le lien entre céramique et néolithisation n'est cependant pas absolu et mécanique : les plus anciennes poteries ont été réalisées dans des contextes de chasseurs-cueilleurs d'Asie orientale (en Chine v. 18000-16000, au Japon vers 12000, en Sibérie orientale v. 11000) puis en Afrique v. 10000 ; c'est également le cas en Amérique, où les plus anciennes céramiques proviennent d'Amazonie et datent de v. 5000 av. J.-C. Les vases sont encore utilisés par la suite dans des sociétés où l'agriculture est absente. D'un autre côté, les premières sociétés agricoles du Proche-Orient (invention v. 7000 av. J.-C.) et d'Amérique se sont passées de céramique, et cela pendant de nombreux siècles,.
Au Néolithique, les vases en terre cuite sont fabriqués dans une argile mêlée de dégraissant végétal ou minéral, modelés directement à la main ou d'abord montés au colombin. Le façonnage rotatif, employé au moins pour les finitions au départ, est un développement tardif : le tour de potier lent (ou tournette) apparaissant au Proche-Orient v. 4500-4000 (qui correspond au Chalcolithique) et en Chine v. 4000-3000 (durant la seconde partie de la période de Yangshao, qui correspond à un Néolithique moyen). Les vases néolithiques sont cuits à une température qui ne monte généralement pas au-dessus de 600 voire 700 °C (ce qui suppose un développement des « arts du feu »). Les vases produits sont de facture très variable, allant des productions grossières à d'autres très fines. Les formes se diversifient rapidement, et sont parfois très élaborées. Ces objets sont employés pour stocker des denrées, auquel cas on privilégie des modèles robustes, pour la préparation des aliments (une batterie de cuisine), auquel cas on privilégie des modèles résistants à la chaleur, et aussi pour la consommation (une vaisselle de table : bols, gobelets, etc.). Ils sont donc un élément important accompagnant le développement de l'agriculture et de l'élevage et celui de nouvelles habitudes alimentaires, et deviennent avec le temps un élément essentiel de toute société agricole, au point qu'il est d'usage d'identifier des cultures archéologiques par leur céramique (rubanée, cardiale, campaniforme, etc.). Ces objets peuvent être décorés, faisant alors l'objet d'un soin plus ou moins poussé : lustrage, peinture, incisions, impressions, relief. Cela leur confère une fonction symbolique, bien qu'il soit en général difficile de déterminer le sens exact des motifs qu'ils portent. La céramique sert d'ailleurs également à réaliser des figurines,,,.

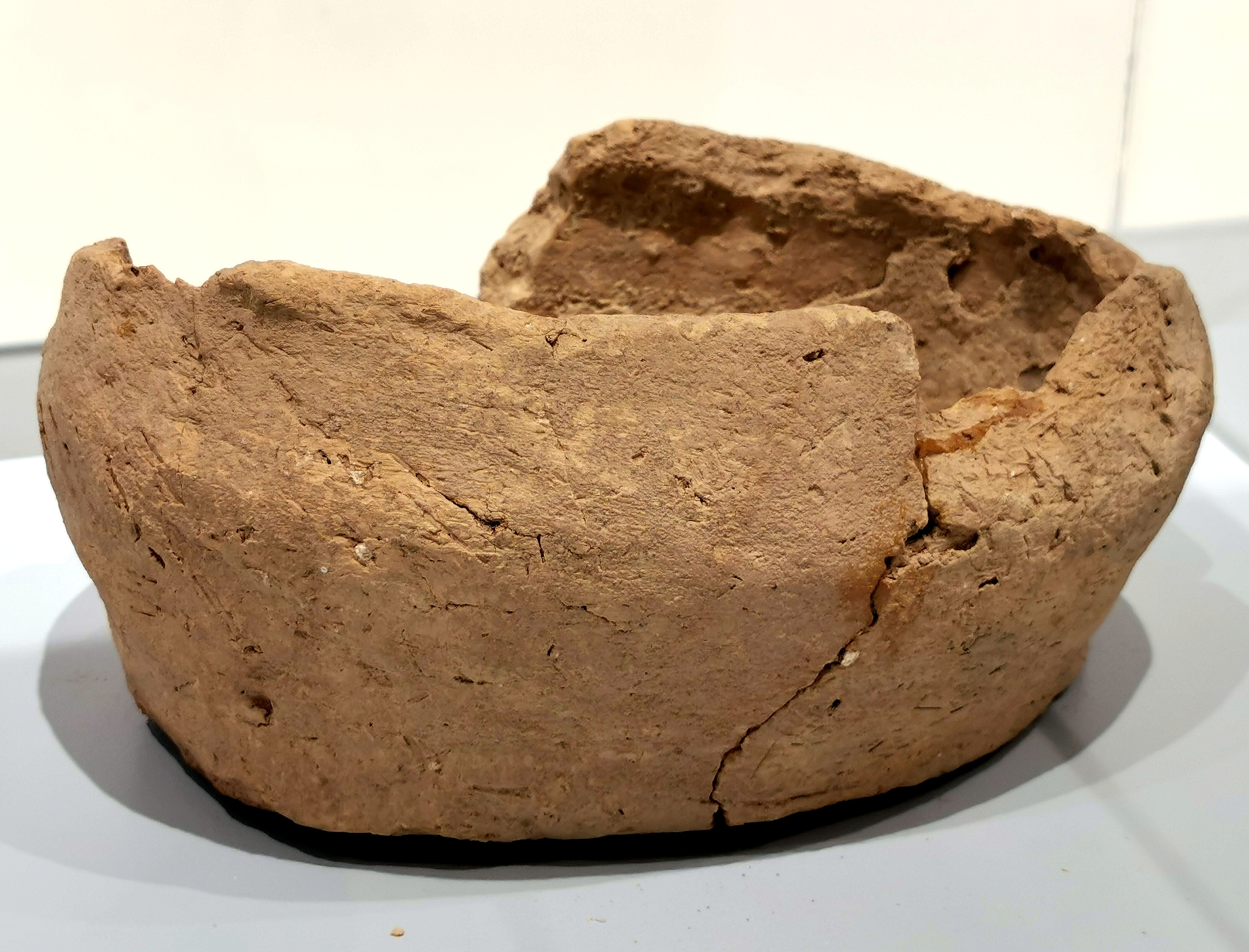
Bol en terre cuite provenant de Jarmo (Irak), VIIe millénaire av. J.-C. Musée de Souleimaniye.
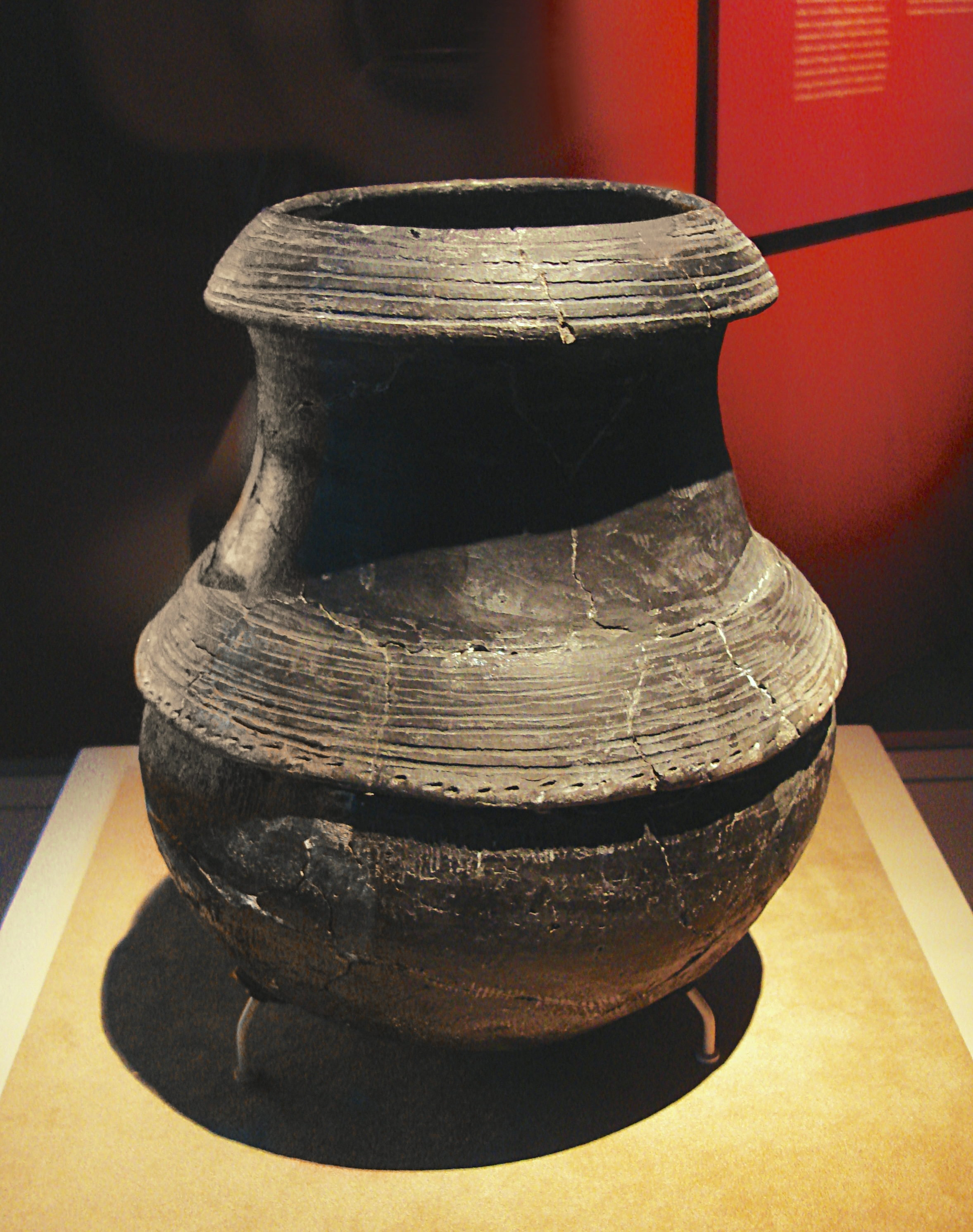
Chaudron de terre cuite noire, culture de Hemudu (Chine), v. 5000-3000 av. J.-C. Musée National de Chine, Pékin
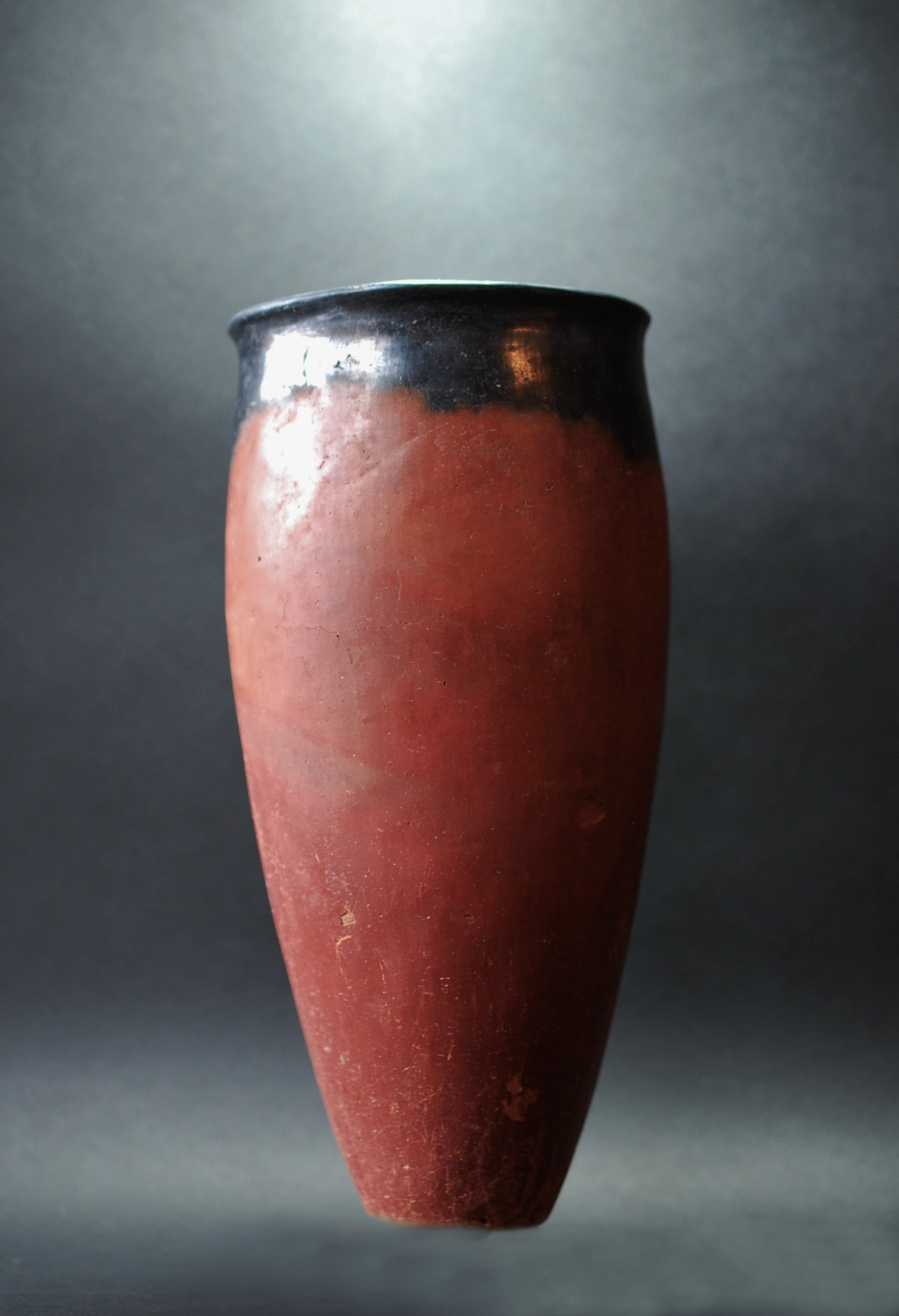
Vase pré-dynastique égyptien, Nagada I, entre 3800 et 3600 av. J.-C.
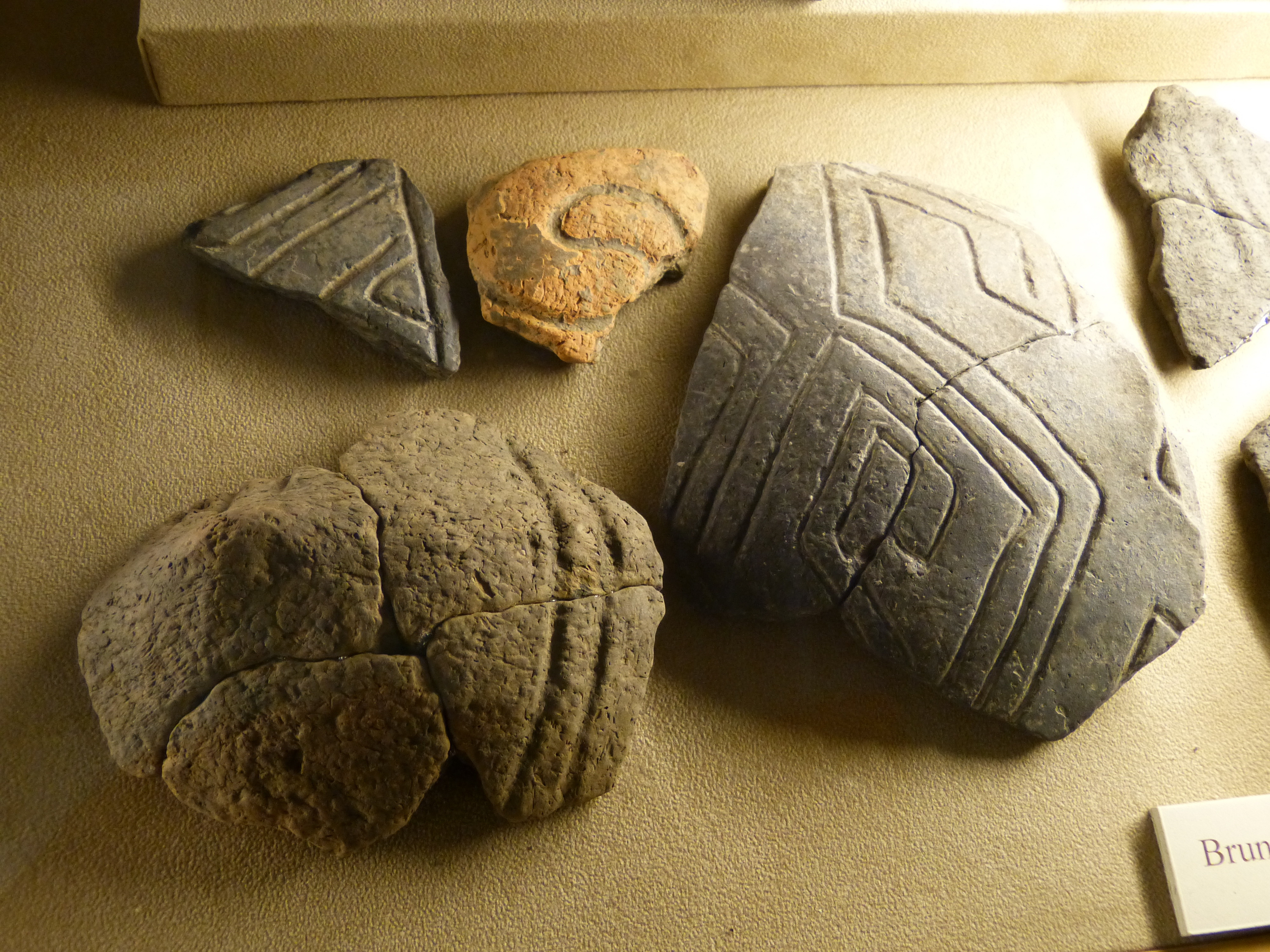
Tessons de poterie typiques de la culture de la céramique rubanée, Autriche.
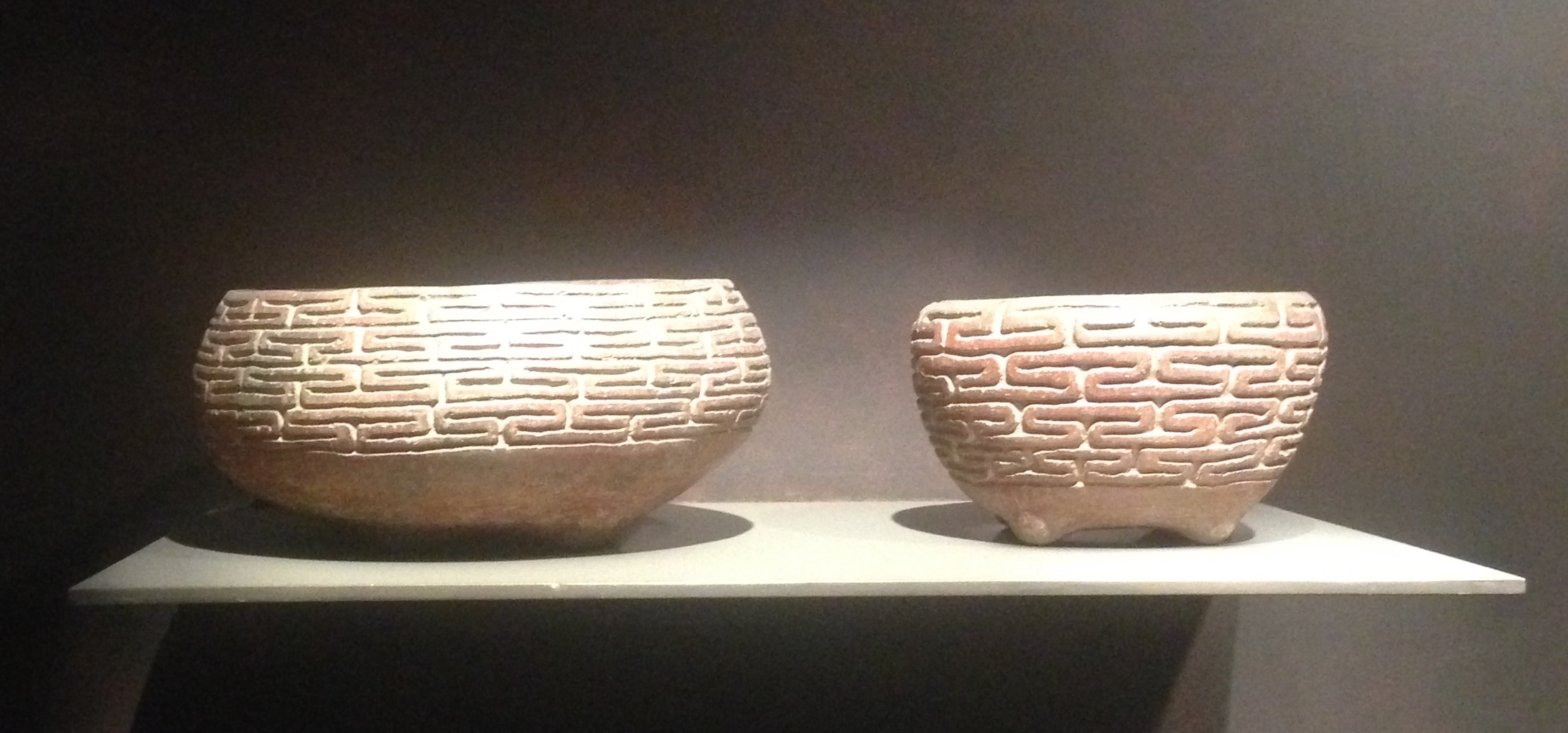
Vases à décor incisé de la culture Valdivia (Équateur), v. 3800-1500 av. J.-C.
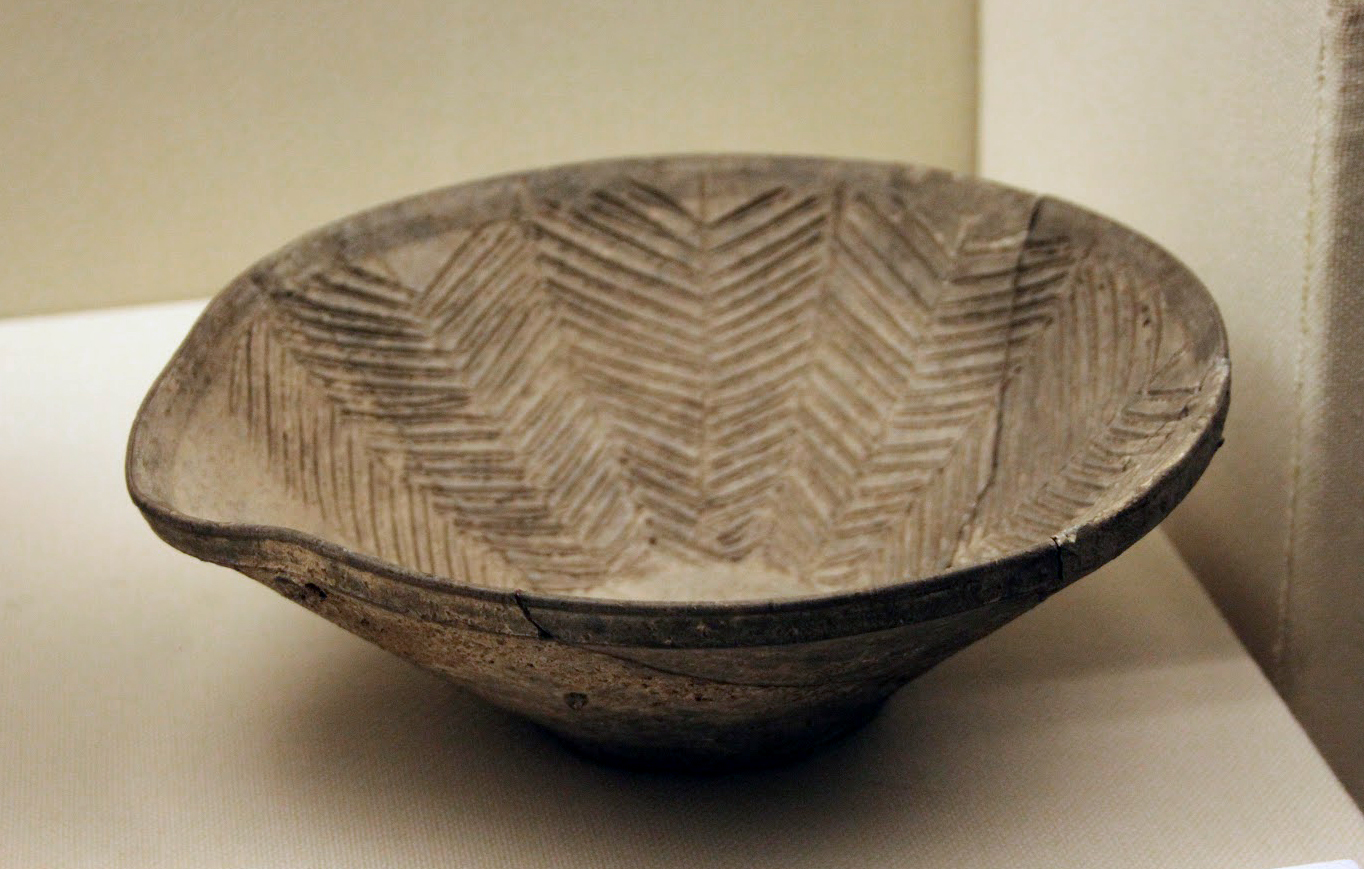
Coupe-égrugeoir : mortier de céramique pour le sel. Terre cuite grise tournée au tour lent, incisée. Chine,  culture de Longshan, 3000-2000 av. J.-C.

#### Textile et vannerie
Le développement de l'artisanat textile est un élément important des sociétés néolithiques, mal connu en raison de la disparition de la plupart des produits textiles en matières organiques. Le travail textile repose sur des savoirs plus anciens, comme la confection de nattes et de filets par tressage et entrelacements de fibres végétales. La vannerie et la corderie sont développées depuis le Paléolithique et servent au Néolithique à réaliser des cordages et des contenants, ou encore des chaussures. La sparterie est également attestée pour faire des sacs et des sandales. Les vêtements et autres produits tissés sont réalisés en lin, en chanvre ou en coton, des espèces domestiquées au Néolithique, également dans des espèces sauvages comme le tilleul en Europe, et des produits animaux les poils de chèvre, la laine de mouton aux époques tardives (les premiers moutons domestiques ne produisaient sans doute pas beaucoup de laine), et celle du lama et de l'alpaga en Amérique du Sud. Le filage des tissus est réalisé avec des bâtons simples servant de fuseau et d'un poids servant de fusaïole. Le tissage se développe avec l'apparition du métier à tisser, horizontal puis vertical, ce dernier étant attesté par les pesons en terre cuite qui tiraient les fils vers le bas (les structures en bois ont disparu). Des peignes et des navettes sont d'autres témoignages de ces activités Les trouvailles de restes d'étoffes dans les sites lacustres alpins indiquent que des décors élaborés étaient maîtrisés : motifs géométriques brodés, bordures à franges. La couleur pouvait être obtenu par peinture, peut-être par teinture,. Les vêtements peuvent aussi être fabriqués avec des peaux et des fourrures, comme l'atteste l'accoutrement d'Ötzi, équipé pour affronter le froid (bonnet, pagne, guêtres, chaussures, aussi une cape en herbes torsadées et tressées). Les vêtements sont aussi connus par des représentations peintes du Levant espagnol, qui montrent des pagnes, des tuniques longues, des pantalons étroits ou bouffants, des robes et des jupes pour les femmes, aussi des protections pour les chasseurs comme des jambières.

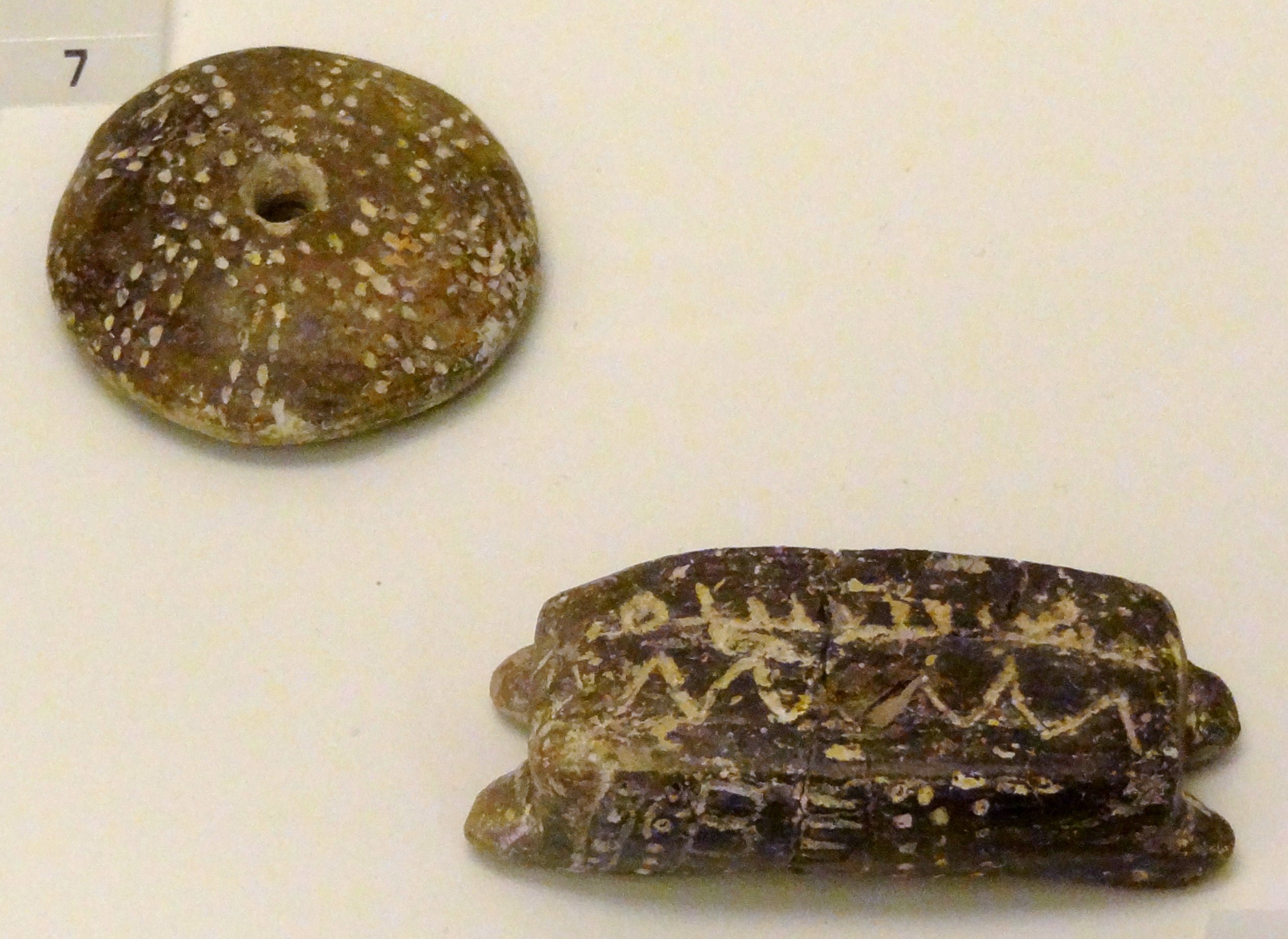
Fusaïole et navette (en bas) en terre cuite, Knossos, 5800-4500 av. J.-C. Musée archéologique d'Héraklion (Grèce).
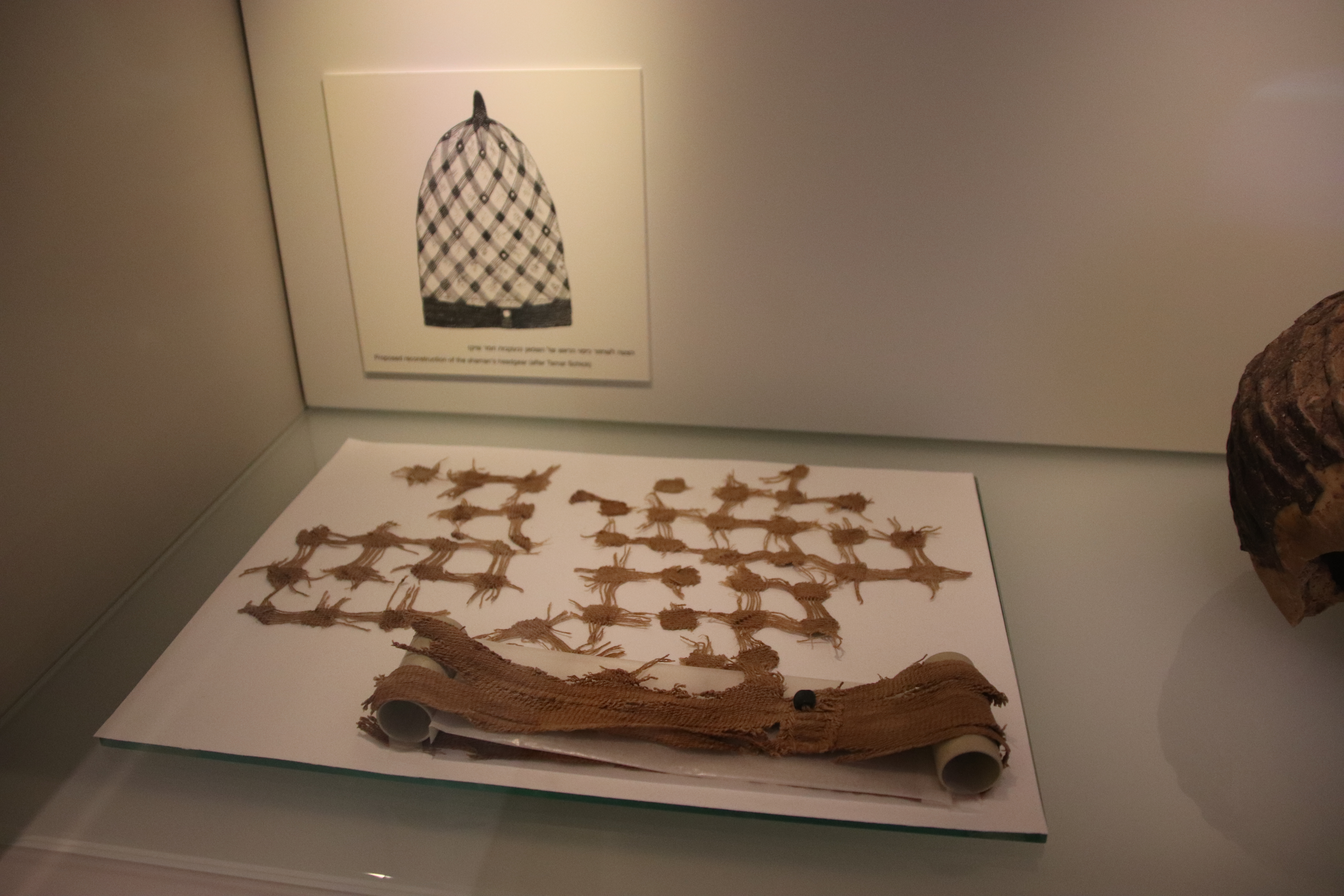
Restes de tissage en lin provenant de Nahal Hemar, PPNB. Musée d'Israël.
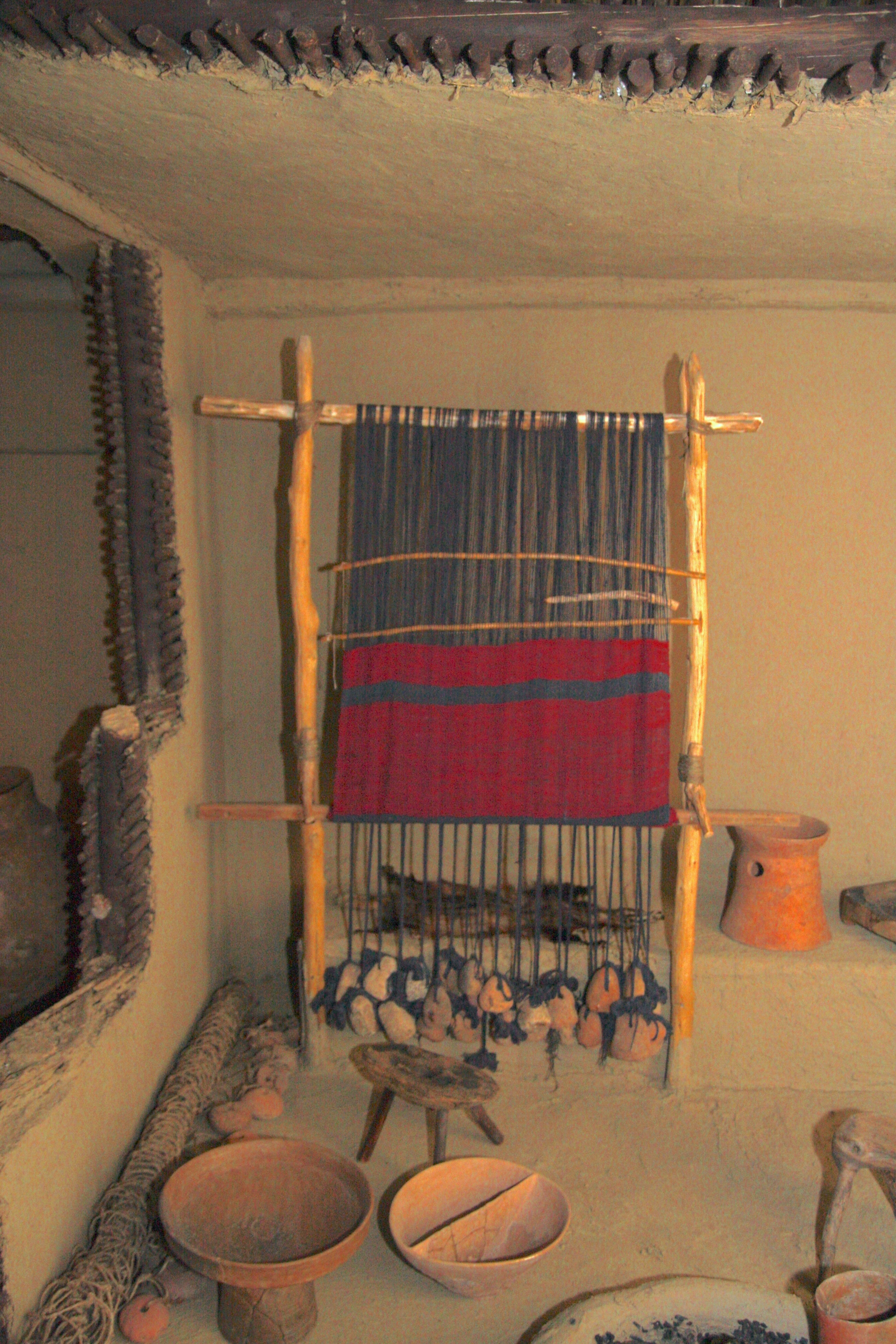
Reproduction d'un métier à tisser vertical de la culture de Cucuteni-Trypillia. Musée d'archéologie de Piatra Neamț (Roumanie).
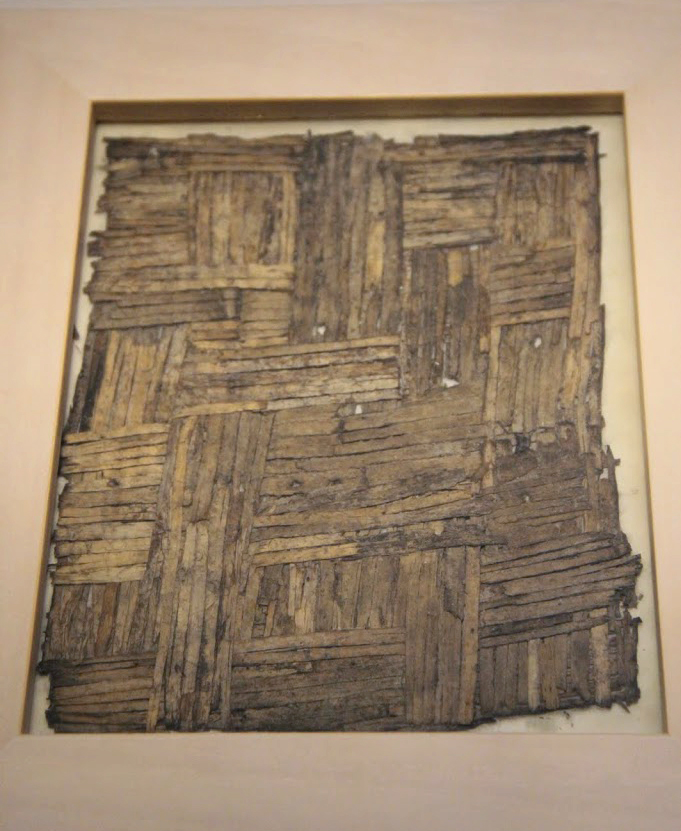
Natte en roseau, culture de Hemudu (Chine). Musée national de Chine.

#### Métallurgie
Bien que considéré comme un « âge de pierre », le Néolithique est également marqué par l'émergence de la métallurgie, qui constitue une autre innovation de premier ordre dans l'histoire humaine. Ce n'est certes pas un « âge du métal », puisqu'il y a encore très peu d'outils et d'armes en métal, surtout si on les compare à ceux en pierre taillée et polie. Les premiers objets en métal produits semblent surtout servir à manifester le prestige de leurs possesseurs. Le travail du cuivre est attesté dès le VIIIe millénaire av. J.-C. au Proche-Orient et en Anatolie. Sont alors réalisés de petits objets (surtout des éléments de parure), par martelage à froid. La fusion du métal est plus tardive et n'est attestée jusqu'à présent qu'à la fin du VIe millénaire av. J.-C., notamment à Tepe Sialk en Iran. En Europe du Sud-Est, la métallurgie connaît un important essor au Ve millénaire av. J.-C. pour réaliser des haches. Les mines de cuivre des Balkans font l'objet d'une exploitation intensive, et les objets en métal sont parfois thésaurisés. Le travail de l'or est aussi documenté par les objets de prestige de la nécropole bulgare de Varna, qui montrent que le métal est déjà un marqueur des élites. Le travail du plomb se développe aussi. Dans les Amériques, des objets en cuivre natif sont forgés en Amérique du Nord dès le IVe millénaire av. J.-C., et la métallurgie du cuivre se développe en Amérique du Sud au IIe millénaire av. J.-C., période qui voit aussi l'apparition du travail de l'or qui devient là aussi un métal servant aux élites à se distinguer. L'Afrique subsaharienne se singularise par le fait que le premier métal qui y est travaillé est le fer, au Ier millénaire av. J.-C.,,.

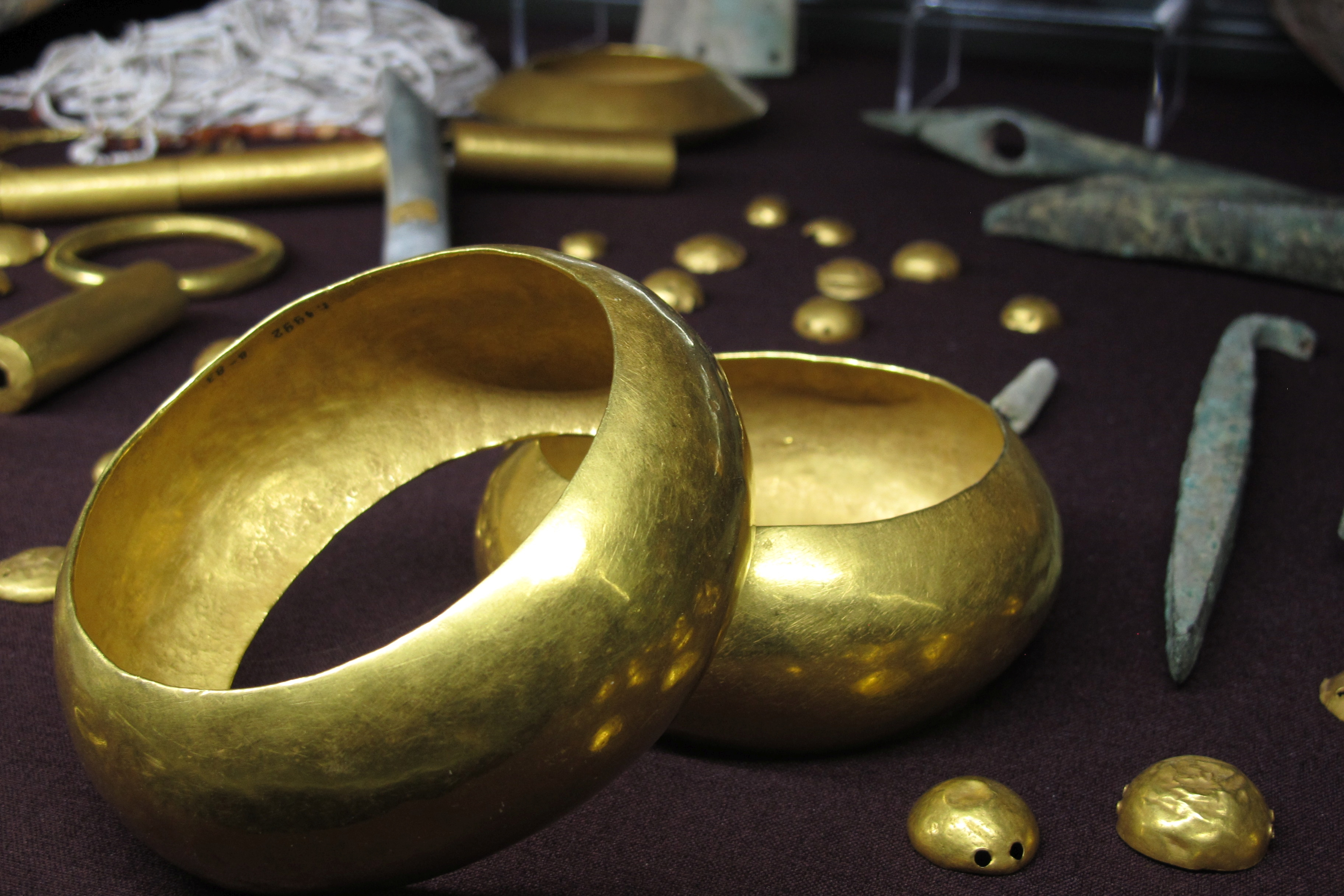
Objets funéraires en or et en cuivre provenant de la nécropole de Varna (Bulgarie).
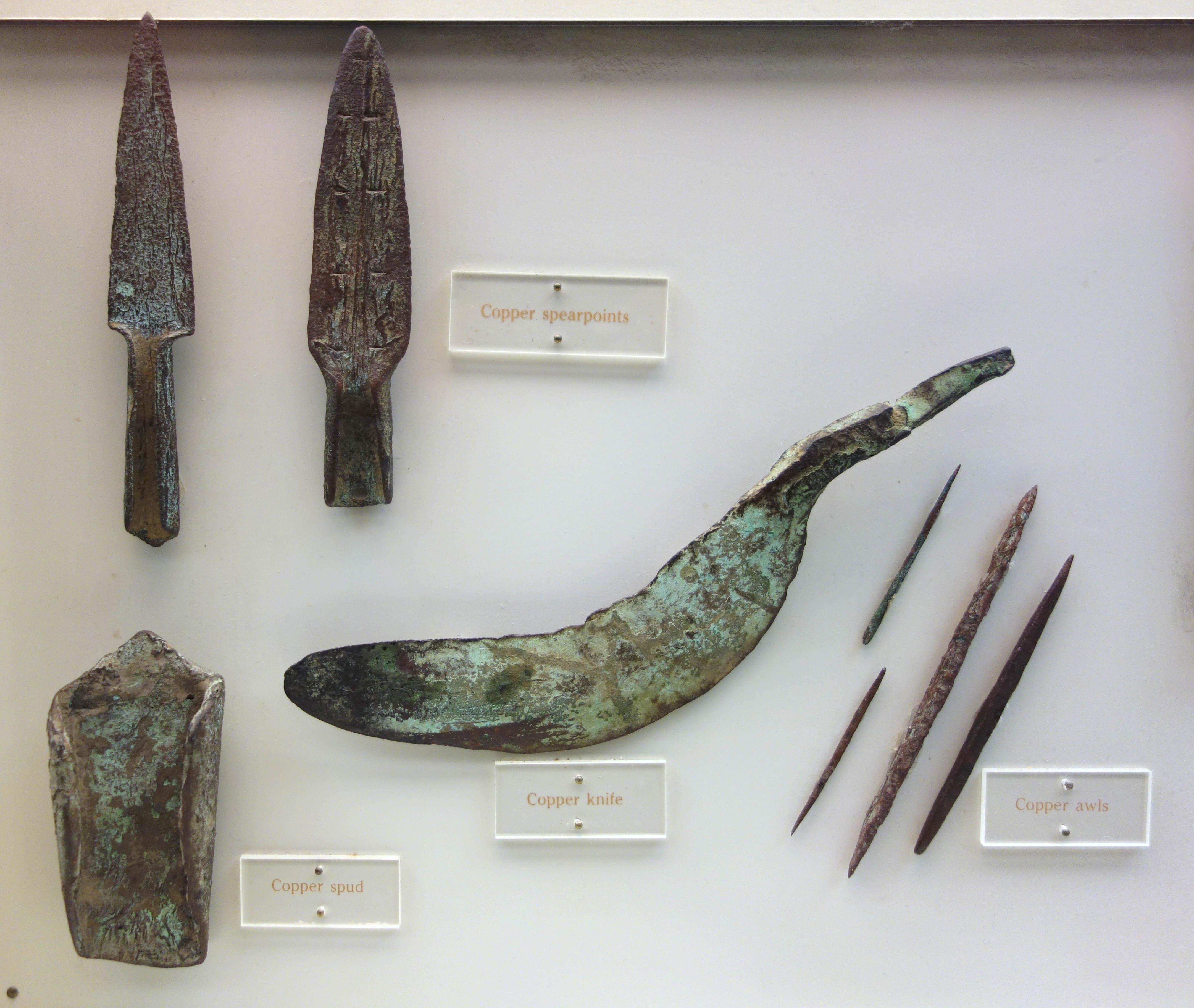
Objets en cuivre de la fin de la période archaïque d'Amérique du Nord, Wisconsin, v. 3000-1000 av. J.-C.

#### Moyens de transport
Le transport terrestre est révolutionné en Eurasie par l'élaboration des chariots et chars équipés de roues, dont l'apparition est datée du IVe millénaire av. J.-C. Cette invention pourrait avoir eu lieu en Ukraine ou dans le Caucase, et non pas en Mésopotamie comme cela a été supposé par le passé, bien qu'il soit possible que plusieurs foyers d'invention aient existé. Les chars à roue se retrouvent dans la seconde moitié de ce millénaire dans plusieurs sites d'Europe, et au moins au début du IIIe millénaire av. J.-C. au Proche-Orient, donc ici dans un contexte urbain largement postérieur au Néolithique. Avant cette invention, la traction animale a pu être utilisée pour le transport, avec des traineaux et des travois. L'Amérique connaît le principe de la roue pour des figurines, mais ne l'adopte pas pour le transport, ne disposant pas de bêtes de sommes, et aussi parce que le relief s'y prête moins,.
Pour le transport maritime, le Néolithique voit le développement de la construction de bateaux, qui sont des pirogues taillées dans un tronc d'arbre (monoxyles) dont l'intérieur à été évidé de manière à obtenir une embarcation légère. Plusieurs exemplaires ont été retrouvés en Europe, comme les pirogues de Bercy, permettent la pêche avec la pose de nasses et de filets, ainsi que le transport de personnes et même d'animaux. Ces bateaux ont joué un rôle essentiel dans la diffusion des communautés paysannes le long de la Méditerranée. En Asie du Sud-Est et en Océanie, les bateaux dérivent des pirogues monoxyles attestées en Chine côtière, auxquelles des voiles et des balanciers sont ajoutés après 2000 av. J.-C. (pirogue à balancier). Le double canoë (catamaran) semble inventé au plus tard dans le courant du Ier millénaire av. J.-C., et, couplé aux progrès des techniques de navigation en haute mer, cela permet les longs voyages de la colonisation des îles de Polynésie orientale.

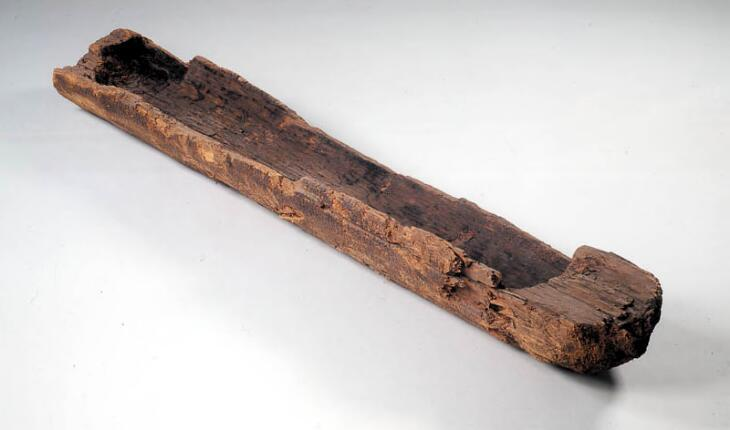
Pirogue de Pesse (Pays-Bas), datée du mésolithique européen (v. 8200-7500 av. J.-C.)
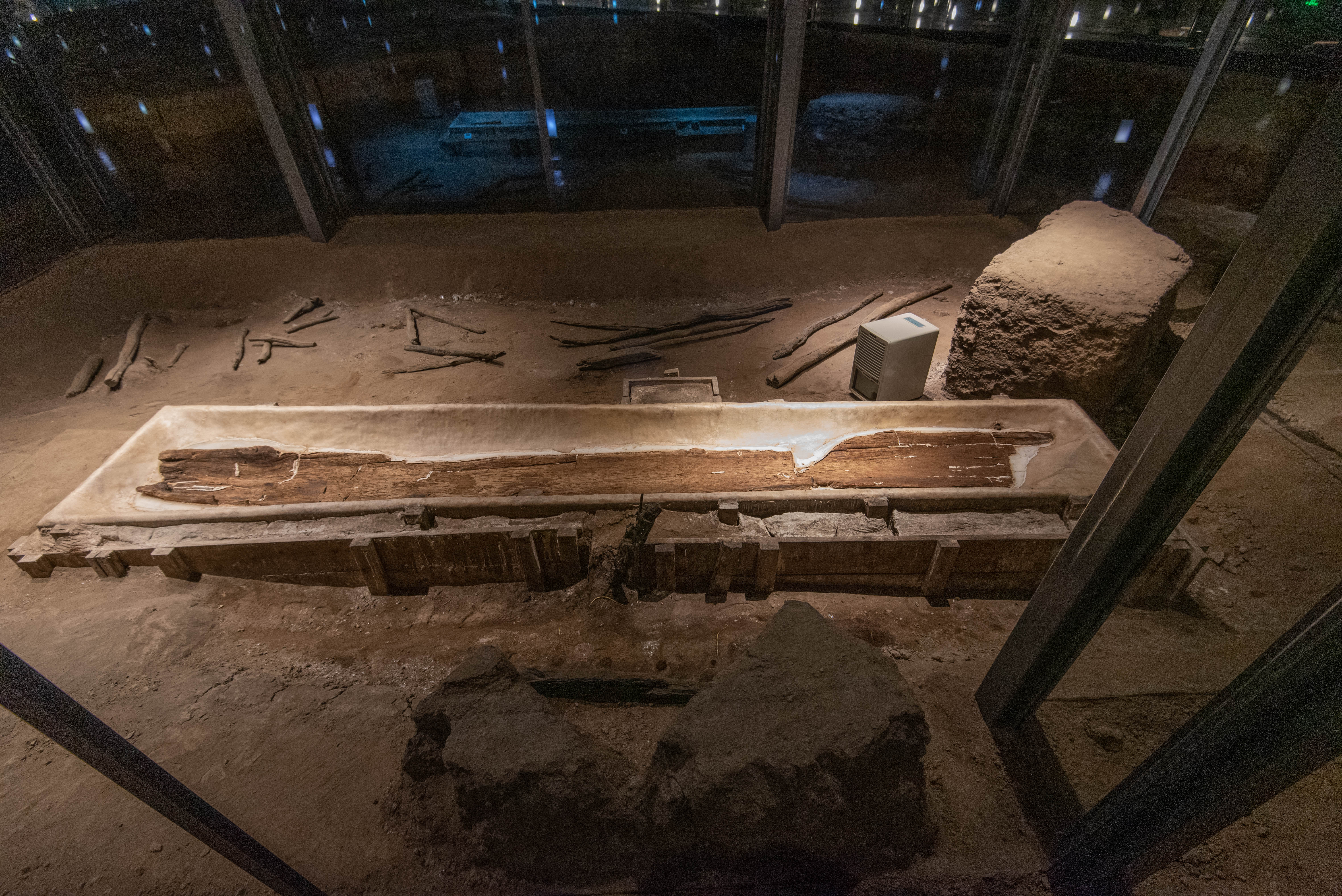
Restes d'une pirogue monoxyle mise au jour à Kuahuqiao (Zhejiang), v. 6000 av. J.-C., la plus ancienne connue de Chine.
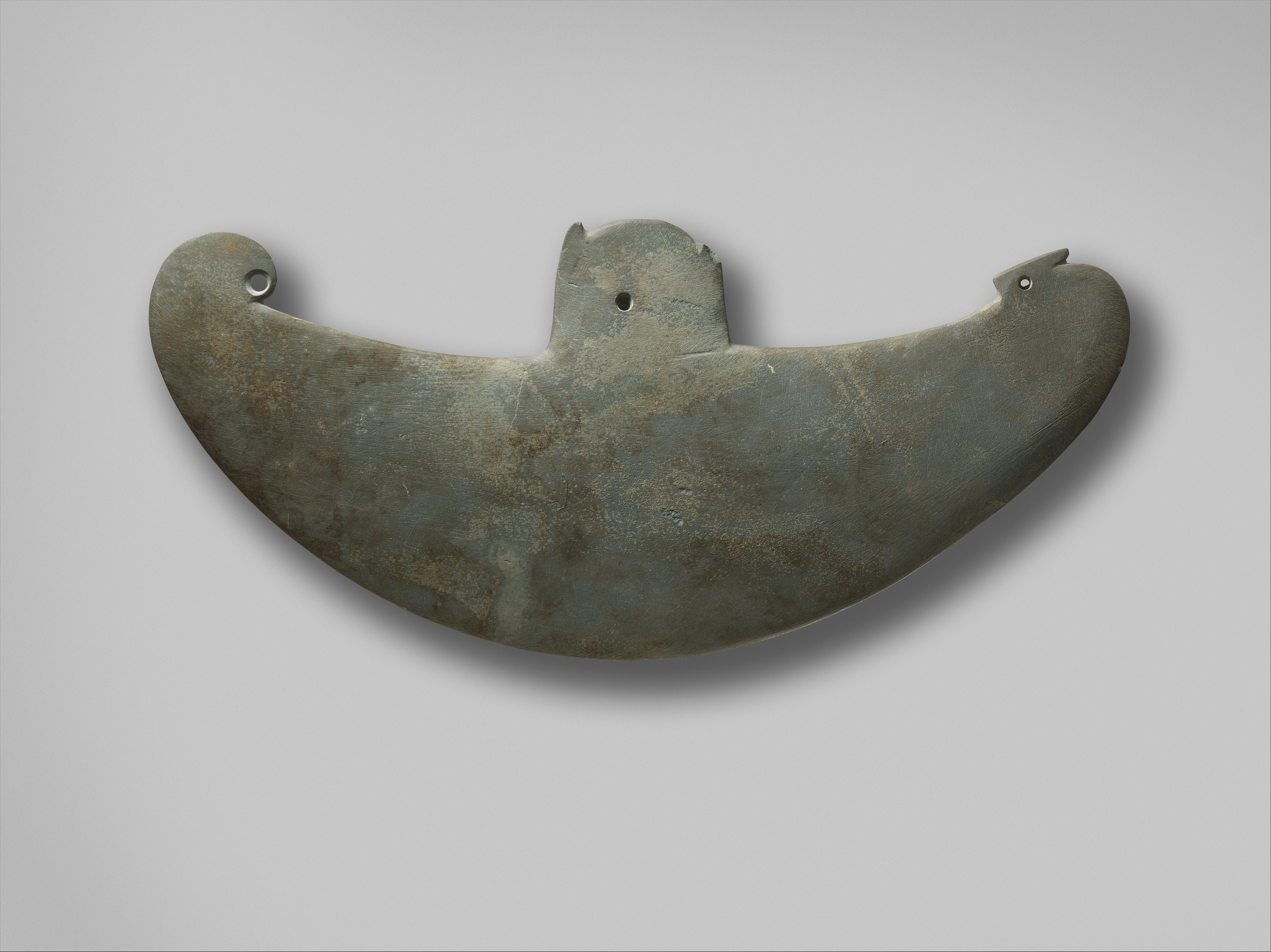
Palette à fard en forme de bateau. Égypte, fin Nagada I ou Nagada II, vers 3900–3500. Metropolitan Museum of Art.

#### Aménagements hydrauliques
La maîtrise de l'eau progresse aussi au Néolithique, par le développement de différents aménagements hydrauliques, qui servent aussi bien pour les besoins humains que pour l'agriculture et l'élevage : des puits, des citernes, des barrages de rétention d'eau, des conduites d'eau puis des systèmes d'irrigation par canaux sont attestés au Proche-Orient (Choga Mami) et dans la Méditerranée. Ils annoncent les systèmes hydrauliques complexes de la Mésopotamie et de l'Égypte de l'âge du Bronze,. L'aménagement et le contrôle des ressources hydriques sont attestés dans les autres parties du monde où l'agriculture se développe, par exemple dans les Amériques : au Mexique sont attestés de très anciens dispositifs redirigeant l'eau vers les zones de culture à l'aide de fossés, de barrages, de réservoirs et de terrains surélevés ou en terrasse, l'irrigation par des canaux se développe dans les premières sociétés agricoles du nord-ouest de l'Amérique du Sud, aussi bien sur les côtes que dans les Andes, et plus tardivement elle devient un élément essentiel de l'agriculture des zones arides du sud-ouest des États-Unis.

### Alimentation et cuisine
Depuis le Néolithique, la majeure partie de la population humaine est nourrie par des aliments qu'elle produit. L'adoption de l'agriculture et de l'élevage apportent progressivement une modification des pratiques alimentaires : les aliments obtenus par la chasse, la pêche et la cueillette sont remplacés par des aliments obtenus par la production, issus des espèces végétales et animales domestiquées. Cela implique aussi des évolutions dans les pratiques de conservation et de préparation des aliments. En revanche il n'est pas assuré que le passage à cette nouvelle manière de se nourrir ait été bénéfique pour la santé.

#### Des aliments produits
Avec l'apparition et l'adoption d'une production de nourriture par la culture des plantes et l'élevage des animaux, les humains sont de moins en moins dépendants des ressources de la chasse, de la pêche et de la cueillette, même si celles-ci restent longtemps importantes et conservent dans certaines sociétés néolithisées une place notable. Sur le long terme, la majeure partie de la population subsiste grâce à des aliments produits, et c'est devenu la situation normale pour les sociétés humaines. Dans plusieurs systèmes agricoles, l'alimentation en vient à reposer sur des céréales qui prennent peu à peu une place majeure dans la subsistance : le blé et l'orge en Europe et au Proche-Orient, le riz en Extrême-Orient, le sorgho et le mil en Afrique, le maïs dans les Amériques. D'autres plantes cultivées, notamment des légumineuses et des tubercules, servent de compléments à ces denrées de base : pois, pois chiche, lentille, fève au Proche-Orient, soja en Chine, haricots et courges en Amérique, pomme de terre et patate douce dans certaines parties de l'Amérique du Sud, igname en Asie du sud-est et en Afrique. La viande est principalement fournie par l'élevage, qui permet également de disposer de produits laitiers,.
Les espèces domestiquées circulent rapidement avec l'expansion du mode de vie néolithique et le développement de relations à longue distance, ce qui aboutit sur le long terme à rapprocher les différents foyers de domestication (en particulier sur la période 2500-1500 av. J.-C.), et à une première phase de globalisation alimentaire dans l'histoire humaine : le blé et l'orge du Proche-Orient gagnent progressivement de nombreuses régions d'Eurasie et d'Afrique, ainsi que le bétail proche-oriental (moutons, chèvres, bœufs) ; le riz et les millets chinois se diffusent aussi dans plusieurs directions ; le sorgho et les mils africains se retrouvent en Inde du sud ; etc.,

#### Le stockage des denrées

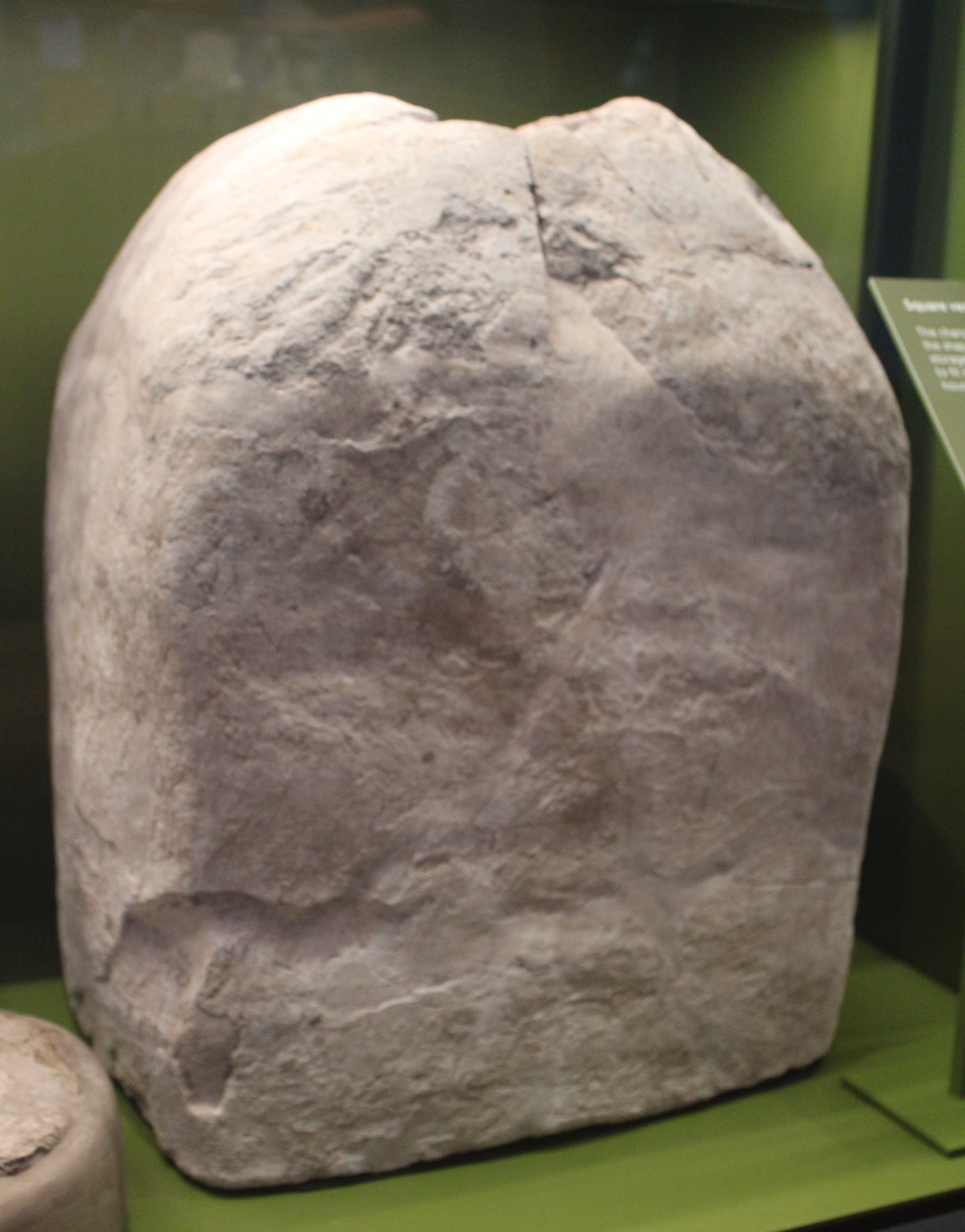
Contenant de stockage en plâtre mis au jour à Abu Hureyra (Syrie). Sa forme permet de le placer dans un angle d'une pièce elle-même quadrangulaire. Ashmolean Museum.

Le développement de la production de denrées périssables, en particulier les céréales, implique de trouver un moyen de les conserver et de les stocker afin de pouvoir les consommer bien après leur récolte (et aussi en semer une partie). Il faut pour cela des méthodes de préservation des aliments : séchage par l'air ou par le feu pour les légumes ; séchage et fumage des viandes et des poissons. Il faut aussi développer des techniques de stockage fiables. Ces progrès sont en fait souvent antérieurs au Néolithique, puisqu'ils sont visibles dans les phases de la fin du Paléolithique et du Mésolithique, donc chez des chasseurs-cueilleurs « stockeurs » (A. Testart), qui sont également attestés par l'ethnographie moderne. Le stockage n'est donc pas forcément associé à l'agriculture, mais sa présence semble bien une condition du développement de celle-ci, en particulier pour la céréaliculture, et aussi de celui de la sédentarité, ce qui explique son développement au Néolithique. Cela se fait suivant des modalités et des rythmes différents selon les régions du monde. Au Proche-Orient cela commence par la construction de « silos » dans des résidences, qui prennent la forme de fosses (souvent enduites) ou de constructions rectangulaires légèrement surélevées, et fonctionneraient plutôt comme des « réfrigérateurs du Néolithique » selon I. Kuijt, servant pour des besoins de court terme, à réguler la disponibilité de nourriture dans le temps et minimiser les risques de pénurie. Le développement d'une céramique de stockage (notamment de grosses jarres) se fait d'abord dans des sociétés de chasseurs-cueilleurs, mais se retrouve ensuite dans toutes les sociétés agricoles. Des contenants en matériaux périssables, notamment des coffres en bois et des paniers ou sacs en matières végétales, ont dû exister. Des installations de stockage plus importantes, notamment collectives, prennent la forme de silos et de magasins enterrés, au sol ou surélevés,,,.

#### Préparation des aliments
Les méthodes de préparation des éléments au Néolithique restent mal connues. Le développement des ustensiles de broyage des grains accompagne celui de la consommation des céréales et des légumineuses entre la fin du Paléolithique et le début du Néolithique, ce qui indique des préparations à base de farines, sous la forme de galettes et de pains cuits au four, voire de flans. Les installations de cuisson (et de chauffage) ont tendance à se trouver à l'extérieur, alors que ce sont les fours, des installations fermées qui apparaissent au début du Néolithique, qui sont privilégiés pour l'intérieur. Des sites néolithiques du Proche-Orient comprennent des « fosses-foyers », mesurant plus d'un mètre de diamètre, souvent remplies de galets, ce qui semble indiquer un fonctionnement similaire à celui du four polynésien avec des pierres chauffées pour permettre la cuisson et l'ébullition. L'apparition de la céramique offre donc une bien plus grande variété de préparations, qui sont aussi plus faciles à digérer et nourrissantes. Elle facilite la préparation de bouillies, de soupes, de confits et de ragouts. Elle facilite aussi le trempage et l'ébullition de légumes, la conservation en saumure, ou encore la fermentation de céréales pour faire des boissons alcoolisées. Le fait que la céramique soit découverte à des rythmes différents selon les parties de l'Eurasie pourrait expliquer les différences de traditions culinaires : l'Extrême-Orient, qui expérimente en premier la cuisine à la poterie, privilégie les préparations bouillies et cuites à la vapeur, tandis que le Proche-Orient (et par ce biais l'Europe) a développé dans un premier temps une tradition reposant sur les farines, la cuisson au four et le rôtissage,.
Les sociétés néolithiques ont donc une alimentation à base de céréales et de légumes consommés sous différentes formes, éventuellement agrémentés de viandes et de poissons (y compris sous forme séchée ou boucanée). Le lait des animaux domestiqués permet la préparation de fromage blanc, de yaourt, de beurre, de fromage. Le miel est également récolté. L'exploitation du sel commence sans doute aussi à ces époques. La combinaison des farines et de fruits permet de préparer des tartes pour les desserts, attestées dans les villages lacustres alpins. Les boissons consommées sont des formes de bières (d'orge, de blé, de riz, de maïs), de l'hydromel et peut-être de vin, et des jus de fruits,.

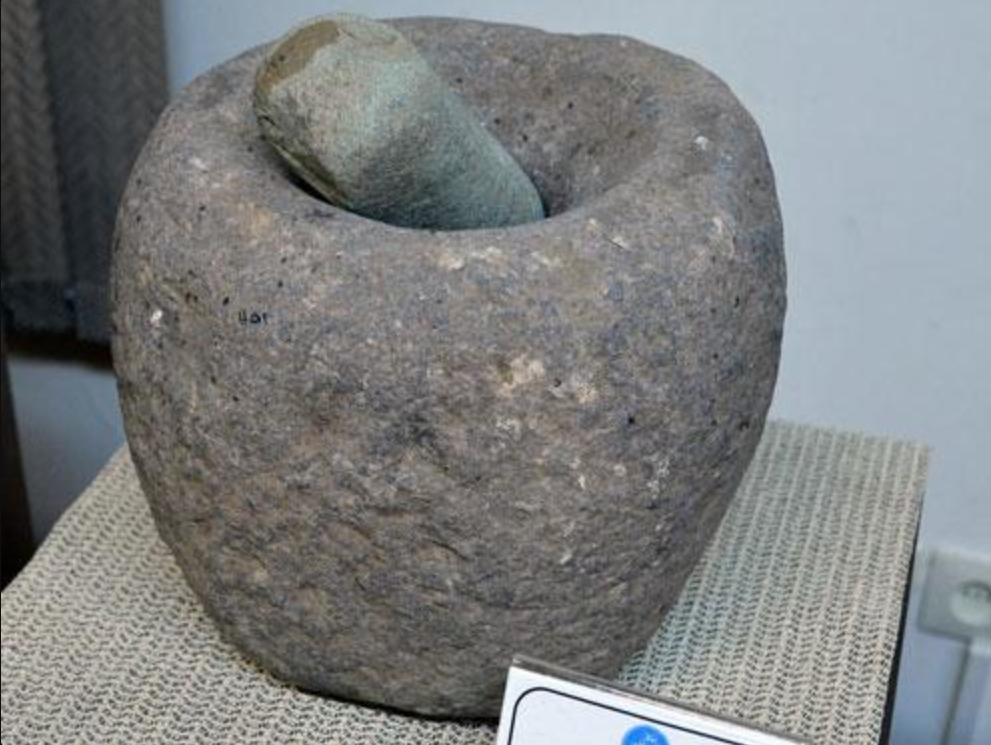
Mortier et pilon provenant de Tepe Zagheh (Iran), v. 7000 av. J.-C.
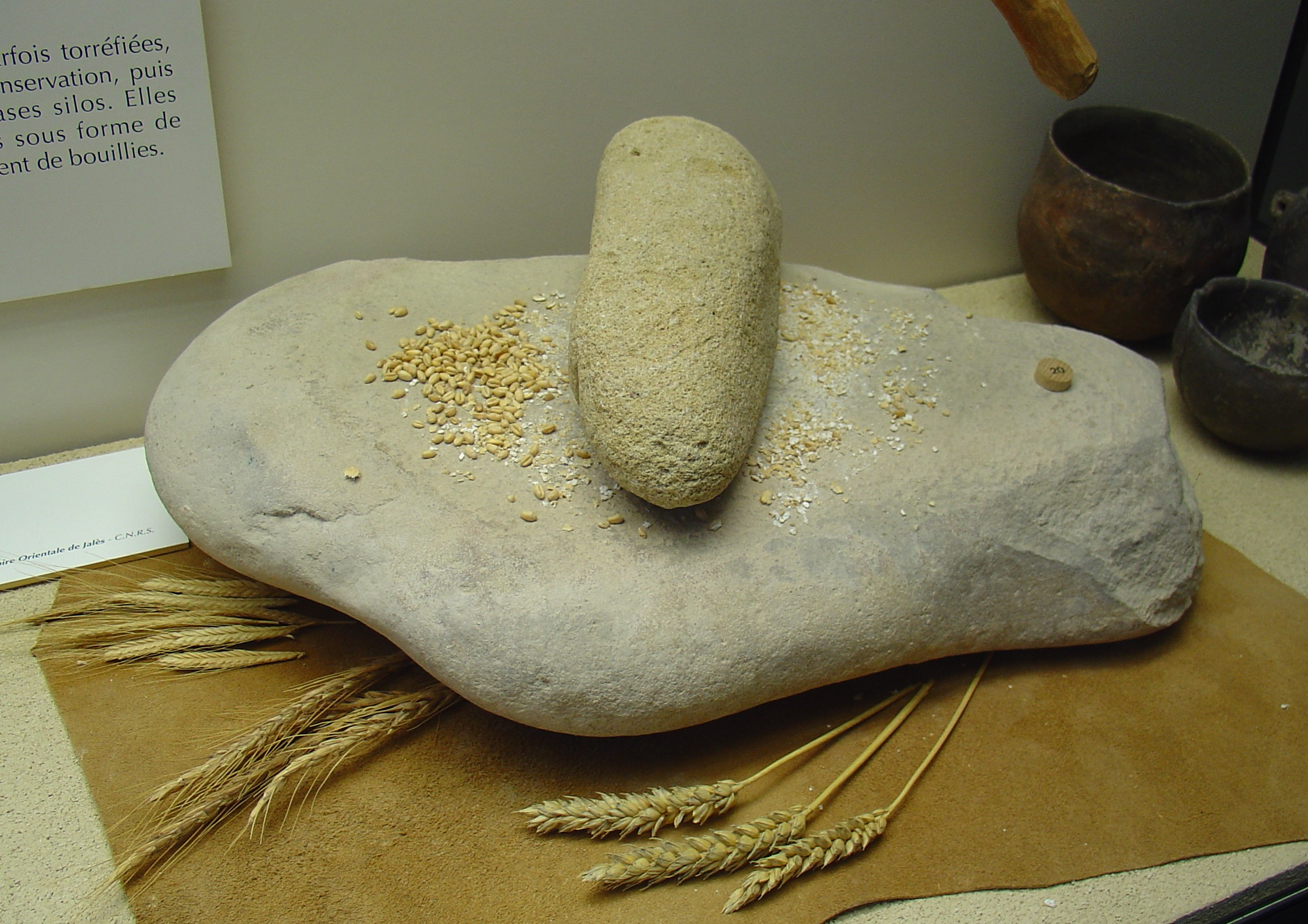
Meule et broyeur néolithiques. Orgnac (France).
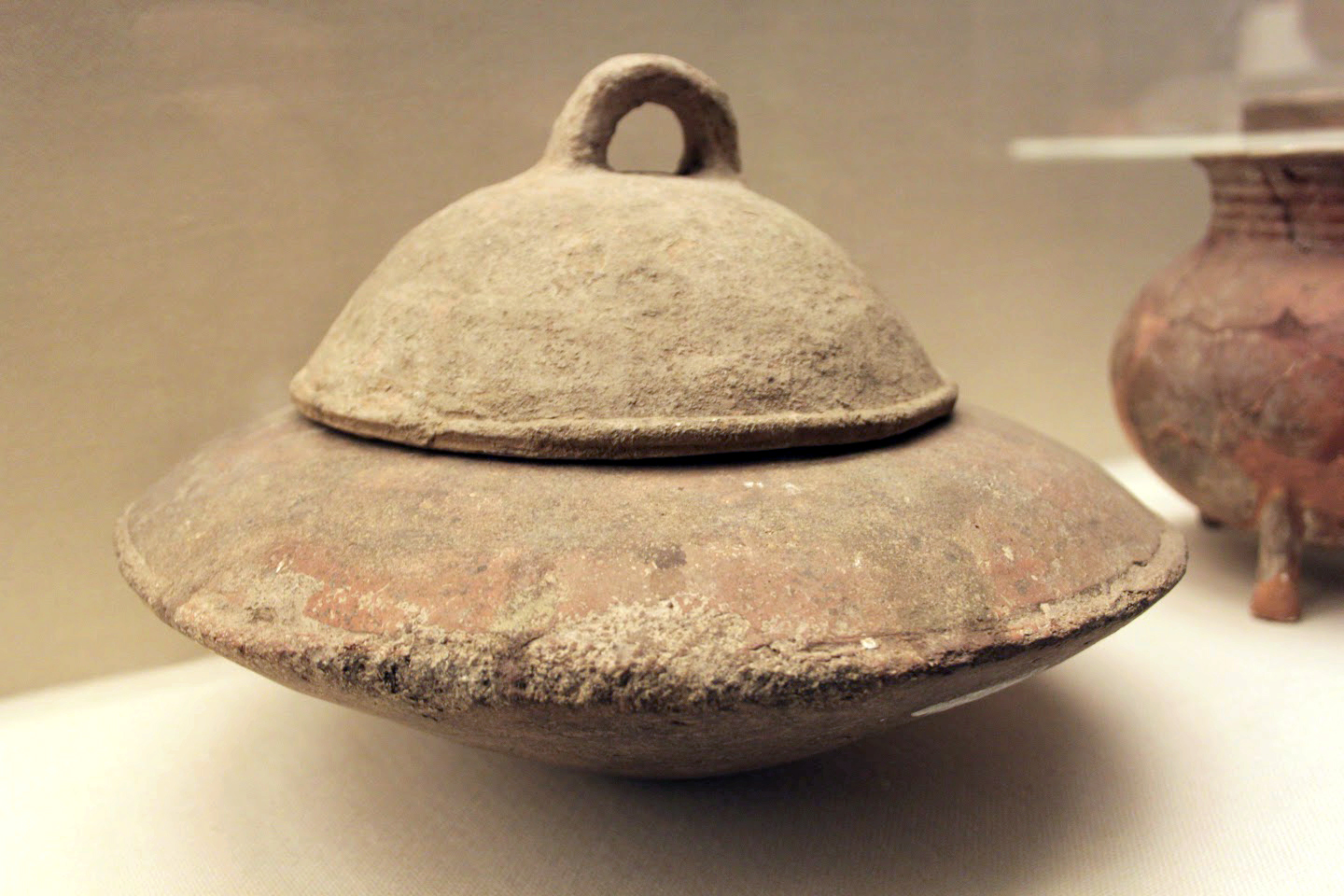
Marmite de terre cuite à couvercle, que l'on disposait sur un support tripode, au-dessus du feu. Culture de Yangshao (Chine). Musée provincial du Henan, Zhengzhou.
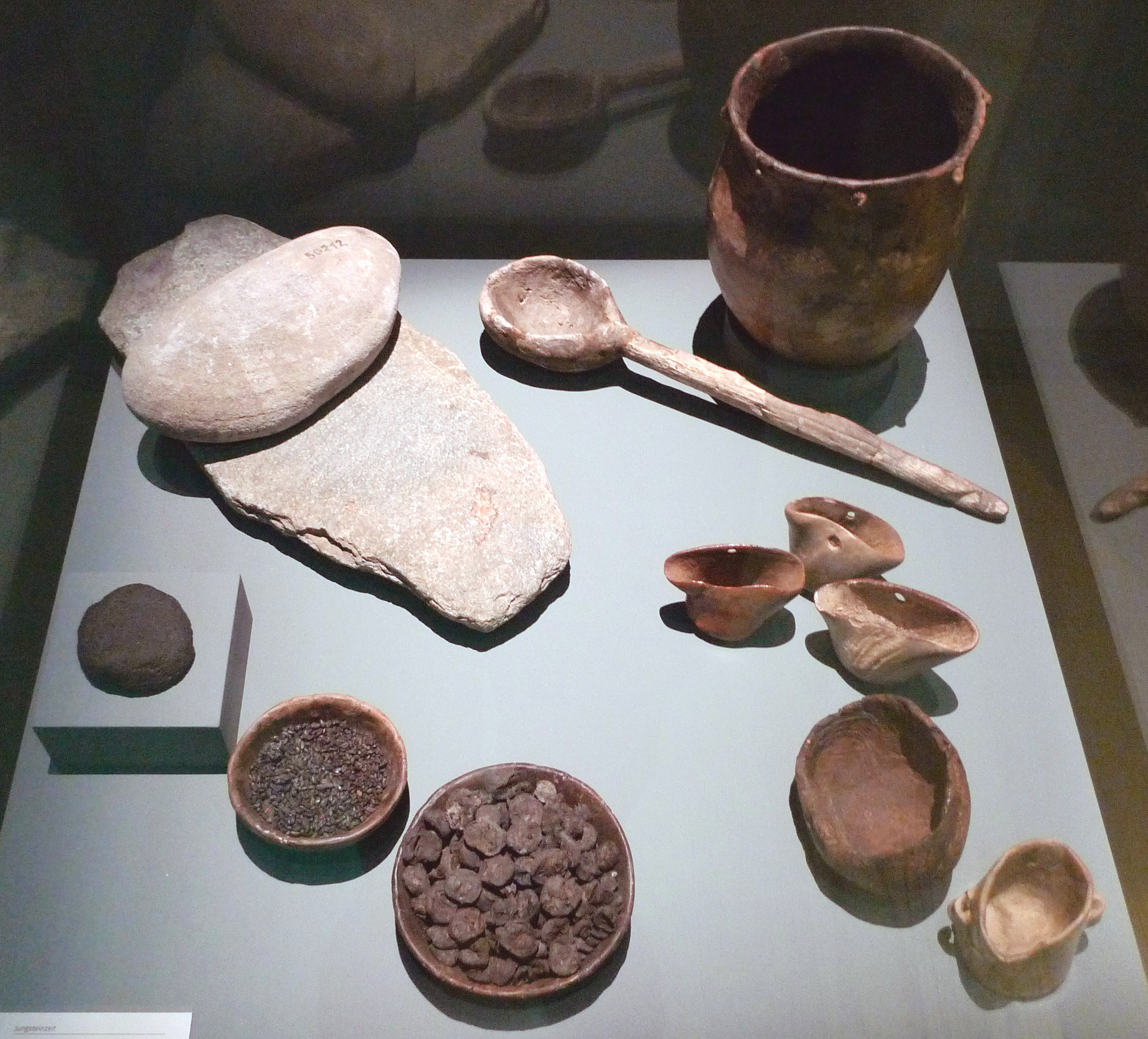
Cuisine néolithique : restes de repas avec pierre de meule et vaisselle en argile, bois et bois de cervidés. Musée de l'Homme de Néandertal, Mettmann, Allemagne.

#### Une meilleure alimentation?
Les chasseurs-cueilleurs des premiers temps de l'Holocène comme ceux du Mésolithique européen consomment souvent une très grande variété de denrées. Il est généralement admis que le développement de l'agriculture répond à un besoin d'avoir une source d'alimentation plus stable et fiable, directement disponible, ne serait-ce qu'en complément aux activités de collecte et de chasse, donc dans un contexte de diversification des stratégies de subsistance. Mais sur le long terme cela revient aussi à avoir une alimentation moins variée (reposant principalement sur des céréales) et potentiellement moins nourrissante, créant des risques de carence nutritionnelle et d'anémie que ne rencontrent pas forcément les sociétés de chasseurs-cueilleurs (voir plus bas),. D'un autre côté, le fait de combiner céréales et légumineuses, comme le font plusieurs des premiers systèmes agricoles, permet d'avoir un bon apport énergétique quotidien et l'ajout de fruits, de légumes et de tubercules fournit des compléments appréciables. Les céréales et légumineuses domestiquées au Proche-Orient semblent de plus avoir des rendements plus importants et des grains plus gros que les variantes sauvages, sans doute sous l'effet d'une sélection par les agriculteurs.

### Conséquences sanitaires et démographiques
L'apparition de l'agriculture a de lourdes conséquences sur la santé et la démographie : les gens du Néolithique n'ont pas forcément une meilleure santé que leurs prédécesseurs du Paléolithique, mais ils font beaucoup plus d'enfants et connaissent une croissance démographique soutenue, qui nourrit d'importants flux migratoires propageant à un rythme soutenu le mode de vie néolithique sur une grande partie de la planète.

#### Niveaux de santé
L'analyses des squelettes des gens du Néolithique a permis de procéder à des études sur leurs conditions de santé, et de les comparer avec celles des chasseurs-cueilleurs afin de déterminer si le passage à l'agriculture et au mode de vie néolithique a été bénéfique ou non de ce point de vue. Le constat est globalement négatif. Cela est d'abord lié au changement de diète. Comme vu plus haut, l'alimentation est moins diversifiée, avec plus de carences alimentaires pouvant causer des troubles de la croissance (une diminution de la stature en général). La primauté accordée aux céréales dans plusieurs sociétés expose plus leur population à des problèmes buccaux-dentaires comme les caries. Le tout peut causer le développement de certaines carences (en vitamines B et C, en fer). La vie sédentaire est dans l'ensemble moins hygiénique que la vie mobile : la densité des peuplements est plus grande et facilite la propagation des maladies transmissibles, ce qui est renforcé par la proximité avec les rongeurs, les larves et les animaux domestiques qui transmettent des maladies (zoonoses comme la tuberculose), aussi la contamination des points d'eau, voire de l'air en raison de la plus grande part des journées passée à l'intérieur de maisons. La mortalité est donc plus élevée chez les cultivateurs sédentaires que chez les chasseurs-cueilleurs mobiles, en particulier chez les enfants. Le développement de tâches physiques, souvent répétitives et dans des positions inconfortables (courbé, à genoux), pour les travaux des champs, le broyage des graines et le tissage entraîne un ensemble de troubles musculo-squelettiques. Ces constats généraux peuvent être nuancés : les situations sont très diverses, dans certains cas il semble aussi y avoir des améliorations, notamment sur le long terme quand la subsistance néolithique est mieux maîtrisée,,,.

#### Essor démographique
Malgré les aspects négatifs de la transition néolithique sur la santé, celle-ci s'est accompagnée d'une explosion démographique extrêmement marquée, qui s'observe partout, qui a pu être désignée comme une « transition démographique agricole » (J.-P. Bocquet-Appel). Cela est en partie le résultat de la sécurisation des ressources alimentaires due à l'adoption de l'agriculture à un niveau important, avec aussi un apport calorique plus important. Mais c'est en grande partie mis au crédit de l'adoption de la sédentarité, qui entraîne une forte augmentation de la fécondité : les observations ethnographiques ont indiqué que les chasseuses-cueilleuses avaient en moyenne des enfants tous les trois ou quatre ans, la mobilité prolongeant les temps de sevrage, tandis que les agricultrices en ont plus souvent, jusqu'à un par an. Cela est certes compensé par une très forte mortalité infantile (au moins un enfant sur deux n'atteignait pas l'âge adulte),,.
Les estimations de la croissance démographique sont approximatives et très variables d'un spécialiste à l'autre, mais donnent un ordre d'idée sur l'importance de l'essor démographique. La population mondiale de la fin du Paléolithique pourrait avoir été située autour de 6 millions de personnes, voire bien moins (les estimations vont de 1 à 10 millions pour v. 10000 av. J.-C.). Quand s'enclenche la transition néolithique, la croissance est plus marquée : autour de 7 millions vers 6000 av. J.-C. (de 5 à 10 selon les estimations), 30 millions vers 4000 (7 millions pour l'estimation la plus faible) et peut-être 100 millions vers 2000 av J.-C. selon l'estimation haute (mais seulement 27 millions pour l'estimation la plus basse). Au niveau régional, selon les estimations les plus hautes, la population du Proche-Orient aurait décuplé durant sa phase de néolithisation (précéramique), de 500 000 à 5 millions environ, celle de l'Europe aurait augmenté de 400 000 vers 7000 à 2 millions vers 4000. L'augmentation de la population de la Chine durant sa néolithisation pourrait être de 1 million jusqu'à 20 millions,.

#### Les migrations et la diffusion néolithique

Les directions des mouvements migratoires contribuant à la diffusion de l'agriculture depuis les principaux foyers, selon Diamond et Bellwood (2003).

Le boom démographique lié à la néolithisation nourrit de toutes aussi importantes migrations humaines. On sait désormais grâce à la multiplication des études génétiques que celles-ci sont les principales responsables de la propagation de l'agriculture et du mode de vie néolithique à l'échelle planétaire (une diffusion « démique »), alors que pendant longtemps il y a eu un débat pour savoir si la diffusion n'était pas faite en majeure partie par contacts et acculturations (une diffusion « culturelle » ; qui s'est sans doute produite dans certains cas, mais minoritaires). Le développement des communautés agricoles s'accompagne partout de mouvements de colonisation à des niveaux inconnus jusqu'alors, qui submergent dans la plupart des cas par leur nombre les sociétés de chasseurs-cueilleurs déjà présentes. Quant aux causes de ces mouvements migratoires, le plus intuitif est de supposer qu'ils sont dus à un trop-plein de personnes dans les zones agricoles, qui se déverse sur les régions voisines par manque de terres. Mais en réalité il ne semble généralement pas qu'il y ait eu de surpopulation et de surexploitation des régions d'origine des migrants. Des facteurs culturels et sociaux sont sans doute en jeu, et il est peu probable que les causes soient identiques partout. Il pourrait par exemple s'agir d'une manière d'éviter une croissance trop grande des groupes humains, qui posait divers problèmes d'ordre organisationnel voire des tensions sociales, en scindant les groupes à partir d'un certain seuil,,,.
Les études linguistiques ont depuis longtemps tenté de lier ce phénomène de diffusion de l'agriculture avec celle de familles de langues, en partant du principe que les grands mouvements migratoires responsables de l'expansion agricole étaient chacun constitués de populations parlant les mêmes langues. Cela permet notamment d'expliquer la diffusion des langues bantoues en Afrique, et les langues austronésiennes en Asie du Sud-Est, en Océanie et dans l'océan Indien. Dans d'autres cas, notamment l'Europe, il est plus complexe de faire coïncider l'expansion néolithique avec celui de groupes linguistiques (l'expansion des langues indo-européennes étant généralement considérée comme étant plus tardive),,,.

### Changements sociaux et politiques
L'apparition de l'agriculture est l'une des innovations les plus lourdes de conséquences de l'histoire humaine en ce qui concerne l'organisation sociale. La mise en place d'une nouvelle économie, le stockage, la sédentarité, l'augmentation de la population et de la taille des groupes humains entraînent diverses évolutions. Cela se repère au niveau des relations entre individus, de l'organisation de la production et de la possession des ressources, avec une plus grande diversité des rôles sociaux et l'émergence d'une stratification sociale, aussi le développement de réseaux d'échanges et d'interactions plus amples. Cela est souvent résumé comme une marche vers une plus grande « complexité » sociale, en admettant que les sociétés de chasseurs-cueilleurs soient moins complexes voire « simples », ce qui est contestable.

#### Familles et communautés

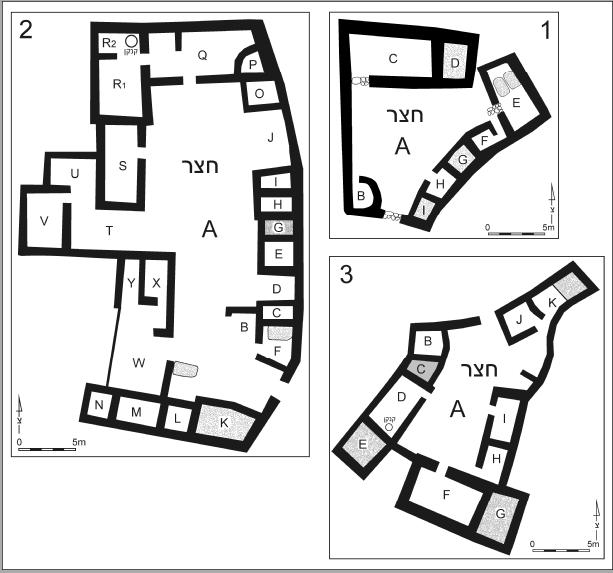
Plans de blocs résidentiels à cour de Sha'ar Hagolan (Israël). Cette organisation pourrait refléter un regroupement entre familles étendues (au niveau du bloc) et familles nucléaires (petites unités).

Bien qu'il soit impossible de reconstituer de manière précise les systèmes familiaux et sociaux du Néolithique, il est évident que le passage à une économie agricole a entraîné d'importants bouleversements. Les sociétés de chasseurs-cueilleurs telles qu'analysées par l'ethnologie sont généralement organisées dans des groupes de moins d'une centaine de personnes ayant des relations de parenté étendues, des « bandes », où les décisions sont prises de manière plutôt consensuelle et appliquées par une forme de pression sociale. Les travaux sont faits collectivement avec une répartition des tâches peu rigide, les ressources sont partagées suivant le principe de la réciprocité et dans la plupart des cas sans possibilité d'accumulation. En revanche les sociétés d'agriculteurs et de pasteurs sont organisées autour de familles et de tribus, qui fonctionnent comme des familles étendues, avec souvent une direction confiée aux chefs de famille, et des chefs tribaux voire des organisations encore plus hiérarchisées (clans et chefferies).
Bien qu'il soit probable que les sociétés néolithiques, en raison de leur diversité et de leur durée, aient connu des systèmes familiaux différents, il est généralement admis que dans la plupart d'entre elles la base est la famille nucléaire, de petite taille : un couple avec ses enfants (la monogamie est probablement le type d'union le plus courant, même si la polygamie a dû exister), et possiblement des parents, donc trois générations. L'existence de familles élargies est envisageable dans le cas de la culture rubanée européenne, qui présente des maisons allongées de très grande taille, même si la présence de maisons plus petites indique qu'il devait aussi y avoir des familles nucléaires. Cela peut s'expliquer par le fait que le cadre domestique est l'unité fondamentale de la production agricole : chaque famille a une maison et un lopin de terre voire des bêtes, qu'elle exploite et dont elle stocke les produits. Cela suppose aussi la mise en place de principes de propriété et d'héritage. Ce système a été la base du développement de l'économie agricole en plusieurs points de la planète (Proche-Orient, Chine, Mésoamérique, Europe) et a été suffisamment flexible et résilient pour permettre son expansion,,.
Ces familles évoluent souvent dans un cadre communautaire, comme l'indique le fait qu'elles sont généralement groupées dans des hameaux et des villages. La mise en place de l'économie agricole suppose en effet des mécanismes de solidarité et d'échanges assurant la pérennité du système par un partage des risques. Dans certaines communautés il faut envisager des formes collectives de travail et d'entreposage. L'existence d'espaces de travail collectifs en plein air, de constructions nécessitant la contribution de plusieurs familles (enclos et murailles, constructions monumentales, grands canaux) et les traces de rituels communautaires implique l'existence d'organisations communautaires (peut-être sous la direction de chefs, cf. plus bas). Celles-ci sont en mesure d'assurer une forme d'intégration et de cohésion du groupe, voire une identité collective, malgré les différences constatées entre résidences d'un même village,,. Il y a peut-être une des tensions entre ces différents niveaux. Le développement de maisons plus grandes et structurées avec le temps, aussi celles de cultes domestiques (consacrés aux ancêtres familiaux ?) qui s'observe au Proche-Orient, pourrait indiquer selon I. Hodder la montée en puissance et l'autonomisation des unités domestiques. Ces tensions pourraient aussi expliquer les scissions qui ont lieu au sein de groupes et les migrations qui en dérivent, participant au succès du modèle néolithique, mais aussi à l'accroissement des différences, des divisions et des inégalités.

#### Échanges et ensembles culturels
Les sociétés néolithiques sont certes ancrées dans un territoire, avec un phénomène de stabilisation des humains, qui permet la production agricole, l'accumulation de biens et de ressources, mais d'un autre côté elles voient le développement de réseaux d'échanges, structurés et réguliers, sur des distances de plus en plus longues, sur lesquels circulent des produits et des personnes. Ces circulations concernent avant tout des matières premières plutôt rares (voire exotiques) et de bonne qualité, les biens de prestige qui se retrouvent dans les sépultures des élites. Il s'agit notamment de coquillages, de certains types de pierres comme l'obsidienne ou le jade, ou des silex d'un aspect recherché, travaillés ou non, aussi des produits manufacturés spécifiques comme des céramiques à l'aspect, la forme et/ou le décor particulier, et des objets en métal. Des produits plus ordinaires peuvent également circuler, pour un usage pratique,,. Il faut envisager plusieurs formes de circulation de ces produits : des échanges individuels, avec des formes de troc, des échanges réciproques (dons et contre-dons), la redistribution de produits à partir d'un lieu de stockage, la présence d'intermédiaires (des sortes de marchands ou de colporteurs), et dans certains cas des artisans itinérants qui se déplacent là où se trouve la demande, ou la matière première. Il faut envisager que certains sites spéciaux aient pu servir de point de ralliement et de lieux d'échanges, notamment lors de sortes de « foires » accompagnant des fêtes religieuses et pèlerinages majeurs, par exemple au site de Poverty Point en Louisiane archaïque, qui a livré des biens venant de divers horizons lointains, certains sur plus d'un millier de kilomètres.
Il est courant qu'il y ait des zones géographiques où circulent de manière privilégiée certains types de produits, et un nombre notable d'objets retrouvés sur un site provient de lieux voisins. Le Néolithique voit plus largement la constitution de zones présentant des cultures matérielles relativement homogènes, partageant un ensemble de traits communs (dont une bonne partie relève de l'immatériel et des idées) qui sont couramment désignées comme des « cultures », bien que l'on emploie parfois d'autres termes voisins (comme « sphères d'interaction » et « koinè » au Proche-Orient). Ces ensembles sont définis par des critères tels que la manière de tailler ou polir les pierres, les types de céramiques, de parures, de résidences, un style artistique, des pratiques funéraires et rituelles, la subsistance, etc. Ils interagissent avec leurs voisins, au point que les limites de l'une à l'autre sont difficiles à tracer, peuvent s'étendre avec des migrations ou influencer (ou se faire influencer) par des acculturations, notamment lors des mouvements de « colonisation » et de diffusion du mode de vie néolithique, ou encore se subdiviser en sous-ensembles qui présentent des particularismes locaux. La question de savoir s'il y a des formes d'organisation ou des identités communes qui supportent ces ensembles, et comment fonctionnent les réseaux d'échanges qui les animent restent difficiles à déterminer. Il est en tout cas très hasardeux de chercher à faire coïncider ces ensembles culturels avec des groupes ethniques, car on connaît pour les périodes historiques de nombreux cas de sociétés multilingues et multiethniques ayant une culture matérielle homogène,.

#### Inégalités sociales
Les transformations des structures sociales dans les sociétés néolithiques se décèlent aussi par l'émergence de signes de hiérarchisation plus poussée entre les individus,,,. Les sociétés agricoles sont en effet bien plus marquées par les différences sociales que les sociétés de chasseurs-cueilleurs. Ces dernières, telles qu'observées par l'ethnographie, sont généralement égalitaires, ce qui veut dire qu'il y a peu de différences entre leurs membres et que les inégalités de statut sont faibles. Des chefs peuvent être désignés temporairement en fonction de leurs qualités personnelles (à la chasse, au combat, pour la guérison). Cela explique pourquoi il y a très peu de traces d'inégalités sociales dans les sociétés paléolithiques. La mise en place d'économies agricoles et pastorales conduit à l'apparition de terres cultivées, de troupeaux de bétail et de ressources stockées, qui peuvent être appropriés et accumulés par certains individus, créant des inégalités de richesse. L'autorité est aussi répartie de manière moins égalitaire dans les sociétés agricoles, car elle y est détenue prioritairement par des « chefs », qui sont en général les mêmes que ceux qui contrôlent le plus de ressources dans leur communauté,.

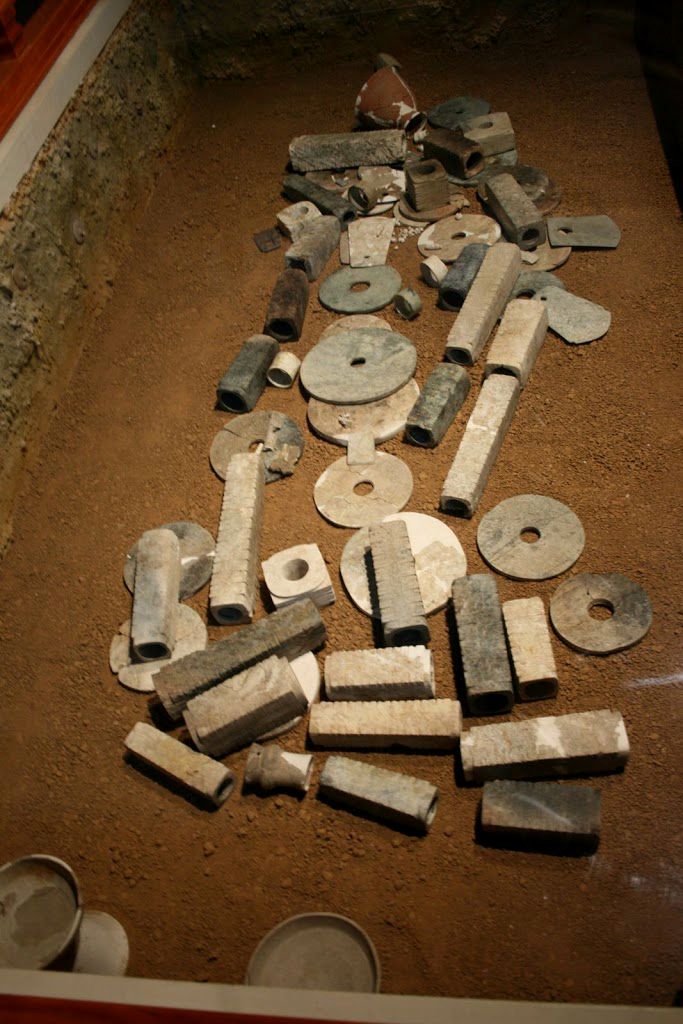
Un défunt enterré sous des objets de prestige en jade. Tombe de l'élite de la culture de Liangzhu, Néolithique final du Yangzi en Chine. Musée de Nanjing.

Les changements se repèrent en plusieurs endroits, certes à des rythmes et des degrés divers. Les principaux marqueurs archéologiques du creusement des inégalités sont l'apparition de sépultures d'individus plus importants, qui se singularisent par leur taille monumentale et la qualité des objets qui accompagnent les défunts dans la mort, et l'apparition de structures monumentales et d'entreprises collectives (constructions, migrations, aussi des festivités), dont on considère qu'elles sont souvent faites sous la direction de « chefs » qui exercent un pouvoir sur les autres et le manifestent par plusieurs moyens (notamment dans le cadre d'une compétition contre d'autres chefs). Les signes se décèlent plutôt dans les phases moyennes et récentes du Néolithique : au Proche-Orient certains objets particuliers comme les colliers en dentale (des coquillages) et de l'obsidienne pourrait être des éléments de distinctions des élites, mais l'identification de chefs passe plutôt par le repérage de projets collectifs qu'ils auraient organisé ; dans la Chine de la culture de Hongshan les élites se font enterrer avec des objets rituels en jade (notamment des figurines), à proximité de structures monumentales qui servent de sanctuaire ; dans l'Europe atlantique des tombeaux mégalithiques avec des objets de prestige (comme les haches en jadéite) honorent les défunts,.
La nature des organisations socio-politiques et le degré des inégalités dans les sociétés néolithiques sont discutés. Certains considèrent qu'il y a des structures désignées comme des « chefferies », qui sont classiquement vues comme moins « complexes » que l’État (qui apparaît après la fin du Néolithique), d'autres en revanche refusent ce terme pour ces périodes, et peuvent envisager des formes d'organisation moins inégalitaires (du moins avant les dernières phases du Néolithique),. L'apparition de chefs suppose aussi celle d'« obligés » qui font allégeance au chef et consentent d'être dirigés et dominés tout en captant une part de leur autorité et de leur richesse, et de personnes humbles voire d'esclaves (pour dettes ?) qui subissent une domination plus brutale,. Les sociétés néolithiques sont plutôt considérées comme des sociétés à « grands hommes » (Big Men), où les positions éminentes restent liées aux accomplissements personnels, et pas à l'hérédité, et ne durent pas. L'émergence d'une élite sociale à proprement parler se fait quand la position se transmet au sein d'une même famille et s'institutionnalise. Mais un tel basculement, qui ne semble se produire que dans un nombre de cas limités, quand des circonstances particulières sont réunies, reste difficile à repérer pour des périodes préhistoriques. Selon K. Flannery et J. Marcus il surviendrait en Mésopotamie à la fin du VIe millénaire av. J.-C. et au Mexique et au Pérou vers la fin du IIe millénaire av. J.-C.. Il faut prendre en considération la présence de mécanismes faisant contrepoids et opposant une résistance aux tendances à l'accroissement de la compétition entre individus, de l'accumulation de richesses et du pouvoir. Des moments d'augmentation des inégalités visibles sont suivis par des périodes où cela disparaît, comme cela s'observe dans la région de Varna en Bulgarie après la période des riches sépultures. Quelles qu'en soient les causes, tout ce passe comme si les pouvoirs forts ne parvenaient pas à ces époques à s'imposer durablement,.
Il y a néanmoins bien sur le très long terme une tendance à l'accroissement des inégalités, malgré la récurrence des phases de reflux. Les périodes finales du Néolithique et le Chalcolithique (ou le début des ères formatives américaines) sont marquées dans plusieurs régions par des signes plus visibles d'une hiérarchisation sociale, voire d'une domination héréditaire. Certaines de ces sociétés semblent même très stratifiées. Le grand cimetière de Taosi en Chine (culture de Longshan, v. 2600-2000 av. J.-C.) comprend plusieurs types de sépultures en fonction de leur taille et de leur matériel. Les plus importantes, constituant seulement 1 % du total fouillé, ont livré la majeure partie du matériel funéraire dégagé sur le site (100-200 objets de prestige par tombe, parfois plus) et semblent être celles d'une « noblesse » locale qui concentre l'essentiel des richesses et vit dans des grandes demeures (des « palais ») situées à l'écart du reste de la population. Les plus petites, 87 % du corpus, comprennent au mieux un ou deux petits objets, et très souvent rien, servant pour la population humble, qui vit dans des petites maisons semi-enterrées ou des abris creusés dans le sol,. Cela prépare l'accroissement des différences sociales, et l'émergence de l’« État » (archaïque), qui se produit de manière indépendante dans six régions de la planète (Mésopotamie, Égypte, Chine, Indus, Mésoamérique, Pérou côtier).

#### Violences et conflits

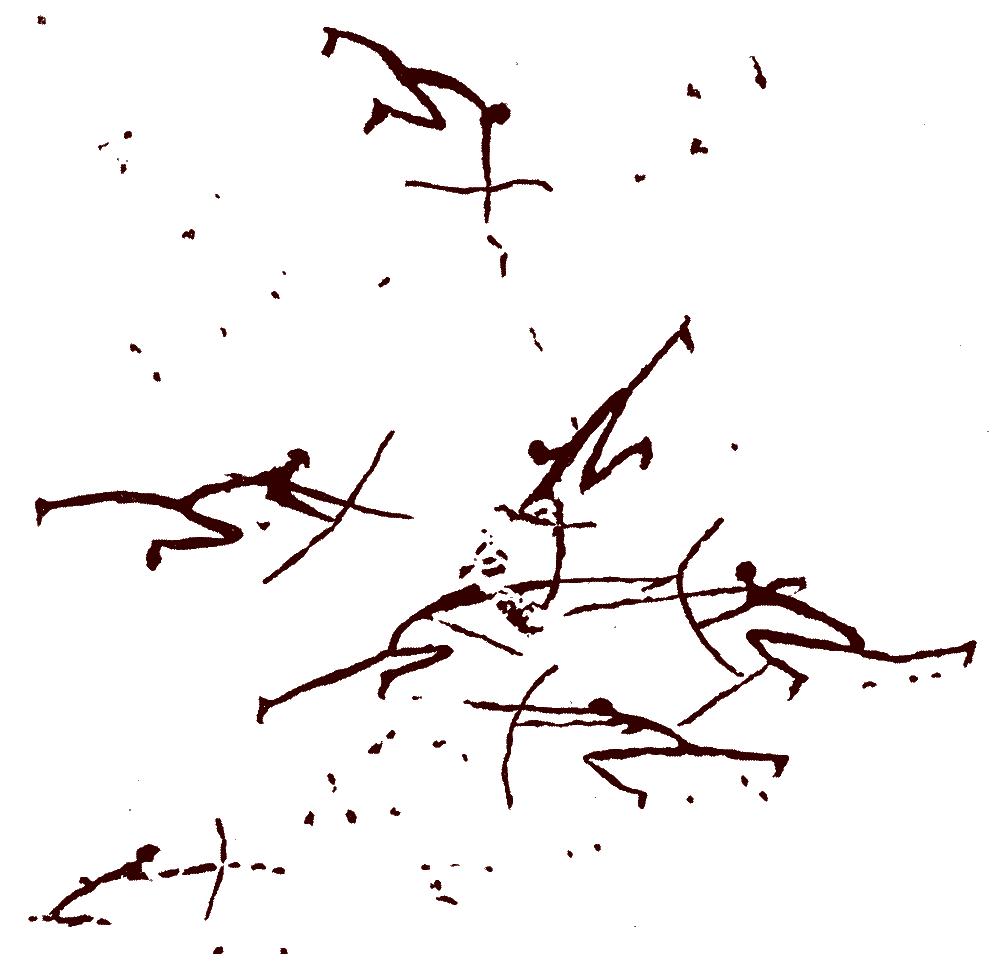
Combat d'archers, peinture d'un abri de Morella, Espagne, v. 5400-5200 av. J.-C.

Les sociétés du Néolithique présentent également plus de traces de violences que celles des périodes antérieures (sans pour autant que le phénomène ait été absent auparavant). Cela est probablement lié à l'accroissement de la population, du peuplement, qui créent notamment plus de potentialités de conflits territoriaux, à la volonté de s'approprier des surplus de ressources qui sont désormais stockés, également à la croissance des inégalités et des rivalités entre chefs,,,. Les témoignages de violences proviennent surtout de l'Europe néolithique. Les marques de traumatismes portées par des centaines de squelettes sur d'autres sites de cette partie du monde confirment qu'il y a eu, non seulement des violences interpersonnelles, mais aussi des guerres entre groupes et à l'intérieur d'un même groupe. Dans les îles Britanniques, 8,5 % des 350 crânes d'une sépulture portaient des traumatismes, et 24,5 % de 106 autres ; au Danemark, 16,9 % de 261 crânes ; en Suède, 9,4 % de 117,. Parmi les exemples de violence de masse, la fosse commune de Talheim (Allemagne, culture rubanée) a livré les restes d'une trentaine d'individus, dont des femmes et des enfants, dont la majorité avait reçu des coups mortels avec des haches en pierre polie, sans doute à l'issue d'un conflit entre groupes « néolithiques » (même s'il est possible qu'il y ait eu à cette période des affrontements entre agriculteurs et chasseurs-cueilleurs). La guerre a donc pu jouer un rôle important dans ces premières sociétés agricoles européennes, même s'il ne faut pas pour autant envisager un état de conflit permanent, et qu'il semble que les mécanismes de régulation non-violente des tensions et des rivalités, reposant sur des connexions voire des formes de coopération et d'alliances, aient fonctionné en temps normal. Au Proche-Orient, la documentation sur les violences est en revanche très limitée, mais cela ne veut pas dire que le Néolithique de cette partie du monde a été pacifique. En Chine, plusieurs sites néolithiques témoignent de l'existence de conflits menés suivant la coutume des « chasseurs de têtes », qui décapitent leurs victimes pour conserver leur tête en trophée ; Honghe (Heilongjiang, v. 2400-2100 av. J.-C.) a livré les restes d'un quarantaine d'individus décapités, dont 32 femmes et jeunes gens qui semblent avoir été tués lors d'un même massacre.

#### Hommes et femmes

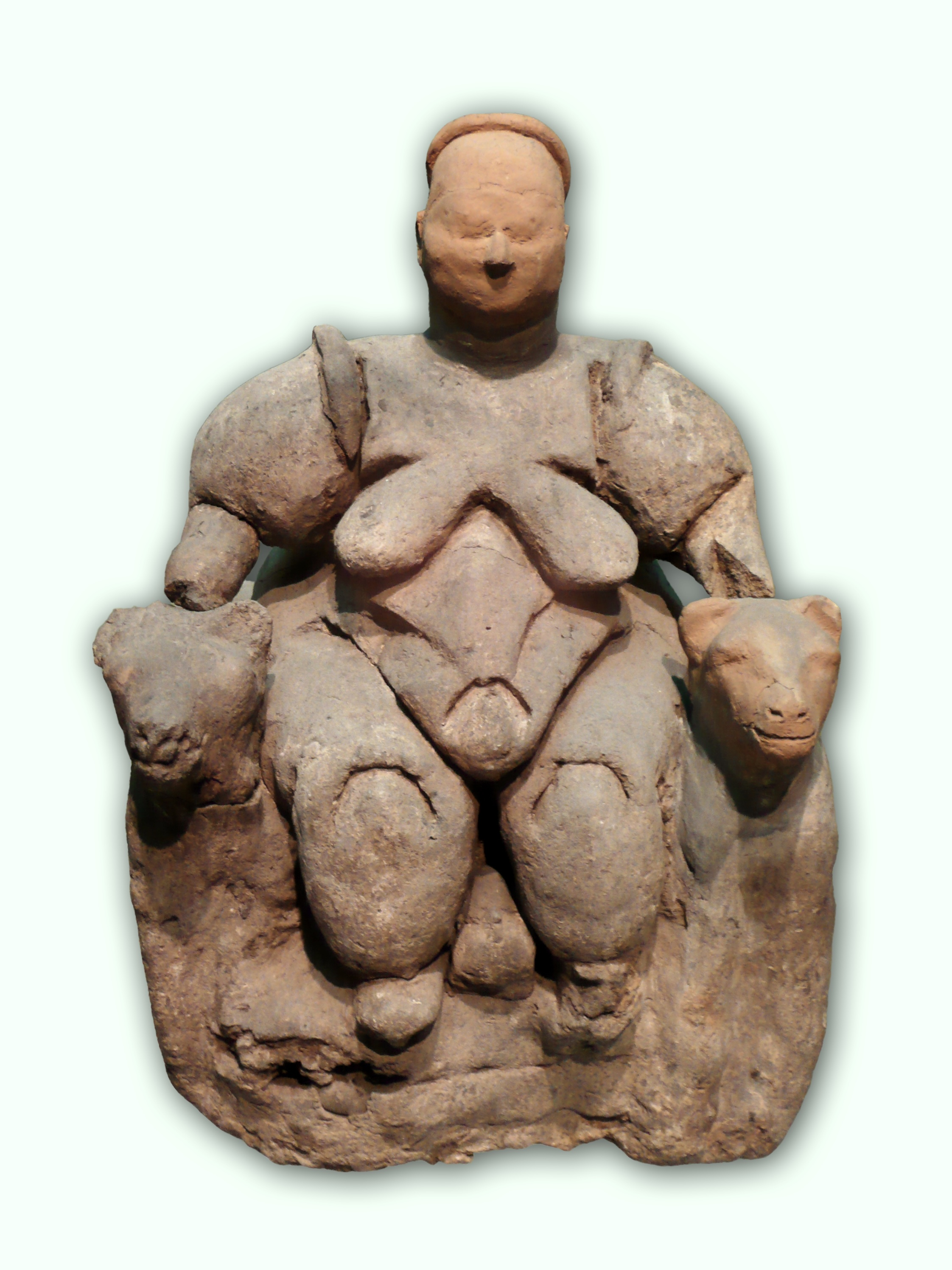
Statuette féminine de Çatal Höyük (Turquie). Musée des civilisations anatoliennes d'Ankara. Ce type de représentation de femmes aux formes voluptueuses, répandu dans plusieurs cultures néolithiques, est traditionnellement interprété comme le témoignage du culte d'une déesse nourricière voire d'un matriarcat. Mais elles peuvent être interprétées comme le reflet d'un regard masculin sur le corps féminin et la sexualité, donc de la domination masculine,.

Pour ce qui concerne les rapports entre hommes et femmes, le Néolithique a pu être présenté de différentes manières, tantôt comme une période de plus grande distinction et de dégradation de la condition féminine, les femmes étant progressivement reléguées dans les maisons, tantôt comme une phase de coexistence harmonieuse entre les deux, voire comme une période de matriarcat,. Les études ethnographiques indiquent que la domination masculine (souvent patriarcale) est une règle quasi-universelle, et il est généralement admis que cela concernait déjà les sociétés néolithiques. Concernant la répartition des tâches, en général se retrouve chez les chasseurs-cueilleurs une répartition où la chasse (et la pêche) est l'apanage des hommes et la collecte celui des femmes. Dans les sociétés agricoles les hommes font les travaux de défrichement et de travail de la terre, les femmes s'occupent des cultures, les deux participent à la moisson/récolte. Les tâches domestiques telles que la transformation de la nourriture et la cuisine, ainsi que le tissage voire la céramique, sont des tâches féminines. Les hommes poursuivent souvent une activité de chasse et de pêche, et font la guerre, activités jugées plus prestigieuses, qui se conjuguent avec le fait qu'ils disposent la plupart du temps des positions d'autorité,,.
Constater cela sur les sites archéologiques est une affaire complexe, et les analyses révèlent des situations diverses. Parmi les études sur les phases de transition de la prédation à la production, dans l'Amérique du Nord orientale, la situation des femmes semble s'améliorer avec l'introduction de la production de nourriture dont elles s'occupent, mais l'introduction de la culture du maïs, plus harassante, semble se faire à leur détriment, alors que les hommes conservent leur rôle de chasseur et de pêcheur et restent en meilleure santé. En revanche chez les chasseurs-collecteurs-pêcheurs devenus agriculteurs à Khok Phanom Di en Thaïlande, la réduction du rôle de la pêche entraînerait une réduction du rôle des hommes et aussi de leur robustesse, alors que les femmes prendraient un rôle plus important et développent leurs muscles (pour la poterie ?). Pour l'Europe néolithique, la domination masculine ressort de diverses études. C'est notamment le cas de celles portant sur la culture rubanée qui est relativement bien documentée sur ce point, grâce à de nombreuses sépultures. Parmi celles-ci se distinguent en particulier des hommes inhumés avec des herminettes,qui servent pour le travail du bois, la boucherie et aussi le combat, qui seraient dans ce contexte les activités masculines les plus valorisées. Les sociétés européennes reposent sur l'ascendance paternelle (patrilinéarité), et les femmes quittent leur communauté de naissance pour aller vivre chez leur époux (exogamie et patrilocalité). Cela a été confirmé dans le cas de la Nécropole des Noisats à Gurgy (France, v. 4700-4300 av. J.-C.), où l'analyse génétique des défunts a permis de reconstituer un arbre généalogique indiquant que la communauté descendait d'un ancêtre masculin dont les descendants masculins ont continué à vivre sur place, en prenant des épouses dans des communautés extérieures. Dans les arts rupestres du Levant espagnol et des Alpes, les hommes et les tâches masculines (chasse, guerre, labours) sont clairement mis en avant et les femmes peu représentées. Il existe cependant quelques tombes féminines remarquables, comme une retrouvée dans la tholos de Montelirio en Andalousie, indiquant que certaines femmes pouvaient accéder à la sphère du pouvoir : pour cela, le statut social joue sans doute un rôle plus important que le genre. De riches tombes féminines indiquant une position sociale voire politique éminente se trouvent également sur des sites néolithiques de Thaïlande, comme celle de la « princesse de Khok Phanom Di » (v. 1700 av. J.-C.), accompagnée dans sa mort par plus de 120 000 perles de coquillages et de la poterie fine,. Dans le Néolithique proche-oriental, les études tendent à empêcher les généralisations, car elles montrent des situations contrastées selon les lieux et les périodes. Certaines études ont conclu que les femmes étaient plus tournées vers les tâches domestiques, notamment le broyage des grains et le tissage, et y consacraient de plus en plus de temps, mais d'autres ont conclu il n'y avait pas d'indication claire de l'existence de répartitions rigides des tâches et de hiérarchies entre femmes et hommes,.

### Mentalités, rites et arts

#### Visions du monde et valeurs
Le processus de néolithisation apporte d'importants bouleversements, qui incitent à se demander pourquoi les humains ont changé de monde de vie, ce qui donne une grande importance à l'analyse des mentalités. C'est un temps d'expérimentations et d'innovations, de tentatives qui réussissent et qui échouent. Importe également le sens qu'on leur donne à ces innovations : « la néolithisation a été possible parce que les populations (et des hommes en particulier) y étaient « prêtes », en étaient « capables » à tous points de vue, mais aussi parce que la société à laquelle elles appartenaient lui a donné un sens plus ou moins rapidement, porté par des valeurs et des croyances » (A. Lehoërff). La transmission culturelle, pour l'apprentissage et la transmission des savoirs, est également cruciale. Elle permet de créer une dynamique cumulative qui rend possible d'autres innovations, à commencer par celles dans les domestications et les pratiques agricoles.
Le Néolithique est vu comme une période de changement des croyances et du rapport au monde, parce que les domestications des animaux et des plantes par les hommes introduisent une forme de rapport de domination avec la nature. Il a été proposé par J. Cauvin que ce changement du mode de pensée soit antérieur au processus de néolithisation, une « révolution des symboles » qui serait à l'origine de la révolution néolithique au Proche-Orient. L'origine de l'agriculture serait alors l'« inauguration d'un comportement nouveau des communautés sédentaires face à leur milieu naturel » et l'élevage le produit d'« un désir humain de domination des bêtes ». Ce modèle qui suppose que les humains se soient pensés agriculteurs avant de le devenir n'a pas vraiment été suivi tel quel, puisqu'il est généralement considéré que les changements de mentalités accompagnent le processus de néolithisation plutôt qu'ils en sont le déclencheur,. Il n'explique pas non plus l'origine de la révélation idéologique qui aurait entraîné l'apparition de l'agriculture. Mais à la suite de ces propositions l'étude de l'idéologie et de la religion au Néolithique a pris plus d'importance. Néanmoins d'autres considèrent que l'idée de domination de la nature, et à plus forte raison celle d'opposition entre le sauvage et le domestique, ne sont pas forcément universelles, ni déjà présentes dans l'esprit des gens du Néolithique,.
En tout état de cause, la mise en place d'une économie reposant sur l'agriculture et l'élevage et non plus sur la chasse, la pêche et la cueillette suppose non seulement un grand changement de pratiques, mais aussi de mode de pensée et de système de valeur. L'ethnographie a permis de relever plusieurs différences sur ces points entre les chasseurs-cueilleurs et les agriculteurs, qui pourraient refléter celles des « Mésolithiques » et des « Néolithiques » et donc les évolutions qui ont accompagné la néolithisation. Selon A. Barnard (qui part de cas d'adoption de l'agriculture par des chasseurs-cueilleurs qui ont été observés en Afrique australe), les chasseurs-cueilleurs mobiles ont tendance à valoriser le fait de consommer immédiatement et de partager les ressources, tandis que les agriculteurs sédentaires ont tendance à valoriser le fait de retarder la consommation, d'accumuler des ressources et de les réserver à soi et à ses proches. Les premiers accordent aussi une grande importance à l'appartenance au groupe et au respect de la volonté de la communauté, tandis que les seconds favorisent le leadership, le statut social élevé et l'initiative individuelles. Ils divisent la société par la parenté et des groupements tels que les tribus, considèrent la terre comme une source d'autorité et de richesses aliénables (alors qu'elle est sacrée et n'appartient à personne pour les chasseurs-cueilleurs), et valoriseraient plus l'inégalité, l'assimilant à la capacité d'accumuler, de réussir et de rivaliser. Existent aussi des différences dans la perception du monde animal, plus proche pour les chasseurs-cueilleurs, plus lointain et étranger pour les agriculteurs. Le rapport au temps est également différent chez les agriculteurs dont la vie est rythmée par les travaux des champs, et les collecteurs qui consacrent moins de temps à leur subsistance et valorisent plus le temps libre. Il est néanmoins risqué de généraliser ces tendances et des les appliquer à toutes les sociétés néolithisées ou en voie de néolithisation : il a été observé que le mode de pensée de chasseurs-cueilleurs est présent dans certains groupes adoptant l'agriculture à petite échelle et conservant encore des pratiques de collecte ; tandis que des chasseurs-cueilleurs « stockeurs » ont mis en place des procédés d'accumulation, en débouchant dans plusieurs cas (mais pas systématiquement) sur des systèmes inégalitaires. La transition serait du reste progressive et le changement serait plutôt observable quand l'agriculture devient sur le long terme la base de la subsistance. Quoi qu’il en soit, dans le domaine des mentalités aussi la néolithisation entraîne des changements fondamentaux,,.

#### Rituels et espaces sacrés
L'identification de cultes religieux durant le Néolithique est relativement complexe. Il est notamment difficile de déterminer quels sont les objets des rites observés par l'archéologie, et éventuellement les êtres surnaturels auxquels ils sont consacrés. Il y a trois principales possibilités :
- des esprits de la nature, qui se trouvent dans des êtres vivants et éléments naturels, donc ce qui est couramment rangé dans les croyances de type « animiste » (qui regroupe en fait des croyances et pratiques de type très divers), et souvent relié à des rituels de type chamanistique[434] (proposés par exemple pour l'Anatolie du sud-est[435] et en Chine centrale[436]) ;
- des esprits des ancêtres, donc des défunts qui font l'objet d'une vénération parce qu'on considère qu'ils exercent un pouvoir depuis l'au-delà, et qui participent à l'identité des groupes de parenté ; il est généralement admis que ce type de culte des ancêtres est très courant dans les sociétés néolithiques[434],[437] ;
- des divinités à proprement parler, donc des figures plus impersonnelles[434], notamment une « grande déesse » ou « déesse-mère » (à la suite de M. Gimbutas) qui incarnerait un principe féminin ; cette interprétation a été remise en cause[438],[439], et selon J. Guilaine il est possible qu'il faille plutôt rechercher l'origine des divinités dans le culte des ancêtres[440].

À défaut de savoir la finalité exacte d'un rite, qui de toute manière peut avoir plusieurs fonctions à la fois, on identifie pour le Néolithique différents lieux qui sont manifestement investis d'un caractère sacré et servent au déroulement de rituels. Les sites naturels particuliers, ayant souvent un caractère exceptionnel, comme des grottes, des promontoires, des sources ou des espaces boisés, servent de lieux de culte comme c'était déjà le cas au Paléolithique. Le développement de l'architecture fait émerger des bâtiments rituels, construits par l'homme, qu'ils soient érigés à l'extérieur des villages dans des centres cérémoniels servant de lieux de pèlerinage, ou à l'intérieur de ceux-ci, au cœur de la communauté villageoise. Des espaces rituels se trouvent aussi dans des espaces funéraires et à l'intérieur de maisons,.
Les débuts du Néolithique au Proche-Oriental est caractérisé par l'apparition de bâtiments rituels, en particulier dans l'Anatolie du sud-est avec un ensemble de sites présentant des constructions avec des piliers en "T", le mieux connu étant Göbekli Tepe, construit à partir de 9500 av. J.-C. pour servir de lieux de rassemblement et de fêtes, également dans un contexte résidentiel à Nevalı Çori, et d'autres bâtiments spéciaux. Parmi eux, le bâtiment aux crânes de Çayönü qui comprenait de nombreux ossements humains, notamment des crânes, renvoyant au « culte des crânes » attesté sur plusieurs sites néolithiques proche-orientaux (notamment à Ain Ghazal en Jordanie),. Par la suite à Çatal Höyük en Anatolie centrale, les espaces rituels sont situés dans des résidences, ce qui pourrait indiquer l'essor de cultes familiaux et le déclin des rituels collectifs.

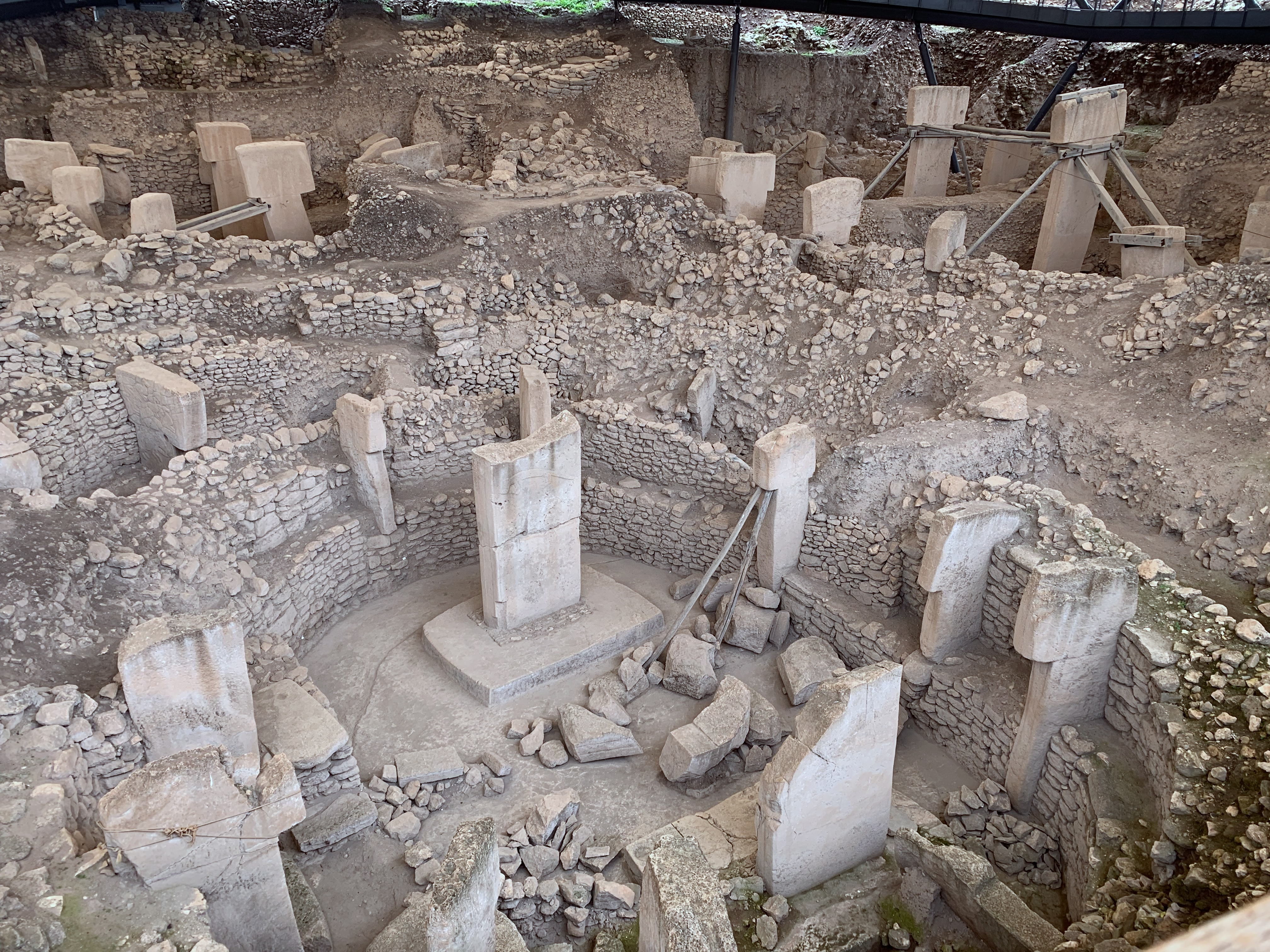
L'enclos C de Göbekli Tepe, avec ses piliers.
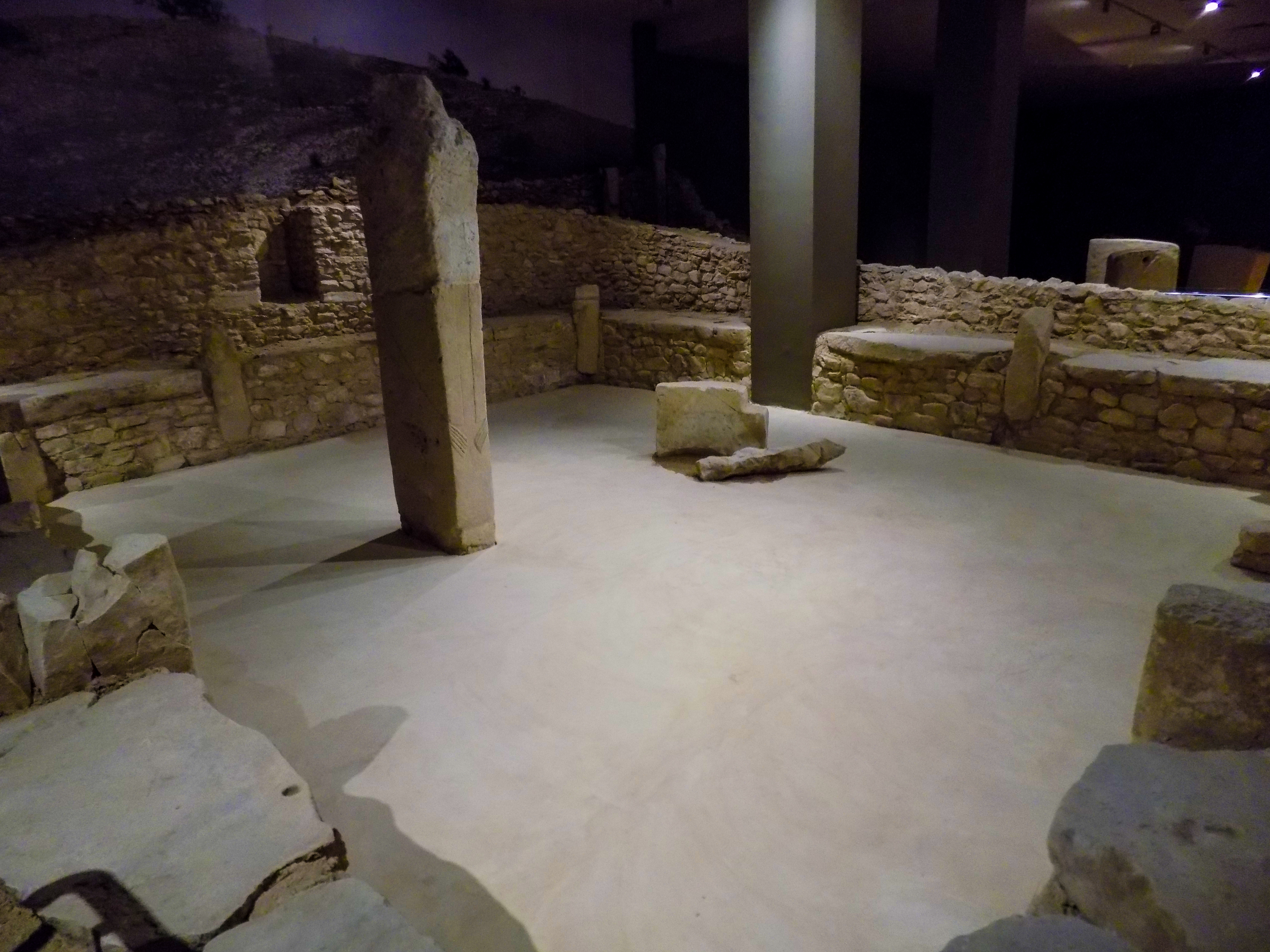
Reconstitution du sanctuaire de Nevalı Çori au musée archéologique de Şanlıurfa.
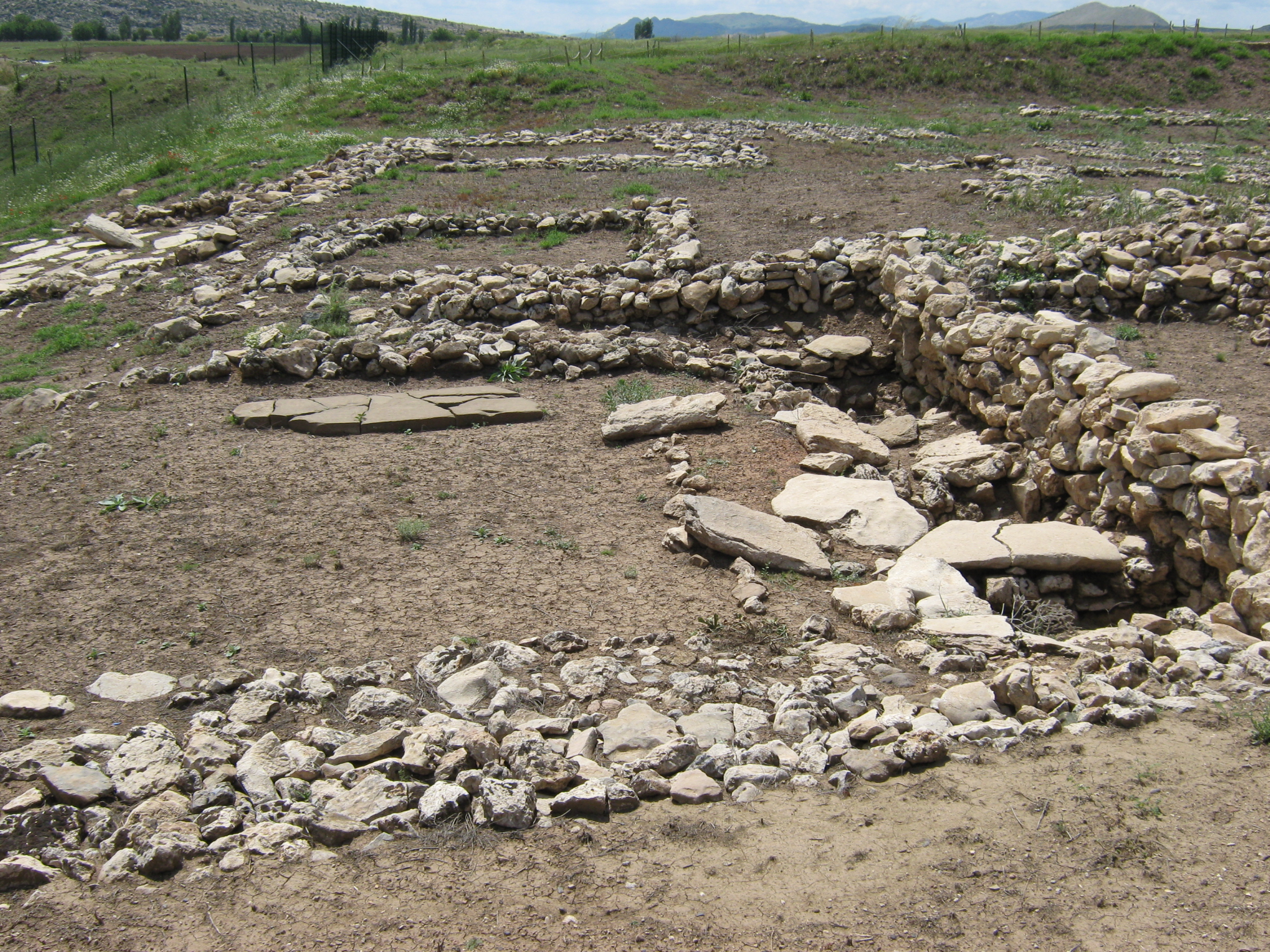
Vestiges de la « maison des crânes » (skull-building) de Çayönü.
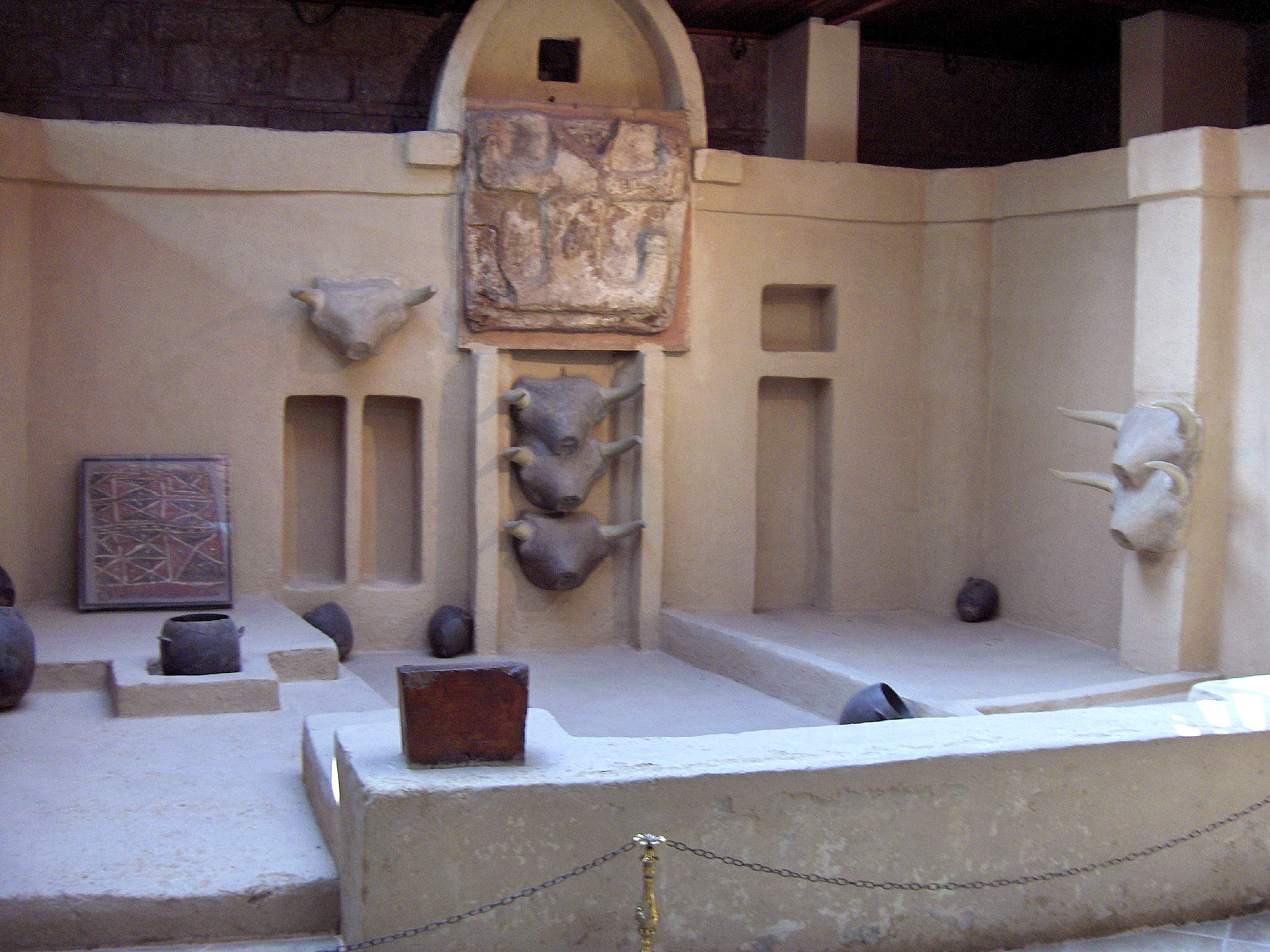
Reconstitution du « sanctuaire » du niveau VI de Çatal Höyük, en fait un lieu de culte dans une maison. Musée des civilisations anatoliennes, Ankara.

Les évolutions vers des sites rituels de plus en plus élaborés se repèrent aussi au Mexique, notamment dans la région d'Oaxaca : des chasseurs-cueilleurs de l'époque archaïque ont aménagé dans le site de plein-air de Geoh-Shih (v. 6600 av. J.-C.) un espace allongé soigneusement nettoyé et délimité, peut-être une piste de danses rituelles ; la grotte de Coxcatlan (v. 5000 av. J.-C.) a livré les restes de deux enfants sacrifiés, décapités et cannibalisés, aux côtés de paniers contenant des restes végétaux, peut-être la trace d'un rituel lié à des bonnes récoltes ; encore plus tard au début de l'ère formative quand sont apparus les villages, celui de San José Mogote (v. 1600 av. J.-C.) comprenait un bâtiment rituel avec des banquettes, peut-être une maison servant aux rites d'initiation des jeunes hommes.
Le Néolithique de l'ouest européen est caractérisé par son architecture mégalithique, qui sert notamment pour des sites rituels. Le plus connu est Stonehenge en Angleterre, avec son cercle de pierres, aménagé à partir de 3000 av. J.-C., qui semble lié à des cultes du solstice d'hiver et d'été, peut-être aussi à des ancêtres,. D'autres constructions rituelles remarquables sont les temples mégalithiques de Malte, qui pourraient être des lieux de cultes ancestraux dirigés par un clergé bénéficiant d'un statut social éminent.

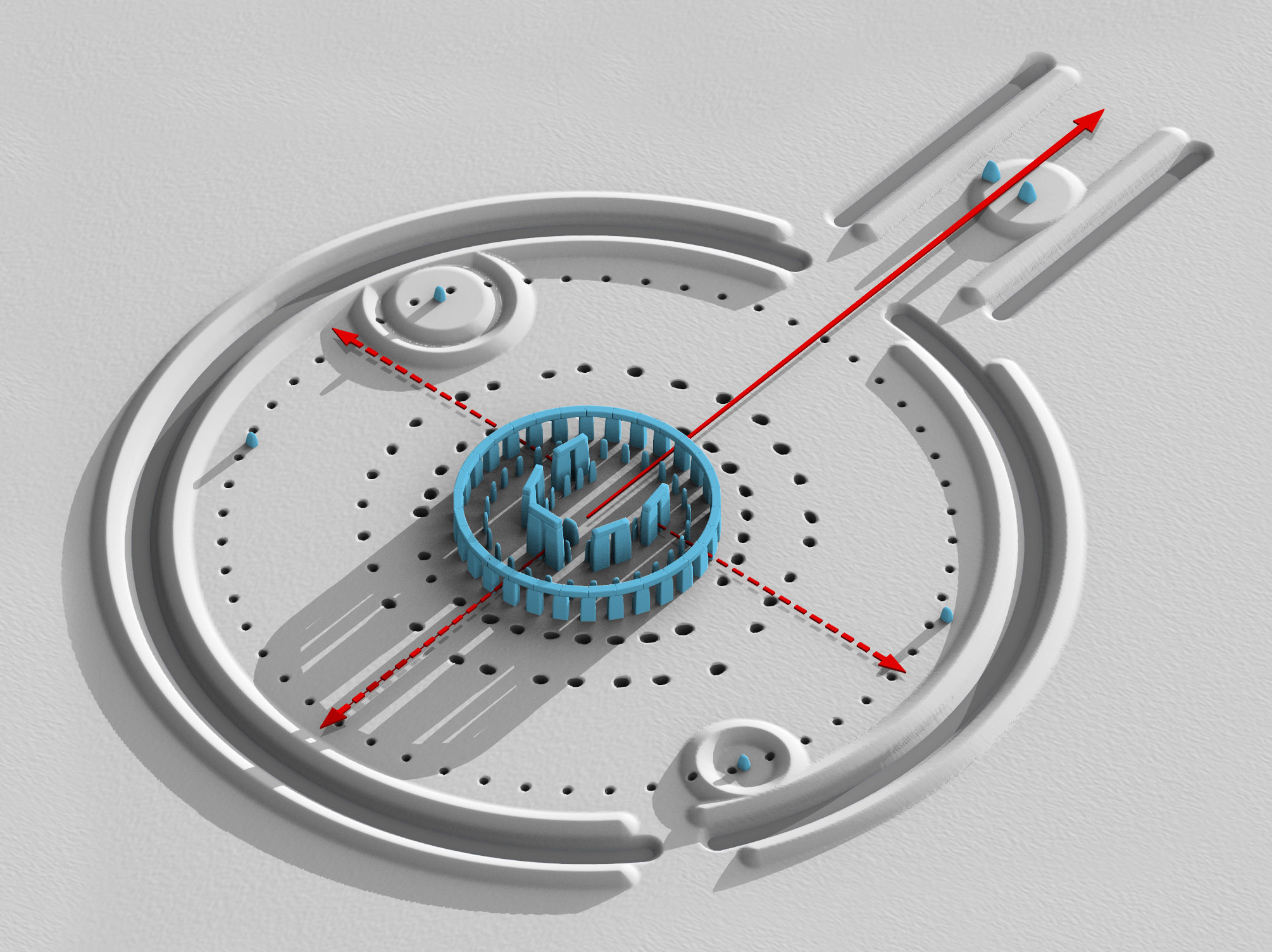
Modélisation 3D et rendu numérique de la structure principale de Stonehenge.
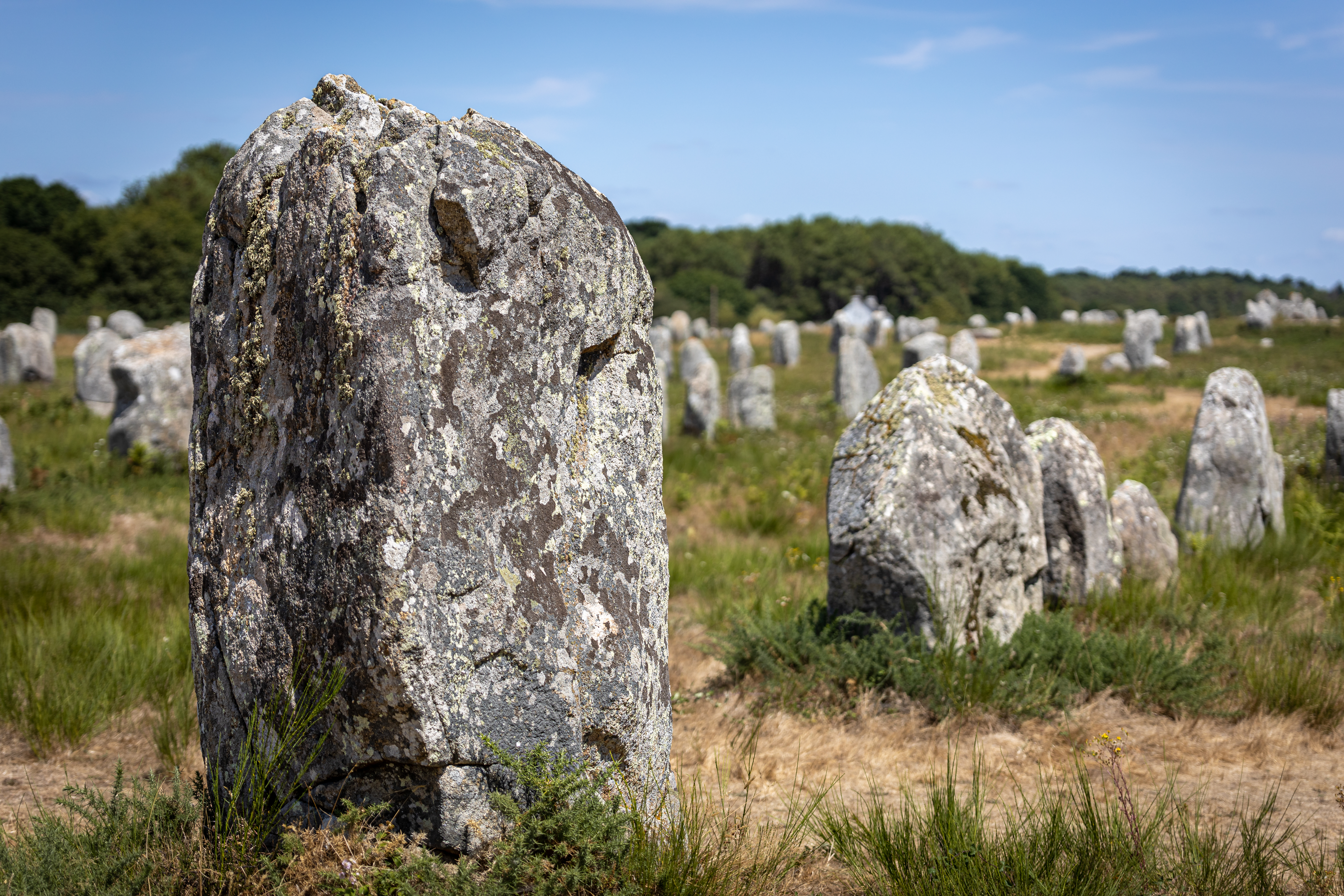
Alignement du Ménec, Carnac.
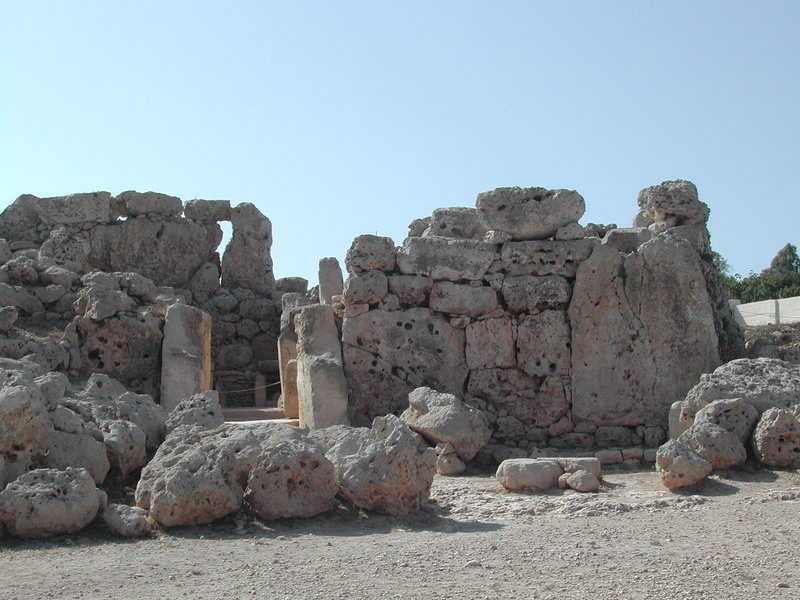
Le temple de Ġgantija à Gozo (Malte).

Dans le sud-ouest de la Libye, le plateau du Messak a livré des monuments circulaires avec des stèles gravées, représentant des motifs géométriques et aussi bovins et des ovins, animaux domestiques qui jouent un rôle important dans ces sociétés pastorales, et qui sont les principaux animaux sacrifiés lors des rituels qui y ont lieu. Des sites rupestres de la même la même période ont livré des gravures similaires à celles de stèles,.

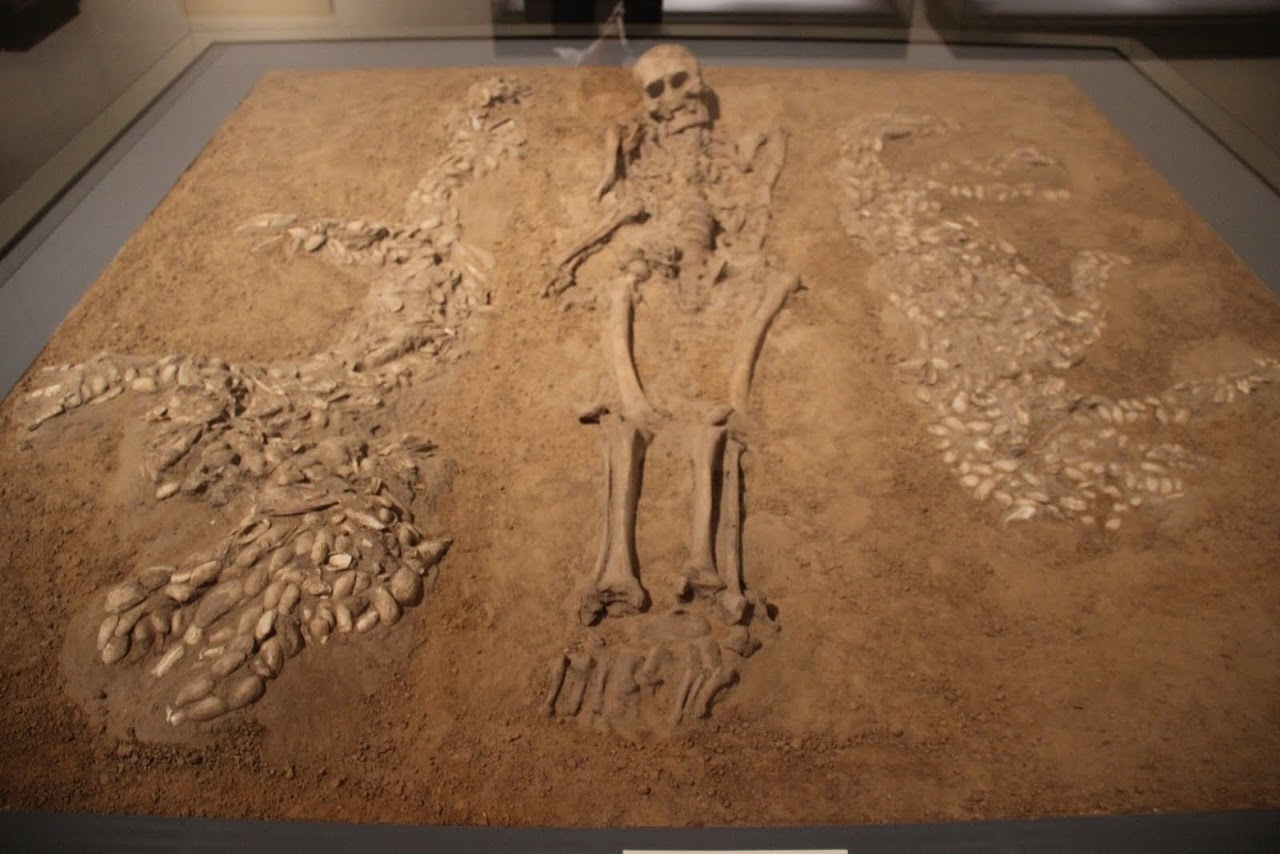
Tombe présentant des mosaïques de coquillages, formant d'un côté un tigre, de l'autre un dragon, autour d'un squelette d'homme, interprété comme un « chaman ». Xishuipo, culture de Yangshao. Musée national de Chine.

En Chine, un site rituel monumental à été mis au jour à Niuheliang pour la période de la culture de Hongshan, construit vers 3500. Il est organisé autour d'un temple monumental sur plateforme, surnommé « temple de la déesse » parce qu'il a livré un grand nombre de figurines féminines et s'inscrit dans un vaste complexe cultuel d'environ 5 km2 comprenant des autels, d'autres sanctuaires, des cairns et de nombreuses sépultures de l'élite. Le matériel retrouvé sur ce site est considérable, comprenant notamment de nombreuses figurines humaines et animales et des objets en jade. Les fouilleurs du site ont proposé qu'il s'agisse d'un lieu de vénération de divinités féminines, sous la direction de « chamans » qui jouissent d'un grand prestige,.

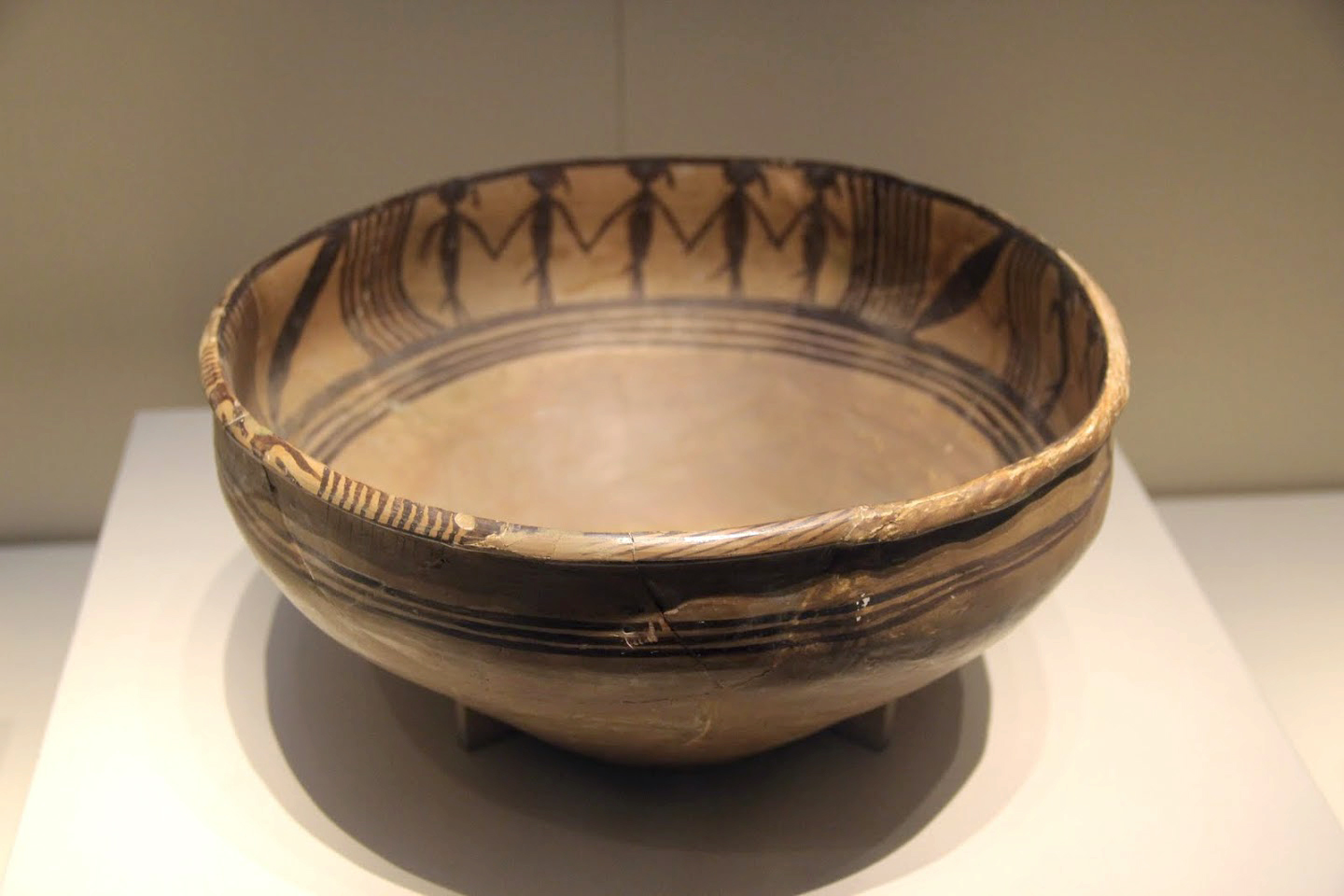
Bassin au groupe qui danse en ligne, témoignage de rituels festifs ? Chine, culture de Majiayao, v. 3500-2700 av. J.-C.

Les fêtes, qui sont des rituels publics occasionnels se tenant dans ces sites cérémoniels, à des intervalles périodiques (notamment lors des solstices et des équinoxes), sont des événements importants donc mieux documentés par l'archéologie. Les fêtes néolithiques ne sont « pas plus que (...) les nôtres le résultat d'une décision prise par une bande de copains et auxquelles chacun contribuera en apportant son obole », mais des « événements formels », où toute la communauté était conviée, avec un ordonnateur et commanditaire, qui en assurait l'approvisionnement (A. Testart). Il peut s'agir de rites funéraires ou fondateurs ou encore initiatiques, elles semblent bien souvent renvoyer à la sphère de la mort, être intégrées dans un culte ancestral, mais rarement renvoyées à la catégorie des rites de fertilité, qui ne sont sans doute pas répandus durant le Néolithique. Ces cérémonies publiques néolithiques mêlent rites, croyances, pratiques funéraires, création d'une mémoire collective et de liens entre les personnes, et impliquent aussi les structures d'autorité, qui tendent à les intégrer dans des mécanismes de compétition, d'intégration et de négociation sociales. Ce sont avant tout des moments de consommation de nourriture et de boissons, ce qui s'identifie par la présence de vases et autre récipients, de restes d'animaux et de plantes,. Ces fêtes jouent probablement un rôle majeur dans la phase de transition vers l'agriculture. Pour B. Hayden, les fêtes jouent même un rôle moteur dans l'apparition de l'agriculture, en lien avec l'accroissement des inégalités : les chefs organisent des fêtes au cours desquelles ils distribuent des victuailles à un grand nombre de personnes, la démonstration et la capacité à offrir permettant de s'attirer la reconnaissance des autres et leur loyauté ; l'adoption de l'agriculture permet de produire de plus grandes quantités de nourriture et de boissons pour donner encore plus et renforcer leur importance,.
Plusieurs cas d'anthropophagie rituelle (cannibalisme) sont identifiés pour les périodes néolithiques, manifestement exceptionnels mais pas forcément anecdotiques, le plus spectaculaire étant le charnier mis au jour à Herxheim (Allemagne).

#### Traitements des morts
Dans les sociétés paléolithiques, les morts sont enterrés de manière dispersée, sur leur lieu de décès. Au Néolithique se produit une sédentarisation des morts, qui va de pair avec celle des vivants : on enterre les membres d'une communauté sous leurs maisons, ou à proximité de celles-ci, et de plus en plus dans des cimetières qui ont une fonction communautaire et familiale. Les analyses génétiques confirment que des membres d'une même famille ou d'un même clan sont enterrés à proximité les uns des autres, et certaines nécropoles semblent même être séparées en plusieurs groupes. Le lien entre les morts et les vivants se resserre, et l'inhumation devient une manière pour les communautés de renforcer leur identité par la mémoire et des cultes, aussi en marquant physiquement le territoire qu'elles occupent, donc un enracinement. Les pratiques funéraires sont néanmoins très variées, ne serait-ce qu'au Proche-Orient et en Europe, là encore les plus étudiés. Les inhumations se font selon les lieux avec un défunt disposé allongé sur le dos (décubitus dorsal), parfois à plat ventre, ou encore en position fœtale. Des incinérations apparaissent parfois, mais surtout des formes de traitement secondaire des morts, avec des manipulations de cadavres pour changer leur lieu d'inhumation, ou en retirer des membres, surtout les crânes, qui font l'objet de remodelage et d'exposition dans certains cas, voire la constitution de sortes d'ossuaires (des « maisons des morts »). Certains morts sont accompagnés d'objets funéraires, notamment des parures, des outils et des armes. Ces pratiques, qui sont souvent de véritables mises en scène, répondent sans doute à des croyances spécifiques, notamment un culte des crânes qui pourrait s'inscrire dans une forme de vénération des ancêtres. Cela dénote aussi une volonté de distinguer les gens après leur mort. Cette distinction semble du reste commencer au fait d'enterrer une personne : le faible nombre de tombes retrouvées implique qu'une grande partie de la population n'a pas droit à un tombeau, et que son corps est traité différemment, sous une forme qui n'a pas laissé de trace archéologique, notamment en étant exposé à l'air libre où il dépérit. Les morts rituelles violentes, les personnes faisant l'objet de sacrifices et/ou de cannibalisme, s'accompagnent de fosses communes. Des défunts ont parfois été retrouvés dans certains cas dans des fosses servant de débarras, au milieu de détritus, sans doute parce qu'il avaient un statut jugé inférieur voire infâme (des esclaves, des criminels, peut-être des étrangers). À l'autre bout du spectre social, les morts les plus éminents commencent de leur côté à recevoir des sépultures richement dotées en objets de prestige, surplombées par des structures monumentales dans certaines cultures, notamment des tumulus et des mégalithes (comme les dolmens),,,.

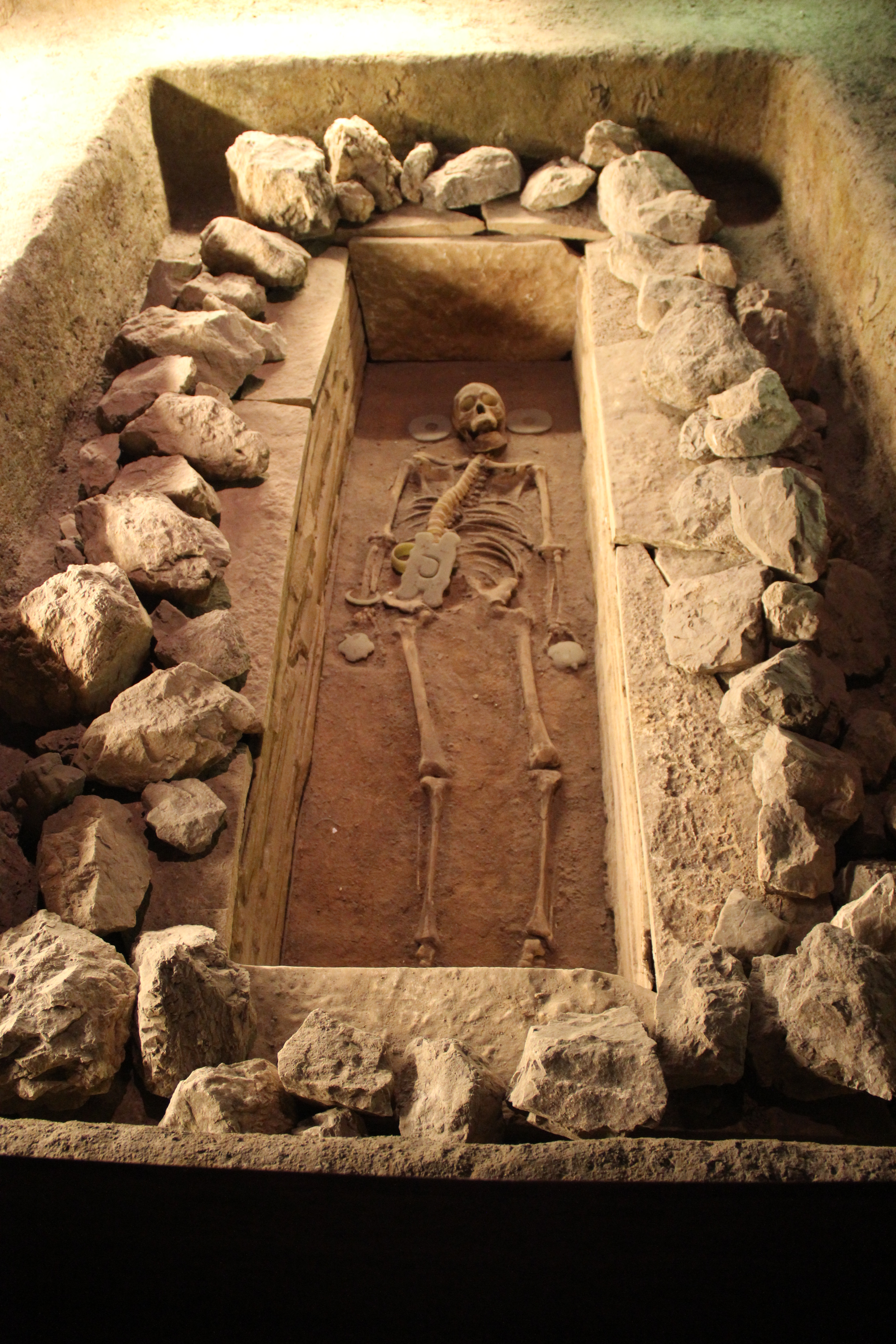
Tombe de la culture de Hongshan, défunt en décubitus dorsal. Chine du nord-est, v. 3500-3000 av. J.-C. Musée provincial du Liaoning.
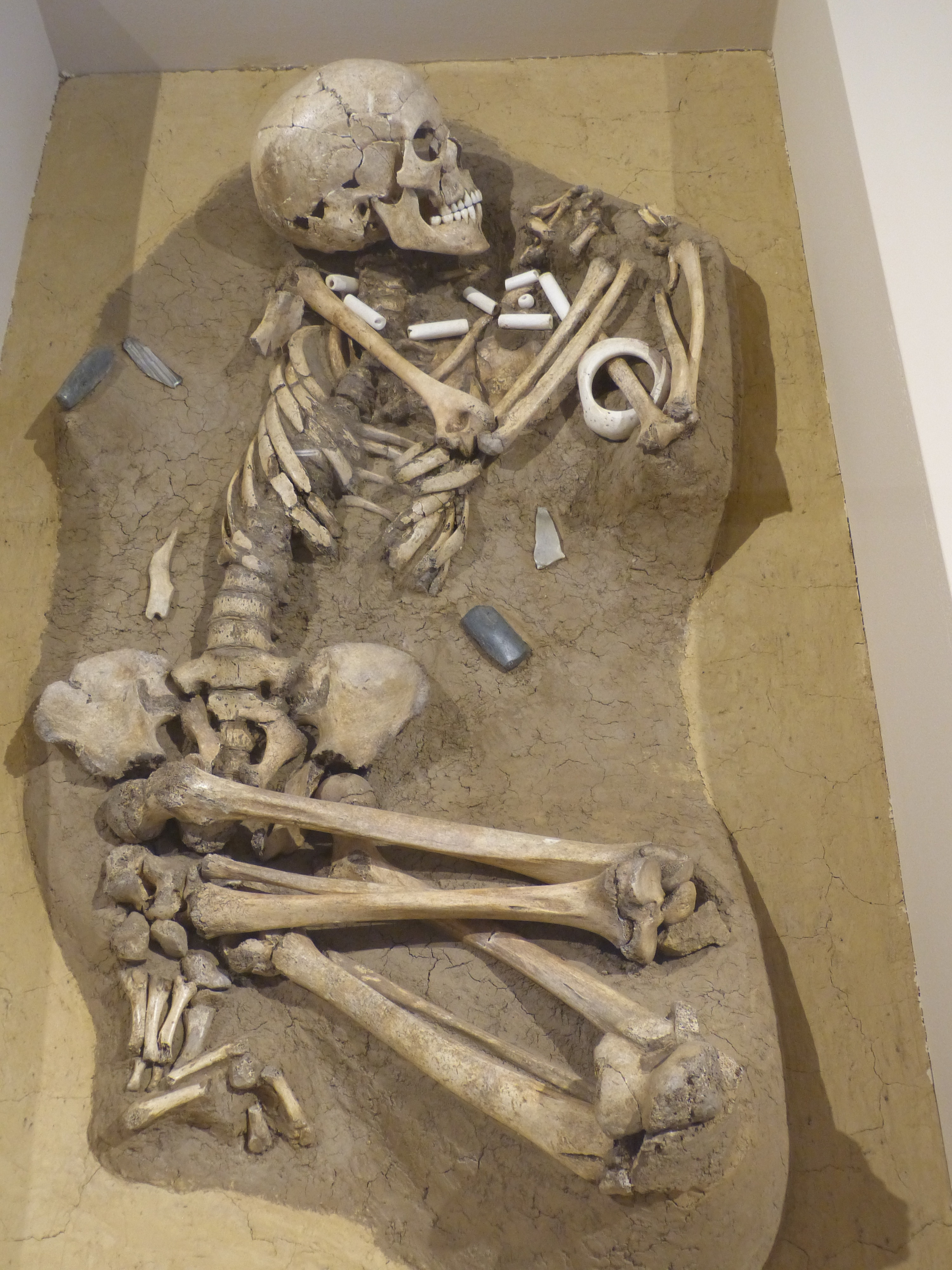
Tombe de la culture rubanée, défunt en position fœtale. Straubing (Allemagne, Bavière). Gäubodenmuseum.
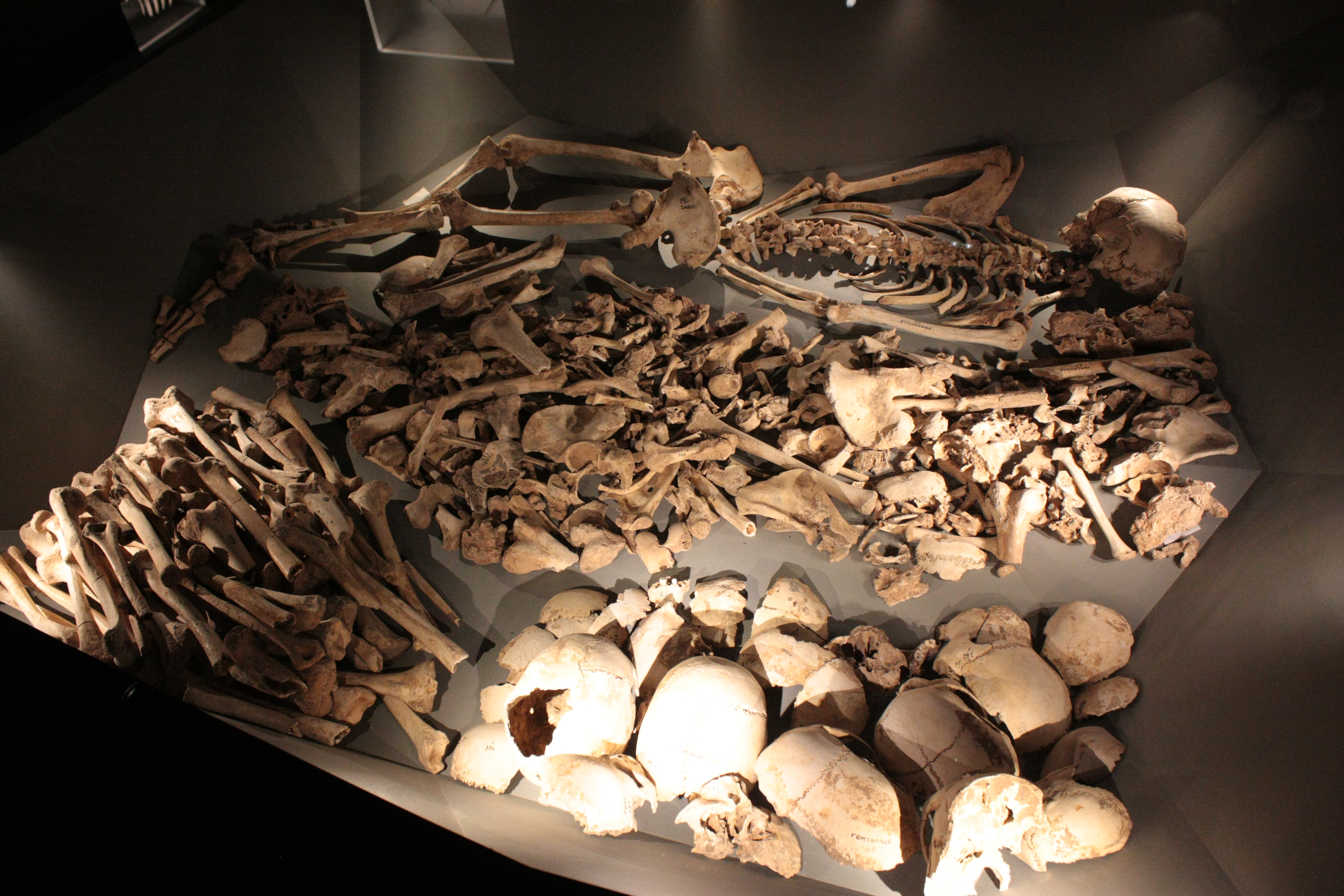
Reconstitution d'une sépulture collective avec les ossements de la Grotte des Fontanilles (France, Hérault). Musée de Lodève.
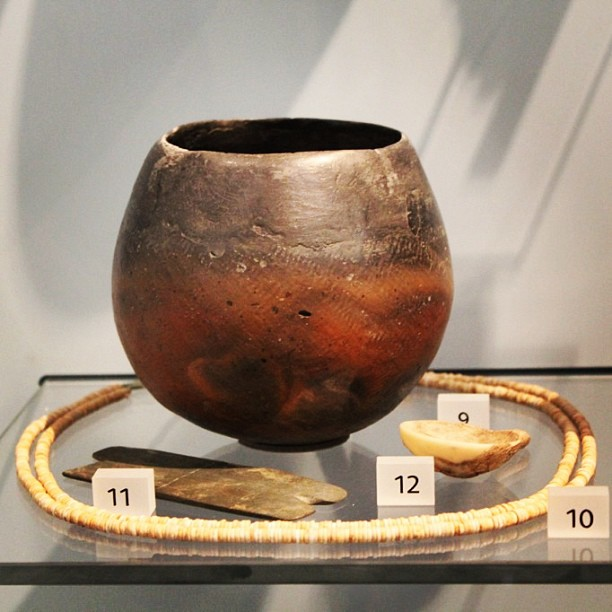
Matériel funéraire mis au jour dans la tombe d'un enfant de la culture de Badari, Égypte, v. 4500-3800 av. J.-C. Ashmolean Museum.
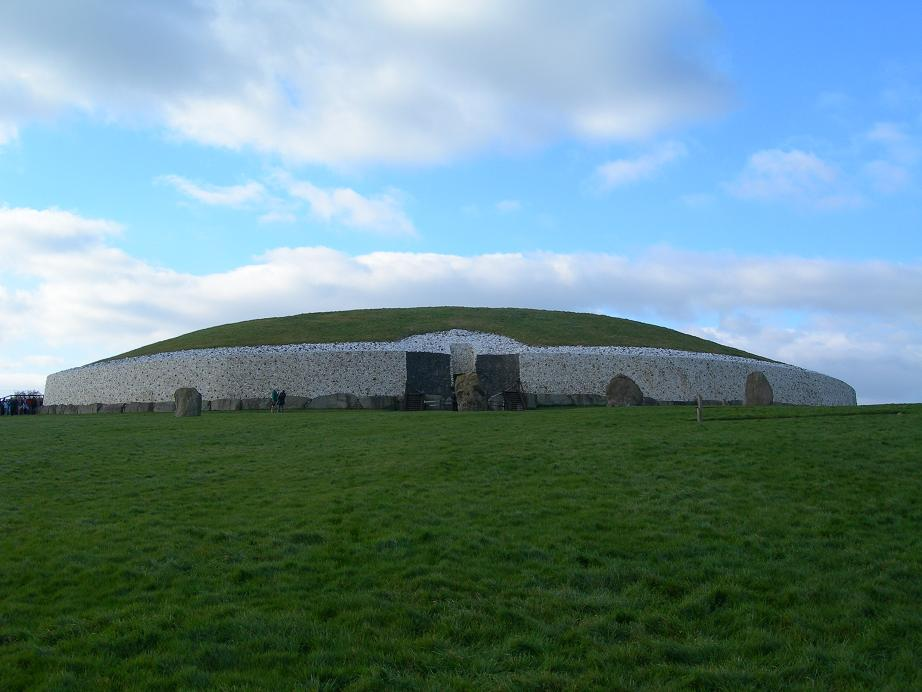
Le tumulus de Newgrange (Irlande).
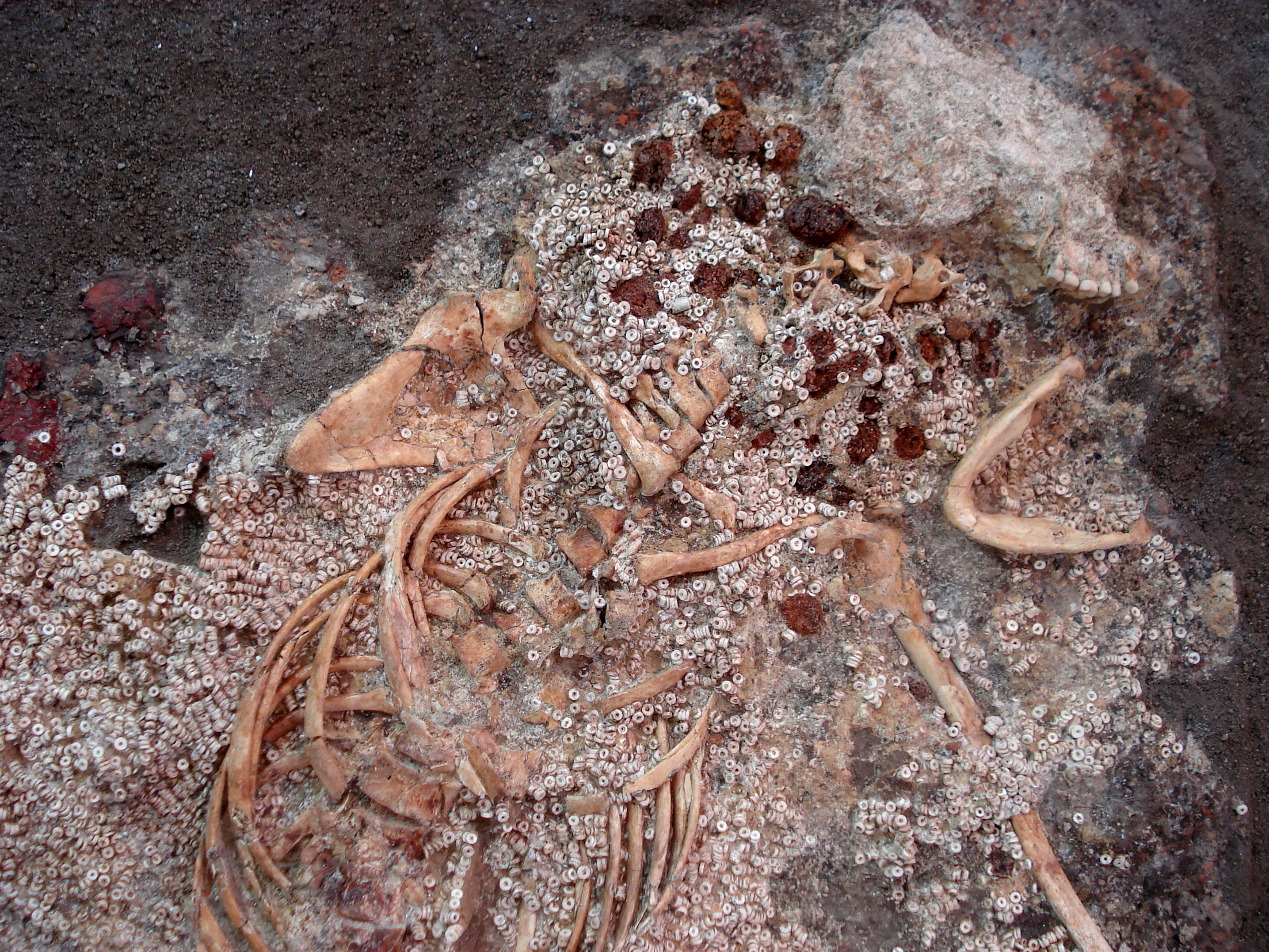
Restes humains recouverts de perles en coquillage, se trouvant à l'origine sur un vêtement. Tholos de Montelirio (Espagne).

#### Arts et objets de prestige
Les formes d'art du Néolithique sont très variées. La tradition européenne des peintures dans des grottes cesse, mais des peintures rupestres sont attestées en plusieurs régions du monde néolithique, comme le Sahara et le Levant espagnol. La roche peut être gravée, qu'il s'agisse de rochers naturels, ou de galets, de plaques, de mégalithes et de stèles, qui prennent parfois la forme de statues. La généralisation de la terre cuite entraîne le développement d'un art des figurines (notamment des femmes nues et des animaux) et de la céramique décorée (incisée, estampée, peinte), la recherche esthétique sur les récipients pouvant aussi se faire sur les formes, avec dans certains cas des vases en forme d'animaux (zoomorphes). La construction de maisons entraîne l'apparition de décors muraux, notamment des peintures, mais cette forme d'art est peu préservée.

Figurines et statuettes néolithiques
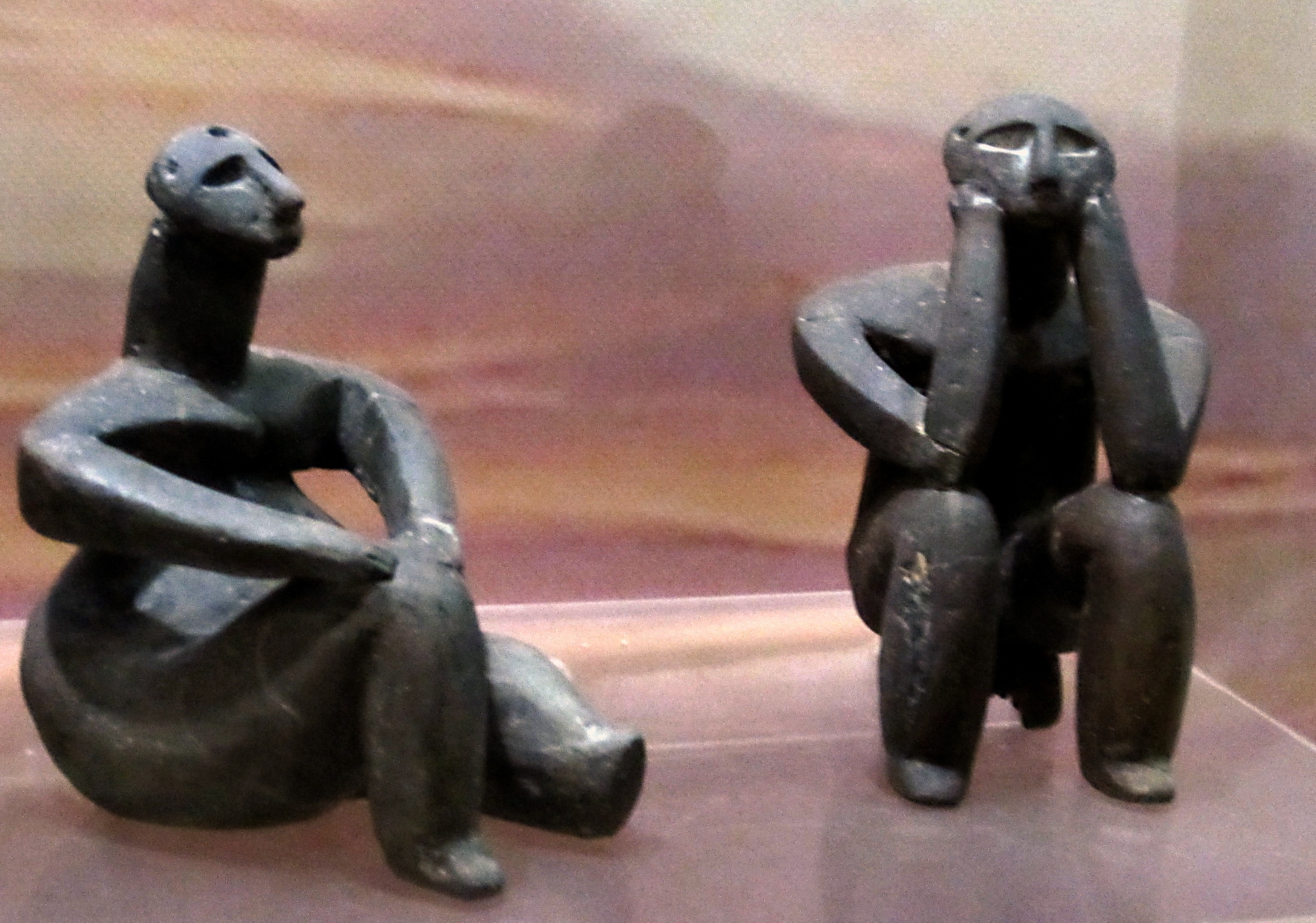
Les « penseurs » de Hamangia, Néolithique final de Roumanie.
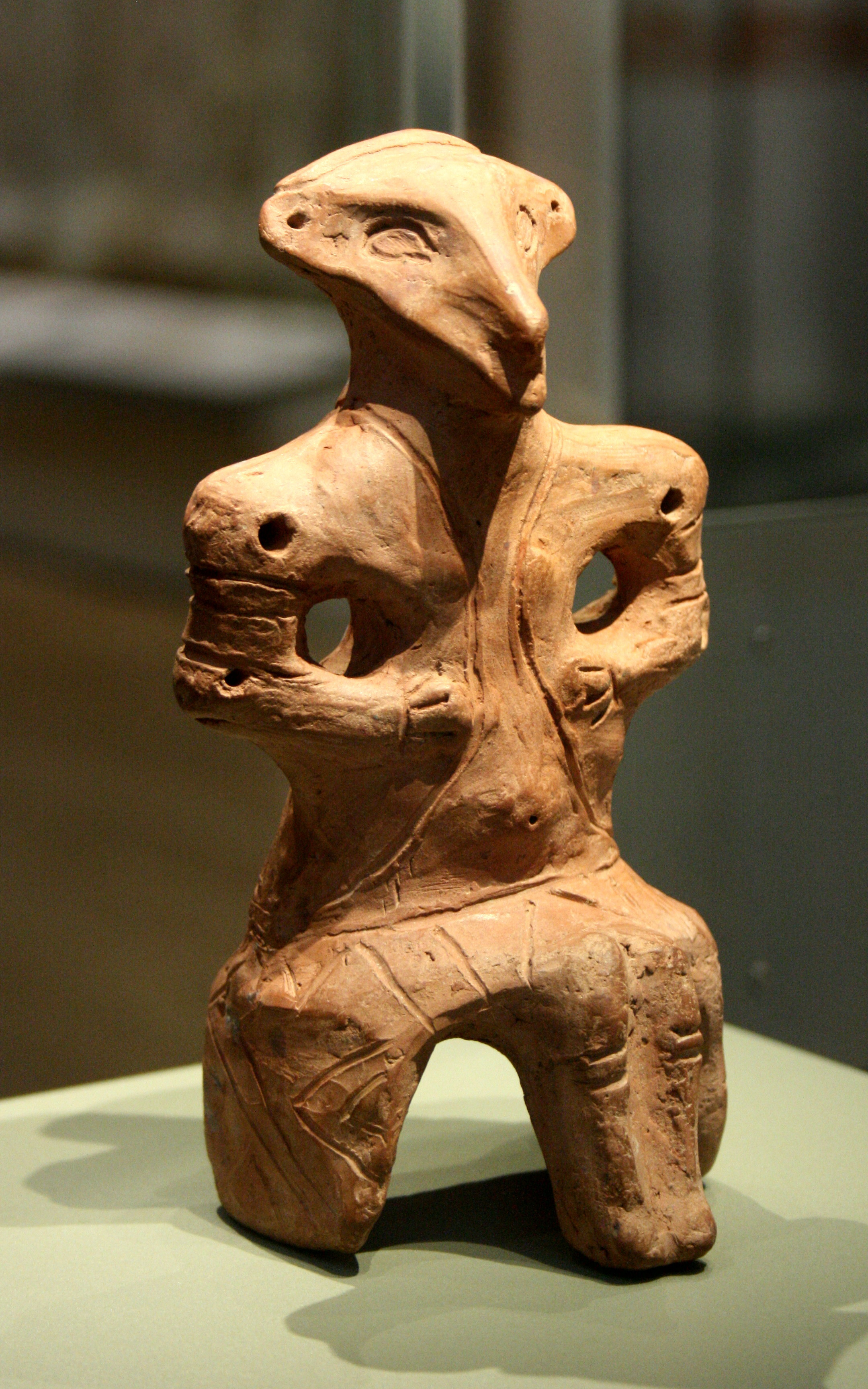
Figurine de la culture de Vinca (Serbie). British Museum.
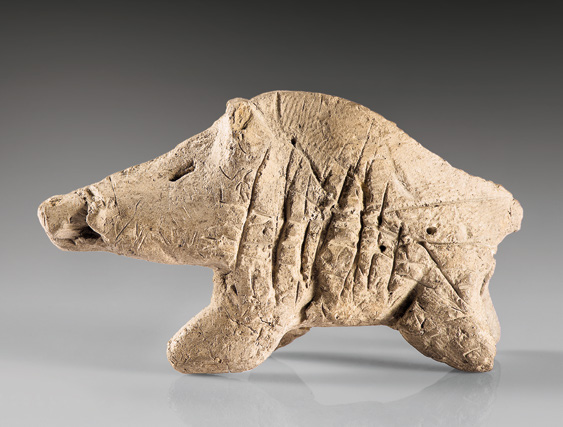
Figurine en terre cuite de sanglier provenant de Sarab (Zagros central). Musée national d'Iran.
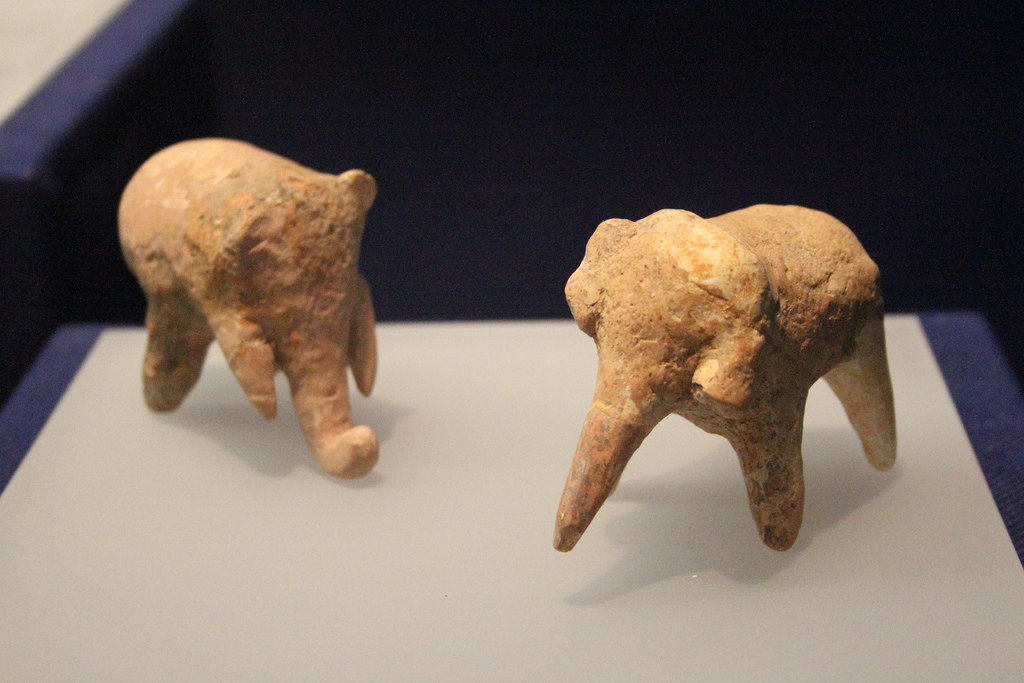
Figurines d’argile de deux éléphants. Chine, culture de Shijiahe, v. 2500-2000 av. J.-C.

Sculptures néolithiques
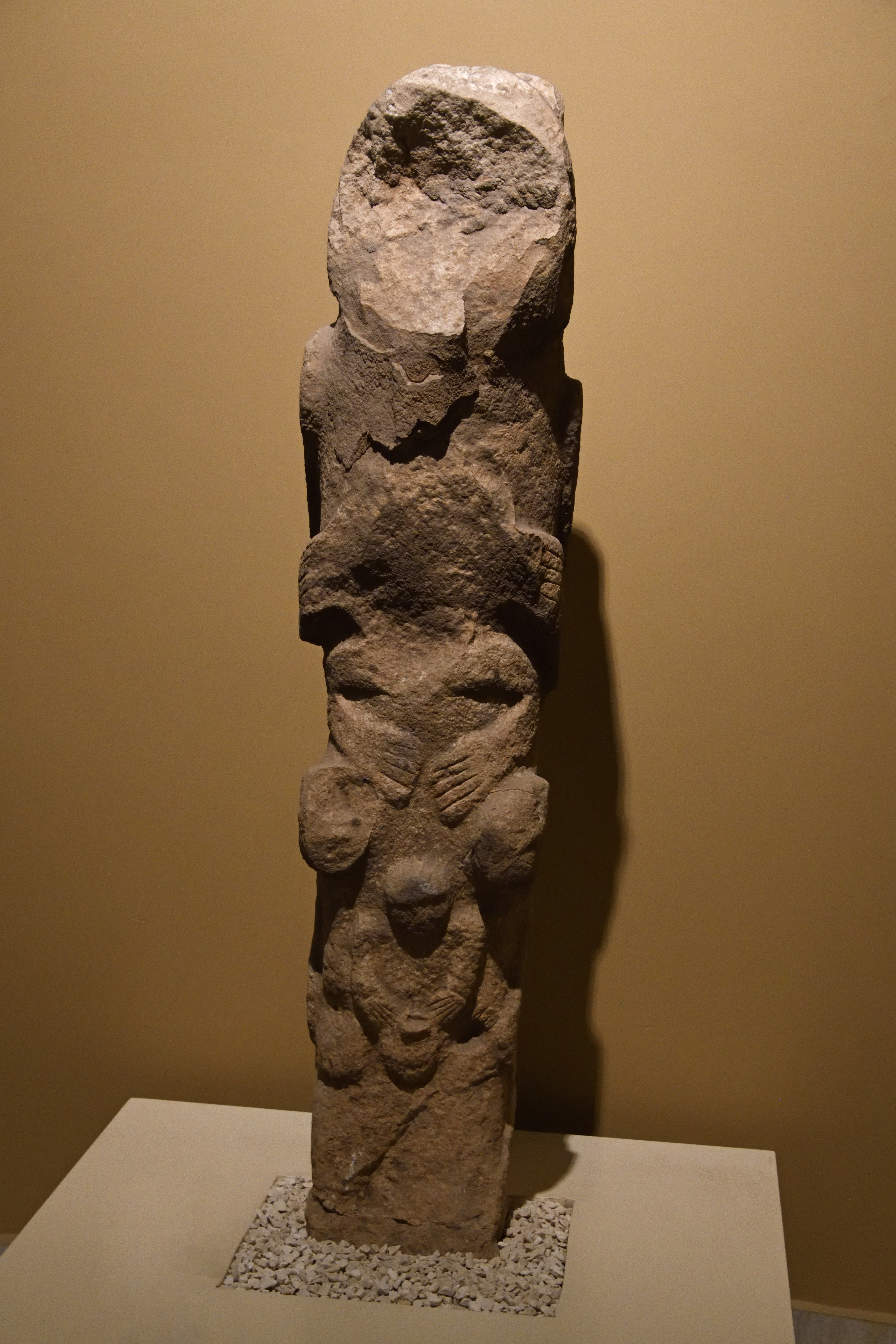
« Totem » de Göbekli Tepe. Musée d'Urfa.
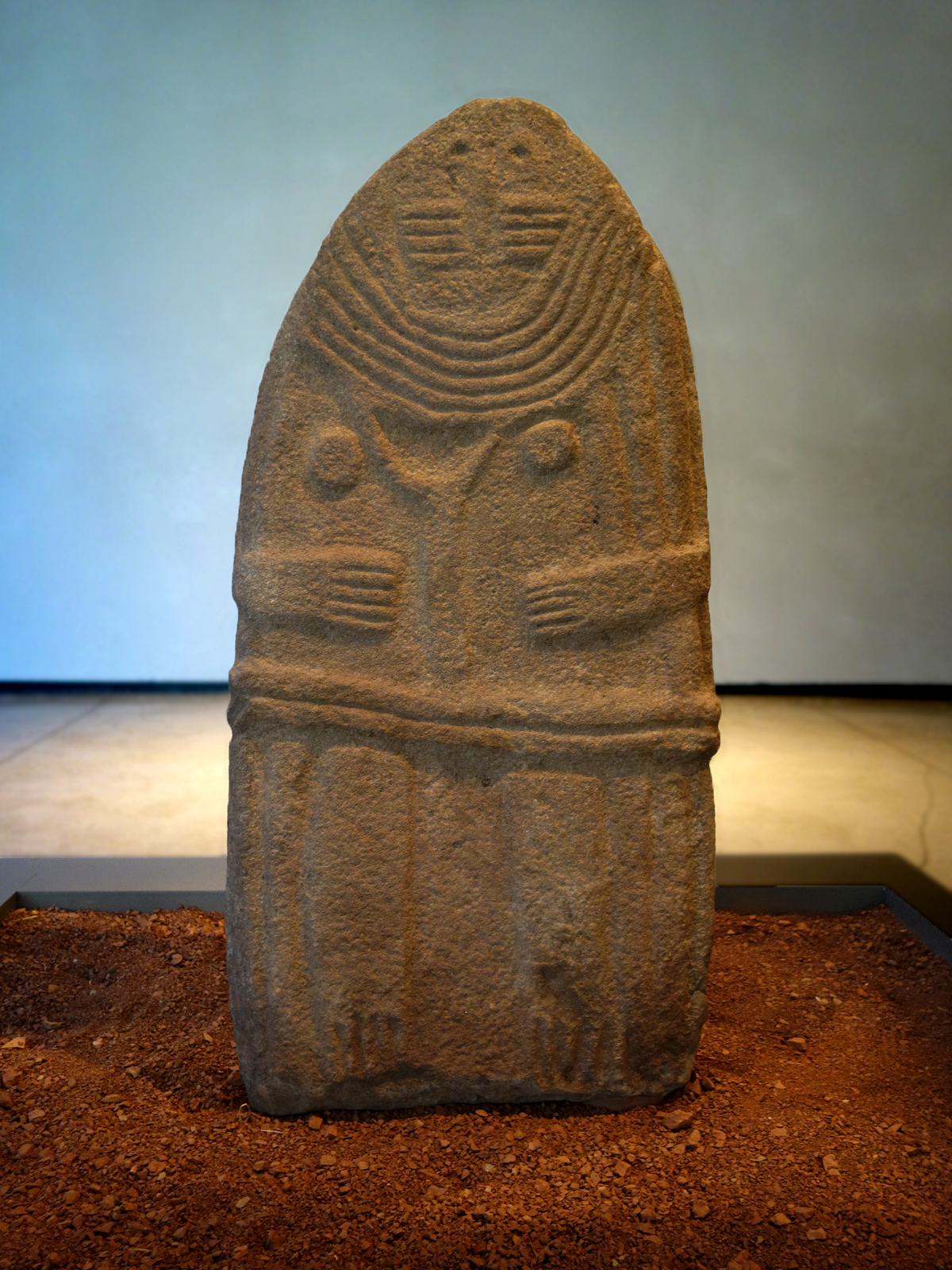
Statue-menhir dite la « Dame de Saint-Sernin », France (Aveyron). Musée Fenaille.
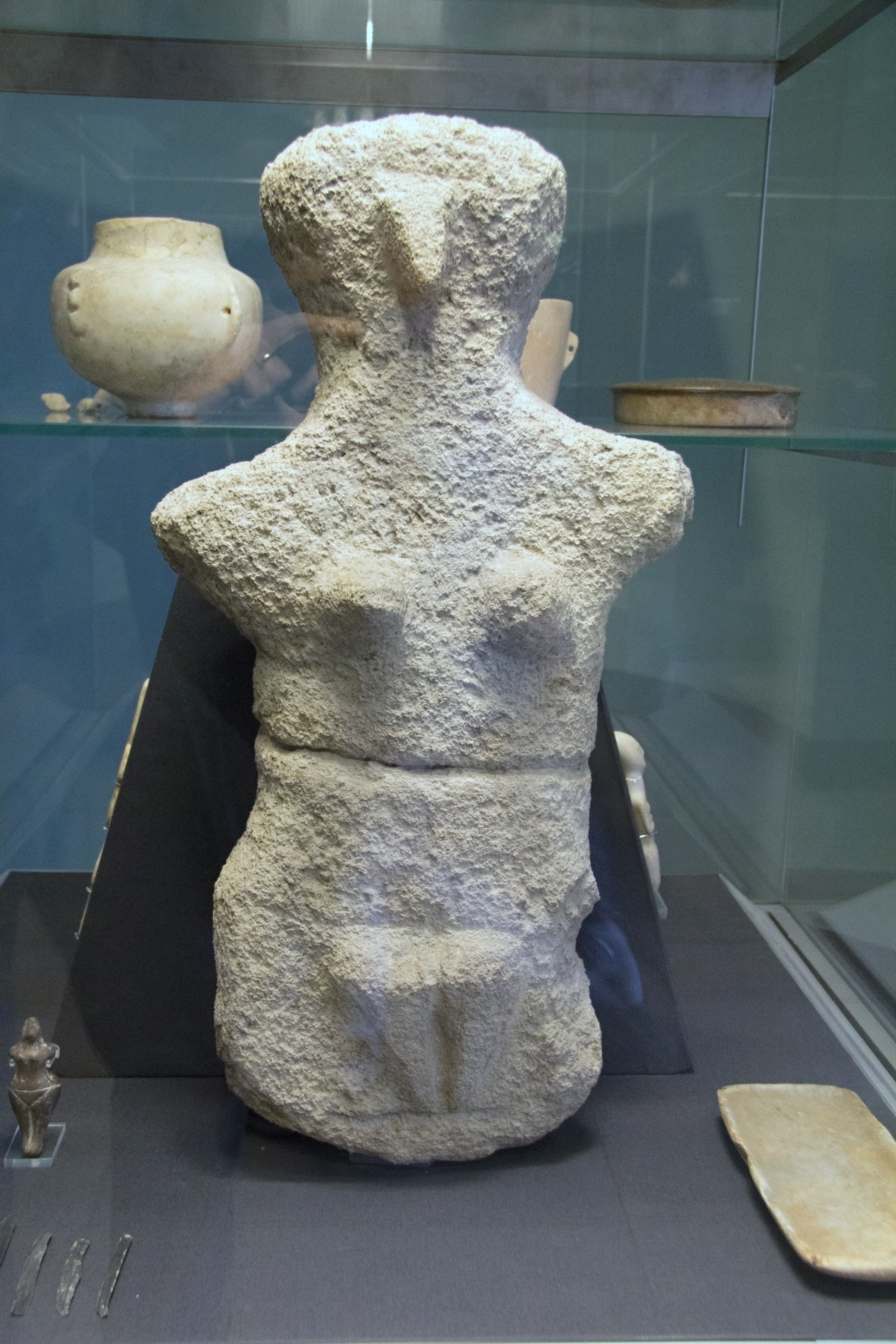
Statue de femme, Karpathos (Grèce), v. 4500-3200 av. J.-C. British Museum.
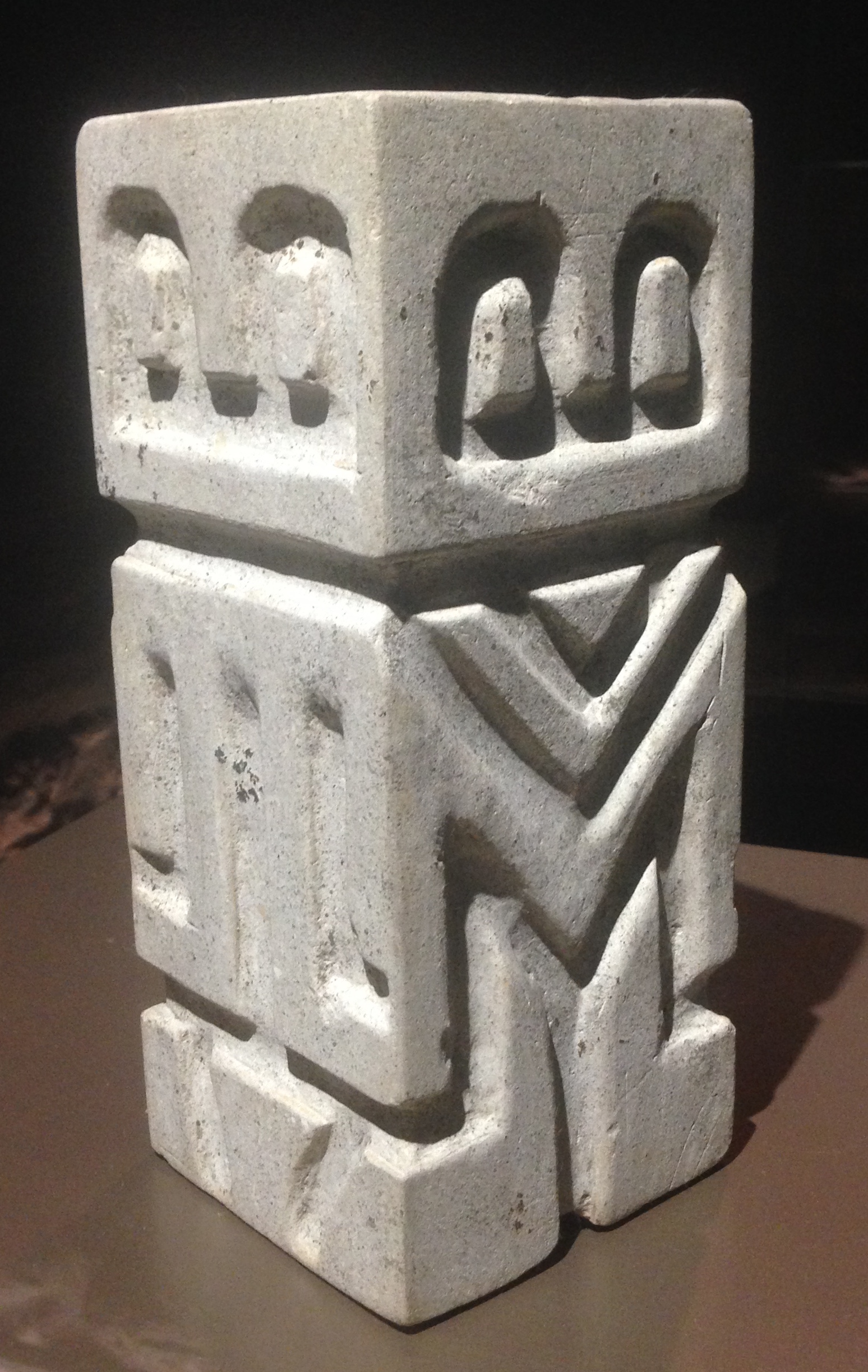
Sculpture d'ancêtre (?), culture Valdivia (Équateur), v. 4000-1800 av. J.-C.

Peintures murales et rupestres néolithiques
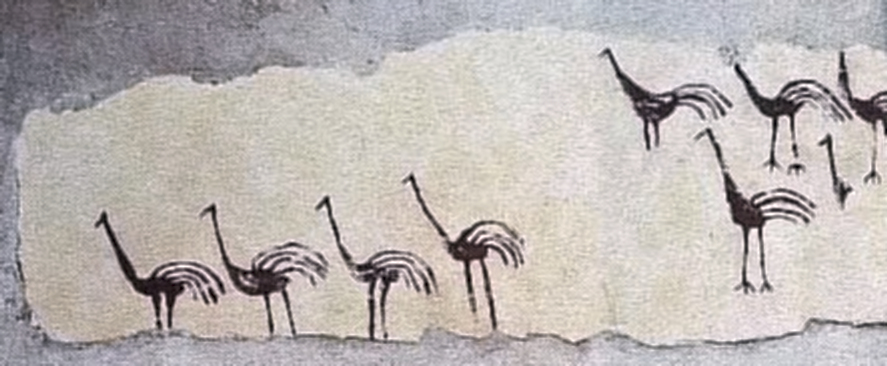
Fragment de peinture murale de Bouqras (Syrie) au Musée de Deir ez-Zor.
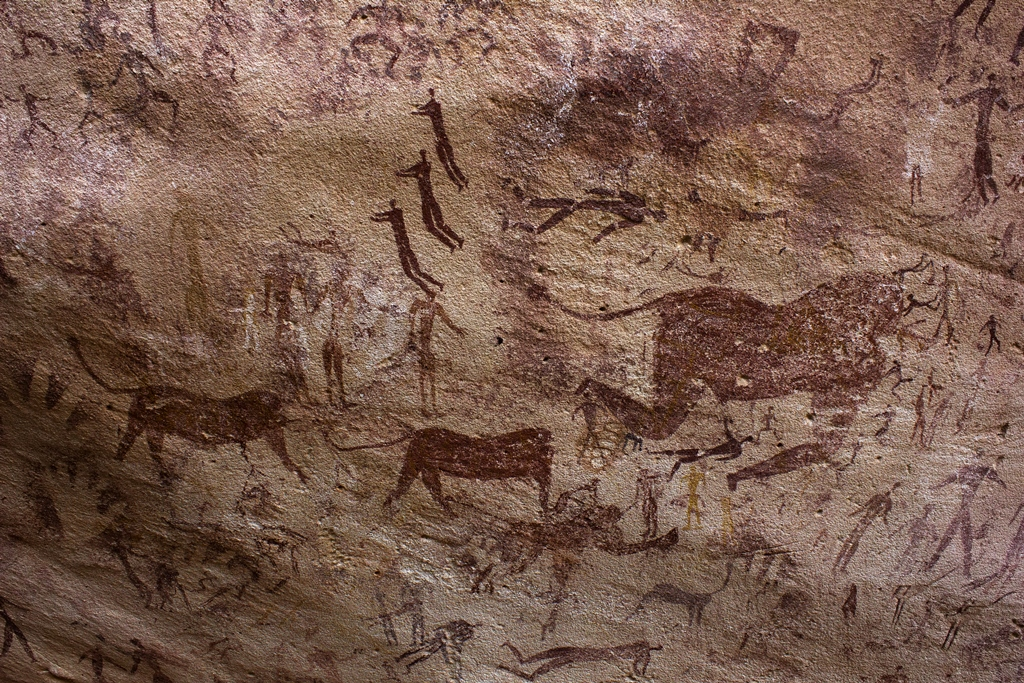
Scène de danse, Grotte des Bêtes, Sahara égyptien.

Céramiques décorées néolithiques
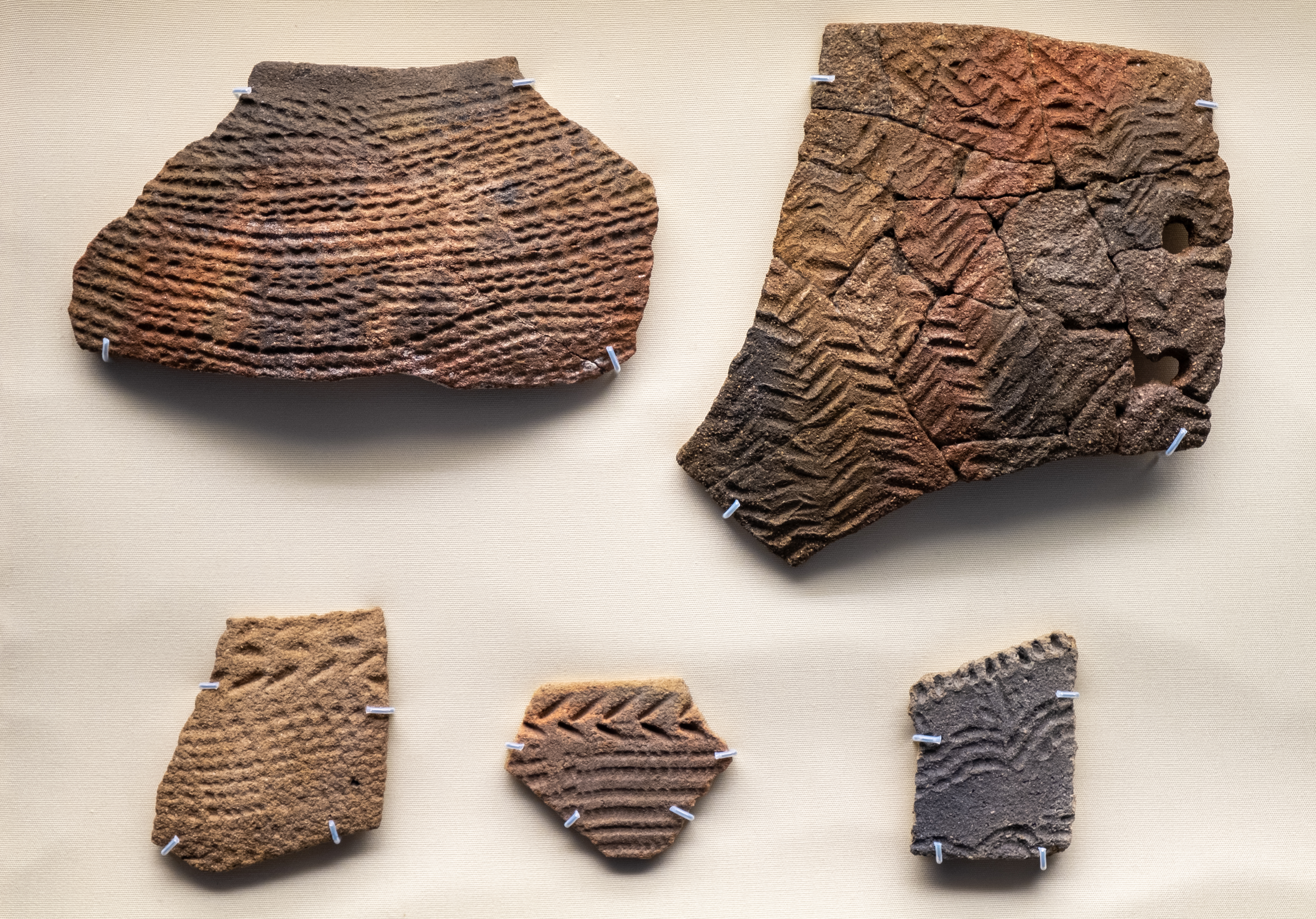
Fragments de poteries à décor incisé, Nabta Playa (Haute-Égypte), VIIe millénaire av. J.-C. British Museum.
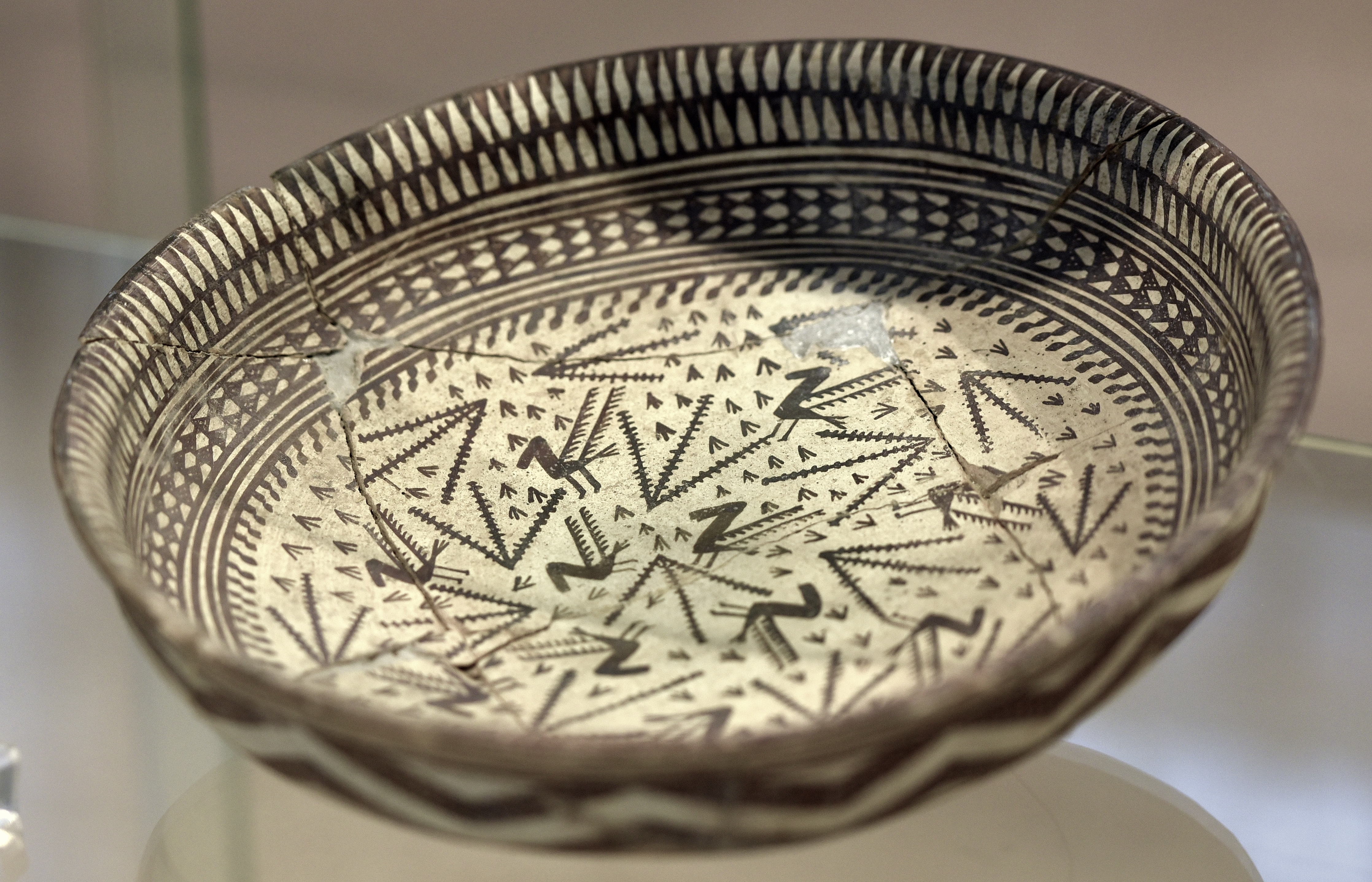
Plat peint, culture de Halaf, VIe millénaire av. J.-C.. Musée national d'Irak.
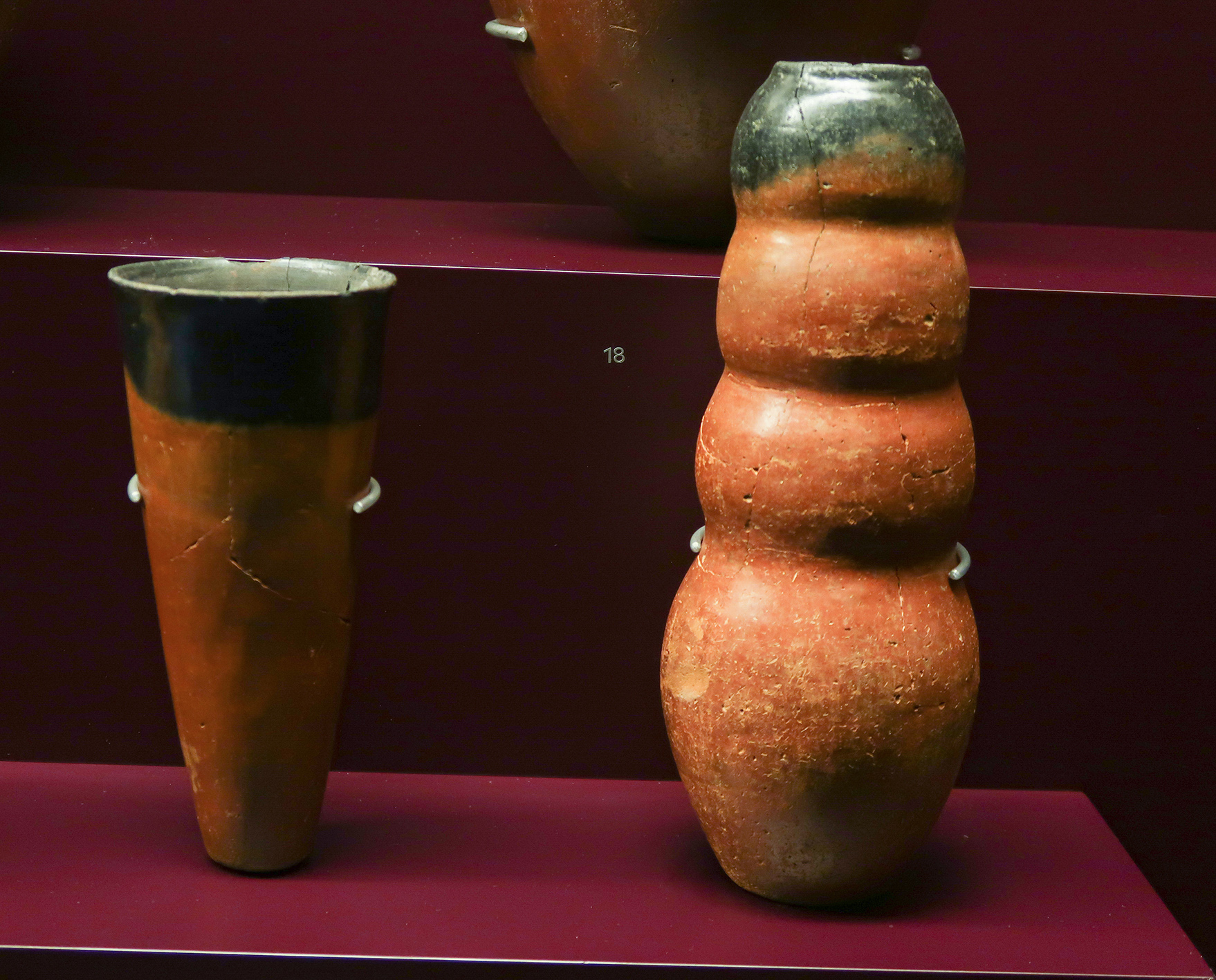
Vases de type cornet et à panse ondulée, en terre cuite à panse rouge avec col noirci. Égypte, culture de Nagada I (v. 3800-3500 av. J.-C. Musée des Confluences.
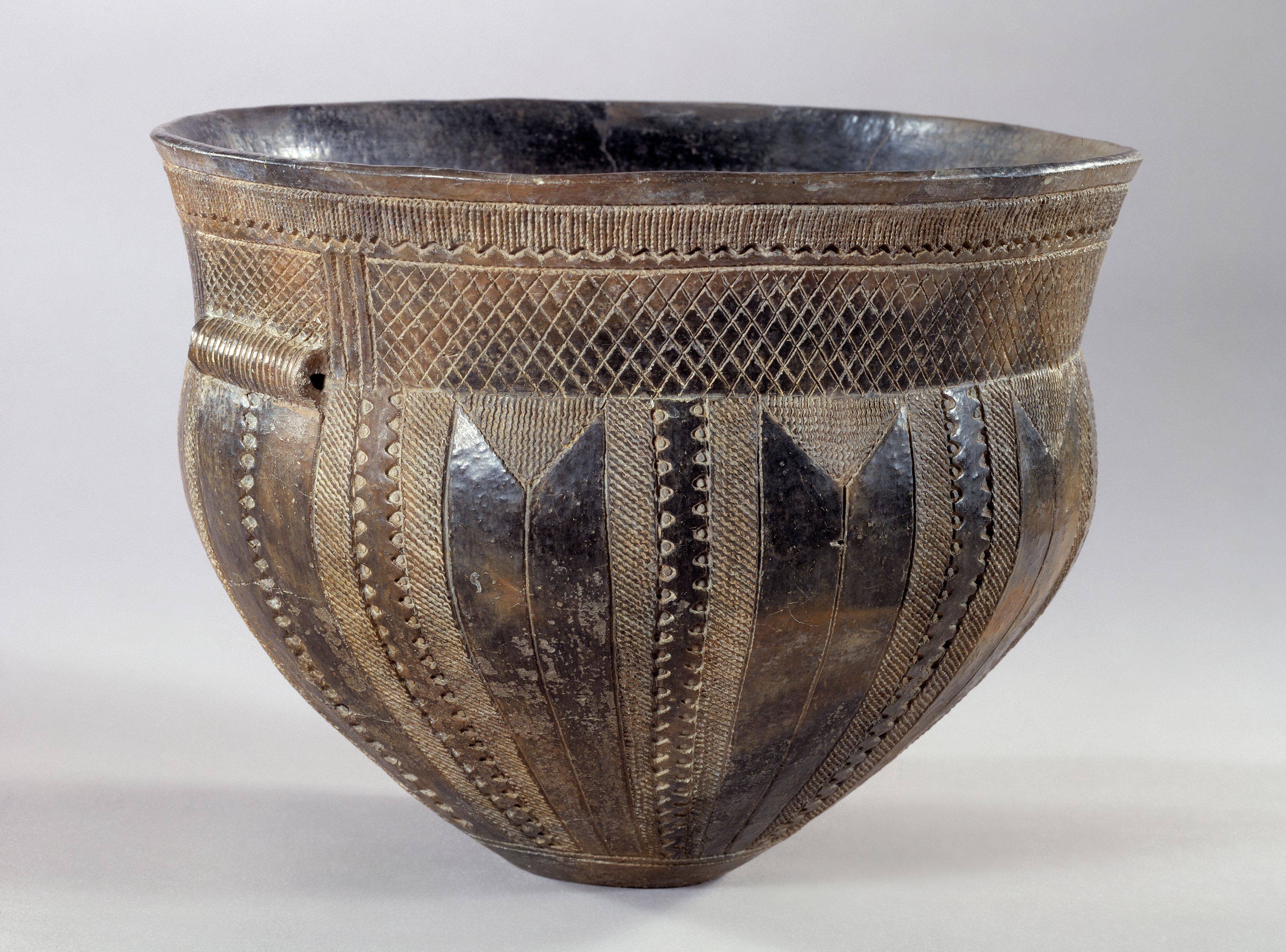
Vase de Skarpsalling, Danemark, 3200 av. J.-C., culture des vases en entonnoir.
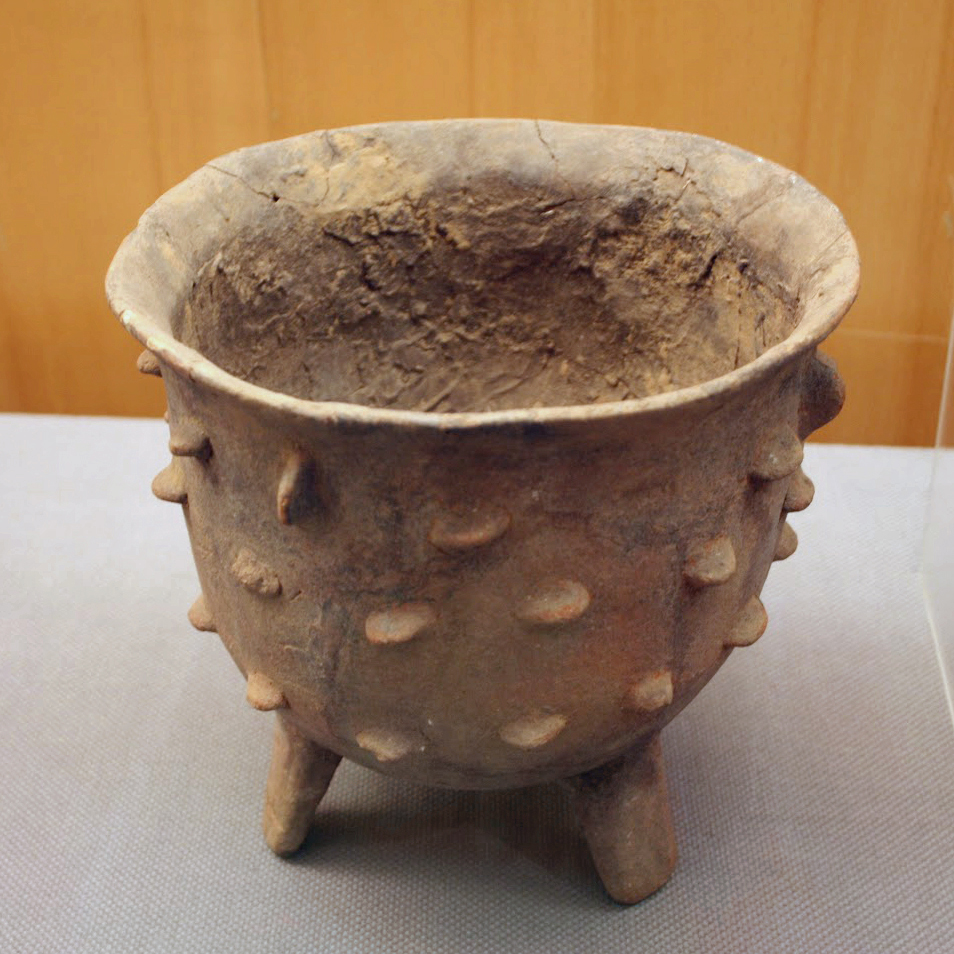
Tripode à décor de tenons en relief. Culture de Peiligang, v. 7000-5000 av. J.-C. Musée Provincial du Henan, Zhengzhou.
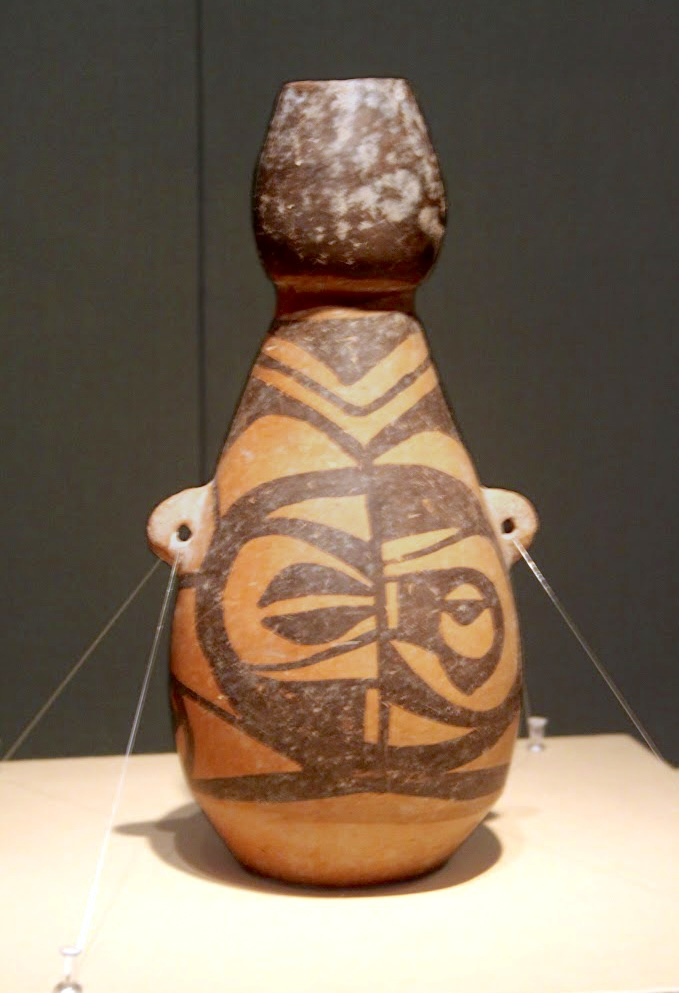
Bouteille peinte, à suspendre : trous pour la corde. Yangshao ancien, v. 5000-4000. Musée de l'histoire du Shaanxi.
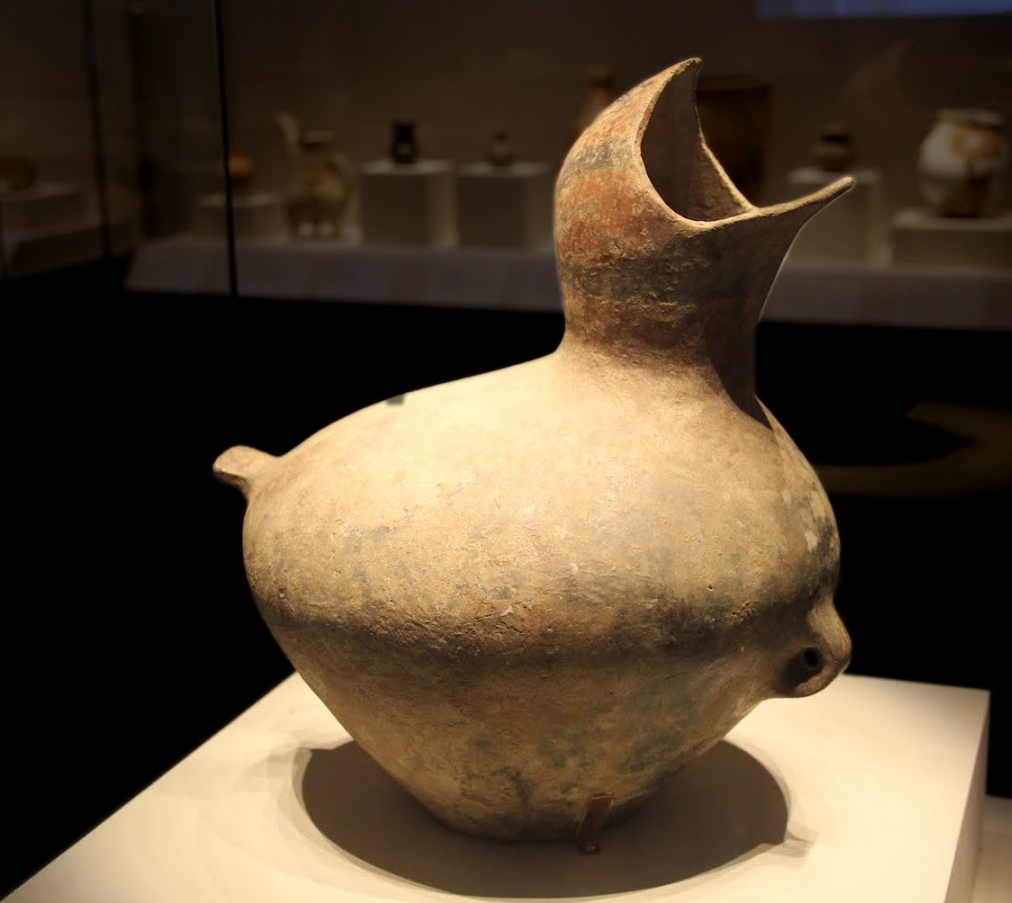
Jarre peinte en forme d'oisillon, culture de Xiaoheyan (3000-2600 av. J.-C.), Mongolie intérieure.

Parures néolithiques
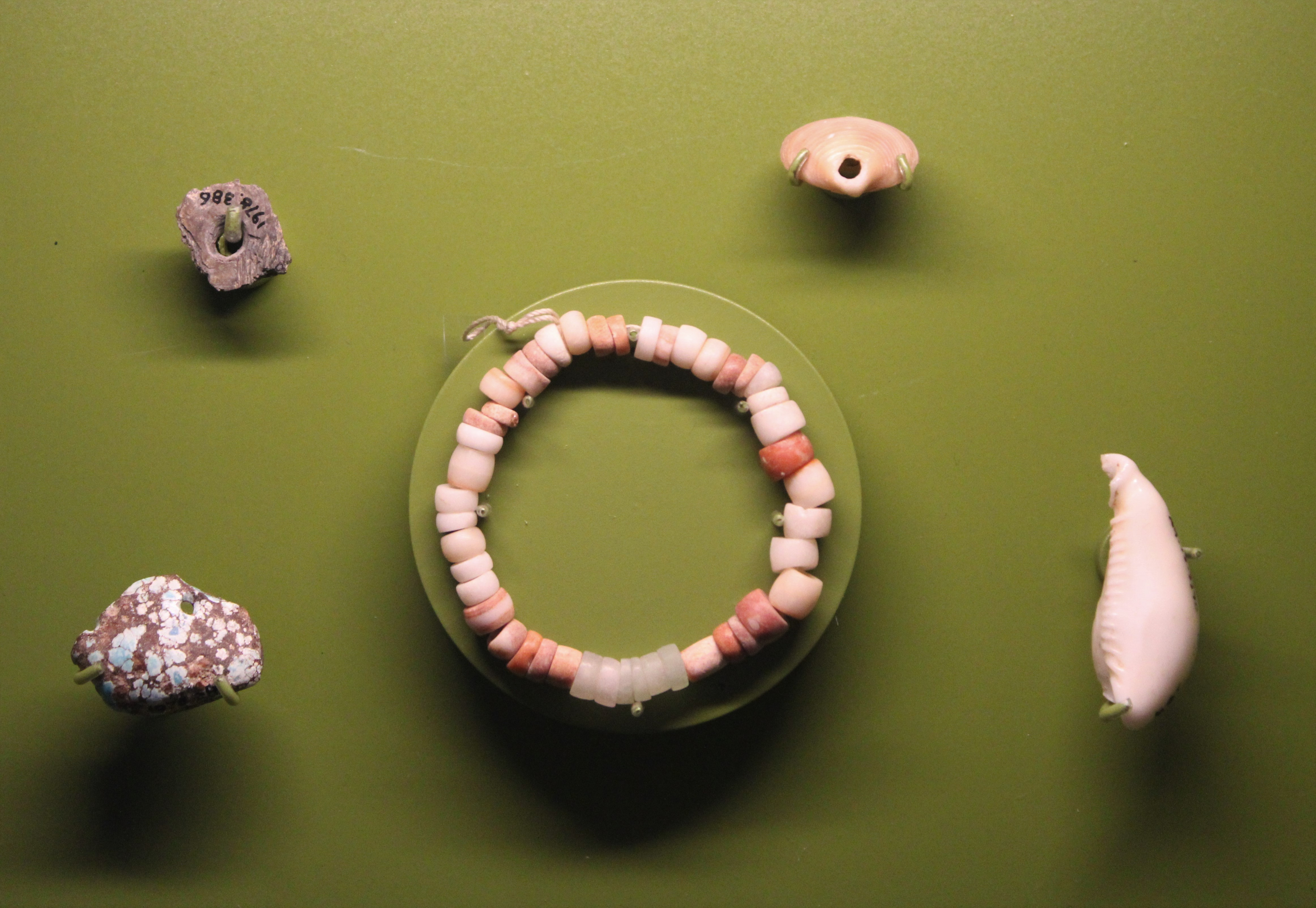
Collier en perles de pierre et de coquillage, pendentifs en os, turquoise et coquillage, Abu Hureyra (Syrie), 8700-6000 av. J.-C. Ashmolean Museum.
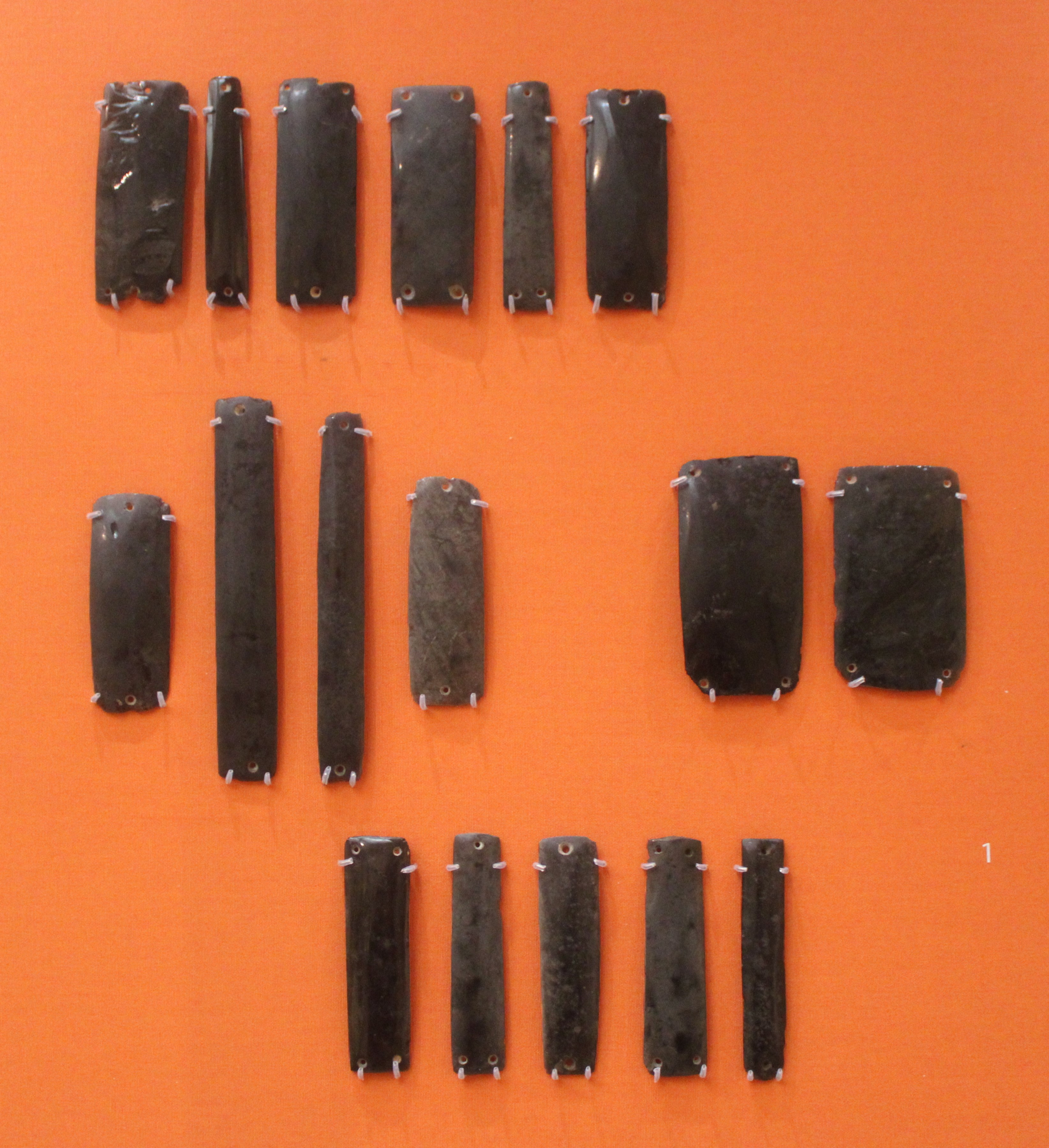
Plaques en obsidienne servant d'ornements, Tell Arpachiyah (Irak), VIe millénaire av. J.-C. British Museum.
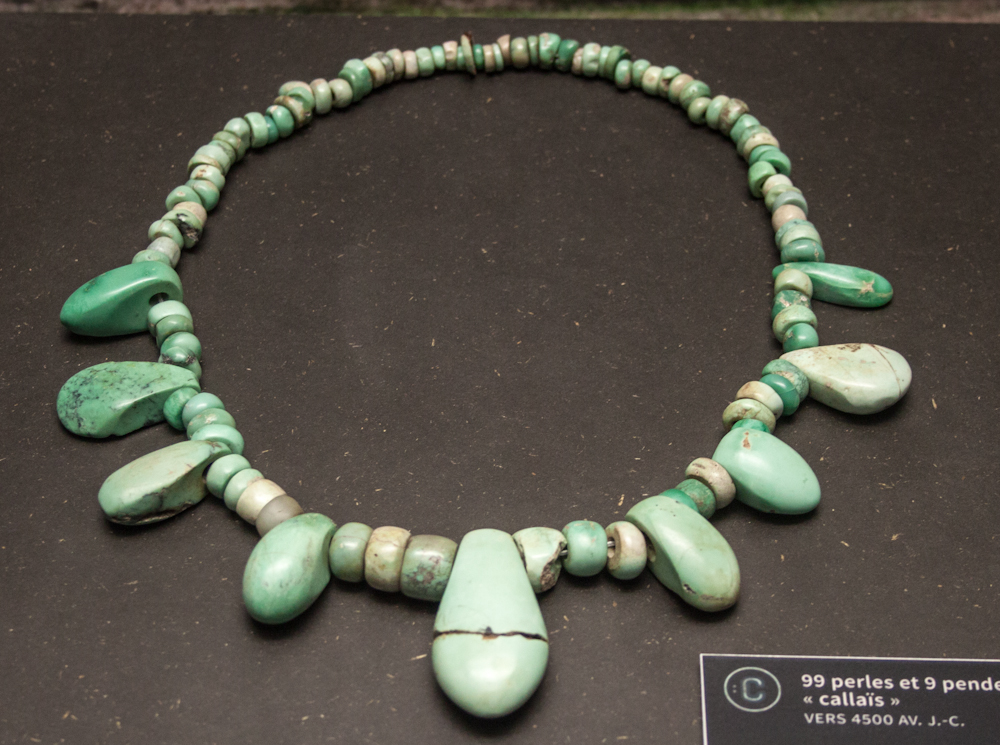
Collier en perles de « callaïs » (roches vertes), France (Bretagne), v. 4500 av. J.-C. Musée de Carnac.
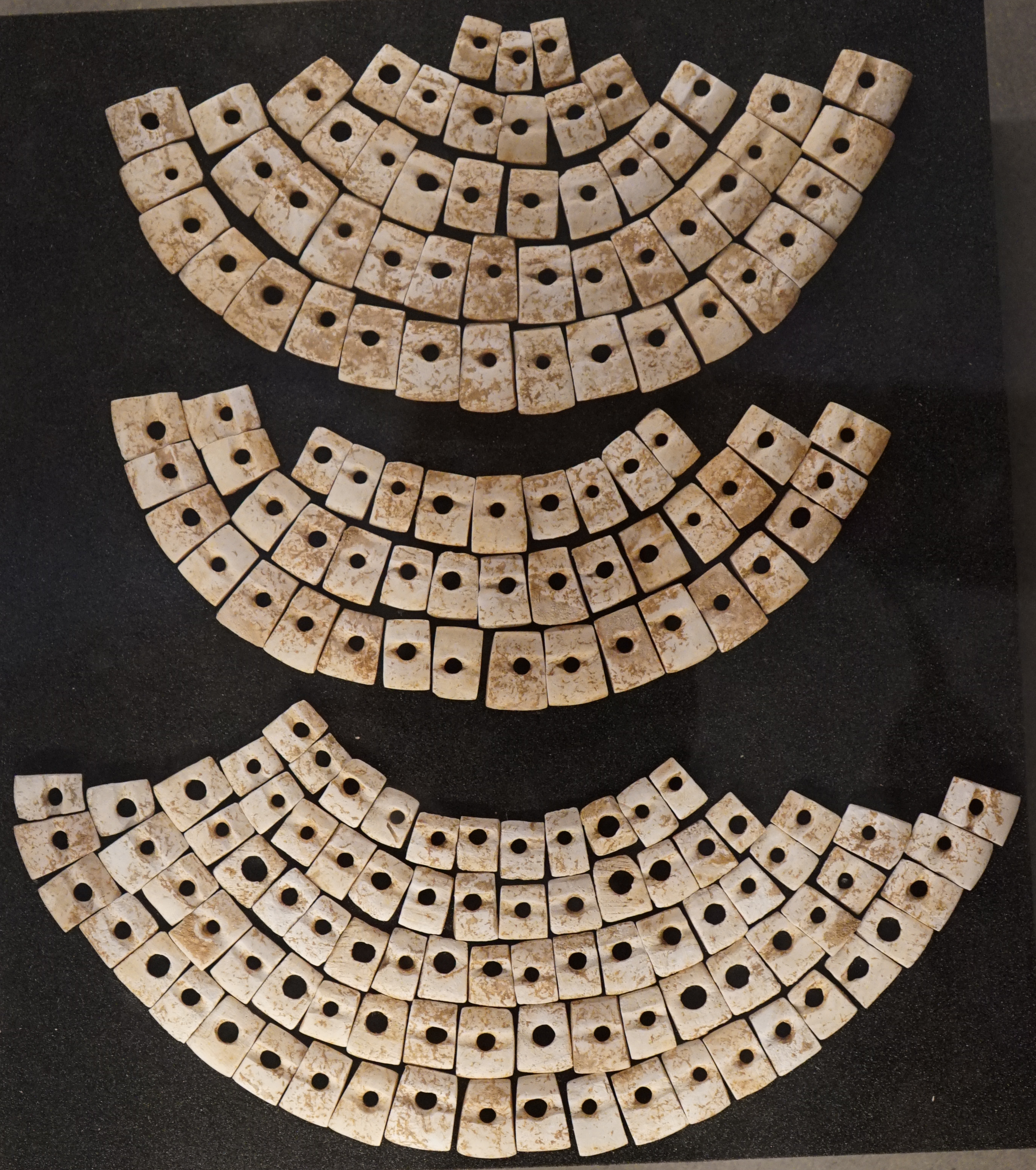
Parures en coquilles de cardium (coquillage), culture rubanée. La Saulsotte (France). Musée de Troyes.
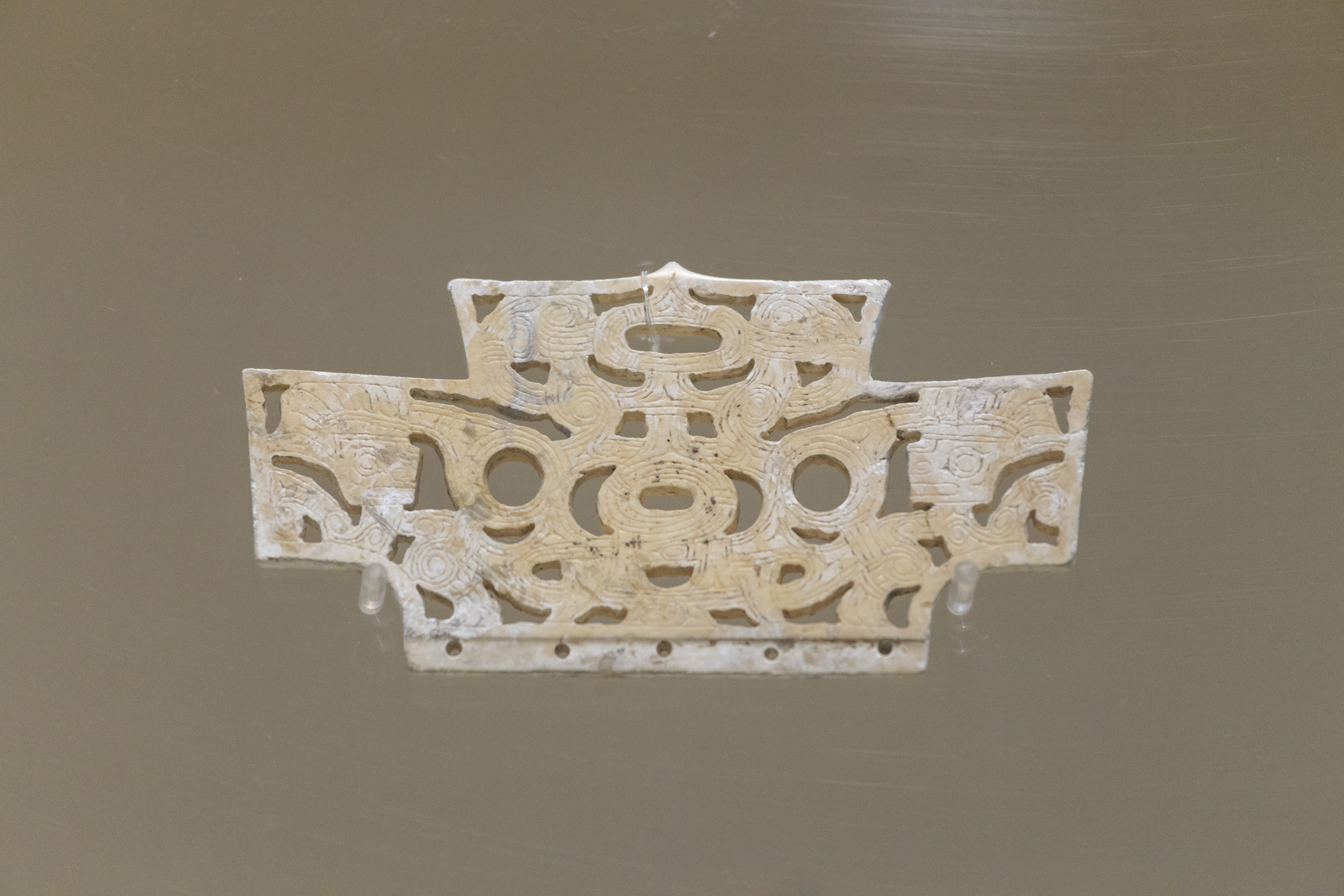
Peigne de jade (dos), culture de Liangzhu (Chine).

L'interprétation de ces réalisations est très complexe. Elle a pris un essor avec celui des questionnements sur la place de l'idéologie et du « symbolique » dans le processus de néolithisation. Bon nombre de ces œuvres ont un contexte rituel et religieux (des images sacrées ?), mais ce n'est probablement pas le cas de toutes. De nombreux débats portent sur les représentations de femmes nues, d'animaux, les nombreux symboles accompagnant les représentations figurées, le lien éventuel de certaines formes d'art avec le culte des ancêtres, etc. Ces objets jouent aussi un rôle dans l'affirmation du prestige des individus les plus hauts placés socialement, certains ayant un aspect luxueux, voire exotique quand ils circulent sur de longues distances,,,.
Les représentations de femmes nues sur des figurines sont nombreuses et présentes dans plusieurs cultures néolithiques, notamment celles du Proche-Orient et d'Europe. Elles ont souvent été reliées au supposé culte de la « grande déesse », lié à la fertilité, mais cela a été questionné. De fait certaines ont des formes voluptueuses, parfois même il s'agit de femmes enceintes. Certaines sont réalisées avec grand soin, ce qui plaide pour un usage spécial, donc sacré. Il pourrait alors dans certains cas effectivement s'agir de divinités ou d'ancêtres féminines. Mais d'autres sont moins bien exécutées. Un usage profane, décoratif voire ludique, est envisageable pour un certain nombre de ces réalisations, surtout si elles ont été mises au jour dans des maisons et non dans des lieux rituels,,.

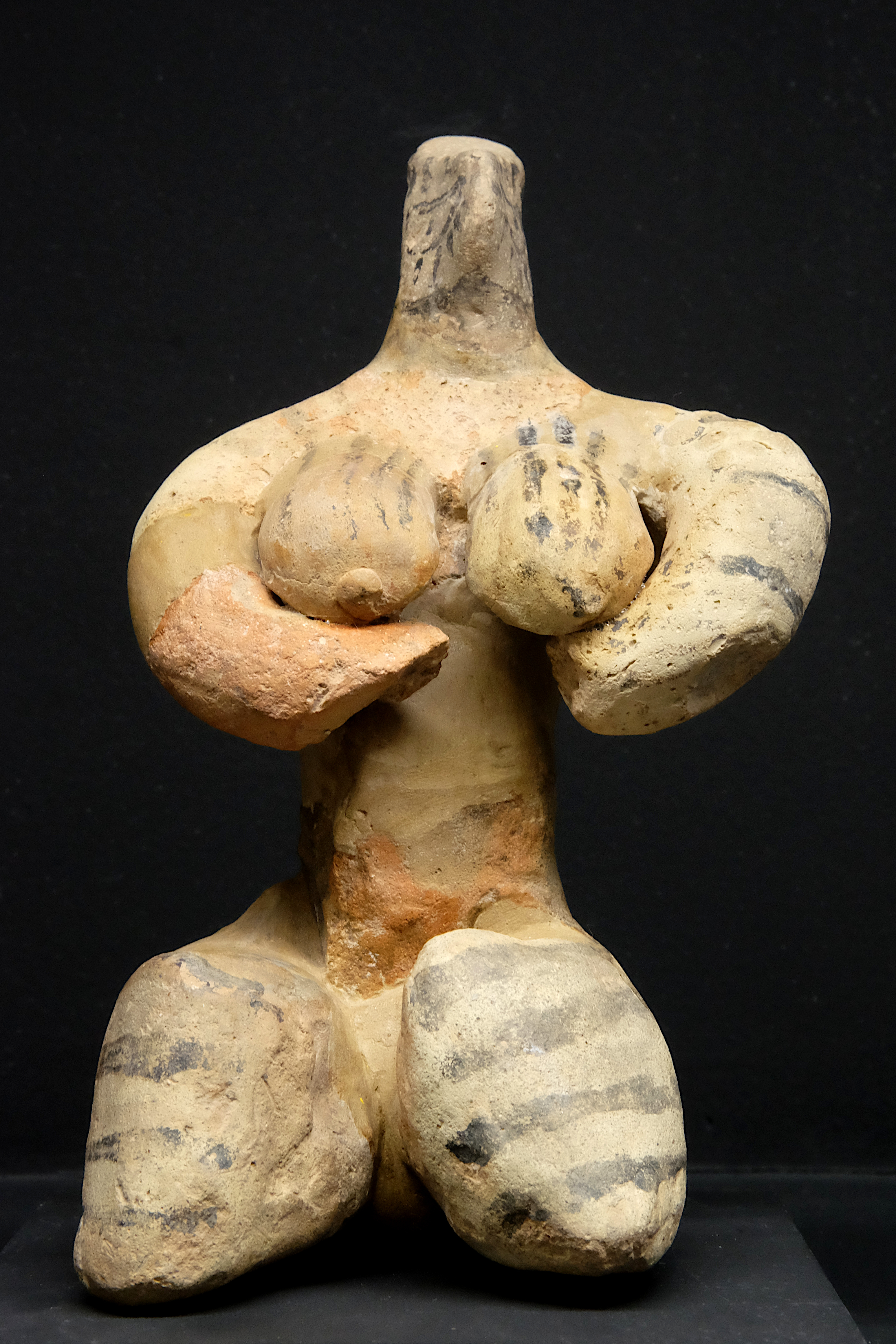
Figurine de parturiente assise de la période de Halaf, Proche-Orient, v. 5500 av. J.-C. Musées royaux d'Art et d'Histoire de Belgique.
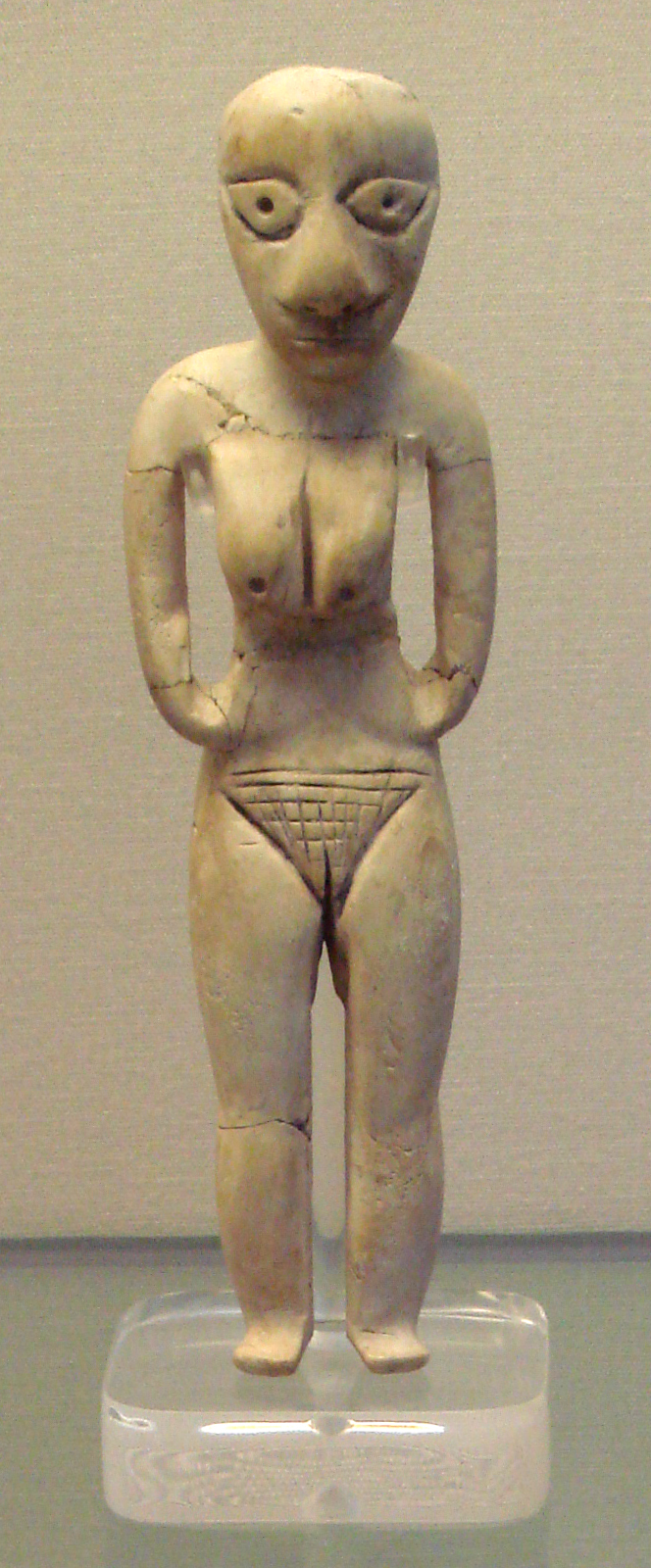
Figurine féminine taillée dans de l'ivoire d'hippopotame. Égypte, culture de Badari, v. 4000 av. J.-C. British Museum.
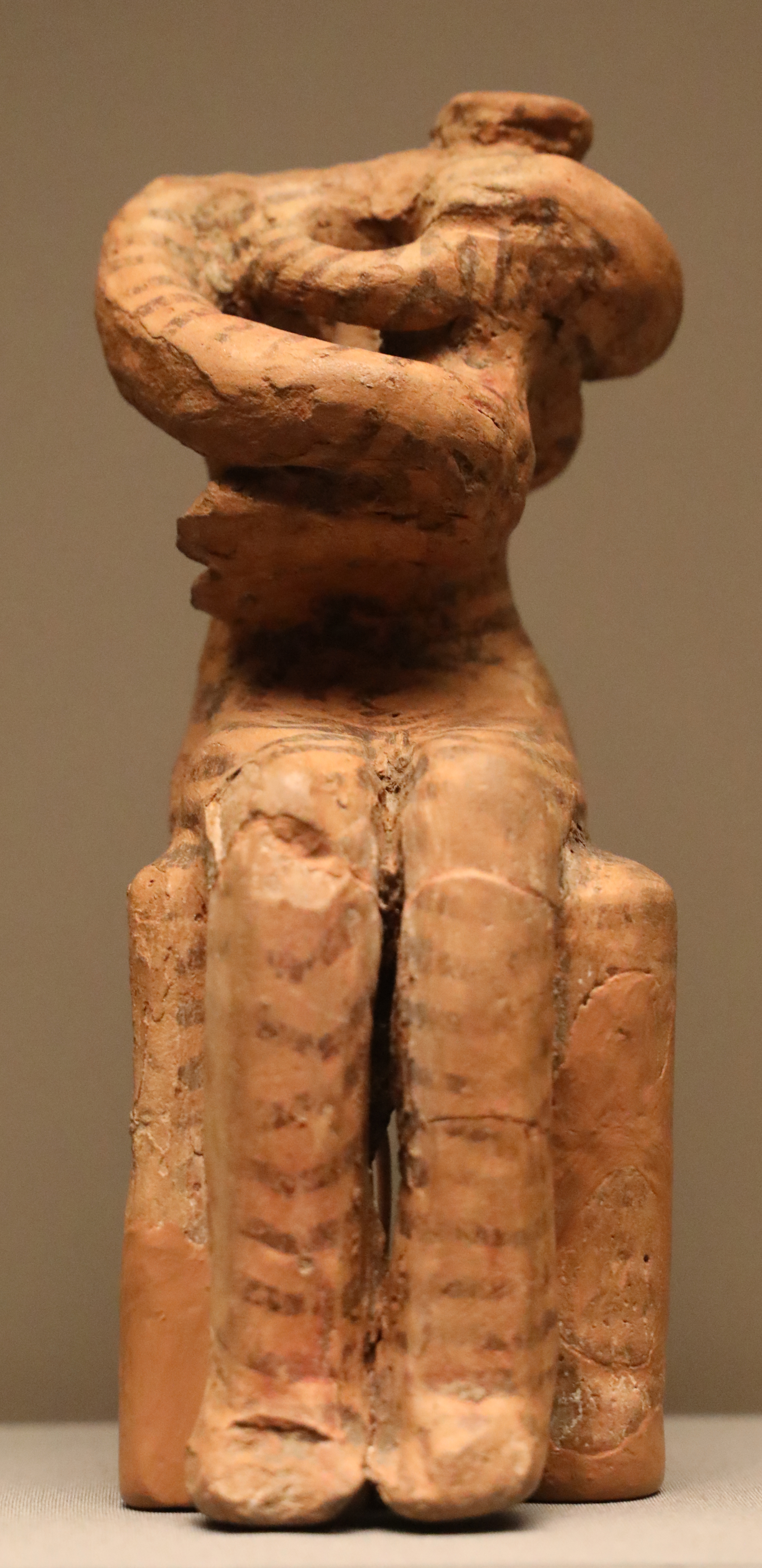
Figurine de femme assise avec un enfant. Sesklo, Grèce.
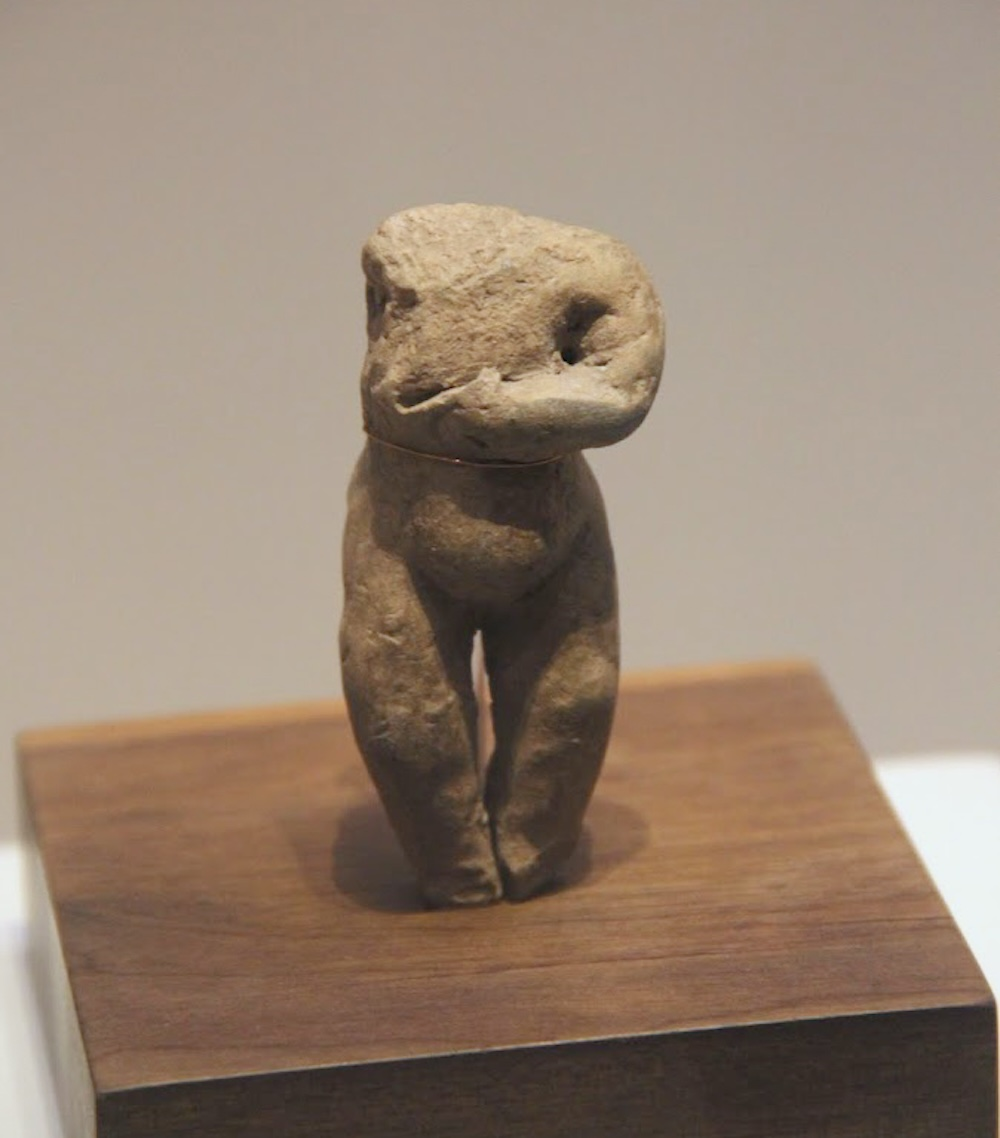
Figurine en terre cuite provenant de Niuheliang : torse féminin (femme enceinte ?), v. 3500 av. J.-C. Musée national de Chine.
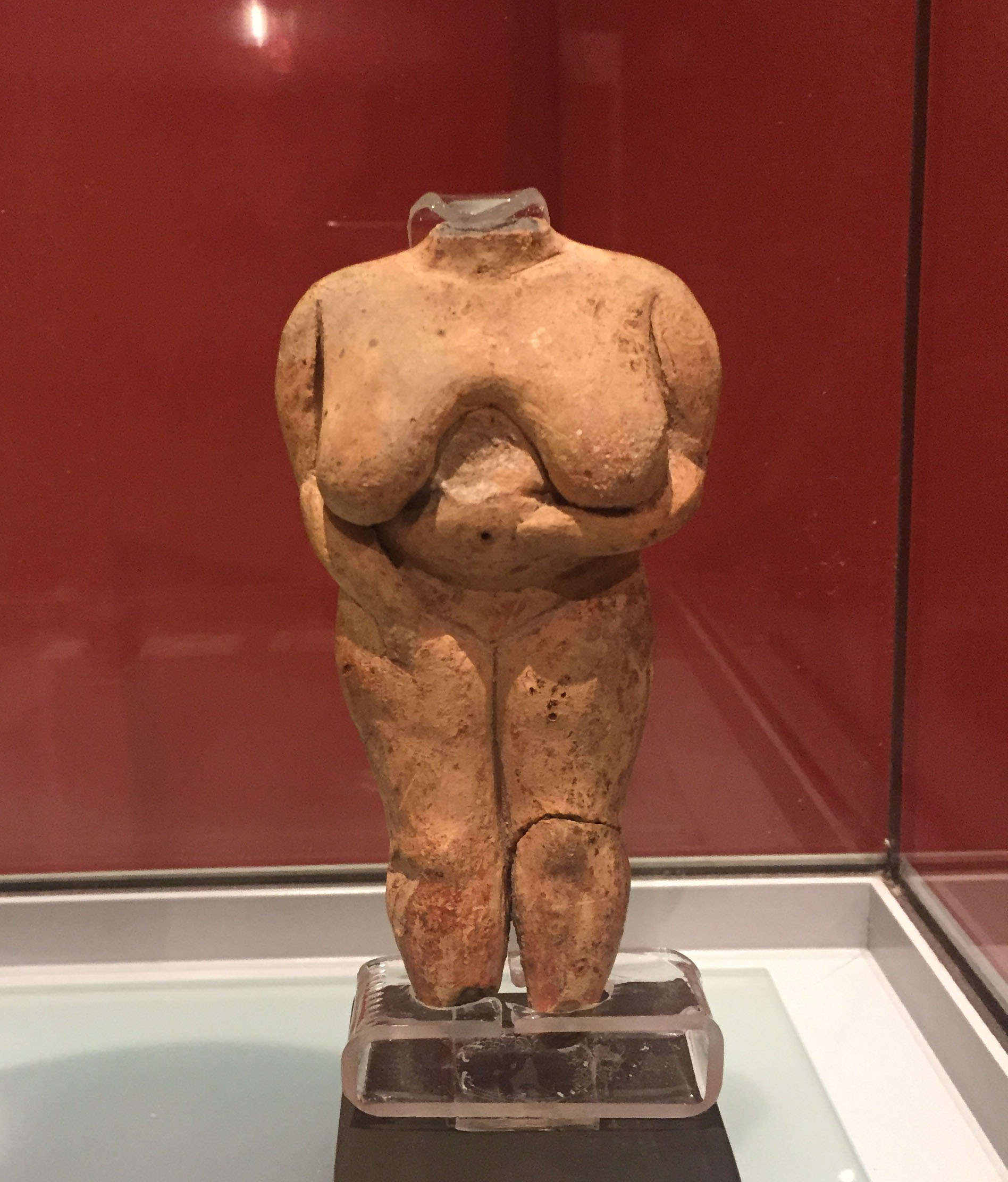
Statuette de femme nue, Ħagar Qim (Malte).
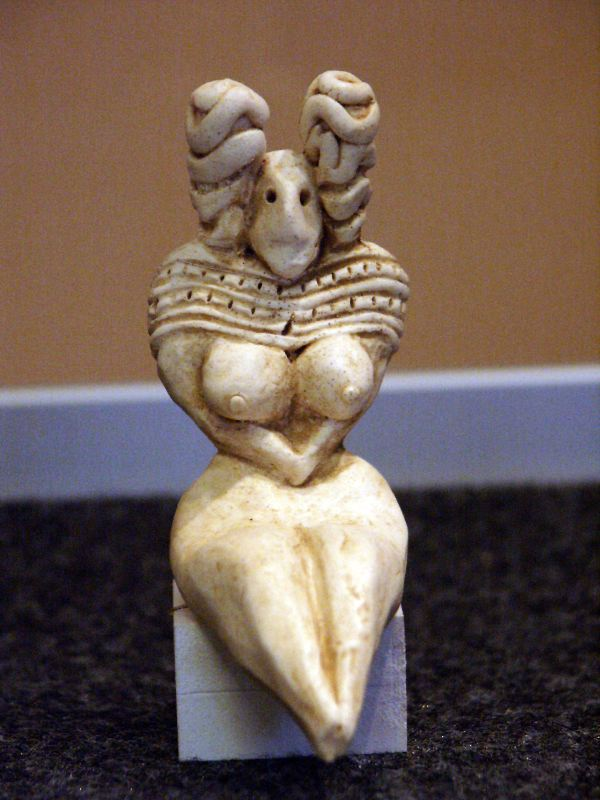
Statuette féminine de Mehrgahr (Pakistan), v. 3000 av. J.-C. Musée Barbier-Mueller.
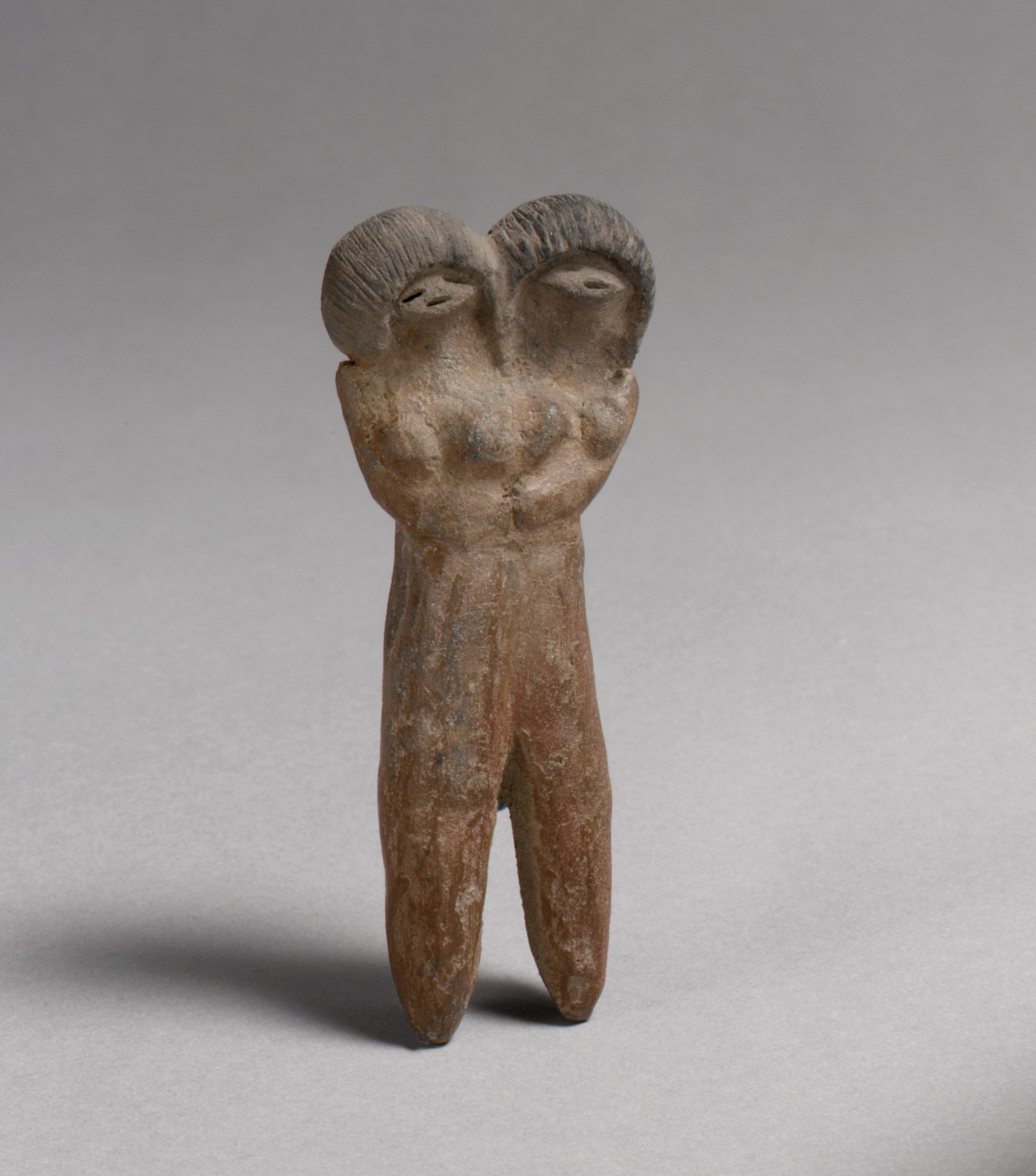
Figurine de femme à deux têtes, culture Valdivia (Équateur), v. 4000-1800 av. J.-C.

Les représentations animales posent autant de problèmes d'interprétation. Il s'agit souvent d'animaux sauvages, qui pourraient être représentés en lien avec la chasse ou des rites de sacrifice.
Parmi les œuvres mises en relation avec le culte des ancêtres proche-oriental figurent les représentations masculines des sanctuaires du sud-est anatolien, dont les piliers en "T" de Göbekli Tepe et d'autres sites, qui sont des représentations schématisées d'hommes. Les statues de plâtre mises au jour à Ain Ghazal en Jordanie pourraient être une autre forme de représentation d'ancêtres faisant l'objet d'un culte. Le lien avec les défunts est manifeste dans le cadre des crânes humains surmodelés d'argile, leur servant de seconde peau, avec dans plusieurs cas les yeux incrustés.

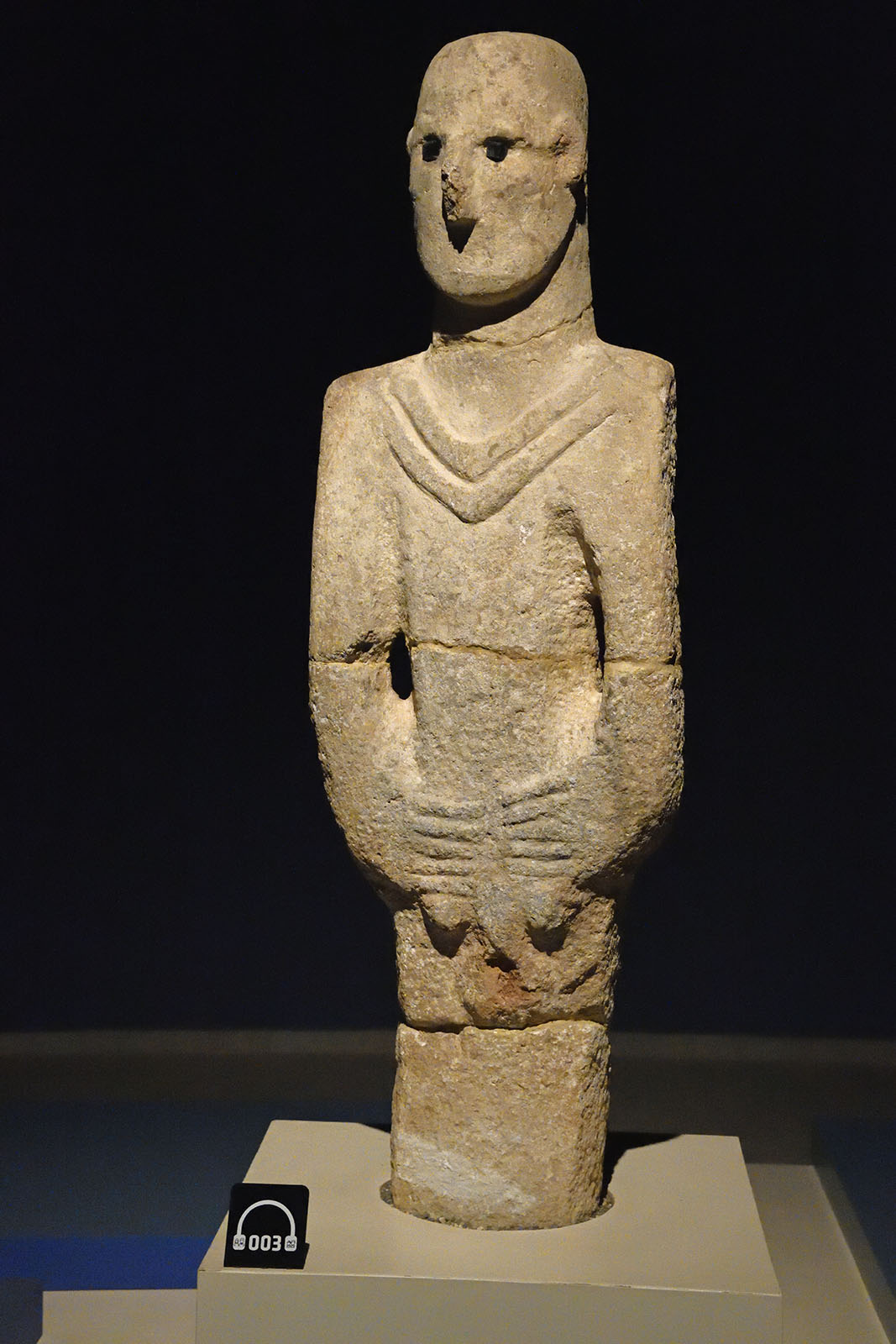
Statue de l'« homme d'Urfa », Anatolie du sud-est.
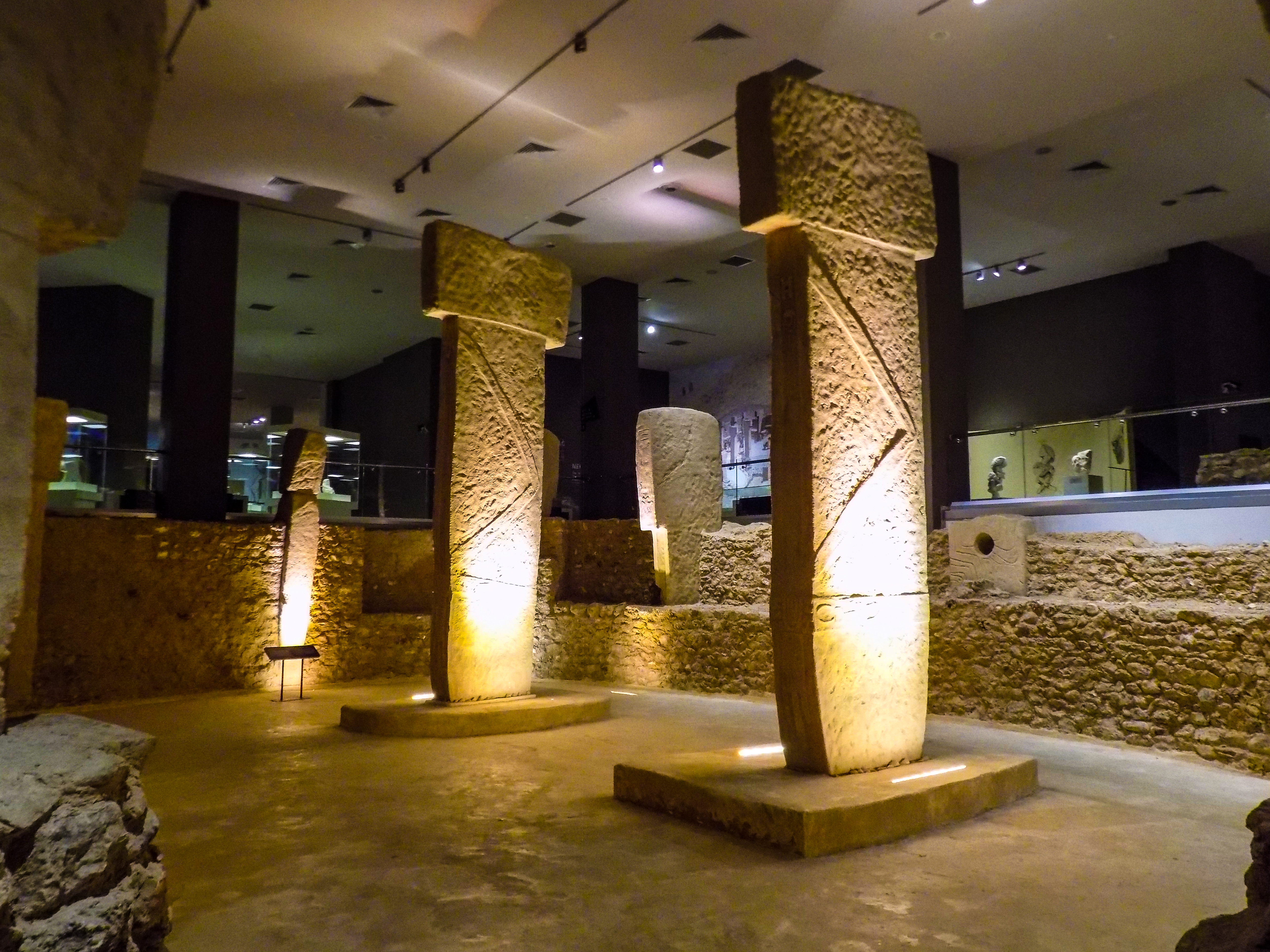
Reproductions de piliers de Göbekli Tepe au musée archéologique de Şanlıurfa ; les gravures représentant des bras sont visibles sur le fût.
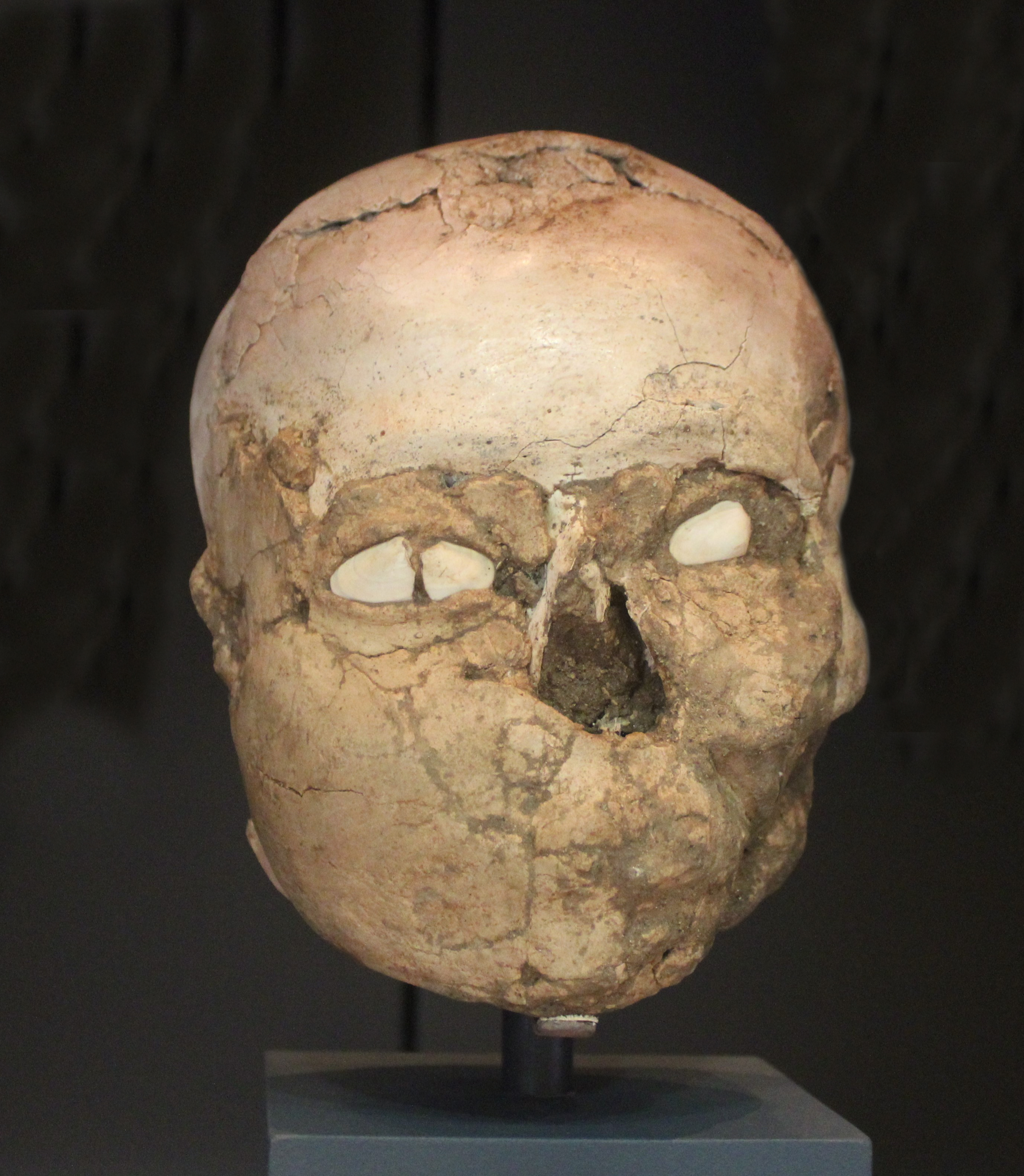
Crâne surmodelé provenant de Jéricho. British Museum.
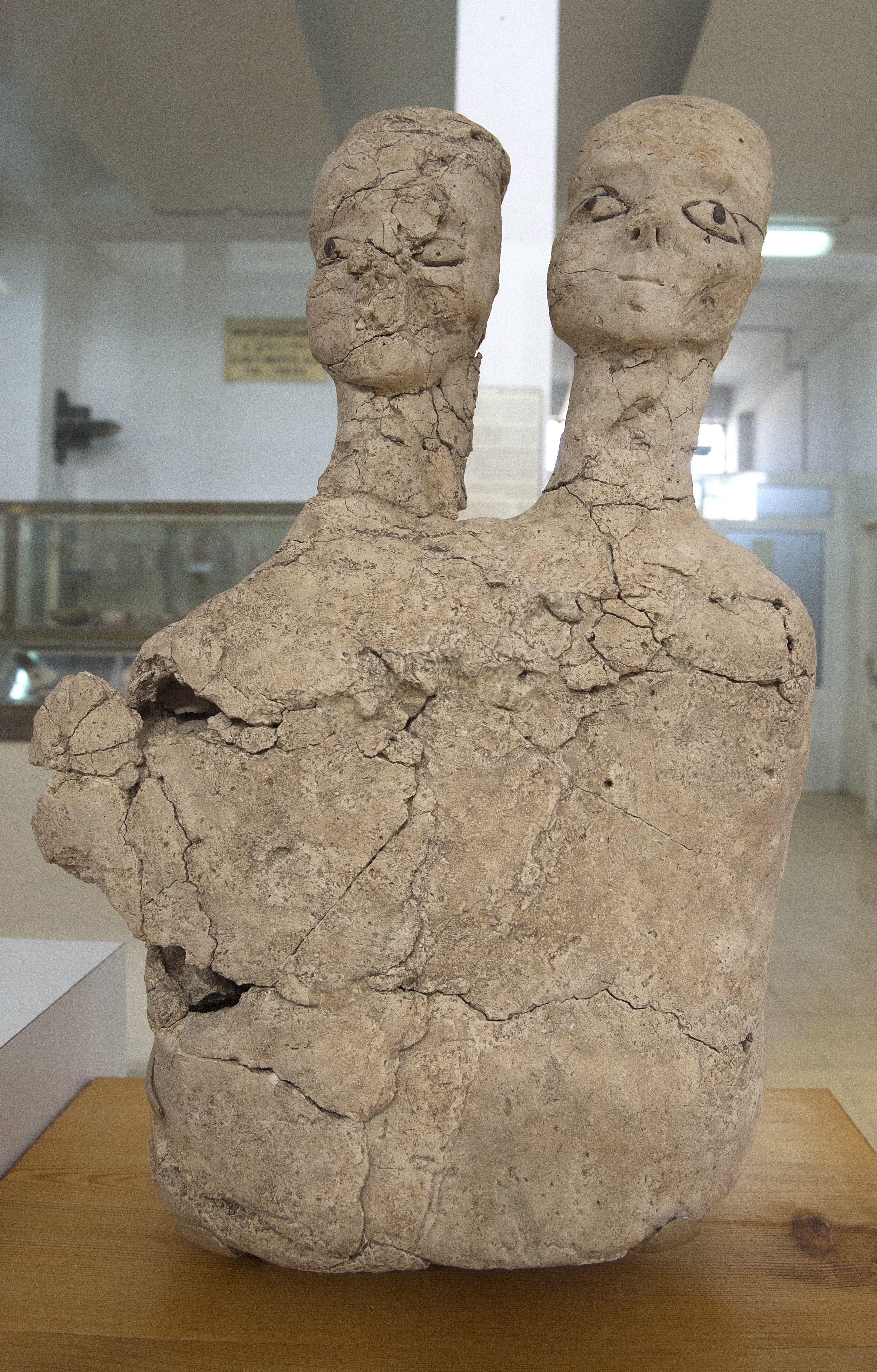
Statues en plâtre de deux humains, Ain Ghazal. Musée archéologique de Jordanie.

Les biens de prestige, qui se retrouvent de manière privilégiée dans les tombes, sont un type d'objet qui se diffuse avec le creusement des inégalités et l'affirmation d'une élite qui a besoin de se distinguer du reste de la population. Les pierres polies ayant un aspect visuel particulier sont privilégiées, comme la jadéite en Europe et le jade en Chine, en particulier la néphrite. Celle-ci est de couleur blanche en principe, mais peut aussi avoir différentes teintes de vert, aussi de bleu, de gris, de jaune, de marron et même de noir. Le jade prend au Néolithique un rôle symbolique majeur, qu'il conserve dans le reste de l'histoire chinoise. C'est une pierre très dure et difficile à travailler, demandant donc du temps et du savoir-faire, ce qui n'empêche pas les artisans de réaliser différents types d'ornements (bracelets, anneaux), des armes (haches) et des objets rituels symboliques comme le disque (bi) et le tube (cong), ou encore les représentations de « dragon-cochon » dans la culture de Hongshan.

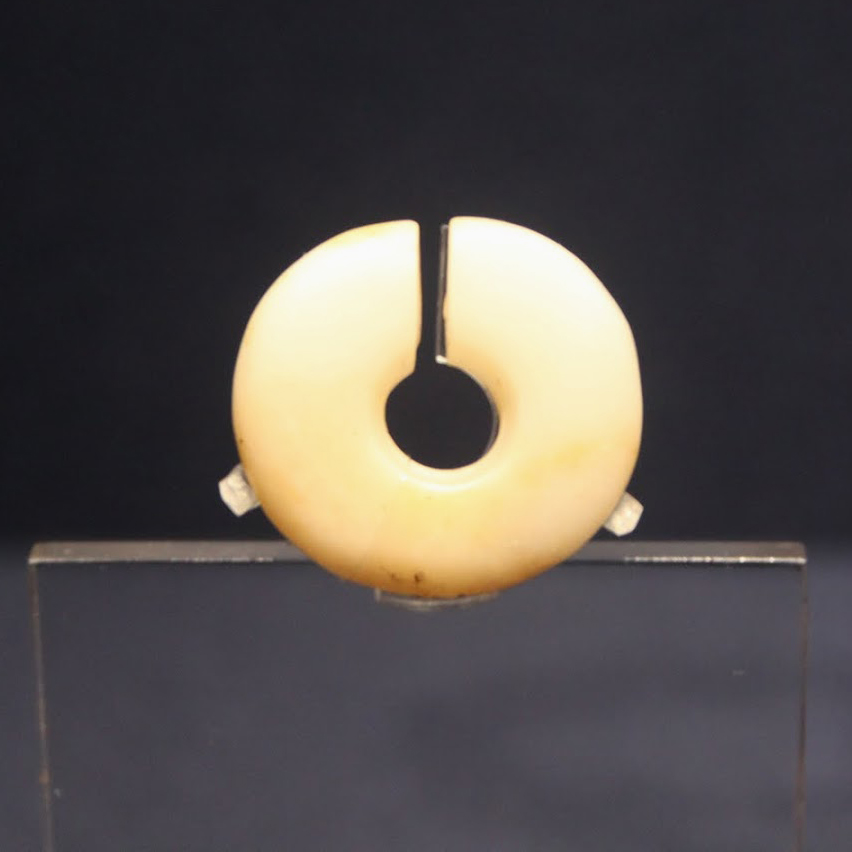
Anneau de jade fendu (de type jue). Culture de Majiabang (v. 5000-4000). Musée de Shanghai.
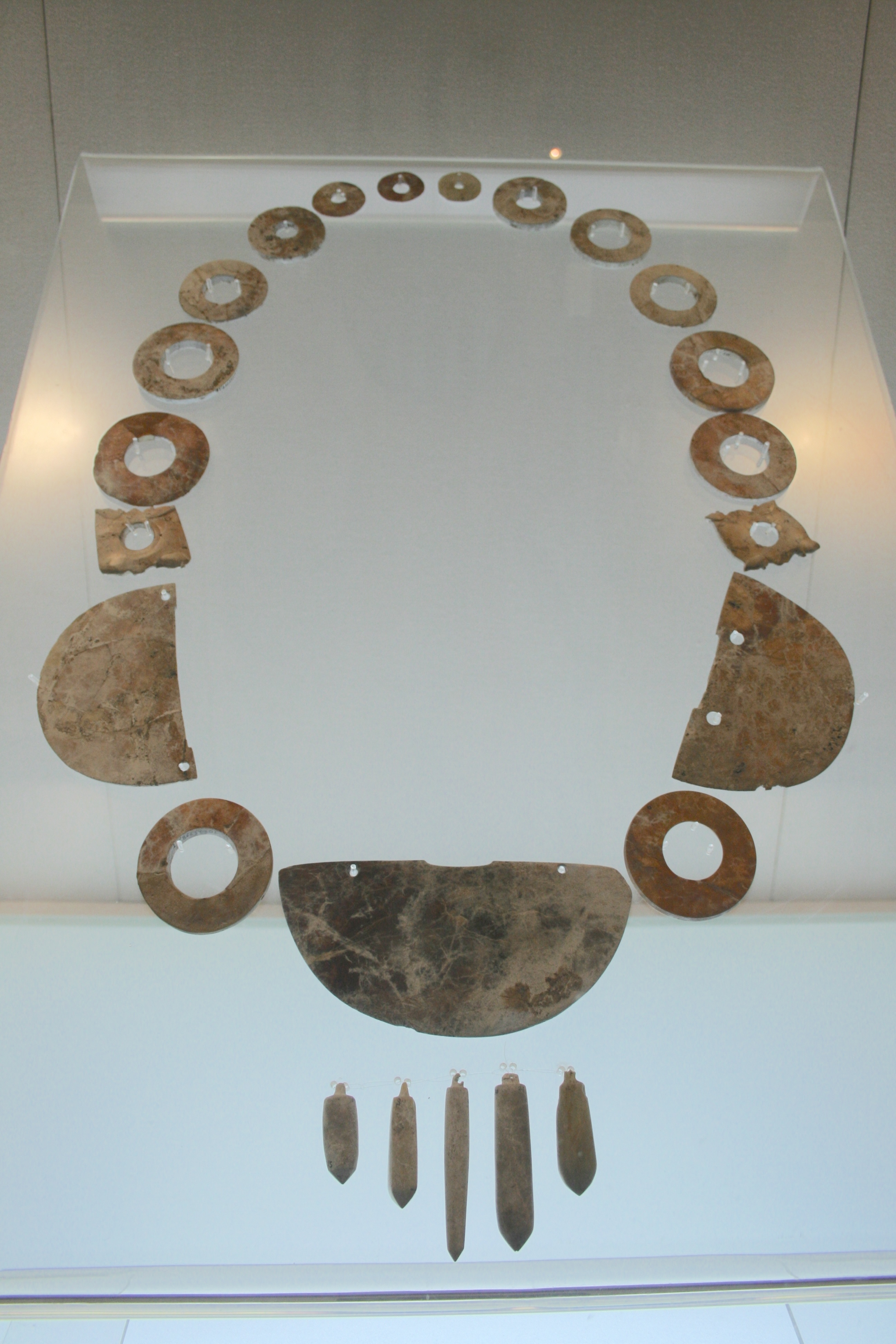
Collier en jade, culture de Dawenkou.
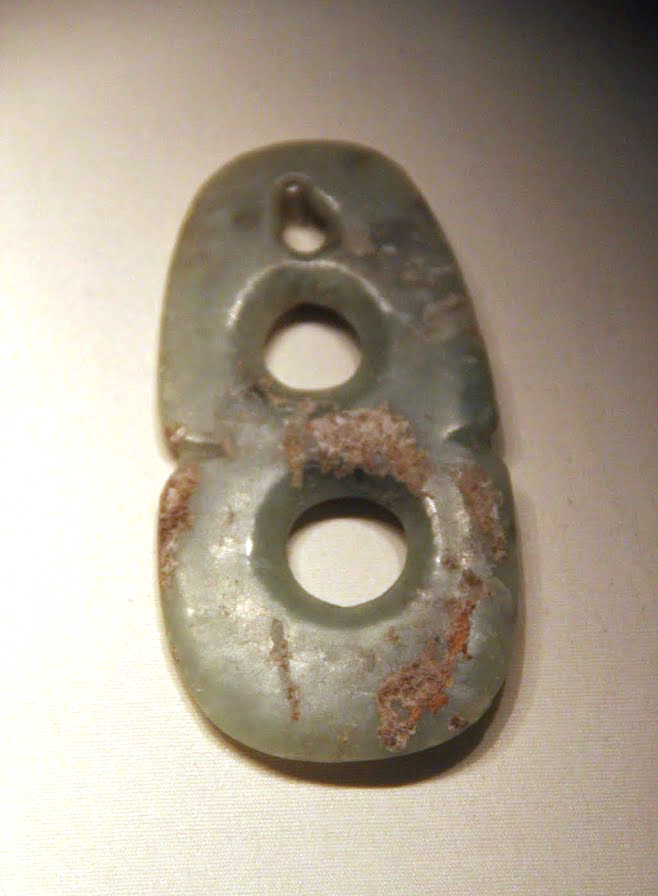
Ornement de jade sous forme d'un triple disque de type « bi » (?). Niuheliang, culture de Hongshan. Musée National de Chine.
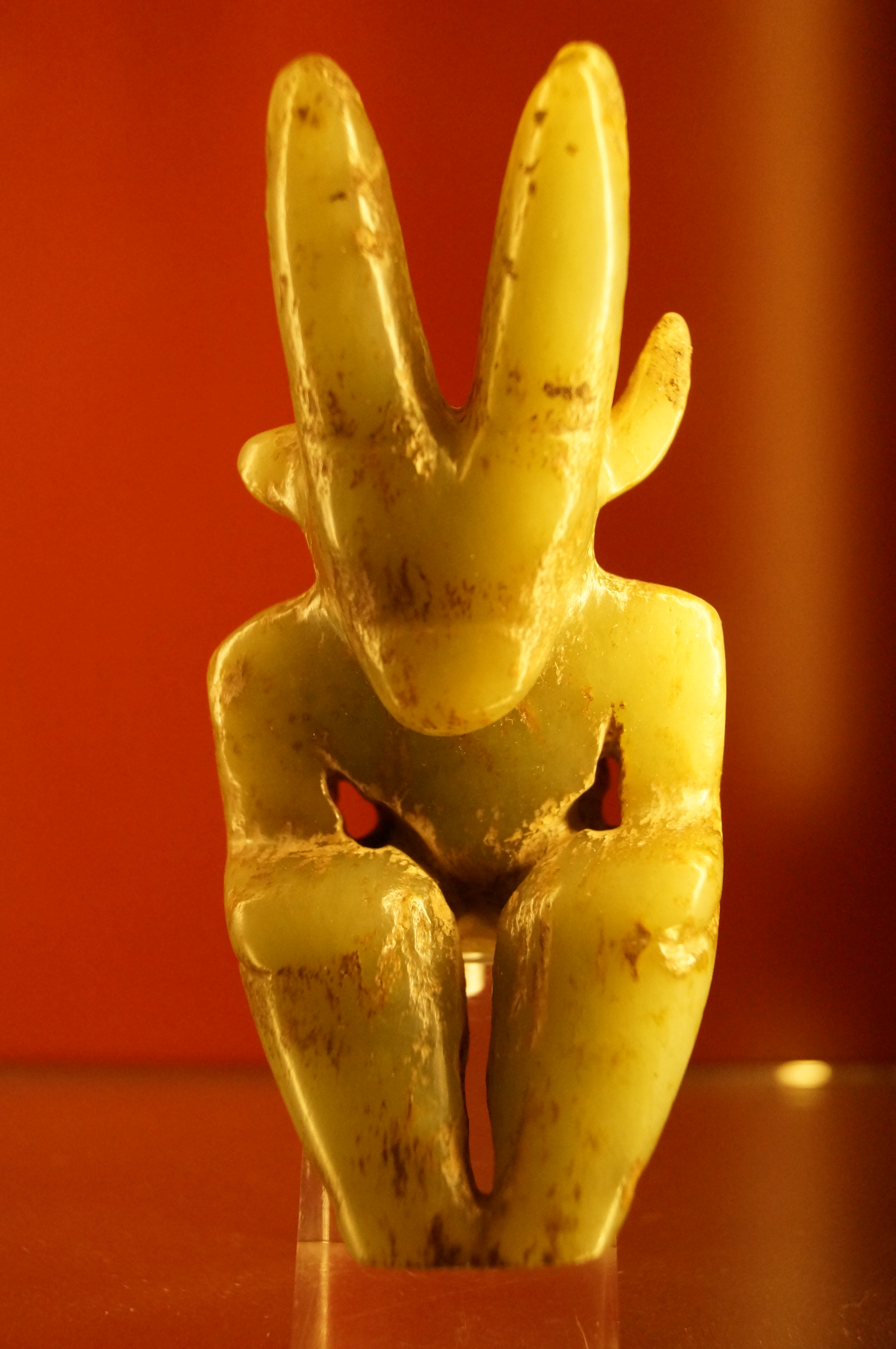
Figurine humanoïde en jade, culture de Hongshan.
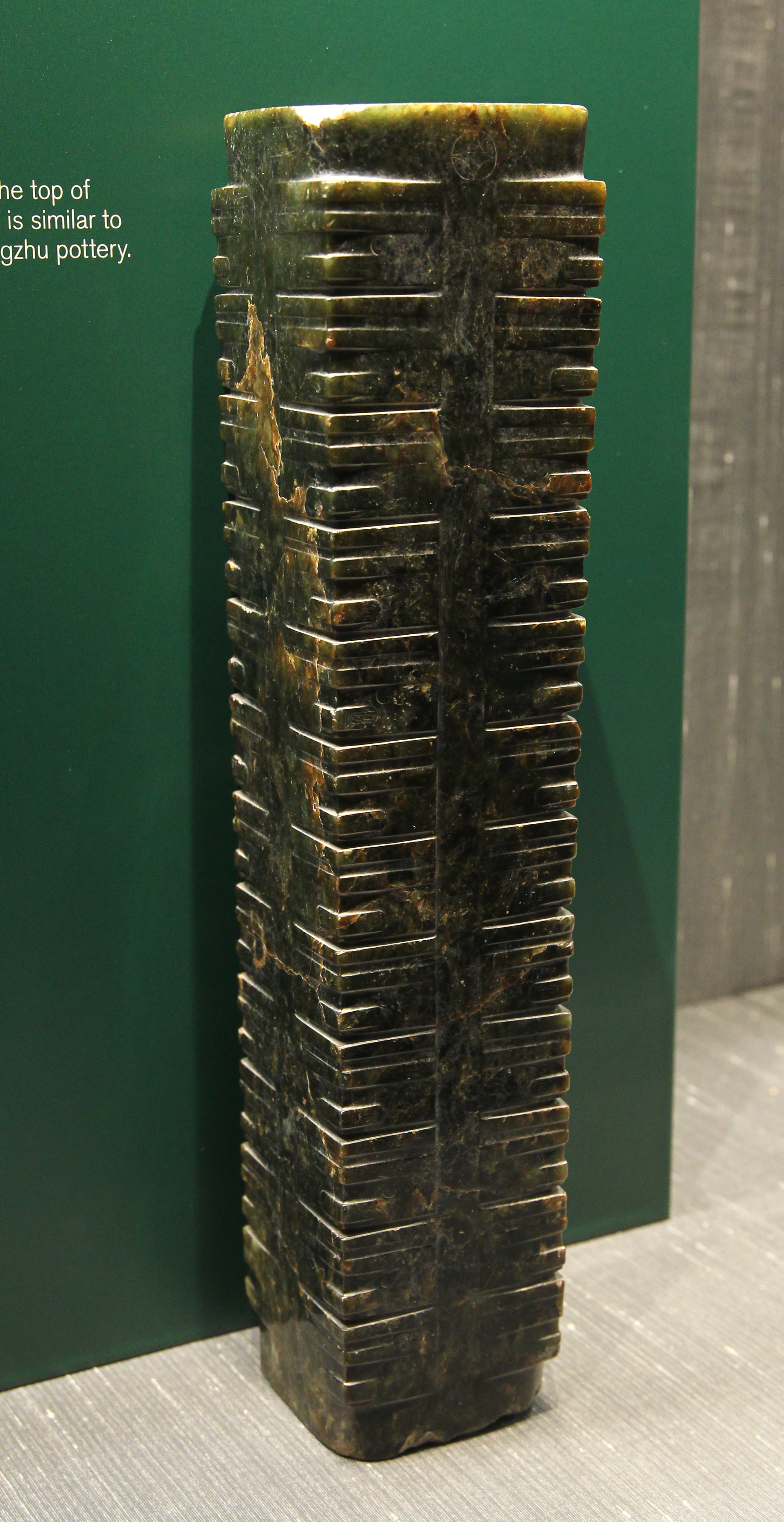
Tube (cong) de jade, culture de Liangzhu.

## Génétique des migrations de populations
La paléogénétique est devenue essentielle pour comprendre différents changements survenus durant le Néolithique, notamment les migrations et la diffusion néolithique, et plus largement pour mieux comprendre les premières sociétés villageoises.
La question de savoir si l'agriculture s'est répandue au fil des migrations humaines ou par la diffusion des idées et des techniques agricoles a été longtemps débattue mais depuis récemment, d'importants progrès de la génétique sont venus confirmer l’existence de grandes migrations néolithiques dans diverses parties de l'Ancien monde. Ainsi, même si la propagation initiale du Néolithique a dû se faire par diffusion culturelle dans le Croissant fertile parmi des groupes génétiquement bien différenciés, les recherches en paléogénétique indiquent que l'expansion vers le nord-ouest de l'Anatolie, le bassin égéen et le couloir danubien s'est produite principalement par diffusion démique.
Il a été constaté que les chasseurs-cueilleurs avaient des tailles de population effectives généralement plus importantes que les premiers fermiers du Néolithique contemporains. La faible taille de population effective déduite des premiers fermiers suggère que la transition néolithique est liée à une réduction de la taille effective de la population locale, potentiellement due à la « sédentarisation » et un flux de gènes restreint parmi les communautés agricoles à petite échelle, comme observé sur les sites néolithiques acéramiques de Boncuklu (de) et Aşıklı.

### Europe

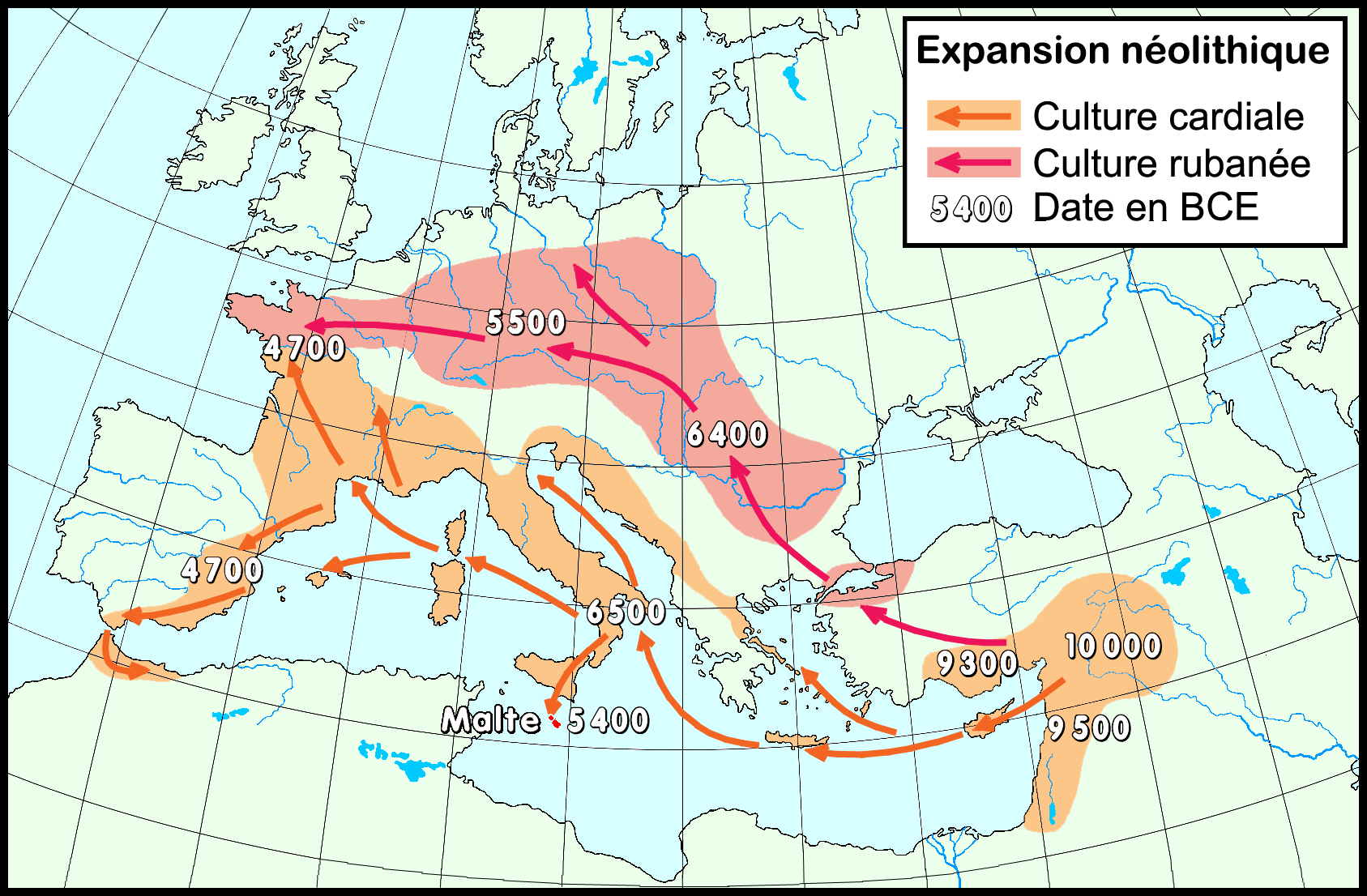
Expansion néolithique de la culture cardiale et de la culture rubanée en Europe d’après l'archéologie.

Les recherches en paléogénétique ont permis de mettre en évidence l’existence d'une importante discontinuité génétique entre le Mésolithique et le Néolithique en Europe, interprétée comme l'effet d'importants mouvements de population lors de la néolithisation de l'Europe depuis le Proche-Orient,.
C'est entre 2010 et 2012 qu'est enfin séquencé le génome d'Ötzi, l'« Homme des glaces » découvert congelé dans un glacier des Alpes, vieux de 5300 ans c'est-à-dire de la fin du Néolithique européen. Ötzi a alors révélé pour la première fois la grande parenté entre la population européenne ancienne du Néolithique et les populations actuelles du sud-ouest de l'Europe et en particulier la Sardaigne. Son aplogroupe Y G2a2a confirme également cette parenté. Cet haplogroupe aujourd'hui minoritaire en Europe avait déjà été précédemment trouvé comme le plus fréquent à l'époque du Néolithique européen, il est de nos jours encore très fréquent en Corse et en Sardaigne.
Plus généralement, tous les échantillons issus de fermiers européens du Néolithique ancien et moyen, que ce soit en Serbie (culture de Starčevo), en Allemagne (culture rubanée), en Espagne (culture cardiale et dérivés) ou encore en Suède (culture des vases à entonnoir), entre autres, sont très semblables génétiquement entre eux et très semblables à Ötzi, et forment une seule et même population génétique (cluster), les premiers agriculteurs européens, baptisée EEF (pour « Early Europeans Farmers »),, qui est étonnamment semblable à la population de la Sardaigne actuelle, et dans une moindre mesure très proche de toute l'Europe du Sud-Ouest actuelle. Cette population est bien distincte des anciens chasseurs-cueilleurs mésolithiques, ces derniers ont d'ailleurs persisté un moment à leurs côtés, les Européens du Néolithique sont alors supposés être issus au moins en partie d'une population ancienne du Proche Orient (différente de l'actuelle).
De même, il existe une discontinuité partielle entre cette population du Néolithique et la population actuelle de l'Europe, attribuée principalement à l'arrivée des Indo-Européens venus des steppes d'Europe de l'Est, durant les âges des métaux, et qui se sont mélangés à cette population du Néolithique pour donner les Européens actuels. Le mélange indo-européen est beaucoup plus important en Europe du Nord tandis que l'Europe du Sud, surtout du sud-ouest, est restée plus proche de l'ancienne population du Néolithique.
En 2015, grâce à l'augmentation du nombre d'échantillons disponibles permettant de plus fines comparaisons, Olalde et al. ont pu déterminer que les anciens fermiers néolithiques européens étaient en réalité une population très homogène, et que, comme cela avait déjà été seulement supposé auparavant, les deux grands courants de néolithisation de l'Europe, le courant danubien (culture rubanée) et le courant méditerranéen (culture cardiale), sont en réalité le fait d'une seule et unique population colonisatrice issue d'une seule et même source commune qui a conquis la majeure partie de l'Europe presque sans mélange avec les chasseurs-cueilleurs rencontrés sur le chemin, même longtemps après la séparation des deux courants et ce jusqu'à l’atteinte des côtes atlantiques. On a pu ainsi déterminer que, si mélange il y avait eu avec les anciens chasseurs-cueilleurs, celui-ci aurait alors plutôt eu lieu dans les Balkans, en amont de la séparation des deux grands courants, de sorte que les deux courants sont issus du même mélange génétique de départ.

### Proche-Orient
Ce n'est qu'en fin 2015 que les premiers échantillons d'ADN autosomal du Néolithique du Proche-Orient sont enfin disponibles,, plus précisément d'Anatolie. Ceux-ci montrent une différence génétique très marquée vis-à-vis de la population actuelle d'Anatolie, cette dernière est donc issue de migrations et d'importants remplacements de population plus récents dans cette région. La population ancienne du Néolithique d'Anatolie était en revanche bien plus proche des Européens actuels, et était surtout très étroitement apparentée aux premiers fermiers européens du Néolithique (les EEF). Cela confirme par ailleurs l'origine orientale des EEF. À leur entrée en Europe, ces premiers agriculteurs n'ont connu en fait qu'un mélange très limité (7 à 11 %) avec les chasseurs-cueilleurs européens avant de coloniser et peupler une grande partie de l'Europe.
Une étude de Lazaridis et al. publiée en juin 2016 constitue la première vaste exploration génétique des populations du Proche-Orient néolithique, elle apporte notamment de nouveaux échantillons d'ADN autosomal du Néolithique d’Anatolie, du sud du Levant (Natoufien, PPNB, PPNC) et du Zagros iranien. Les différentes populations anciennes du Néolithique du Proche-Orient étaient à la fois différenciées entre elles et en partie différentes des populations actuelles de ces régions. Les Anatoliens du Néolithique, partiellement apparentés aux chasseur-cueilleurs européens du Mésolithique (WHG), sont la population source des grandes migrations néolithiques qui ont touché l'Europe. Les Levantins du Néolithique, quant à eux, assez apparentés aux Anatoliens néolithiques mais bien différenciés, sont la source principale des migrations d'origine eurasienne qui ont touché l'Afrique. La population de l'ouest de l'Iran néolithique (Zagros) est bien différenciée des deux premières, elle est en revanche assez étroitement apparentée aux CHG (anciens chasseurs-cueilleurs du Caucase du Paléolithique supérieur et du Mésolithique). Les modèles de mélange suggèrent que cette population a migré vers l'Est dans le sous-continent indien durant le Néolithique. Ces résultats permettent de dire que la néolithisation d'une grande partie de l'Ancien monde s'est effectuée par d'importantes migrations originaires de différentes parties du Croissant fertile. Ces migrations ont eu un impact génétique très important sur de nombreuses populations d'Eurasie et d'Afrique qui en descendent encore partiellement de nos jours.
En 2022, trois études présentent l'ADN de plus de 700 individus ayant vécu de la Croatie à l'Iran pendant plus de 10 000 ans. L'agriculture a commencé en Anatolie mais l'ADN montre que les personnes qui ont expérimenté la plantation de blé et la domestication des moutons et des chèvres il y a environ 10 000 ans n'étaient pas les simples descendants des chasseurs-cueilleurs vivant dans la région. Des dizaines de génomes nouvellement séquencés suggèrent que l'Anatolie a absorbé au moins deux migrations distinctes il y a entre 10 000 et 6 500 ans, l'une venant de l'Irak et de la Syrie actuels et l'autre de la côte orientale de la Méditerranée. Il y a environ 6 500 ans, les populations locales et immigrées avaient fusionné, mais une autre contribution génétique est venue de l'est, lorsque des chasseurs-cueilleurs du Caucase sont entrés dans la région. Il y a environ 5 000 ans, un quatrième groupe est arrivé, les Yamnaya (nomades des steppes au nord de la mer Noire), modifiant l'image génétique mais sans la redessiner fondamentalement.

### Afrique
Fin 2015, le premier génome ancien de chasseur-cueilleur d'Afrique subsaharienne est disponible ; il est issu d'une grotte éthiopienne et date d'environ 2500 av. J.-C. La comparaison de ce génome avec les génomes des populations actuelles et anciennes d'Afrique et d'Eurasie a permis de déterminer que les Africains subsahariens modernes auraient tous reçu dans les derniers millénaires (pendant ou après le Néolithique) un apport génétique plus ou moins léger à important (selon les ethnies) en provenance d'Eurasie de l'Ouest. Parmi les populations eurasiennes anciennes et modernes, cette petite part supplémentaire d'ADN eurasien qu'on trouve chez les Africains subsahariens modernes a le plus d'affinités avec la population actuelle de la Sardaigne et avec les anciens fermiers néolithiques européens (les EEF). Cela suggère que l'Afrique subsaharienne a également été touchée de manière significative par les migrations néolithiques dont les EEF, génétiquement très proches des actuels Sardes, étaient les porteurs.
Par la suite, en février 2016, les auteurs de l'étude ont publié un erratum concernant leur étude. À la suite d'une erreur bio-informatique, l'influx de gènes eurasiens en Afrique subsaharienne a été surestimé. Il y a bien eu une importante migration en Afrique de l'Est en provenance d'Eurasie. Cependant elle s'étend beaucoup moins ailleurs en Afrique subsaharienne. Ainsi les Yoruba et les Mbuti ne présentent pas plus de gènes eurasiens que l'ancien Éthiopien de la grotte Mota.
En juin 2016, l'étude de Lazaridis et al. détermine que la population eurasienne source qui a contribué au génome des Africains de l'Est est plutôt l'ancienne population du sud du Levant du Néolithique, assez apparentée mais différenciée vis à vis de l'ancienne population d'Anatolie du Néolithique.

### Sous-continent indien
Une étude de Jones et al. publiée en 2015 apporte deux échantillons d'ADN autosomal du Caucase en Géorgie du Paléolithique supérieur et du Mésolithique, cette population est dénommée chasseurs-cueilleurs du Caucase (en) (CHG). Cela permet de déterminer que la population actuelle de l'Inde pourrait être en grande partie issue d'un mélange assez récent (quelques millénaires seulement) entre deux populations : une première population théorique autochtone de l'Inde (dénommé ASI) qui avait une certaine parenté génétique avec les Andamanais (population ayant servi de référence dans l'étude) des Îles Andaman, et une seconde population eurasienne de l'ouest originaire des environs du Caucase arrivée plus tardivement en Inde par le nord-ouest. Dans le mélange les populations du sud de l'Inde sont restées un peu plus proches des Andamanais tandis que les populations du nord de l'Inde sont un peu plus proches des eurasiens occidentaux.
Selon Lazaridis et al. (juin 2016), la population de l'ouest de l'Iran du néolithique (monts Zagros), qui est assez apparentée aux CHG, est la source de l'expansion néolithique vers l'Inde. Cette population aurait migré dans le sous-continent indien durant le néolithique et s'y est mélangée à une population autochtone (ASI). Toutes les populations actuelles du sous-continent indien portent encore une part importante de cette population du Zagros néolithique, mais cette part d'ascendance est plus importante dans le nord-ouest. L'étude a aussi permis de déterminer que les populations actuelles du sous-continent indien ont un important apport génétique issu de la steppe eurasienne, arrivé en Inde plus tardivement à l'âge du bronze, et probablement à l'origine des langues indo-européennes d'Inde.

### Histoire humaine et Préhistoire
- Jean-Paul Demoule, La Préhistoire en 100 questions, Paris, Taillandier, 2021.
- Jean-Paul Demoule, Dominique Garcia et Alain Schnapp (dir.), Une histoire des civilisations : Comment l’archéologie bouleverse nos connaissances, Paris, La Découverte, 2018.
- (en) Graeme Barker et Candice Goucher, The Cambridge World History : Volume II: A World With Agriculture, Cambridge, Cambridge University Press, 2015
- (en) Colin Renfrew (dir.), The Cambridge World Prehistory, Cambridge, Cambridge University Press, 2014.
- (en) Chris Scarre (dir.), The Human Past : World Prehistory and the Development of Human Societies, Londres, Thames 1 Hudson, 2018, 4e éd.

### Articles introductifs
- (en) Graeme Barker, « Early Farming and Domestication », dans Chris Gosden, Barry Cunliffe et Rosemary A. Joyce (dir.), The Oxford Handbook of Archaeology, Oxford, Oxford University Press, 2009, p. 331-358
- (en) Graeme Barker et Candice Goucher, « Introduction: A world with agriculture », dans Graeme Barker et Candice Goucher (dir.), The Cambridge World History : Volume II: A World With Agriculture, Cambridge, Cambridge University Press, 2015, p. 1-25
- Jean-Paul Demoule, « Les premières sociétés agricoles », dans Jean-Paul Demoule, Dominique Garcia et Alain Schnapp (dir.), Une histoire des civilisations : Comment l’archéologie bouleverse nos connaissances, Paris, La Découverte, 2018, p. 159-174
- Muriel Gandelin, « La métamorphose néolithique », dans Valérie Disdier et Michel Lussault (dir.), Néolithique Anthropocène - Dialogue autour des 12000 dernières années, Lyon, Éditions deux-cent-cinq/École urbaine, 2021, p. 65-72
- (en) Chris Scarre, « The World Transformed: From Foragers and Farmers to States and Empires », dans Chris Scarre (dir.), The Human Past : World Prehistory and the Development of Human Societies, Londres, Thames & Hudson, 2018, 4e éd., p. 174-197

### Généralités
- Jean-Paul Demoule (dir.), La Révolution néolithique dans le monde, Paris,  CNRS éditions, 2009 (ISBN 2271069149).
- Jean-Paul Demoule, La Révolution néolithique, Paris, Le Pommier, coll. « Le collège », 2013.
- Jean-Paul Demoule, Les dix millénaires oubliés qui ont fait l'histoire : Quand on inventa l'agriculture, la guerre et les chefs, Paris, Librarie Arthème/Fayard, coll. « Pluriel », 2019 (1re éd. 2017).
- (en) Susan Foster McCarter, Neolithic, New York, Routledge, 2007
- Jean Guilaine, Caïn, Abel, Ötzi : L’héritage néolithique, Paris, Gallimard, coll. « NRF - Bibliothèque des Histoires », 2011
- Jean Guilaine, La seconde naissance de l'homme : Le Néolithique, Odile Jacob, 2015 (ISBN 2738132618).
- Anne Lehoërff, Le Néolithique, Paris, Presses universitaires de France, coll. « Que-sais-je ? » (no 4188), 2023, 2e éd..

### Études régionales
- Olivier Aurenche et Stefan K. Kozlowski, La naissance du Néolithique au Proche-Orient, Paris, CNRS Editions, coll. « Biblis », octobre 2015 (1re éd. 1999), 343 p. (ISBN 978-2-271-08601-3)
- (en) Olivier Aurenche, Janusz K. Kozlowski et Stefan K. Kozlowski, « To be or not to be… Neolithic: “Failed attempts” at Neolithization in Central and Eastern Europe and in the Near East, and their final success (35,000-7000 BP) », Paléorient, vol. 39, no 2,‎ 2013, p. 5-45 (lire en ligne)
- Jessie Cauliez, Tiphaine Dachy et Xavier Gutherz, « Les premières sociétés de production en Afrique », dans François-Xavier Fauvelle (dir.), L’Afrique ancienne. De l’Acacus au Zimbabwe. 20 000 avant notre ère – XVIIe siècle, Paris, Belin, 2018, p. 469-497
- Nicolas Cauwe, Pavel Dolukhanov, Janusz Kozlowski et Paul-Louis Van Berg, Le Néolithique en Europe, Paris, Armand Colin, 2007

### Études thématiques
- (en) Phillip C. Edwards, « The Beginnings of Agriculture », dans David Hollander et Timothy Howe (dir.), A Companion to Ancient Agriculture, Hoboken, Wiley-Blackwell, 2021, p. 121-148
- (en) Greger Larson, Dolores R. Piperno, Robin G. Allaby et al., « Current perspectives and the future of domestication studies », Proceedings of the National Academy of Sciences, vol. 111,‎ 2014, p. 6139–6146 (DOI 10.1073/pnas.132396411, lire en ligne)
- Alain Testart, Avant l'histoire : L'évolution des sociétés, de Lascaux à Carnac, Paris, Gallimard, coll. « NRF », 2012
- (en) Kent Flannery et Joyce Marcus, The Creation of Inequality : How Our prehistoric Ancestors Set the Stage for Monarchy, Slavery, and Empire, Cambridge et Londres, Harvard University Press, 2012
- Jean-Paul Demoule, Naissance de la figure : L'art du paléolithique à l'âge du Fer, Paris, Gallimard, coll. « Folio Histoire », 2017